# Aachener Dom

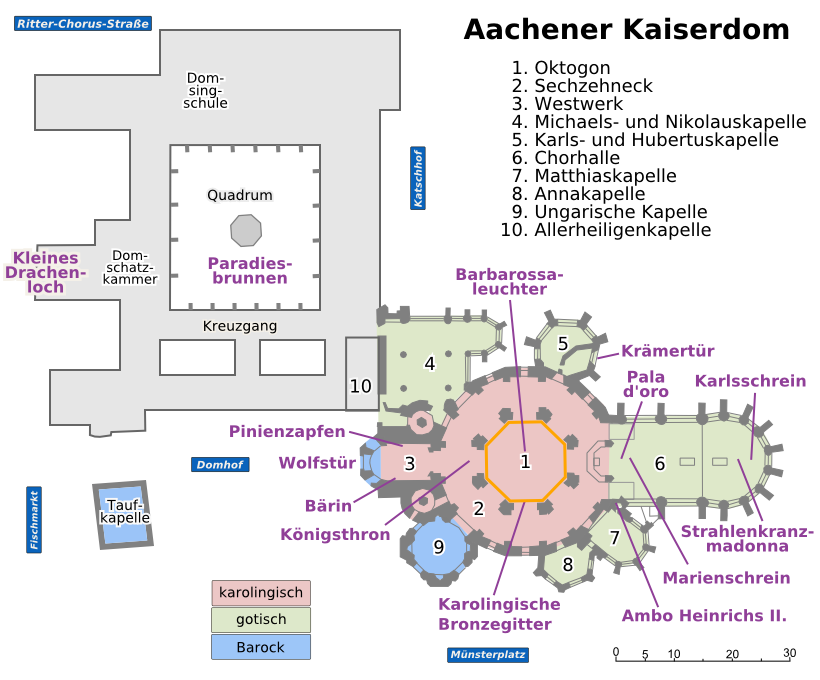
Lageplan

Der Aachener Dom, auch Hoher Dom zu Aachen, Aachener Münster oder Aachener Marienkirche, ist die Bischofskirche des Bistums Aachen und das bedeutendste Wahrzeichen der Stadt Aachen. Patronin ist die Gottesmutter Maria.
Der Dom besteht aus mehreren Teilbauten, deren jeweilige Entstehungszeiten die Epoche des Frühmittelalters bis hin zur späten Neuzeit umfassen. Das karolingische Oktogon, ehemals die Pfalzkapelle der Aachener Königspfalz, ist das bedeutendste architektonische Beispiel für die karolingische Renaissance. Karl der Große ließ den Zentralbau und den Westbau gegen Ende des achten Jahrhunderts als Kern seiner Pfalzanlage errichten. Die Grundsteinlegung erfolgte um 795, die Fertigstellung um 803. Die Kirchweihe wird für den 17. Juli 802 angenommen (nicht gesichert). Die Reliquienankunft fand in den beiden Jahren vorher statt. Die postulierte Weihe 805 durch Papst Leo III. entstammt einer Legende aus dem 14. Jahrhundert. Heute noch wird die Kirchweihe am 17. Juli, jedoch seit 1803 das Patronatsfest des Domes am 15. August zu Mariä Himmelfahrt gefeiert. Die karolingische Pfalzkirche ist umgeben von mehreren Anbauten aus späterer Zeit, darunter die gotische Chorhalle im Osten und der vielgestaltige Kapellenkranz.
Der über 1200-jährige Aachener Dom ist ein heterogen aufgebautes, durch viele Stilepochen beeinflusstes Bauwerk, das durch zahlreiche Überformungen, Niederlegungen und Anbauten gekennzeichnet ist. Die Funktion des Kirchenbaus veränderte sich im Laufe der Geschichte von der einst karolingischen Pfalzkapelle über die Münsterkirche des Marienstiftes zum Bischofssitz der Gegenwart. Als Mausoleum Karls des Großen war die Stiftskirche von 936 bis 1531 Krönungsort römisch-deutscher Könige. Seit dem 14. Jahrhundert entwickelte sich Aachen zu einem bedeutenden Wallfahrtsort mit der alle sieben Jahre stattfindenden Heiligtumsfahrt. Erst Anfang des 19. Jahrhunderts wurde der Aachener Dom – wenn auch nur kurzfristig – Kathedrale, eine Funktion, die die Kirche seit 1930 wieder dauerhaft erfüllt.
Zusammen mit dem Domschatz, der sowohl in der Kirche enthaltene als auch die in der Domschatzkammer ausgestellten Kunstwerke umfasst, wurde die Kathedrale im Jahr 1978 als erstes deutsches und weltweit zweites Kulturdenkmal in die UNESCO-Welterbeliste aufgenommen.

## Architektur und Baugeschichte

### Bauhistorischer Abriss

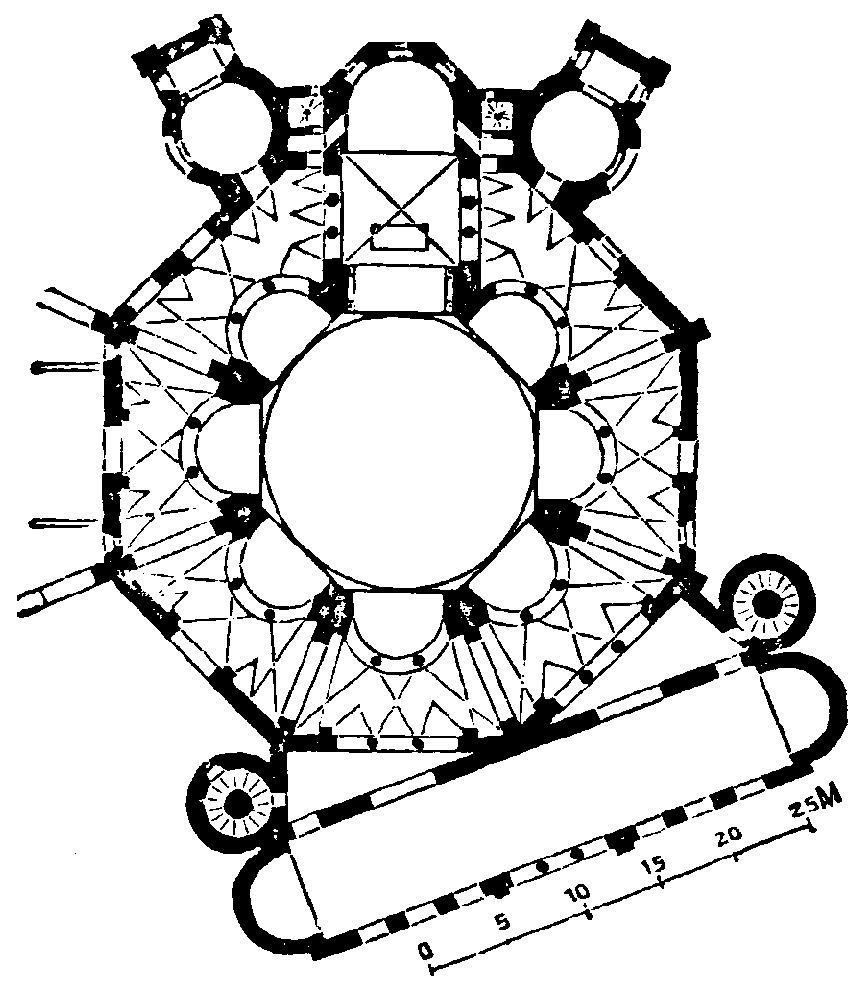
Grundriss von San Vitale in Ravenna

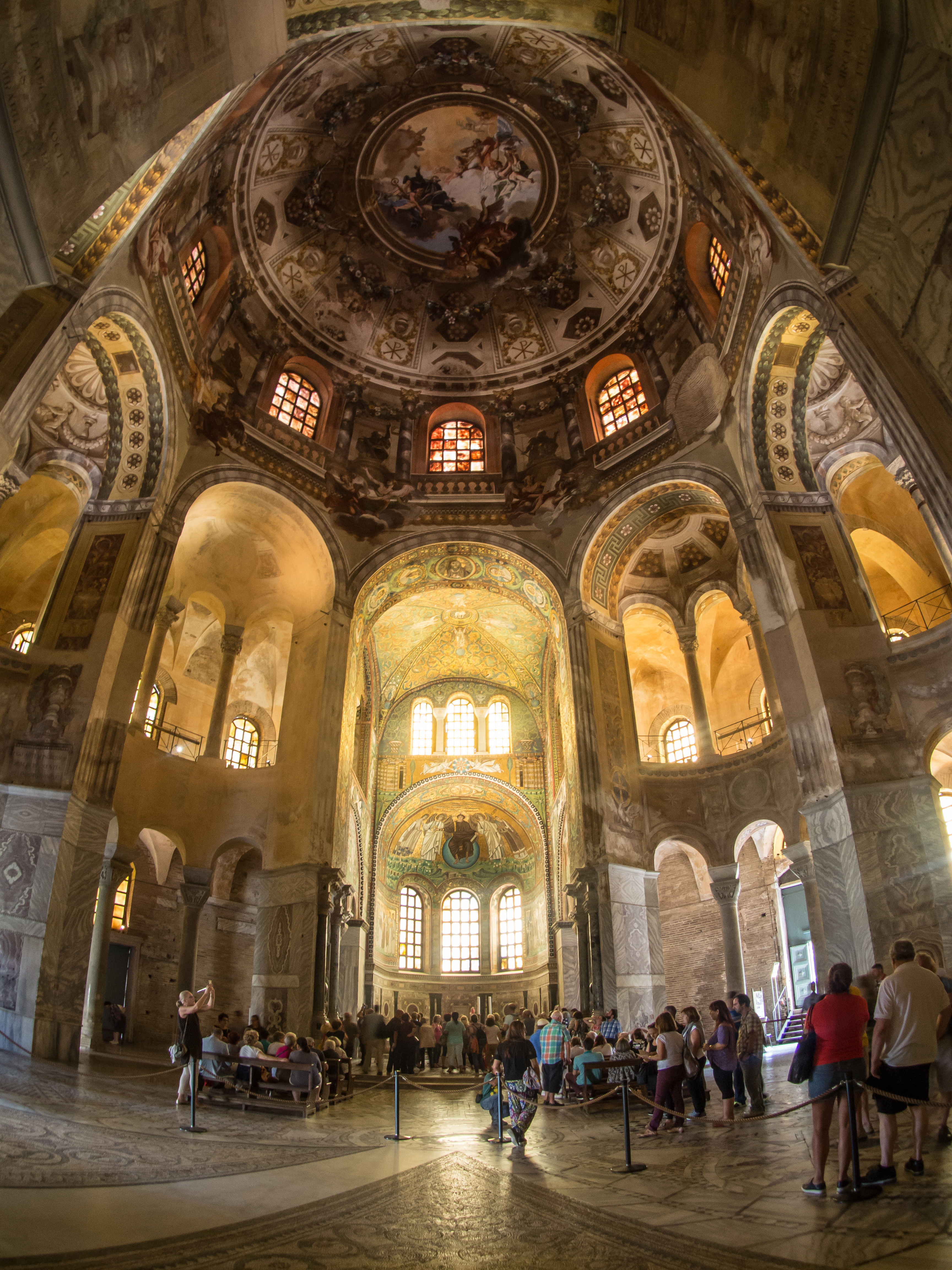
Blick zur originalen Apsis von San Vitale

Der an byzantinische und mediterrane Vorbilder, vor allem an San Vitale in Ravenna, angelehnte Bauentwurf eines oktogonalen Zentralbaus mit einem zweigeschossigen Umgang zählt zu den herausragenden Beispielen frühmittelalterlicher Sakralarchitektur. Der Kirchenbau wurde über den Resten einer römischen Thermenanlage mit Baumaterial aus vielen Teilen des Fränkischen Reiches realisiert und durch Spolien, wie zum Beispiel den antiken Säulen im Hochmünster und wieder verwendbarem römischem Baumaterial aus der Region realisiert. Herausragend sind im karolingischen Sakralbau die wertvollen Ausstattungsgegenstände, wie die karolingischen Bronzetüren und die Gitter im oberen Umlauf, die größtenteils noch erhalten sind. Neben dem Oktogon wurden in dieser Bauepoche zwei im Westen vorgelagerte Treppentürme errichtet. Nach dem Tod Karls des Großen schwand die Bedeutung Aachens als geistiges Zentrum des Fränkischen Reiches. Die Kirche mit dem Grab Karls des Großen übte nach Karls Tod eine große Anziehungskraft aus. Seit 936 wurden hier die römisch-deutschen Könige auf dem Marmorthron Karls des Großen im Hochmünster gekrönt. Ottonische und stauferische Herrscher verehrten die Kirche und vermehrten die Kunstschätze durch großzügige Schenkungen und Stiftungen. Unter Otto III. wurde ab 997 vor allem die Innenausstattung der Kirche verändert. Neben der Ausmalung der Kirche wurde sie teilweise mit Mosaiken verziert.
Romanische Umbauten sind bis auf die Portale der Nikolauskapelle, die Fassade der Allerseelenkapelle und schmückende architektonische Bauelemente im Kreuzgang nur spärlich erhalten. 1187 bis 1193 wurden die romanischen Klostergebäude errichtet. Das Oktogon wurde erhöht (um 1190) und mit acht Ziergiebeln (1240/1250) und einer Blendgalerie ausgestattet. In dieser Zeit erhielt das Gebäude mit Ausnahme der farbigen Giebel eine Weißfassung. Die romanische Dachkonstruktion ging, wie die Ziergiebel, im Lauf der folgenden Jahrhunderte durch Brände und Umbauten verloren.
Im 14. Jahrhundert begann die Verehrung der vier großen Aachener Textilreliquien. Mit den alle sieben Jahre stattfindenden Heiligtumsfahrten gingen auch bauliche Veränderungen in der Kirche einher. Der kleine rechteckige Ostchor wurde niedergelegt und eine capella vitrea – ein hohes gotisches Chorhaus zur Präsentation der Heiligtümer und Reliquienschreine erbaut, dessen Weihe zum 600. Todestag Karls des Großen 1414 stattfand. Zur gleichen Zeit wurden auf der Südseite zwei Kapellen an das Oktogon angebaut, die Ungarnkapelle (1367) und, direkt an das gotische Chorhaus anschließend, die Matthiaskapelle (1379/1420), deren Untergeschoss die Funktion der Sakristei übernahm. Ebenfalls auf der Südseite erfolgte zeitlich etwas später der Anbau der Annakapelle (1449), die im Erdgeschoss als weiterer Zugang in das Kircheninnere konzipiert wurde, während der eigentliche Kapellenraum vom Hochmünster aus zugänglich war. Die karolingischen kleineren Bronzetüren wurden zur Abtrennung der Zugänge zur Anna-, Hubertus- und Karlskapelle (1456/1474) transloziert. Auf der Nordseite, an den ehemaligen Portikus angrenzend, wurde die gotische Nikolauskapelle (1487) errichtet. Hohe gotische Turmhauben mit Flankierungstürmchen wurden um 1350 auf die karolingischen Treppenhäuser gesetzt. Von diesen exponierten Gebäudeteilen und einer Brücke, die den Westturm mit dem Oktogon verband, erfolgte während der Wallfahrten, an denen bis zu hunderttausend Pilger teilnahmen, die Heiltumsweisung.
Während des 17. und 18. Jahrhunderts veränderten sich die Architektur und Ausstattung der Kirche, nicht zuletzt aufgrund der enormen Schäden, die der Aachener Stadtbrand 1656 verursacht hat. Die Dächer der Marienkirche waren zerstört und der gotische Westturm, der bereits 1624 nach einem Blitzschlag gekappt wurde, musste bis auf die beiden unteren Geschosse abgetragen werden. Das Dach der Chorhalle und des Oktogons wurden 1664 mit einer barocken Dachhaube wieder instand gesetzt. Der Westturm bekam aufgrund von Finanzierungsschwierigkeiten nur einen provisorischen Glockenturm. Das Innere der Kirche wurde ab 1719 insbesondere durch die italienischen Stuckateure Vasalli und Artari barockisiert. 1731 bis 1733 wurde das Tonnengewölbe im Hochmünster durch die Künstler Bernardini und Aprili neu ausgemalt. Pläne des dänischen Architekten Christian Zuber, die gotische Chorhalle durch weitestgehende Vermauerung der hohen Fenster und das Einziehen eines Tonnengewölbes zu modernisieren, wurden nicht umgesetzt. Jedoch ließ das Stiftskapitel die mittelalterliche Verglasung sowie die Maßwerke entfernen, nachdem die Reste der gotischen Chorverglasung 1729 nach einem Unwetter schwer in Mitleidenschaft gezogen worden waren. Dabei wurden in Unkenntnis ihrer Funktion die Ringanker der Chorhalle durchtrennt. Als Ersatz für die farbige Verglasung wurden eisenbewehrte Klarglasfenster eingesetzt. Die Fenster des Oktogons erhielten barocke Faschen.
Aus der barocken Bauepoche ist noch die Mitte des 18. Jahrhunderts komplett umgestaltete Ungarnkapelle erhalten. Der Bau wurde 1748 von dem bekannten Aachener Architekten Johann Joseph Couven ausgeführt. Jedoch zeigte der Kapellenneubau bereits im Rohbau gravierende Mängel, so dass die fast vollendete Kapelle 1755 wieder abgetragen und durch Joseph Moretti in den Jahren 1756 bis 1767 neu errichtet werden musste. Im Jahr 1786 wurde der Marienchor abgerissen, um die Verbindung zwischen gotischem Chor und Sechzehneck zu schaffen. Die Steine des Marienchors wurden im Tor des Drimborner Wäldchens wiederverwendet. Mit dem Bau des barocken Portals am Westwerk wurde 1788 auch die karolingische Bronzetür versetzt, die nach wie vor das Eingangsportal der Kirche bildet.
Während der französischen Herrschaft wurden Teile der Inneneinrichtung demontiert und – wie die antiken Säulen – nach Paris verbracht. Die Bleiabdeckung der Dächer wurde 1794 entfernt. Bis zum Eindecken mit Schiefer im Jahr 1803 besaß die Kirche nur eine provisorische Eindeckung. Seit 1802 war die Marienkirche Sitz des Bischofs. Das Stiftskapitel wurde in ein Kathedralkapitel umgewandelt. Durch die Säkularisation verlor die neue Bischofskirche wesentliche Einkünfte. Während dieser finanziellen Schwierigkeiten wurden der Marienaltar, der Petrusaltar und das Hochgrab von Otto III. abgerissen. Bereits 1789 wurde der barocke Hochaltar errichtet, den der erste Aachener Bischof Berdolet schon 1804 erneut versetzen ließ. Von 1804 bis 1875 stand der Altar im Chorhaupt, wurde jedoch in den 1970er Jahren nach St. Johann (Burtscheid) transloziert. Berdolet ließ das aus dem säkularisierten Franziskanerkloster Kempen entfernte Chorgestühl nach Aachen schaffen. Nach dem Tod des Bischofs Berdolet wurde 1809 sein Herz in die Chorhalle eingemauert. An diesem Ort erinnert eine schwarze Marmorplatte im Chor an ihn.
Nach dem Wiener Kongress 1815 versuchte das Stiftskapitel das preußische Königshaus für den Erhalt und die Rekonstruktion der Kirche zu gewinnen, was jedoch nur zögerlich gelang. Erst 1842 konnten die antiken Säulen, die teilweise restauriert und teilweise neu angefertigt wurden, mit finanzieller Hilfe Friedrich Wilhelms IV. wieder im Hochmünster aufgestellt werden. Durch die Aufstellung der Säulen musste auch die Orgel versetzt werden, da sie mit der Schauseite das Ostjoch ausfüllte. Zwischen 1845 und 1847 wurden die neugotischen Orgelprospekte durch Wilhelm Korfmacher ausgeführt.
In den 1880er Jahren wurden verschiedene Überlegungen angestellt, wie das über 200 Jahre bestehende Glockenturm-Provisorium zu ersetzen wäre. Durchgesetzt hat sich der Vorschlag von Hugo Schneider, der einen neugotischen Turmaufbau über dem karolingischen Westwerk mit zwei Heiligtumskapellen und einer Galerie zur Weisung der Heiligtürmer zur Wallfahrt vorsah. Der neugotische Westturm wurde 1884 errichtet. In der zweiten Hälfte des 19. Jahrhunderts begann die Purifizierung des Bauwerks: die barocken Fensterlaibungen, die barocke Bauzier und der Stuck wurden 1869 entfernt und das karolingische Mauerwerk großflächig freigelegt. Zudem wurde das gotische Chorhaus ab 1853 neu verglast und mit einem fünfbahnigen Maßwerk versehen.
Um die Ausgestaltung des Innenraumes – insbesondere des Sechzehnecks – wurde lang und sehr erbittert gestritten. Zunächst wurde auf Grundlage von historischen Zeichnungen 1880/1881 das Kuppelmosaik von Jean-Baptiste Bethune ausgeführt. Den Wettbewerb um die Ausgestaltung der Kirche gewann 1898 Hermann Schaper, der 1902 bis 1913 die neobyzantinische Mosaizierung, die Verkleidung des Innenraums mit Marmor sowie die Gestaltung der Fensternischen und Fenstergitter vornahm. Das Ergebnis dieser Umgestaltung wurde von Seiten des Denkmalschutzes durchaus kritisch betrachtet, da die verwendeten Materialien und die Mosaike nicht dem karolingischen Stilkontext entsprachen. Wegen der politisch und wirtschaftlich schwierigen Zeiten wurden größere Arbeiten am Bauwerk bis Mitte der 1920er Jahre nicht ausgeführt. Statische Probleme in der gotischen Chorhalle, die 1916 zu einer Sperrung des Chorhauses für den Publikumsverkehr führte, machten in den 1920er Jahren den Einbau der Pirlet-Anker zur Stabilisierung notwendig. Im Dachstuhl wurde als Brandschutzmaßnahme eine Sprinkleranlage installiert.
Im Zweiten Weltkrieg wurde das Bauwerk durch Bombenangriffe mehrfach stark beschädigt, blieb aber – wie auch der Kölner Dom – in der Grundsubstanz, besonders dank der freiwilligen Domwache, bestehen. Viele Kunstgegenstände wurden ausgelagert oder, wo dies nicht möglich war, im Dom selbst gesichert. Unwiederbringlich zerstört wurde die Verglasung der gotischen Chorhalle und der neugotische Altar, ein Großteil des Kreuzganges sowie die Heiligtumskapelle am südlichen Treppenturm des Westwerkes. Viele andere Bauteile – insbesondere die Dächer der Kapellen – wurden durch die Bomben stark in Mitleidenschaft gezogen.
Nach dem Zweiten Weltkrieg wurden nach der Entschuttung zunächst die substanzschädigenden Baumängel – insbesondere an der Verglasung und den Dächern – beseitigt, um die erste Heiligtumsfahrt nach dem Krieg im Jahr 1951 zu ermöglichen. Strukturell wurde nach dem Zweiten Vatikanischen Konzil insbesondere die Lage des Hauptaltars verändert. Ab 1985 wurde mit einer Generalsanierung des Gebäudes begonnen, die 2011 abgeschlossen wurde. Die Kosten der Sanierung beliefen sich auf rund 35 Millionen Euro.

### Römische und frühchristliche Bebauung
An der Stelle der heutigen Domanlage waren bereits römische Bauten vorhanden, die in merowingischer Zeit durch eine christliche Kult- und Begräbnisstätte ersetzt wurden.
Die ältesten datierbaren Gebäudereste im heutigen Domareal sind Gebäudereste aus Holz und Lehm, die man im Bereich der Vorhalle nachgewiesen hat. Sie datieren auf eine erste Bauphase vor und kurz nach Christi Geburt. Vor dem Bau der römischen Thermen lassen sich drei Bauphasen – zwei Holzbauphasen und eine Steinbauphase – nachweisen, wobei die ersten Steinbauten um 50 n. Chr. errichtet wurden, die zu Beginn des 2. Jahrhunderts für den Bau der Thermen bereits wieder niedergelegt wurden.
Im Bereich der Fundamente der heutigen Pfalzkirche sind Reste der mehrphasig errichteten Münsterthermenanlage zu finden, die zwischen 120 n. Chr. und 125 n. Chr. errichtet wurde und die Funktion eines Hygienebades besaß. Die Thermenanlage bestand aus einem Badetrakt mit einem Kaltwasserbecken, Thermalbadesälen, Wirtschafts- und Umkleideräumen, Latrine und einer Herberge. Die römische Thermenanlage mit zahlreichen mit Hypokausten ausgestatteten Räumen wurde erstmals während der archäologischen Dom- und Pfalzgrabung 1910 bis 1914 im Fundamentbereich des Domes sowie auf dem Münsterplatz und Katschhof entdeckt. Die genaue Nutzungsdauer der Thermenanlagen kann nur näherungsweise eingegrenzt werden. Keramik- und Münzfunde aus dem Nord-Ost-Joch belegen zumindest eine teilweise Benutzung der Anlage in der Mitte des 4. Jahrhunderts.
Es wird angenommen, dass der Badebetrieb Ende des 4. Jahrhunderts aufgegeben wurde. Jüngere Keramikfunde aus dem 5. und 6. Jahrhundert, Schmuckfragmente aus dem späten 7. bzw. frühen 8. Jahrhundert sowie zwei ostgotische Bronzemünzen belegen eine kontinuierliche Besiedlung des Gebietes in nachrömischer Zeit. Vorkarolingische Baubefunde sind in Form von Mauerresten unterhalb der karolingischen Marienkirche archäologisch belegt. Der Baubefund wurde bei Grabungen 1861 und 1910 dahingehend interpretiert, dass die Rundmauer und die zwei kastenförmigen Fundamente zu einem vorkarolingischen Altarraum gehörten und die rechteckigen Fundamente Teil eines Reliquienaltars darstellen könnten. Die Deutung als frühchristliche Saalkirche mit flachrunder Apsis wird in der modernen Forschung zurückhaltender aufgenommen, da die Befundlage eine so weitgehende Interpretation nicht gestattet. Bei jüngsten Grabungen wurde die südöstliche Mauer des vorkarolingischen Baus erneut untersucht und als römischer Umbau datiert. Die Interpretation der auf dem Katschhof gelegenen Nordbasilika als kleiner Pfalz-Vorläuferbau in Pippinscher Zeit ist denkbar.
Als gesichert gilt die Nutzung des Areals unterhalb des heutigen Oktogons als Begräbnisstätte in der Zeit der Merowinger. Bereits bei der Domgrabung 1910/11 wurden Reste dreier Körperbestattungen entdeckt. Durch Datierungen von mutmaßlichen Grabbeigaben, Grabsteininschriften sowie dendrochronologischen Untersuchungen eines Holzsarges ist eine Nutzung als Begräbnisstätte zwischen der zweiten Hälfte des 6. Jahrhunderts und ersten Hälfte des 8. Jahrhunderts belegt.

### Karolingerzeit (9. bis 10. Jahrhundert)

#### Ortswahl und Baukonzept

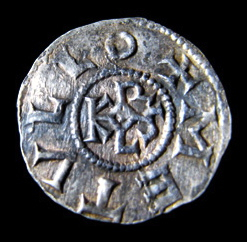
Karlsdenar aus dem Fundamentbereich des Oktogons

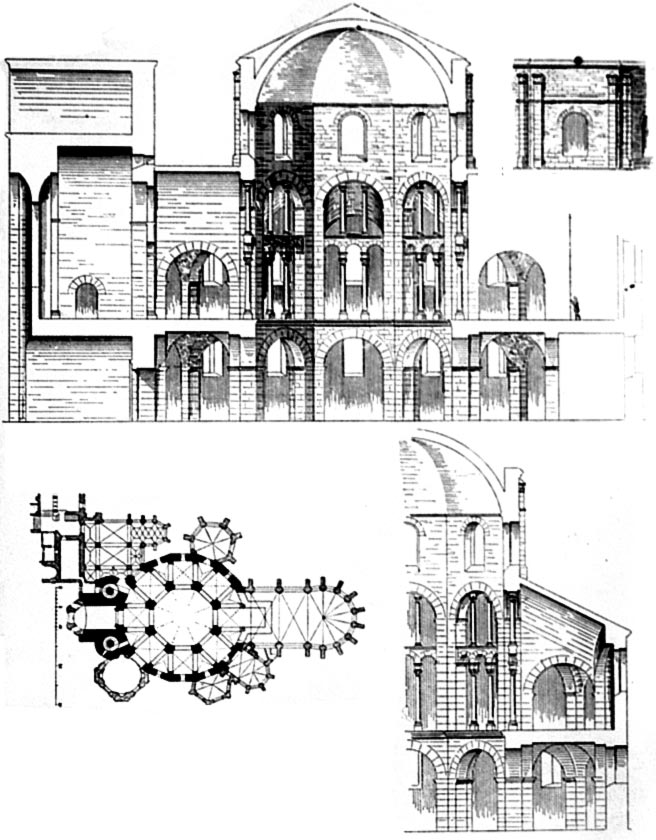
Grundriss und Querschnitte

Während der junge König Karl wie sein Vater Pippin noch einen wandernden Hof hatte, der von Pfalz zu Pfalz reiste, reifte ab 788 in ihm der Wille, sich im Mittelpunkt seines Reiches sesshaft zu machen. Karl setzte mit Aachen damit eine klare Tradition fort, die sich an der römischen Kultur orientierte. Die Begründung Einhards als Karls Biograf für die Ortswahl durch die nahen, reichen Jagdreviere und heißen Quellen wird von der gegenwärtigen Forschung als zu trivial angesehen. Letztlich hielt Karl der Große den Standort Aachen sowohl in geografischer als auch klimatischer und geostrategischer Hinsicht für besonders geeignet, um hier einen neuen Hauptsitz des Frankenreiches sowie ein neues kulturelles – hierfür war die Gründung der Aachener Hofschule ausschlaggebend – und spirituelles Zentrum mit der in seinem Auftrag errichteten Marienkirche als bedeutsamstem Sakralbau nördlich der Alpen zu errichten. Darüber hinaus wird angenommen, dass die Sesshaftwerdung Karls des Großen auch mit zunehmendem Alter des Königs in Verbindung stehen dürfte.
Karl startete zu Beginn der neunziger Jahre des 8. Jahrhunderts seine Planung mit dem monumentalen Bau der Pfalzkirche mit Verwaltungsgebäuden und Unterkünften für den Adel. Nach dendrochronologischen Untersuchungen der Eichenpfahlgründung der Marienkirche wurde frühestens 793 mit dem Bau der Kirche begonnen. Durch das Auffinden eines auf frühestens 794 datierbaren Karlsdenars unterhalb des Fundaments, den Alkuin-Brief vom 22. Juli 798, der über die Aufstellung der Säulen im Oktogon berichtet, sowie den spätesten Jahresring des Ringankers (803±10 Jahre) kann die Bauzeit der Marienkirche relativ genau auf um 795 bis um 803 eingegrenzt werden.
Die Bauachse der Anlage war entgegen der vorhandenen römischen Ausrichtung der Bebauung um 40° geschwenkt und streng nach den Himmelsrichtungen ausgerichtet, mit dem Portal zur Pfalzkirche im Westen und dem Altar im Osten.
Das Bauwerk besteht im Zentrum aus einem sechzehneckigen Kapellenbau und innenliegendem Oktogon mit einer imposanten Kuppel. Die Thronanlage befand sich im westlichen oberen Umlauf des Sechzehnecks, dem Hochmünster. Dem Sechzehneck nach Osten vorgelagert befand sich ein rechteckiger Altarraum. Nach Westen schließt sich dem Zentralbau ein massiver Gebäudeteil mit zwei Treppentürmen und einer Portalnische an. Diese Anfügung eines Westbaus war als Architekturelement zukunftsweisend für die damalige Zeit. Länge und Breite der Anlage sowie die Höhe des Oktogons sind nahezu gleich (ca. 29 m). Dies entspricht der Zahlenharmonie des Himmlischen Jerusalems (Offb 21,16 ).
Das Konzept der Baustatik muss als technische Meisterleistung der Zeit angesehen werden. Die Fundamente bestehen aus fünf Meter tief in den Boden eingebrachten Pfeilern des Oktogons, die wiederum mit meterdicken Fundamentmauern verbunden sind. Weitere Mauern führen strahlenförmig zu den Fundamenteckpfeilern des Sechzehnecks. Der Baugrund unterhalb des karolingischen Gebäudeteils ist sehr heterogen aufgebaut. Das anstehende Grundgebirge, in dem die meisten Fundamentpfeiler gründen, wird aus mehr oder weniger verkarsteten Kalksteinen gebildet, die von kreide- und quartärzeitlichen Lockersedimenten unterschiedlicher Mächtigkeit überlagert werden. In Bereichen mit geringer tragfähigen Baugrundverhältnissen wurden zur Stabilisierung mehrere Hundert hölzerne Gründungspfähle in das anstehenden Gestein geschlagen. Einer dieser Gründungspfeiler (unter Pfeiler 7) lieferte den dendrochronologischen Nachweis für eine karolingische Gründung.
Die Statik des Zentralbaus ist gewährleistet, weil die Kräfte nach außen bis zu den Außenpfeilern des Sechzehnecks abgeleitet werden und sechs Eisenbänder und zwei Holzringe in Form eines Ringankers die außerordentlich schwere Kuppel so zusammenhalten, dass die Wände nicht nach außen gedrückt werden können und das Gewicht senkrecht auf die Pfeiler des Oktogons wirkt. Im Jahr 2003/4 wurde unterhalb des Hauptgesimses ein weiterer, größtenteils offenliegender Ringanker angebracht, um die Statik auch in der Zukunft zu gewährleisten, da bei der Überprüfung an alten Ankern festgestellt wurde, dass sie durch Feuchtigkeitseinfluss teilweise ihre Wirkung verloren hatten.
Bei Sanierungsarbeiten der letzten Jahre wurde ein Riss entdeckt, der durch das Fundament und durch das gesamte karolingische Mauerwerk geht. Er wird auf ein Erdbeben während der Bauzeit im Jahr 803 zurückgeführt. Es wird geschlussfolgert, dass dadurch der Einbau des karolingischen Ringankers erforderlich wurde.
Zahlreiche Ratgeber aus dem Gelehrtenkreis Karls des Großen, insbesondere der Angelsachse Alkuin sowie Karls Biograf Einhard, machten sich um die Entwicklung der Idee verdient, die dem Bau der Pfalzkapelle zugrunde liegt. Nach dem Zeugnis Notkers von St. Gallen aus dem 9. Jahrhundert geht der Bauentwurf auf Karl selbst zurück. Die praktische Bauausführung lag, nach einer Randnotiz in einer Handschrift aus dem späten 9. Jahrhundert, die die Vita Karls des Großen nach Einhard enthält, in den Händen des fränkischen Baumeisters Odo von Metz. Am Bau selbst waren wohl auch italienische Handwerker beteiligt.

#### Maße und Geometrie

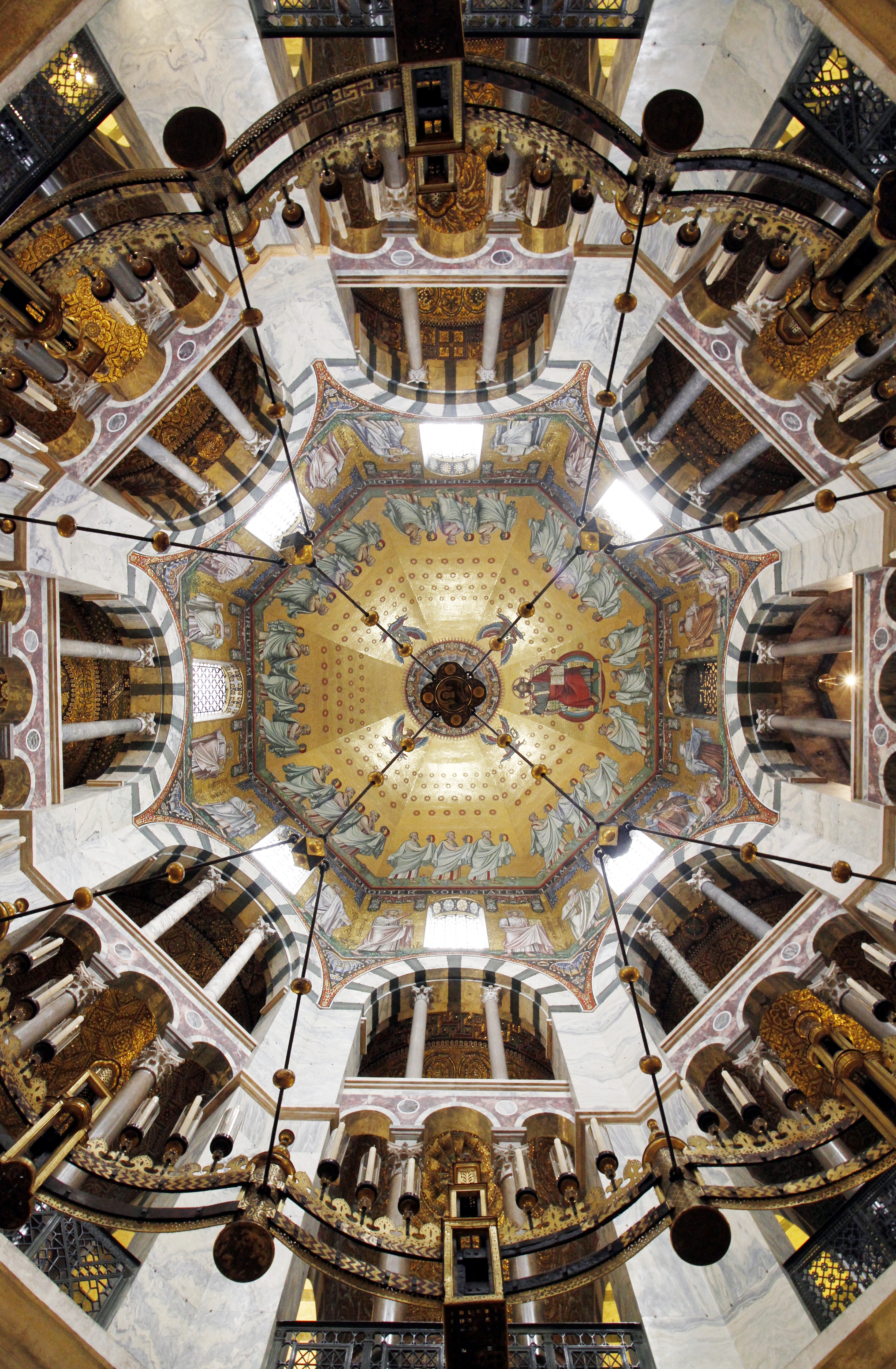
Der Blick in das Deckengewölbe verdeutlicht die streng geometrische Konzeption

Zur Bauzeit war ein Zentralbau in dieser Dimension im Norden Europas einzigartig. Die Oktogonhöhe beträgt 31,40 m, die Fundamenttiefe bis zu 5,80 m, und die Mauerdicke 1,75 m. Die Säulenhöhen des Oktogons betragen oben 3,20 m und in der unteren Reihe 3,70 m. Die Frage, welches geometrische Konzept und Basismaß dem Aufbau der Kapelle zu Grunde liegen, schien lange nicht eindeutig geklärt. Studien früherer Dombaumeister gingen zumeist von den Einheiten Drusianischer Fuß oder Römischer Fuß aus. Diese Maße erfordern komplexe Theorien, um die tatsächlichen Abmessungen zu erklären. Die Bauforscherin Ulrike Heckner legte 2012 eine Theorie vor, die auf einem neuen, bislang unbekannten Grundmaß von 32,24 cm beruht, dem sogenannten Karolingischen Fuß, auf den sich alle geometrischen Verhältnisse der Pfalzkapelle zurückführen lassen sollen. In Anlehnung an den ähnlich großen Pariser Königsfuß wird dieses Maß auch als „Aachener Königsfuß“ bezeichnet. Das Bauraster, von dem sich alle Baumaße ableiten lassen, beträgt 6 Fuß. Das Maß des Oktogons beträgt demnach 48 Fuß (1 × 8 × 6 Fuß), Höhe und Breite 96 Fuß (2 × 8 × 6 Fuß) und die Gesamtlänge mit Westwerk 144 Fuß (3 × 8 × 6 Fuß). Die Proportionen römischer Kuppelbauten werden in Aachen perfektioniert. Geometrische Idealverhältnisse – 1:1 für das Verhältnis Breite zu Höhe des Zentralbaus und 1:2 für das Verhältnis Breite zu Höhe des Oktogons – kennzeichnen das Aachener karolingische Bauwerk. Damit orientieren sich Zahlen und Maße sowie die Harmonie des Gebäudes an dem Himmlischen Jerusalem:
„Die [himmlische] Stadt [Jerusalem] war viereckig angelegt und ebenso lang wie breit. Der Engel maß die Stadt mit dem Messstab; ihre Länge, Breite und Höhe sind gleich.“

#### Zentralbau (Oktogon und Sechzehneck)

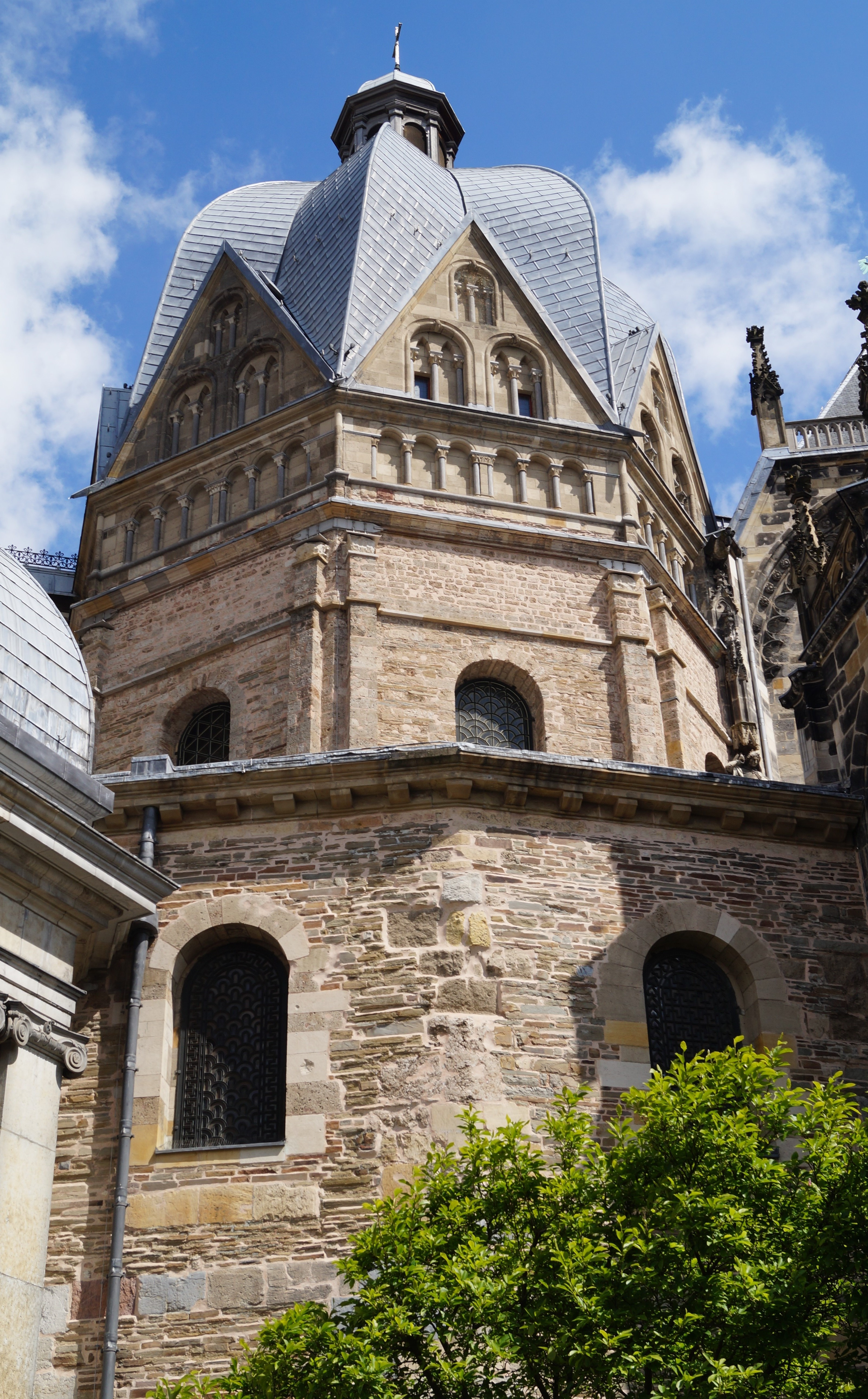
Oktogon und Sechzehneck mit karolingischem Mauerwerk (heutiger Zustand mit barocker Turmhaube)

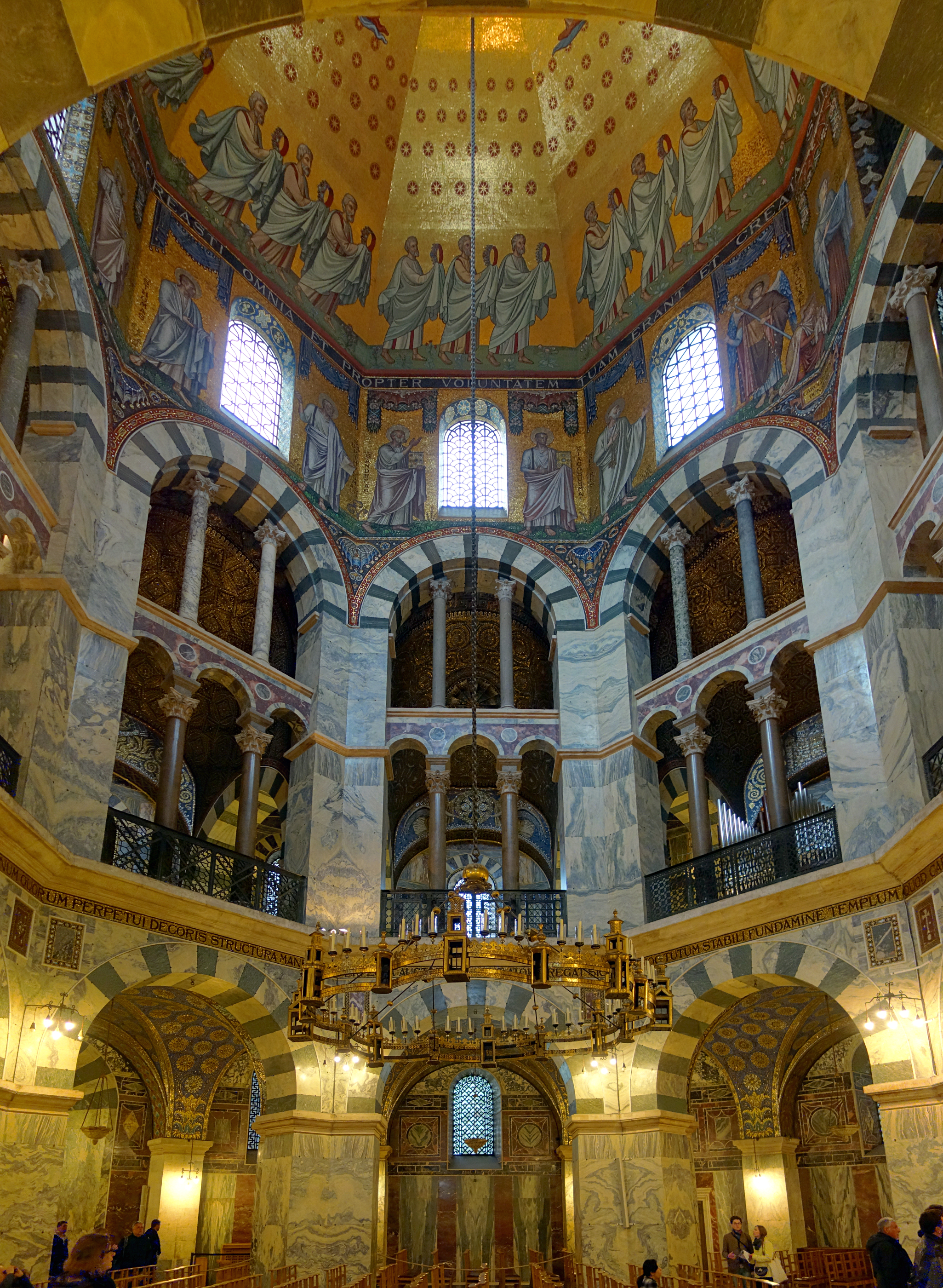
Oktogon und Sechzehneck, Innenansicht

Das im Zentrum des Aachener Doms gelegene karolingische Oktogon wurde zwischen 795 und 803 nach byzantinischen Vorbildern (San Vitale in Ravenna, Santa Constanza in Rom, Kirche der Heiligen Sergios und Bakchos in Konstantinopel) als Kapelle der Aachener Kaiserpfalz errichtet. Man geht davon aus, dass sich diese Bauten mit ihrer idealen Zentralbaugeometrie an antiken Vorbildern wie dem Pantheon in Rom orientierten, das im Mittelalter als Ideal der vollkommenen Architektur angesehen wurde. Die Pfalzkapelle Karls des Großen war der erste nachantike Kuppelbau nördlich der Alpen und blieb über 200 Jahre lang in seiner Höhe (31 m) und Gewölbeweite unübertroffen.
Die Pfalzkapelle besteht aus einem hohen, achteckigen Raum mit einem niedrigeren zweigeschossigen Umgang. Das innere Oktogon wird durch starke Pfeiler gebildet, auf welchen ein aus acht gekrümmten Flächen (Wangen) bestehendes, den Mittelraum überdeckendes Gewölbe liegt. Um dieses innere Oktogon herum läuft ein 16-seitiger, mit niedrigen Kreuzgratgewölben versehener Umgang, über dem sich, die Empore bildend, eine hohe Galerie befindet. Dieses Obergeschoss wird als Hochmünster bezeichnet. Die Rundbogenöffnungen des Untergeschosses sind nur etwa halb so hoch wie die des Hochmünsters, wodurch das Untergeschoss wuchtig und gedrungen wirkt. Unter- und Obergeschoss sind durch ein kräftig ausladendes Gesims voneinander abgesetzt. Dieses Gesims war schon – wie Einhard berichtet – in karolingischer Zeit mit einer versifizierten, roten Bauinschrift versehen, die bei der Mosaizierung Anfang des 20. Jahrhunderts wieder aufgegriffen wurde. Diese Inschrift lobt die Rolle Karls des Großen bei der Errichtung dieses Baus:

„Mit dem Bindemittel des Friedens sind die lebendigen Steine zusammengefügt | und in gleichmäßiger Zahl stimmt alles überein. | Es leuchtet das Werk des Herrn, der die gesamte Halle errichtet | und den frommen Bemühungen der Menschen Erfolg gibt. | Ihr Bauwerk ewigen Schmuckes wird bestehen, | wenn der Urheber es nach der Vollendung schützt und regiert. | So gebe Gott, dass dieser sichere Tempel auf festem Fundament, das der Herrscher Karl gründete, besteht.“

Hauptaltar und Kaiserthron befinden sich im oberen Umgang der Pfalzkapelle. Dieser Bereich ist durch einen Verbindungsgang mit dem Palast verbunden. Überdeckt wird der achteckige Raum von einem schräg liegenden Tonnengewölbe. Über den Galeriebögen erhebt sich ein achteckiger Tambour mit Fensteröffnungen, auf welchem das Kuppelgewölbe ruht.
Die oberen Galerieöffnungen werden durch bronzene karolingische Säulengitter geschmückt. Die Säulen in den Pfeilerbögen sind zum Teil antik und stammen ursprünglich aus dem transalpinen Raum, vornehmlich aus italienischen, griechischen und ägyptischen Vorkommen. Karl der Große ließ weitere Spolien der Überlieferung nach Ende des 8. Jahrhunderts aus Rom und Ravenna nach Aachen schaffen. In ihrer ursprünglichen Aufstellung waren die Abstände zwischen den Säulen gleich und bildeten ein symmetrisches Säulengitter. Im Herbst 1794 wurden sie während der französischen Besetzung des Rheinlands herausgebrochen und nach Paris geschafft – sie konnten 1815 bis auf die im Louvre verbliebenen Stücke nach Aachen zurückgeholt werden. In den 1840er-Jahren wurden sie wieder an ihrem ursprünglichen Ort eingebaut, acht fehlende Säulen wurden auf Weisung des preußischen Königs Friedrich Wilhelms IV. in der Zeit von 1844 bis 1847 durch den Berliner Steinmetzbetrieb C. G. Cantian aus Oderberger Granit, die restlichen aus Kalkstein südöstlich von Aachen neu hergestellt.
Das ursprüngliche, vielleicht schon um 800 ausgeführte Motiv des Kuppelmosaiks mit Christus als dem von den Symbolen der vier Evangelisten umgebenen, triumphierenden Weltenherrscher (Pantokrator), dem die 24 Ältesten aus der Apokalypse des Johannes ihre Kronen darbringen, wurde in den Jahren 1880/81 im Stil des Neobyzantinismus nach Entwürfen des belgischen Architekten Jean-Baptiste Bethune von der venezianischen Werkstatt Antonio Salviati neu geschaffen.
Erst in jüngster Zeit wurde in einer Fensternische ein Fragment der frühen Ausmalung des Oktogons entdeckt, das nach ikonographischen Vergleichen mit den karolingischen Fresken der Klosterkirche St. Johann in Müstair und den karolingischen Buchmalereien als ein Relikt der ersten, karolingischen Ausmalung angesehen werden kann.
Die Außenwände des in Bruchstein gefertigten karolingischen Oktogons sind weitestgehend ungegliedert und ohne weiteren Bauschmuck. Lediglich die Pfeilervorsprünge an der Kuppel sind von antikisierenden Kapitellen gekrönt. Oberhalb des karolingischen Mauerwerks befindet sich eine romanische Blendbogenreihe, darüber spätromanische Giebel. Gekrönt wird das Oktogon heute durch die eigentümliche barocke Dachhaube mit einer aufsitzenden Blendlaterne, die durch den vorherrschenden Winddruck aus westlicher Richtung sichtbar verzogen ist.
Das Oktogon ist sowohl im unteren Umgang als auch im Hochmünster mit aufwendig gestalteten, nach Entwürfen Hermann Schapers von der Glasmosaikgesellschaft Puhl & Wagner in den Jahren von 1896 bis 1902 ausgeführten Mosaiken sowie einer reichen, an den Arkadenbögen zweifarbig gehaltenen Marmorverkleidung ausgestattet. Zuerst entstanden die Mosaiken im Oktogon, später der kostbare Marmorfußboden, 1907 bis 1911 schließlich der Mosaik- und Marmorschmuck der Umgänge. In den Mosaikdarstellungen finden sich sowohl biblische als auch historische und seinerzeit gegenwartspolitische Motive, wie z. B. ein Bildnis Otto von Bismarcks. Die kostbaren im Umgang aufgehängten Alabasterlampen datieren gleichfalls aus der Zeit um 1900 und sind heute noch in Betrieb.

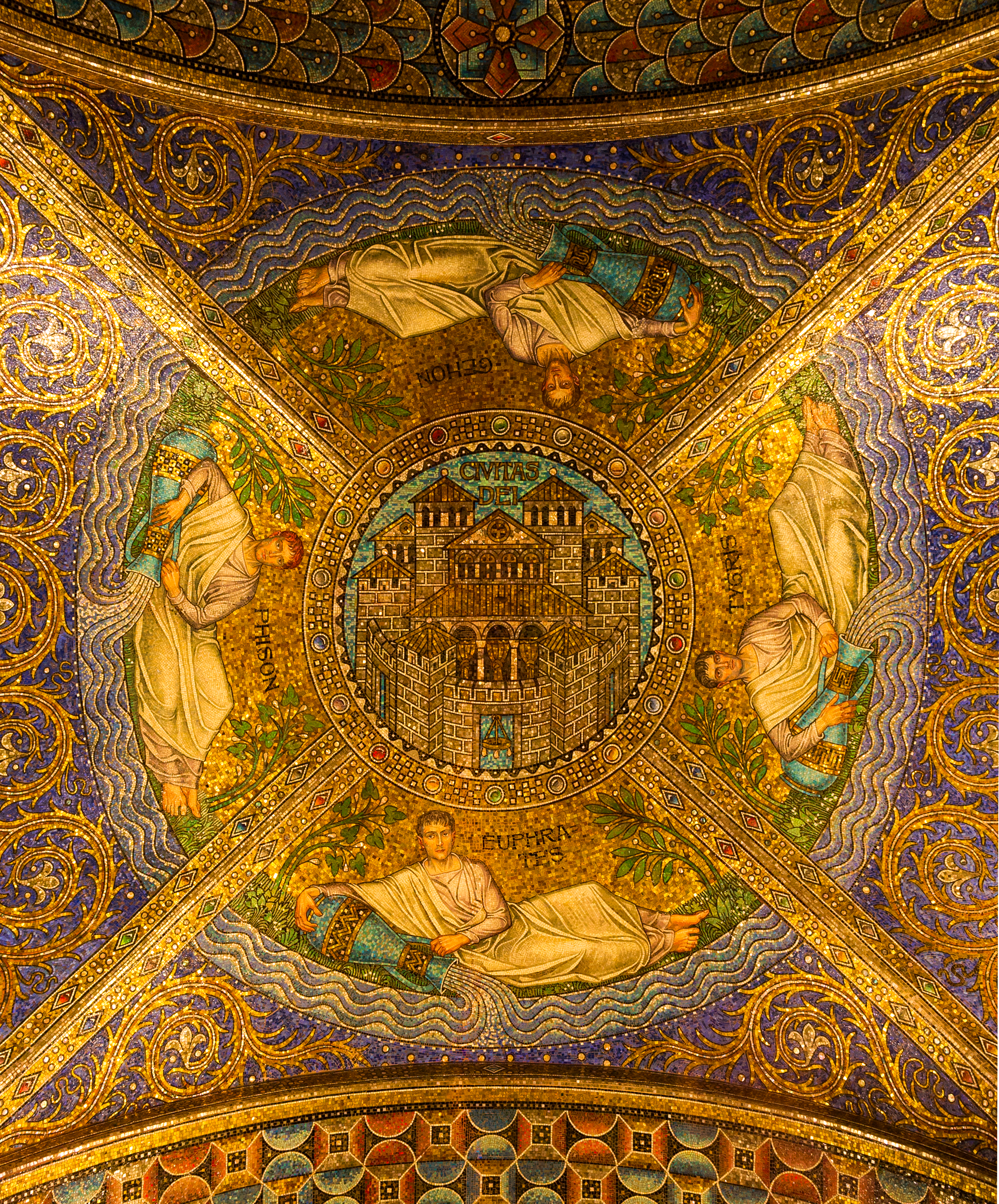
Das Himmlische Jerusalem, Deckenmosaik am Eingangsjoch des Umgangs (1907–1911)
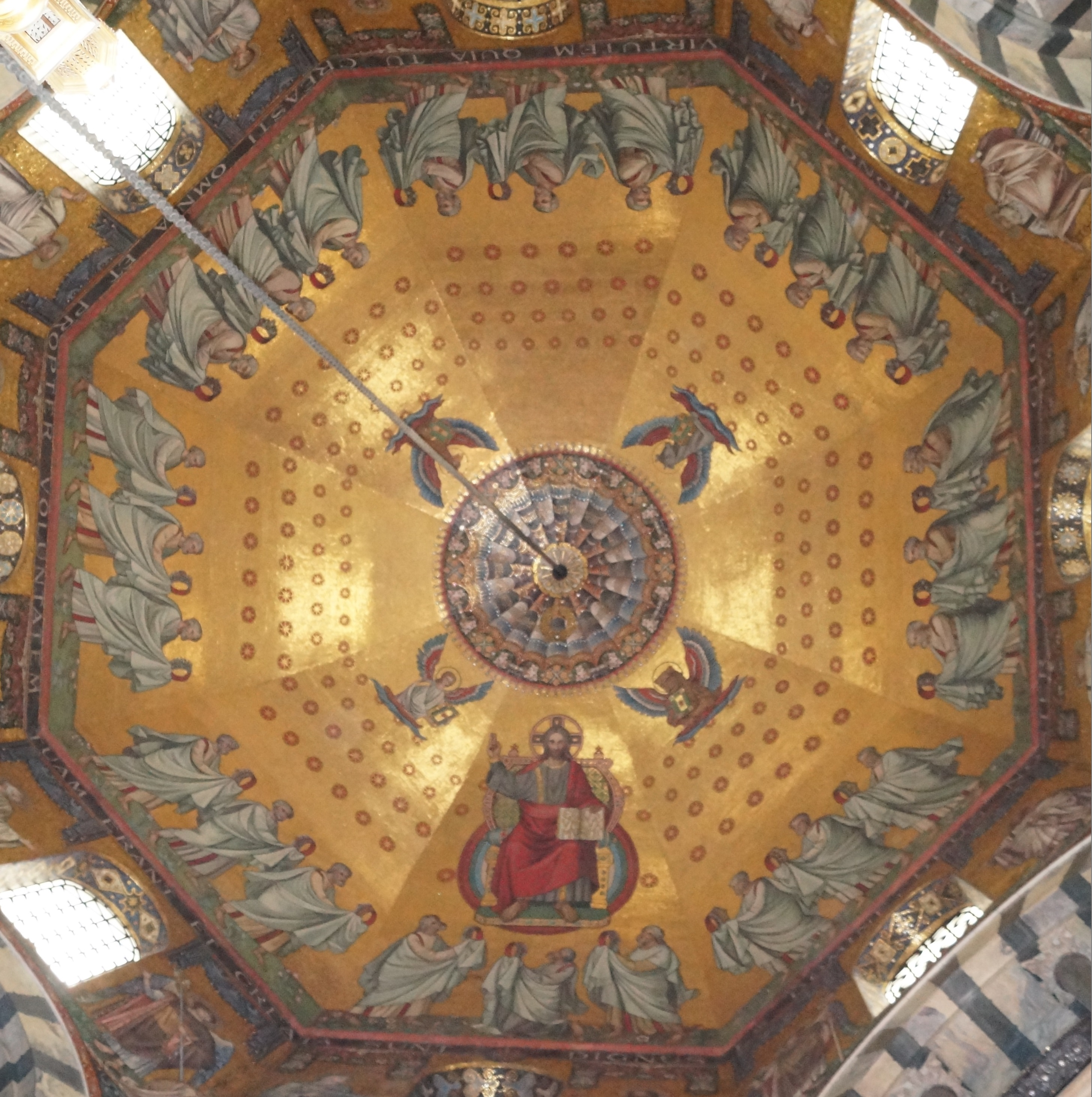
Neobyzantinisches Kuppelmosaik nach einem Entwurf Hermann Schapers (1896–1902)
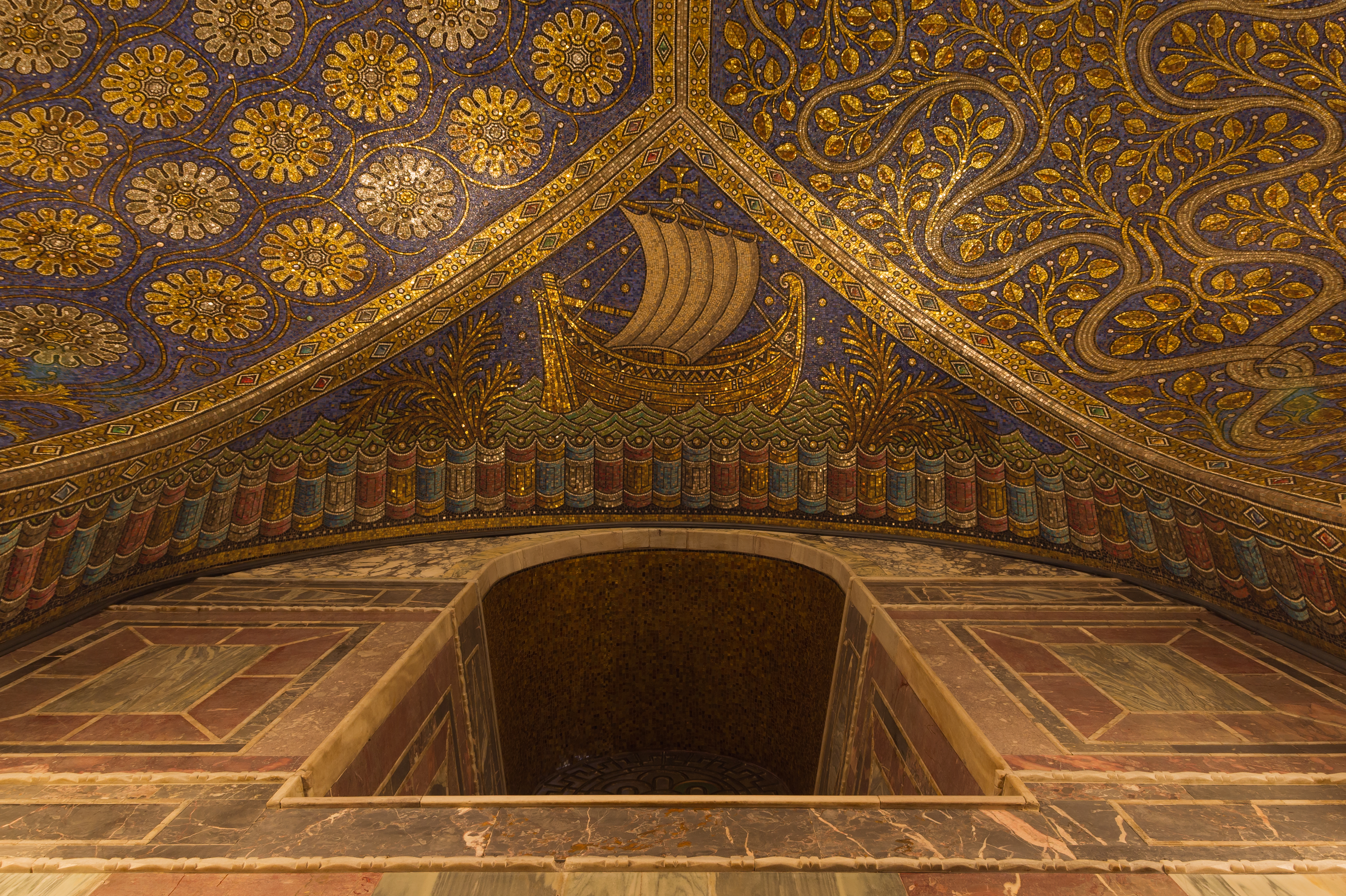
Mosaizierung und Marmorverkleidung bilden eine komplementäre und zugleich kontrastierende Einheit
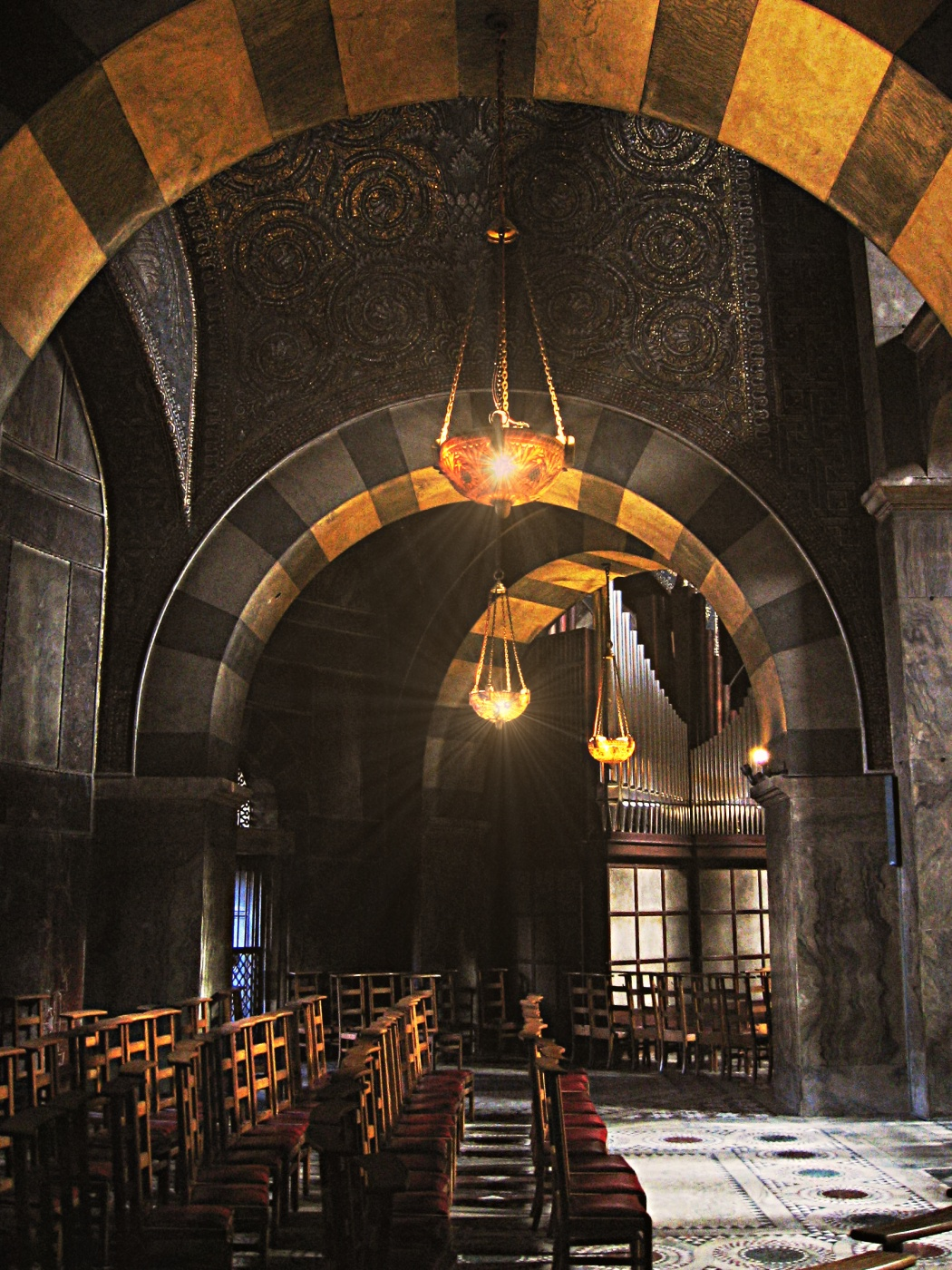
Hochmünster – Obergeschoss des Zentralbaus
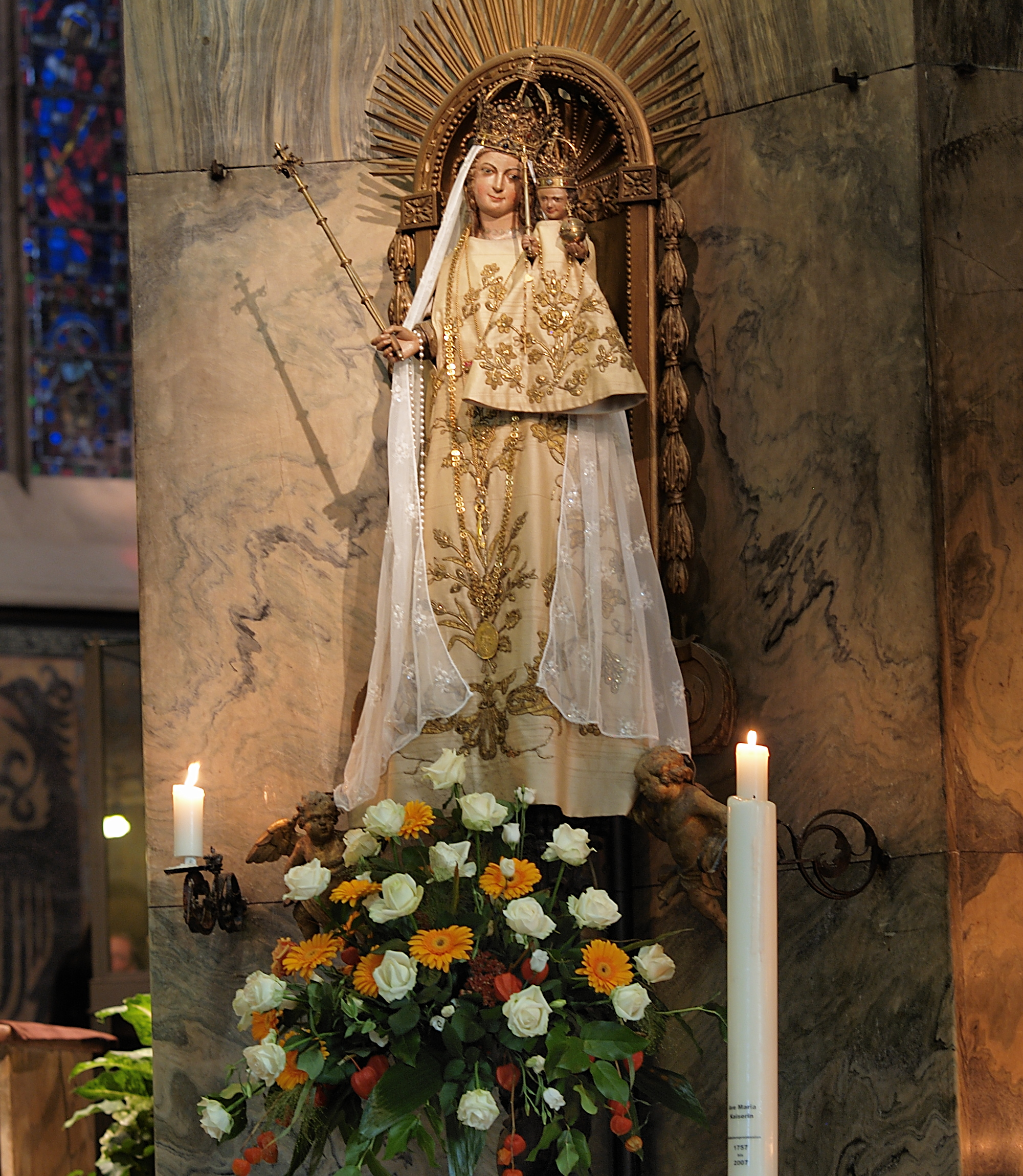
Gnadenbild (rhein-maasländisch, ursprünglich 14. Jahrhundert) am südöstlichen Oktogonpfeiler

#### Westwerk und Vorhalle

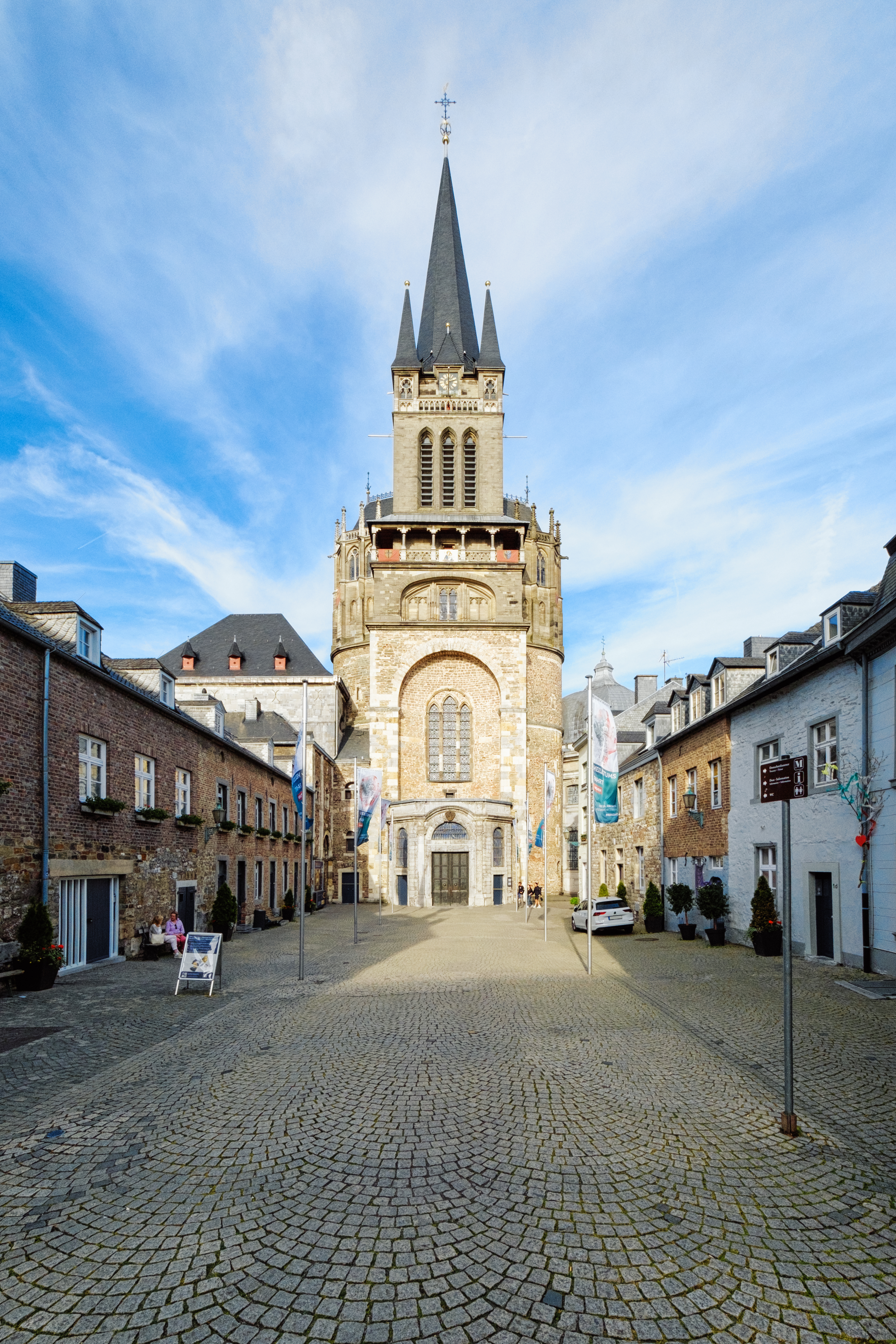
Westansicht mit Blick auf den Domhof

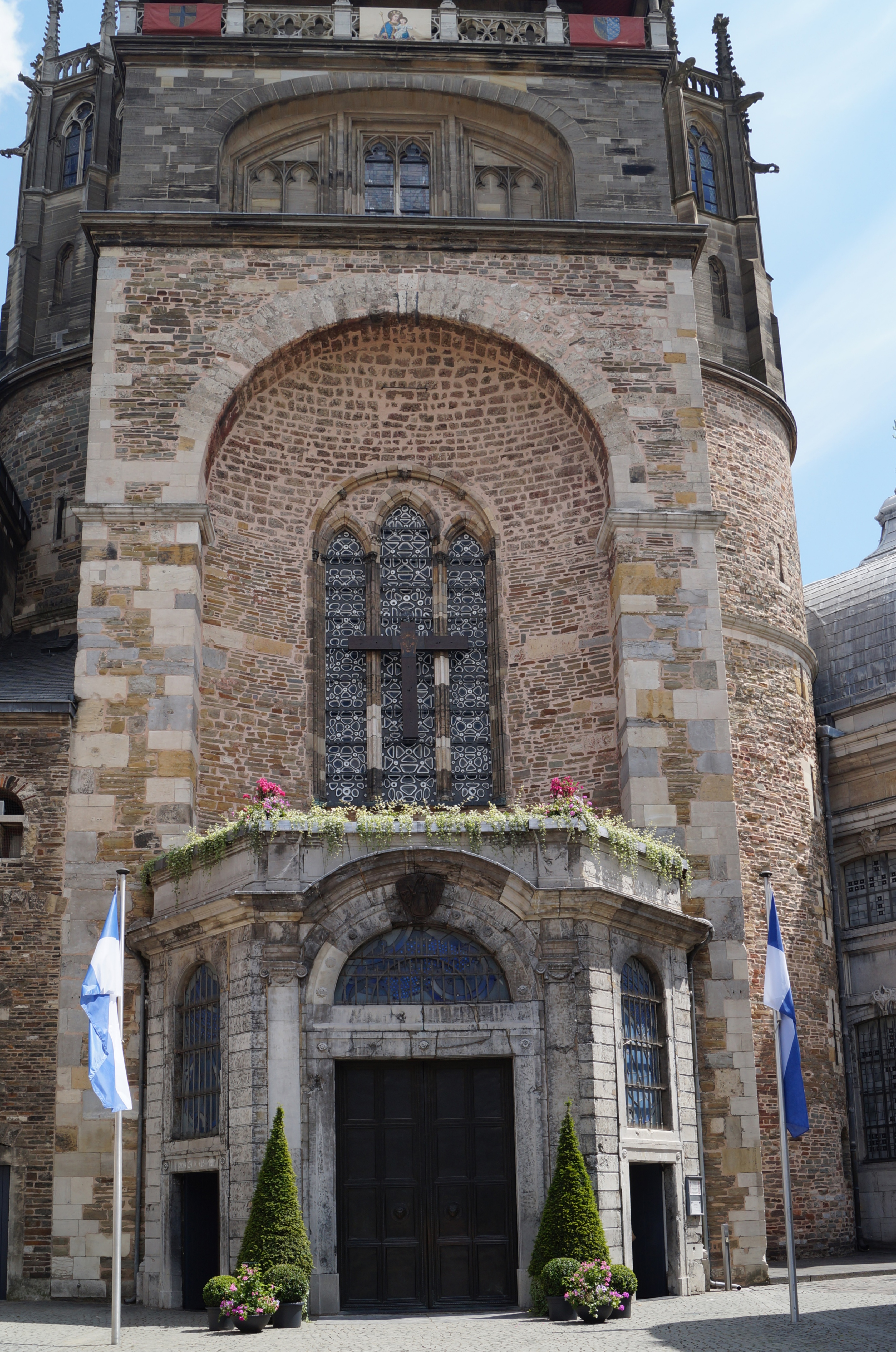
Westwerk

Das Westwerk des Domes ist karolingischen Ursprunges. Davon erhalten sind der Mittelteil des Westwerks, seit dem 19. Jahrhundert mit einem neugotischen Glockenturm bekrönt, und die beiden flankierenden Treppentürme. Es handelt sich um einen doppelgeschossigen Bau, der im Untergeschoss mit einem Tonnengewölbe versehen und heute durch eine Vorhalle aus dem 18. Jahrhundert nach Westen abgeschlossen ist und den Haupteingang zum Kirchengebäude bildet.
Das Obergeschoss zeichnet sich durch eine aufwendig gemauerte Westwand aus. Im Innenraum bildet sie eine Wölbung nach außen, während die Außenseite mit einer Wölbung nach innen eine Konche bildet. Vom Atrium her gesehen war die karolingische Westfassade daher bis zum Anbau der Vorhalle im 18. Jahrhundert besonders repräsentativ: Die Konche im westlichen Obergeschoss korrespondierte mit dem Halbrund des Tonnengewölbes im Untergeschoss.
Die Westwand wird heute durch ein großes Westfenster durchbrochen. Die Rahmengröße des Fensters stammt aus der Gotik und ersetzt ein wesentlich kleineres Fenster aus karolingischer Zeit, ursprünglich vermutlich mit einer eingestellten Säule in Form eines rundbogigen Biforiums gegliedert. Das heutige Fenster wurde 1952 bis 1954 von Ewald Mataré entworfen. Der Entwurf Matarés nimmt abstrahierend die Gliederung der karolingischen Bronzegitter im Inneren des Domes auf. Bronze und unbearbeitete Bergkristalle bilden das eigentliche Fenster.
Die Funktion des Westwerkes im Obergeschoss ist bislang nicht eindeutig geklärt. Das lange dem Marienstift vorbehaltene Taufrecht in Aachen wurde an einem Taufstein, der sich hinter dem Marmorthron befand, bis zum Ende des Ancien Régime wahrgenommen. Möglicherweise war der Raum in diese Zeremonie involviert. Ferner befindet sich auch heute noch in der Westwand unterhalb des großen Westfensters eine Fenestella, durch die eine Sichtverbindung zum unten liegenden Platz, dem ehemaligen Atrium, ermöglicht wurde. Sicher ist, dass zu diesem Raum an seiner nördlichen Wand der Karolingische Gang führte, der die Aula regia (Königshalle) im Norden der Königspfalz mit der Kirche verband. Die über diesem Raum liegenden Stockwerke des Westwerkes wurden in der ersten Hälfte des 14. Jahrhunderts sowie im 17. Jahrhundert umgestaltet. Bis ins 19. Jahrhundert führten die Seile der Kirchenglocken, die in der Glockenkammer über die oberen Vorhalle installiert waren, bis in die Nähe des Taufbeckens.
Seine heutige Form erhielt das Westwerk zwischen 1879 und 1884 mit der Errichtung des neogotischen Turms und dem Anbau der zwei Heiligtumskammern.

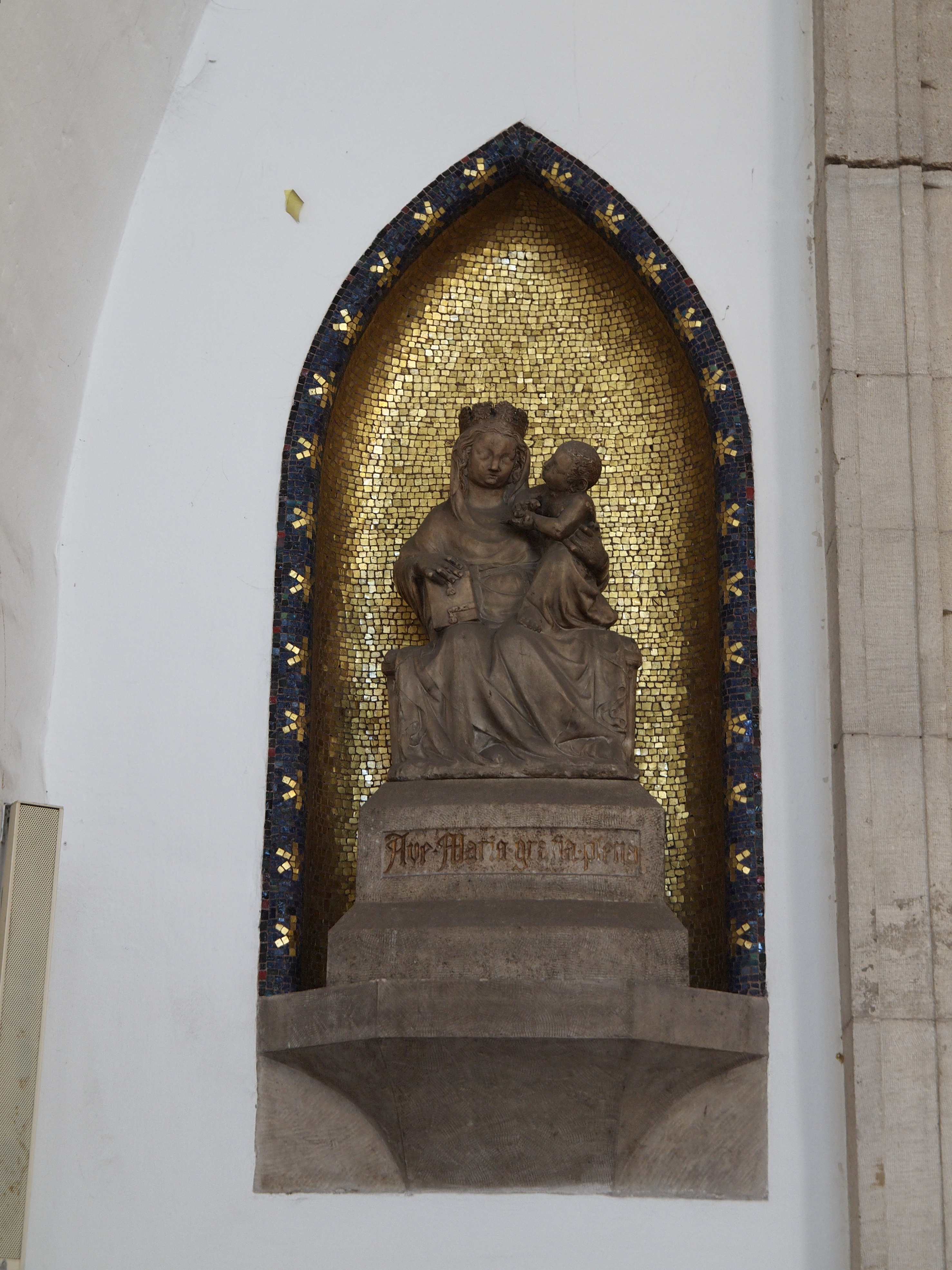
Gotische Nische mit Alabastermadonna

In der Literatur wurde lange diskutiert, ob der untere tonnengewölbte Raum im Westen möglicherweise nach dem Tod Karls des Großen am 28. Januar 814 als dessen Grablege fungierte. Bei archäologischen Ausgrabungen im Jahr 2010 konnte nachgewiesen werden, dass das Grabgewölbe wesentlich jünger ist und somit wahrscheinlich nicht als ursprüngliches Grab Karls des Großen in Frage kommt. In der nordöstlichen Ecke der Vorhalle wurde der Aachener Bürgermeister Gerhard Chorus begraben. An seine Gruft erinnert eine vom Aachener Goldschmied Zaun 1915 hergestellte Bronzetafel, die sich unterhalb der Muttergottesstatue neben dem Eingang ins Oktogon befindet. Die Statue aus Alabaster wurde bereits im Mittelalter in einer Nische neben dem Kircheneingang aufgestellt. Beim Umbau des Eingangs 1788 wurde die Nische zugemauert und erst 1915 wieder an alter Stelle eingerichtet und mit goldenen Glasmosaiken ausgekleidet. Diese Mosaike könnten aus dem mittelalterlichen Kuppelmosaik stammen. Man erkennt deutlich das unterschiedliche Alter der Steine. Die Nische beherbergt die oben erwähnte lothringische Alabasterstatue der Mutter Gottes mit Kind aus der Zeit vor 1400. Hier wie an jedem Eingang des Domes begrüßt eine Marienstatue den Besucher der Aachener Marienkirche. Zur Ausstattung der Vorhalle gehört ein großes Weihwasserbecken rechts des Eingangs sowie die „Wölfin“ und der große Pinienzapfen, beide aus Bronze (siehe weiter unten).

#### Atrium
Dem Westwerk vorgelagert war in karolingischer Zeit ein Atrium in Form eines von beiden Seiten durch Bogengänge umschlossenen Innenhofes. Die Höhe der Säulenhallen orientierte sich an der Traufhöhe des Verbindungsganges zur Königshalle. Das Atrium war 127 × 83 Karolingische Fuß (42–42,50 m × 27,70–27,90 m) groß. Die zweigeschossigen Nord- und Südflügel besaßen ein niedriges Obergeschoss mit kleinen Bogenfenstern und einem Arkadenumgang. Beim Aufbau der Arkaden wechselte sich ein großer Bogen mit drei kleineren Bögen ab, die mittig von Säulen getragen wurden. Ausgrabungen legen den Schluss nahe, dass bereits zu karolingischer Zeit ein Umbau des Atriums von einem weltlichen Apsidenhof zu einer sakralisierten Hofanlage erfolgte. Die Rekonstruktion des Ost- und Westabschlusses des Atriums wurde in der Literatur kontrovers diskutiert. Den Westabschluss bildete vermutlich eine Säulenhalle, die vom Fischmarkt durch einige Stufen zu erreichen war. In jüngerer Zeit wird anhand von archäologischen Befunden diskutiert, ob der Säulenhalle weiter westlich noch ein karolingischer Torbau – ähnlich der Lorscher Torhalle – vorgelagert war. Ein Ostflügel des Atriums existierte nicht, wohl gab es aber Zugänge zu den Treppentürmen des Westwerkes.
Die heute an der Stelle der Arkadenbauten befindlichen Räumlichkeiten deuten diese Struktur noch heute an. Sie dienen heute unter anderem als Wohnungen der residierenden Domherren.

#### Ostbau
In der karolingischen Zeit war dem Sechzehneck im Osten ein zweigeschossiger Anbau vorgelagert, der die Breite des Ostjoches hatte und das Gesims des Daches des Umgangs nur geringfügig überragte. In der älteren Literatur wurde der Anbau als Ostchor oder als Ostapsis bezeichnet. Dieser Raum hatte weder die Form einer Apsis noch besaß er in karolingischer Zeit die Funktion eines Chores. Der eigentliche Chor befand sich im Oktogon. Der Ostbau gehörte mit dem Ostjoch des Sechzehnecks zum Sanktuarium der Marienkirche. In beiden Räumen befand sich ein Altar: im Ostbau der Marienaltar und in der Mitte des Ostjochs der Petrusaltar.

#### Annexbauten
An die Pfalzkirche schlossen sich nach Norden und Süden zweigeschossige Annexbauten an, die über Gänge und karolingische Bronzetüren mit dem Zentralbau verbunden waren. Die Bronzetüren wurden beim Anbau der gotischen Hubertus- und Annakapelle als Zugang später wieder verwendet. Der Nordannex gehört mit dem Südwestbau der ältesten, frühkarolingischen Bauphase der Pfalzanlage an.
Aufgrund der um 4° verschobenen Ausrichtung des Nordannexes zu den Fluchten der übrigen Pfalzbauten geht man heute davon aus, dass der Nordannex zu einem älteren Vorgängerbau gehörte und in den Bau der Pfalzanlage einbezogen wurde. Archäologische Befunde, die beim Abbruch der östlichen Außenwand des Nordannexes 1878/86 erhoben wurden, belegen die Gliederung des 13,20 m × 22,00 m großen Gebäudes in drei Schiffe, eine Apsis und einen Vorraum.
Der ungegliederte Südannex (Innenmaß: 13,10 m × 22,50 m) wurde über den Resten eines römischen Badebeckens als äußerliches Gegenstück zum Nordannex zusammen mit der Pfalzkirche errichtet. Über einen Narthex-Korridor wurde das Sechzehneck mit dem Südannex in Form eines Apsidensaales verbunden.
Zwei Drittel der Fundamente des Südannexes wurden bei Ausgrabungen durch Erich Schmidt Anfang des 20. Jahrhunderts entdeckt. Ein großformatiges Pflaster auf dem Münsterplatz zeichnet heute die archäologisch gesicherten Umrisse des Südannexes nach. Die Funktion der Annexbauten in karolingischer Zeit kann nicht eindeutig nachgewiesen werden. Diskutiert wurden kirchliche, repräsentative und memoriale Funktionen der Nebengebäude.
Im Bereich des Bauhofes der Dombauhütte ist heute noch eine um wenige Meter translozierte Plinthe einer Säule des Nordannexbaus erhalten. Über die Funktion der Annexbauten existierten in der Forschung sehr unterschiedliche Vorstellungen. Der Nordannex wurde beispielsweise als erste Königshalle oder Grabkapelle Karls des Großen, der Südannex als domus pontificis. angesehen.

### Ottonische Zeit (10. bis 11. Jahrhundert)
Die Bedeutung der Pfalzkirche als Ort der Königskrönungen sowie das Grab Karls und die reichen Reliquien- und Kunstschätze waren für die weltliche und geistliche Macht ausschlaggebend für den Erhalt des Bauwerks. Unter den Ottonen wurde die Kirche reich beschenkt. Otto I. gab das Recht, den Propst als geistlichen Vorsteher selbst zu bestimmen. Otto III. war ein Bewunderer Karls und ließ in seiner Verehrung für ihn einen malerischen Schmuck der Wände anbringen. Außerdem ließ er bedeutende Reliquien der hl. Corona und des Hl. Leopardus von Italien nach Aachen übertragen. Otto III. wurde nach seinem Tod in Palermo im Jahre 1002 einbalsamiert und in der Marienkirche zu Aachen bestattet. Unter dem Ottonen Heinrich II. verlor Aachen seine zentrale Stellung im Reich. Heinrich II. machte die von Otto III. eingeführte Einrichtung der Pfarrbezirke und die reichen Zuwendungen für das Marienstift rückgängig. In die Regentschaft Heinrich II. fällt die Schenkung eines wertvollen Kirchenschatzes, zu dem unter anderem der kunstvolle goldene Ambo zählt.
Otto III. beauftragte den italienischen Maler Johannes mit der Ausmalung des Kirchengebäudes. Reste der Wandmalerei wurden 1869 nach Entfernung der Barockausstattung durch Carl Rhoen erstmals beschrieben. Die Maler A. Olbers und Hermens sowie der Kölner Restaurator Anton Bardenhewer fertigten zahlreiche Befundaquarelle an, die heute im Denkmälerarchiv des Landschaftsverbandes Rheinland aufbewahrt werden. Der Maler Johannes, der die Wandmalerei ausführte, signierte seine Werke mit einer Inschrift in leonischem Hexameter: A PATRIAE NIDO RAPUIT ME TERTIUS OTTO. CLARET AQUIS SANE, TUA QUA VALEAT MANUS ARTE („Aus dem Nest des Vaterlandes raubte mich Otto III. Aachen leuchtet fürwahr durch das, was deine Hand in der Kunst vermag“).
Die Reste der gut erhaltenen ottonischen Wandbemalung waren bis zur Anbringung der Marmorverkleidung und der Mosaizierung auf den Oktogonpfeilern, in den Gewölben der Kaiserloge und des unteren Oktogonumganges, im nördlichen karolingischen Treppenturm sowie an den Wänden des oberen Oktogonumganges und der Kaiserloge sichtbar. Neben geometrischen Ornamentmustern in den vorherrschenden gelben, braunen und roten Farbtönen sind der ottonischen Ausgestaltung auch figürliche Brustbilder, Fantasie-Tiergestalten und zahlreiche Inschriften zuzuordnen. Erhalten ist heute ein Fragment ottonischer Ornamentmalerei in einer karolingischen Fensterlaibung im südöstlichen Joch des oberen Oktogonumganges.

### Stauferzeit (11. bis 13. Jahrhundert)
Der Staufer Friedrich I., genannt Barbarossa, ließ einen vom Kuppelgewölbe des Oktogons herabhängenden kunstvollen Radleuchter, den sogenannten Barbarossaleuchter, anfertigen. Die Krönungskirche wurde seit der Heiligsprechung Karls des Großen im Jahre 1165 als Hauptkirche des Reiches bezeichnet. Die Gebeine Karls wurden zur Verehrung in einem Reliquienschrein ausgestellt.

#### Romanische Umbauten
In romanischer Zeit waren schon bauliche Erweiterungen am karolingischen Sechzehneck ausgeführt worden. Nach dem Stadtbrand 1146 wurde der Tambour im Oktogon um 1170 während der ersten romanischen Umbauphase erhöht. Während der zweiten romanischen Umbauphase um 1230 wurde die rundbogige Blendgalerie mit Dreiecksgiebeln ergänzt. Die barocke Umgestaltung der Kuppel im 18. Jahrhundert führte zu einem fast vollständigen Rückbau der romanischen Aufbauten. Lediglich an der Ostseite des Oktogons, am Übergang zur Chorhalle hinter gotischem Blendmauerwerk haben sich romanische Bauteile erhalten. Eine Darstellung der Kuppel mit dem erhöhten Tambour ist auf dem Stifterrelief des Karlsschreins (1215) zu sehen. Ende des 12. Jahrhunderts wurde das Kirchengebäude neu verputzt. Während die karolingischen Bauteile über 200 Jahre rot verputzt waren, wurden bei der romanischen Neuverputzung weiße Farben verwendet.

#### Romanische Anbauten
Auf der Nordseite entstanden die Nikolai-, Ägidius- und Armseelenkapelle. Zwischen 1187 und 1215 datieren die Bauten eines Claustrums und Dormitoriums, die auf Handzeichnungen Albrecht Dürers teilweise zu erkennen sind. Die Kapellen aus romanischer Zeit wurden in späteren Bauepochen umbaut, teilweise durch Neubauten ersetzt oder niedergelegt.

##### Armseelenkapelle
Die mit einem karolingischen Tonnengewölbe ausgestattete Armseelenkapelle wurde später dem östlichen Kreuzgang angeschlossen. Die Kapelle wurde um 1200 errichtet und grenzt im Osten und Westen an den karolingischen Portikus und lehnt sich im Bauplan an die karolingische Architektur an. Die Westseite der Kapelle, die an den Kreuzgang anschließt, ist durch eine spätromanische Fassade gekennzeichnet, die aus mehreren Kleeblattbögen aufgebaut ist, die von Bündeln aus schwarzen Kalksteinsäulen getragen werden. Reich verzierte Kapitelle und Säulenschäfte aus hellem Sandstein bilden einen farblichen Kontrast zu den dunklen Säulen. Die Fassade der Armseelenkapelle gilt als eines der hervorragendsten Beispiele der spätromanischen Architektur im Rheinland. Ende des 19. Jahrhunderts wurde die Armseelenkapelle mit der reich gegliederten Zierfassade nach Plänen des Domwerkmeisters Baecker restauriert.

##### Aegidiuskapelle
An der Ostseite der Armseelenkapelle schloss sich die im 13. Jahrhundert errichtete 5,07 Meter lange und 6, 75 Meter breite Aegidiuskapelle an, die heute lediglich als archäologischer Befund erhalten ist. In der älteren Aachener Literatur wurde sie gelegentlich auch als Pippinskapelle bezeichnet. Sie besaß Zugänge zur Armseelen- und Nikolauskapelle.

### Gotik (13. bis 16. Jahrhundert)
Während der Gotik wurde das Gebäude umfassend umgearbeitet und baulich ergänzt. Ein hohes, bleigedecktes Zeltdach bildete seit dem 13. Jahrhundert bis zum Aachener Stadtbrand 1656 den baulichen Abschluss der Kuppel des Oktogons. Um den Zentralbau wurden seit dem 14. Jahrhundert Kapellen angebaut, um während der alle sieben Jahre stattfindenden Wallfahrten den zahlreichen Pilgern Raum zum Gebet zur Verfügung zu stellen. Um die Reliquienschreine wirkungsvoll präsentieren zu können, wurde Mitte des 14. Jahrhunderts begonnen, die hohe gotische Chorhalle zu errichten.

#### Heiligtumskammern und Brücke
Um 1350 wurden zur Aufbewahrung und Weisung der Heiligtümer während der Wallfahrten auf die karolingischen Treppentürme des Westwerkes zweistöckige, gotische Kapellen aufgesetzt. Während im unteren Geschoss der Heiligtumskammer einfache gotische Spitzbogenfenster eingesetzt wurden, sind die Fenster im oberen Geschoss zweiteilig ausgeführt. Diese gotischen Turmkapellen sind in den neogotischen Turmausbau Ende des 19. Jahrhunderts einbezogen und umgebaut worden. Im Juli 1941 wurde die südliche Kapelle während eines Luftangriffs vollständig zerstört.
Zur Weisung der Heiligtümer wurde Mitte des 14. Jahrhunderts eine mit Maßwerksgalerien verzierte, überdachte Brücke zwischen dem Westwerk und dem karolingischen Tambour errichtet.

#### Chor

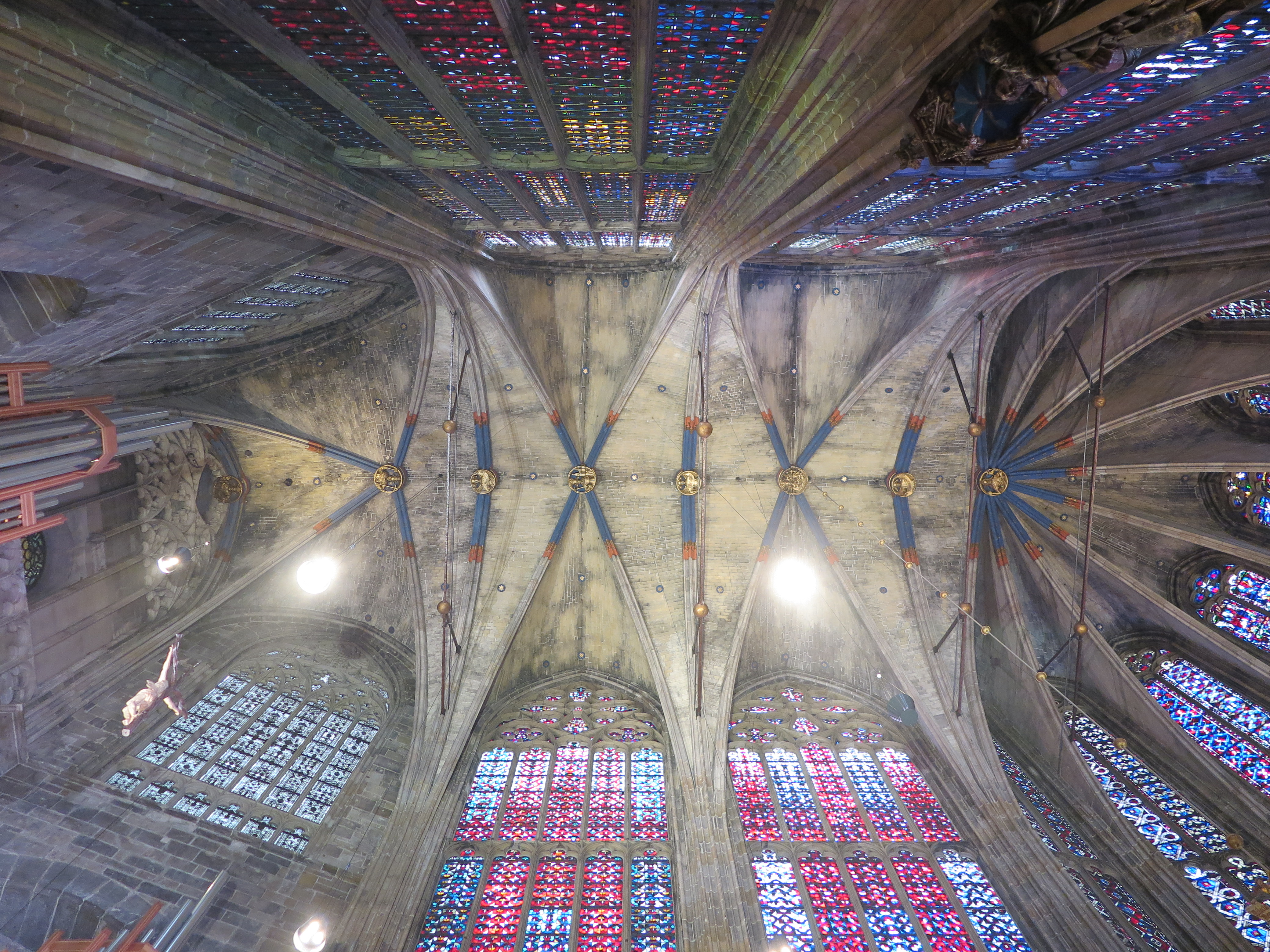
Kreuzrippengewölbe

Östlich an das Oktogon wurde auf Initiative des Marienstiftes und des Aachener Bürgermeisters Gerhard Chorus zwischen 1355 und 1414 die gotische, aufgrund ihrer großartigen Bleiglasfenster Glashaus von Aachen genannte Chorhalle angebaut.
Der karolingische Ostabschluss der Kirche wurde abgetragen, um eine optische Verbindung zwischen dem Oktogon und der neu errichteten gotischen Chorhalle zu schaffen. Aus freistehenden Pfeilern und Bögen wurde an der Stelle des karolingischen Altarraums der Marien- oder Krönungschor errichtet, zu dem 1455 der Propst Gerhard Graf von Sayn die Estrade stiftete. Das Marienchörchen wurde im Rahmen der barocken Umgestaltung 1786 abgetragen und durch einen barocken Marienaltar mit Balusterwand ersetzt. Der Marienschrein wurde dabei entfernt und abwechselnd in verschiedenen Seitenkapellen aufgestellt.
Die gotische Chorhalle misst 25 Meter in der Länge, 13 Meter in der Breite und 32 Meter in der Höhe. Ihre Außenwand ist weitestgehend in Fenster aufgelöst, die mit einer Höhe von 25,55 Metern zu den höchsten gotischen Fenstern in Europa zählen. Die mehr als 1000 Quadratmeter Glasfläche war als gleichsam gläserner Reliquienschrein für die im Marienschrein aufbewahrten Aachener Heiligtümer und die Gebeine Karls des Großen, welche im Karlsschrein aufbewahrt werden, gedacht. Die Chorhalle wurde als Saalchor mit zentrierendem Polygon konzipiert. Der Chorschluss besteht aus neun Seiten eines Vierzehnecks.
Die Architektur orientiert sich am Vorbild der Sainte-Chapelle in Paris, ebenfalls Aufbewahrungsort wichtiger Reliquien und königliche Palastkapelle. Zur Sicherung der Gewölbe der Aachener Chorhalle wurden bereits während der Bauzeit eiserne Zuganker eingebaut, um den Seitenschub auf das schmale Tragwerk zu reduzieren und dazwischen möglichst viel Fensterfläche zu belassen.
Bei Restaurierungsarbeiten 1995 bis 2000 wurden an der gesamten Nordwand und auf einem kleinen Abschnitt der Südwand der Chorhalle gotische, eingefärbte Ritzzeichnungen entdeckt. Die Zeichnungen, die um 1400 entstanden, wurden erst nach der Demontage des Chorgestühls sichtbar. Die neun Zeichnungen für acht Bauteile stellen spätmittelalterliche Bauzeichnungen der Bauhütte dar. Die Bauteile wurden in Originalgröße vorgezeichnet und mehrfach korrigiert. Neben Maßwerkzeichnungen und einem Schnitt durch die Erdgeschosswand sind Risszeichnungen von Blendfialen der Strebepfeiler, Spitzbogenarkaden, ein Vier- und ein Fünfpass sowie eine Verbindung der Strebepfeiler identifiziert worden. Es wird angenommen, dass die Zeichnungen vom Meister Enghelbertus angefertigt wurden. Sie bieten einen seltenen Einblick in die spätmittelalterliche Bauplanung.
Kurz nach der Fertigstellung der Chorhalle um 1430 wurden die Chorpfeilerfiguren aus Baumberger Sandstein aufgestellt. An der Südseite des ersten Chorjoches angebracht ist der Ambo Heinrichs II. aus dem frühen elften Jahrhundert. In den Boden der Chorhalle ist das Grab Kaiser Ottos III. eingelassen, der an Ostern des Jahres 1002 in der damaligen Aachener Stifts- und Krönungskirche St. Marien, im Sechzehneck, beigesetzt wurde. Nach der Fertigstellung der Chorhalle wurde der Sarkophag Ottos III. in die Mitte der Chorhalle umgebettet. Ein weiteres besonderes Kunstwerk stellt die in der Chorhalle angebrachte Strahlenkranzmadonna aus dem Jahr 1524 dar. Sie wurde von dem bedeutenden Maastrichter Bildschnitzer Jan van Steffeswert gefertigt. Die doppelseitige Madonna mit Kind ist von einem später hinzugefügten Strahlen- und Wolkenkranz umgeben.
Nachdem die mittelalterlichen bunten Bleiglasfenster 1729 durch Hagelschlag zerstört worden waren und man die wiederhergestellte Verglasung 1779/80 gegen schlichte Klarglasfenster ausgewechselt hatte, entschied man sich Ende des 19. Jahrhunderts für eine neogotische, fünfbahnige Verglasung mit einem zentralen Motiv. Durch Bombenangriffe während des Zweiten Weltkriegs wurden die Fenster der Chorhalle wieder nahezu vollständig zerstört. In den Jahren 1949 bis 1951 wurden die Fenster nach den Entwürfen von Walter Benner, Anton Wendling und Wilhelm Buschulte, finanziert durch zahlreiche öffentliche und private Spenden, neu verglast. Sie zeigen die Heilsgeschichte und den Aufstieg des Menschen zu Gott. Die Ornamentsfenster sind „leuchtende Vorhänge“.

##### Wandmalereien

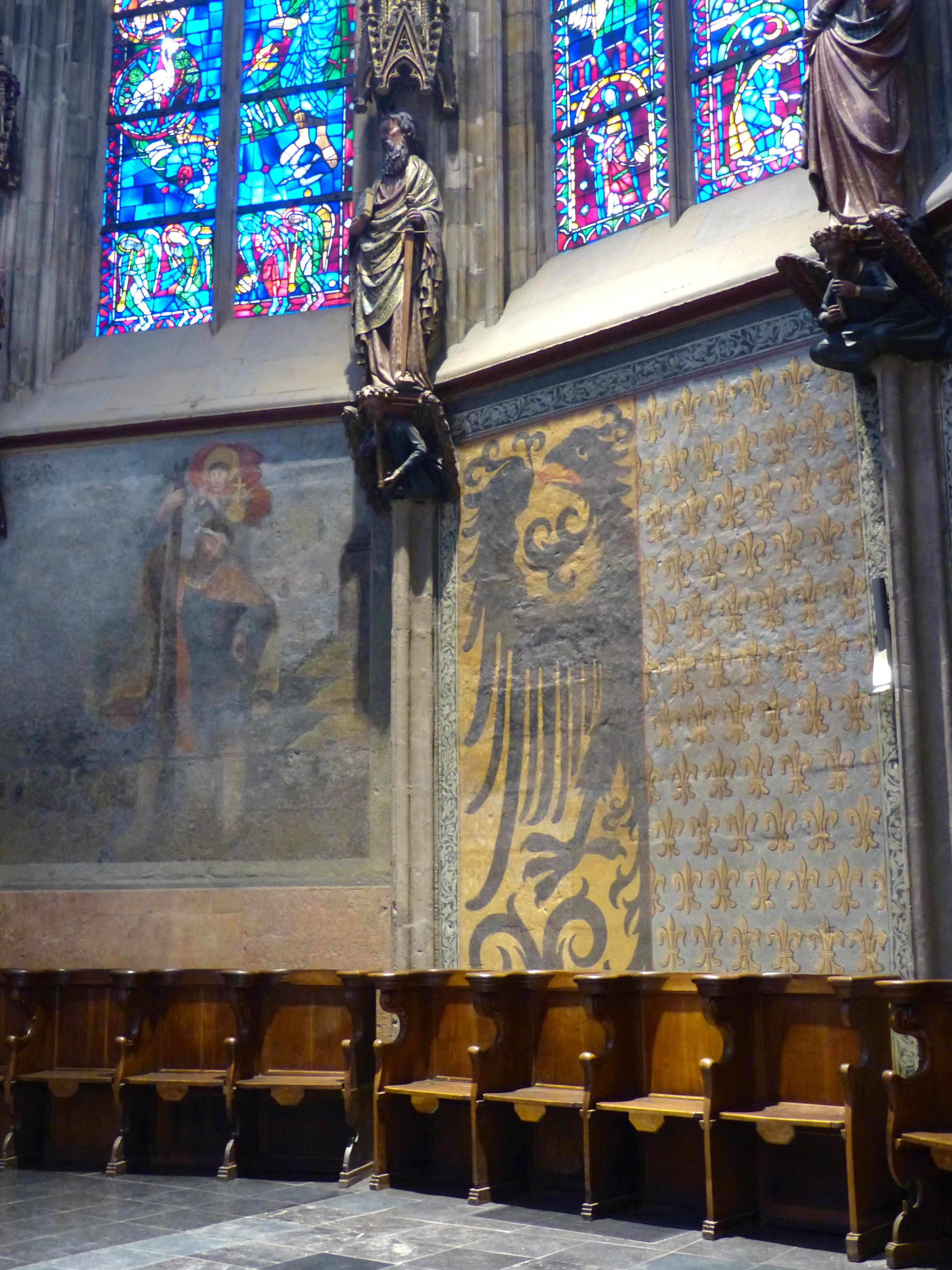
Wandmalerei in der Chorhalle – Aachener Stiftswappen und Hl. Christophorus

Die Chorhalle wurde mehrfach farblich ausgestaltet. Die Erstausmalung wurde um 1430 vorgenommen. Die Westarkade wurde mit einer Verkündigungsszene ausgestaltet, am Polygon wurde ein Schriftband und an die Langchorwände Weihekreuze angebracht. Im Jahr 1486 wurden die Wände der Chorhalle mit figürlichen Darstellungen versehen. Die Ausmalung stiftete Kaiser Friedrich III. 1486 anlässlich der Krönungsfeier seines Sohnes Maximilian I. Der Stifter wurde in der Krönungsszene Mariens bildlich verewigt, sein Leitspruch A.E.I.O.U. findet sich in Spruchbändern in der Darstellung der Heiligenpaare im Polygon.
- Verkündigung an Maria (Westwand, 1430)
- Verkündigung an Maria (Nordwand, beginnend im Westen)
- Mariä Heimsuchung (Nordwand)
- Wanderung nach Bethlehem (Nordwand)
- Geburt Christi (Nordwand)
- Anbetung der Heiligen drei Könige (Nordwand)
- Darbringung Jesu im Tempel (Nordwand)
- Heiliger Heribert (Nordwand, Übergang zum Polygon)
- Heilige Kunigunde und Heiliger Heinrich (Nordwand, Nordnordwest-Polygon)
- Kaiserin Helena und Karl der Große (Nordnordost-Polygon)
- Aachener Stiftswappen (Nordost-Polygon)
- Aachener Stiftswappen, 1622 übermalt mit der Szene Jesus wandelt auf dem Meer (Ostnordost-Polygon)
- Kreuzigung Christi (Ost-Polygon), vermutl. 1622
- Aachener Stiftwappen, 1622 übermalt mit der Darstellung des Heiligen Christophorus (Ostsüdost-Polygon)
- Aachener Stiftswappen (Südost-Polygon)
- Weihe des Aachener Münsters durch Papst Leo III. (Südsüdost-Polygon, 17. Jahrhundert)
- Anbetung der Heiligen Drei Könige (Südsüdwest-Polygon, 17. Jahrhundert)
- Flucht nach Ägypten (Südwand, beginnend im Osten)
- Der zwölfjährige Jesus im Tempel (Südwand)
- Abschied Jesu von seiner Mutter (Südwand)
- Herabkunft des Heiligen Geistes (Südwand)
- Marientod (Südwand)
- Krönung Mariens (Südwand, am Heinrichs-Ambo).

Im Barock wurde die Ausmalung der Chorhalle 1781/82 und 1803 erneut nach Anweisungen von Bischof Berdolet verändert. Während der barocken Umgestaltung Ende des 18. Jahrhunderts wurden die Wandmalereien übermalt und mit einem umlaufenden Stuckgesims versehen. Auch die Chorpfeilerfiguren und die Strahlenkranzmadonna wurden weiß übermalt. Anfang des 19. Jahrhunderts wurden in den weißen Polygonfeldern wertvolle Tapisserien aufgehängt.
Nach der kurzfristigen Freilegung der gotischen Wandmalereien im Jahr 1867 wurden die Wandflächen erneut mit einem Laubfries und Engeln übermalt. Im Rahmen der Umgestaltung des Kirchengebäudes Anfang des 20. Jahrhunderts erfolgte 1908 eine erneute Ausgestaltung der Wandflächen mit roten Ornamenten auf gelben Untergrund. Anton Bardenhewer begann 1916 mit der partiellen Freilegung der gotischen Wandmalereien. Nachteilig für den Erhaltungszustand wirkte sich der Einbau einer Heizungsanlage im Jahr 1912 aus, die die Warmluft direkt auf die Wände leitete. Ende der 1990er Jahre wurden im Rahmen der Renovierungsarbeiten in der gotischen Chorhalle auch die gotischen Wandmalereien restauriert und die Heizungssituation verändert.

##### Chorpfeilerskulpturen

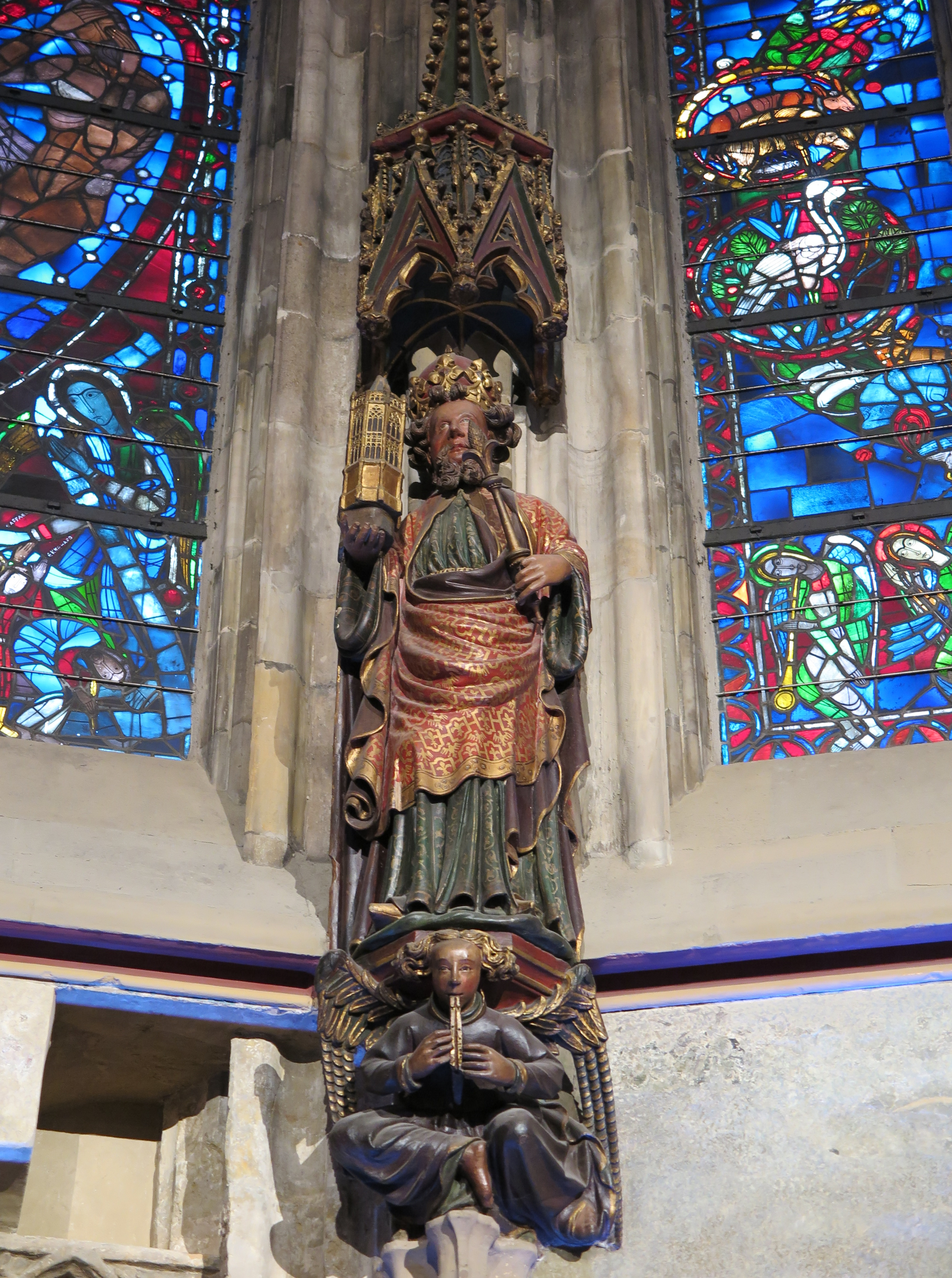
Chorpfeilerfigur Karl der Große mit einem Modell des Aachener Münsters

Um 1430 wurden an jedem Pfeiler des Chorpolygons lebensgroße Pfeilerfiguren angebracht. Die farbig angelegten Figuren aus Baumberger Sandstein stehen auf Konsolen aus Herzogenrather Sandstein. Die Konsolen sind mit musizierenden Engeln verziert. Bekrönt werden die Figuren von hohen, filigranen Sandstein-Baldachinen. Dargestellt sind die zwölf Apostel, Maria und Karl der Große. Die Figuren wurden seit dem 15. Jahrhundert mehrfach übermalt. Während des Aachener Stadtbrandes 1656 wurden sie partiell stark beschädigt und im Rahmen der barocken Umgestaltung weiß übermalt. Die heutige Gestalt und Farbgebung der Figuren stammt von der grundlegenden Überarbeitung 1849–1851. Am 23. Dezember 1943 durchschlug eine Bombe das Dach der gotischen Chorhalle, prallte an der Gewölbekappe oberhalb des Pfeilers mit der Karls-Figur ab und explodierte zwei Tage später außerhalb der Domes. Durch den Bombentreffer wurde der Hochaltar und zahlreiche Baldachine der Figuren zerstört. Die Kriegsschäden an den Figuren wurden bis 1951 behoben. Bei der Renovierung der Chorhalle Ende des 20. Jahrhunderts wurden der schmutzbehaftete Firnis abgenommen, die sensiblen Farbschichten gereinigt und neu versiegelt.

##### Gewölbe, Gewölbeschlusssteine und westliches Blendfenster

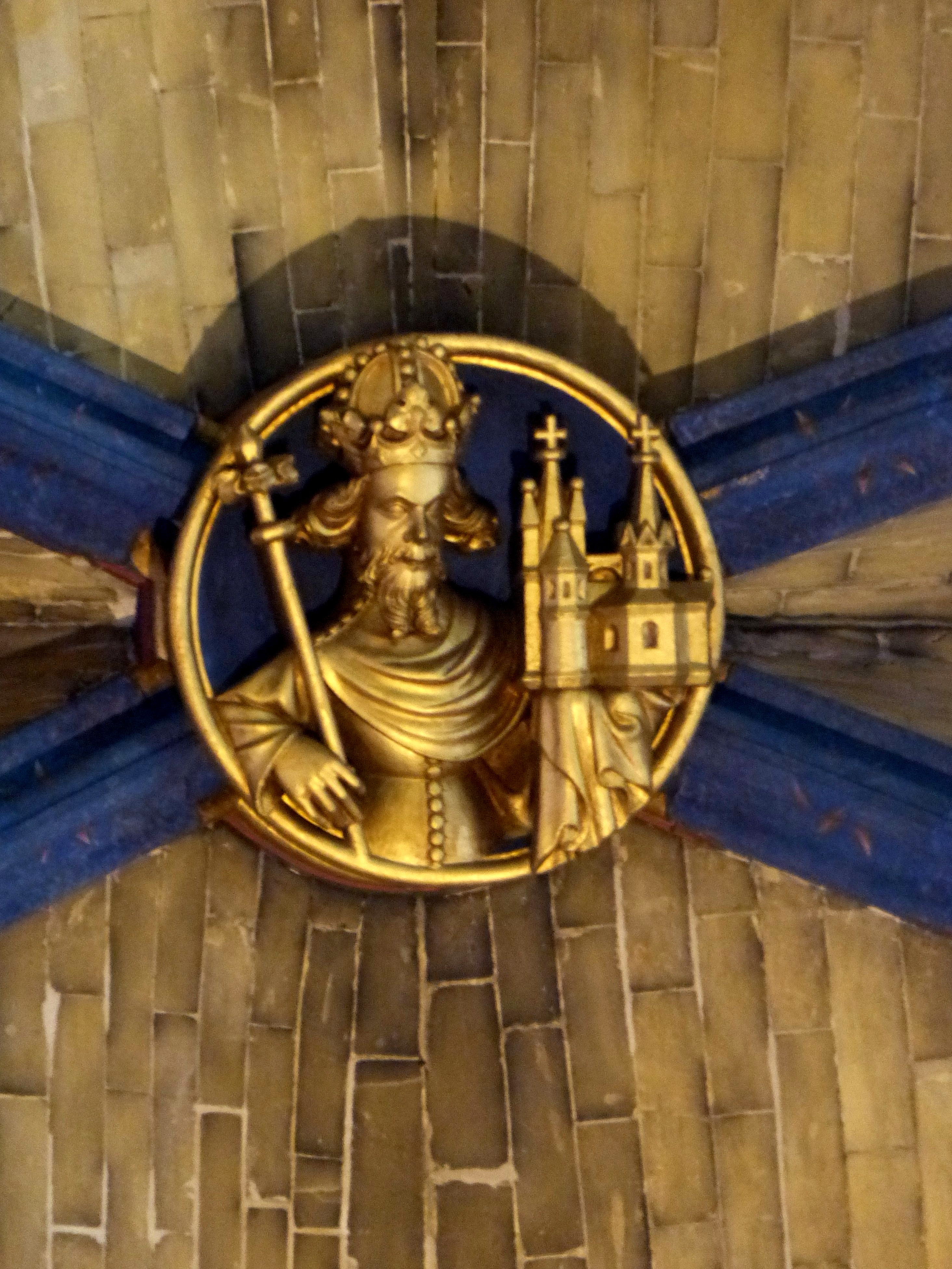
Gewölbeschlussstein Karl der Große

Das Rippengewölbe der Chorhalle wird aus durch Kehlen und Wülste profilierte Rippen aus Herzogenrather Sandstein und Gewölbekappen aus Limburger Kalkmergelstein gebildet. Die Gewölbekappen werden durch ein einlagiges Kappenmauerwerk aus backsteingroßen Kalksandsteinen gebildet. Auf den Rippensteinen finden sich häufig Steinmetzzeichen. Das Gewölbe der Chorhalle wurde im Laufe der Geschichte mehrfach substantiell geschädigt. Besonders der Aachener Stadtbrand und die Bombenschäden im Zweiten Weltkrieg beeinträchtigten die Stabilität des Bauwerks, so dass das Gewölbe partiell neu aufgebaut werden musste. Die Kalkmergelsteine wurden zum Teil durch Backsteine und in der Nachkriegszeit durch Material aus Trümmern ersetzt. Die beiden zerstörten Gewölberippen wurden nach dem Krieg durch Rippensteine aus Tuffstein und Kalkstein ersetzt. 2,50 Meter von den Schlusssteinen ausgehend, sind die Gewölberippen farbig angelegt. Die blauen Rippensteine sind mit goldenen Sternen und einem rot-goldenen Abschlussband verziert. Die Schlusssteine der Gewölberippen werden durch 80 bzw. 90 Zentimeter große, vergoldete Medaillons gebildet, die mit reliefierten Brustbildern verziert wurden:
- Auferstandener Christus mit Kreuzesfahne und Segensgestus der rechter Hand (östlichster Schlussstein im Chorpolygon)
- Engel mit Spruchband SURREXIT
- Maria mit dem segnenden Jesuskind auf einer Mondsichel
- Engel mit Spruchband AVE MARIA
- Karl der Große mit Zepter und dem Modell des karolingischen Oktogons
- Engel mit Spruchband S. CAROLO MAGŌ
- Papst mit Tiara, Kreuzstab und Aspergill
- Bischof mit Mitra, Segensgestus und Weihwasserkessel (westlichster Schlussstein)

Im Übergang zwischen gotischer Chorhalle und karolingischem Oktogon ist auf der Chorseite ein Blendfenster mit gotischem Maßwerk erhalten. Dieses Maßwerk ist das einzig noch erhaltene gotische Maßwerk, nachdem man die Maßwerke an den Chorfenstern 1779 herausgebrochen hat. Im unteren Teil wird das Maßwerk durch sich durchschneidende Spitzbögen gebildet, die Füllungen variieren zwischen Dreipass- und Fischblasenornamenten. Das zentrale Motiv bildet ein durch einen Fünfpass gegliedertes Kreisornament. Darüber erhebt sich ein Couronnement mit einem vorhangähnlichen Spruchbanner.

##### Wasserspeier

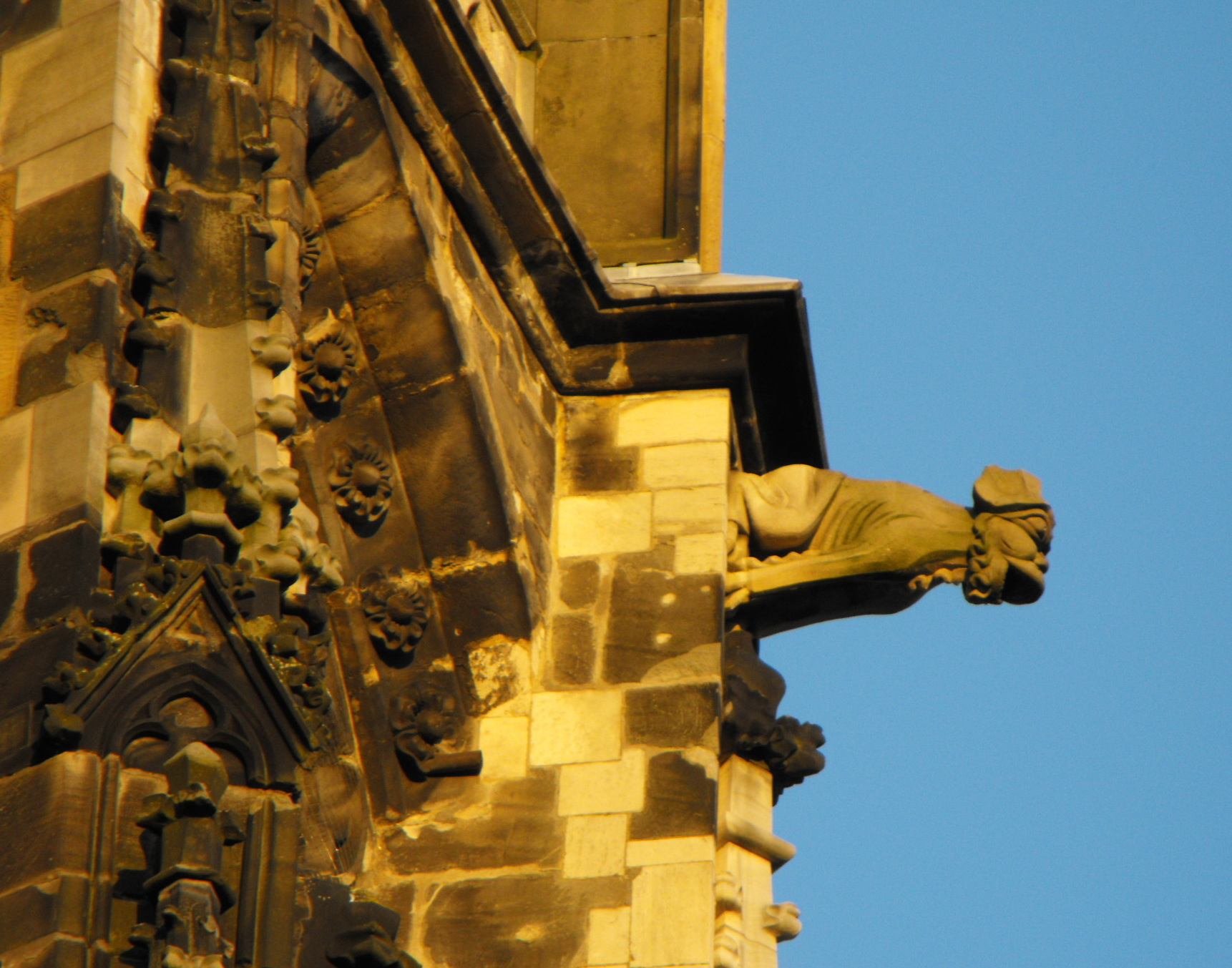
Wasserspeier an der Chorhalle

Bereits zur Bauzeit der Chorhalle wurde an jedem Pfeiler unterhalb der Dachbrüstung ein Wasserspeier aus Herzogenrather Sandstein angebracht. Die mittelalterlichen Wasserspeier verloren im 19. Jahrhundert ihre Funktion nach dem Einbau der Fallrohre. Bei der umfassenden Sanierung der Chorhalle Ende des 20. Jahrhunderts mussten fünf der Wasserspeier – alle im Bereich des Chorpolygons – ausgetauscht werden, obwohl die Steinsubstanz noch relativ gut erhalten war. Die Einbindung der Wasserspeier ins Mauerwerk mittels schmiedeeiserner Klammern war jedoch nicht mehr gegeben, da die Klammern weitgehend verrostet waren und sich die Figuren zunehmend von den Pfeilern lösten. Obwohl die Wasserspeier heute funktionslos sind, wurden die neuen Speier mit durchbrochenen Rachen ausgeführt um die optische Einheitlichkeit zu wahren. Die ausgebauten Speier werden heute im Lapidarium des Domes aufbewahrt.

##### Sonnenuhr

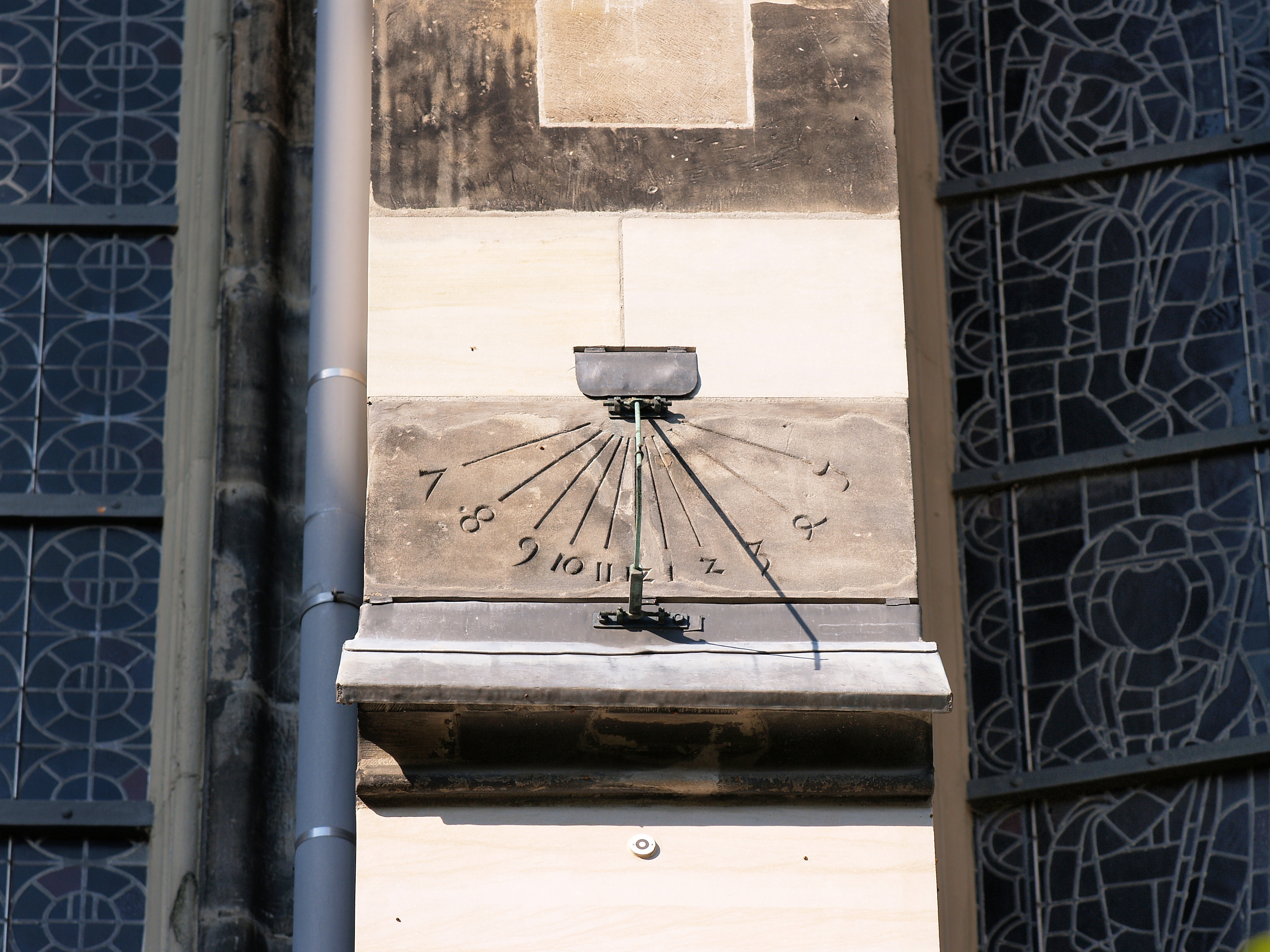
Sonnenuhr auf der Südseite des gotischen Chors

Auf der Südseite der Chorhalle ist zwischen dem Chorpolygon und dem Langhaus oberhalb des Kaffgesimses eine spätgotische Sonnenuhr angebracht. Die um 1450 bis 1500 entstandene Uhr aus Herzogenrather Sandstein gehört neben der Sonnenuhr von St. Kunibert in Köln zu den ältesten noch erhaltenen Sonnenuhren im rheinischen Raum. Die Aachener Sonnenuhr gehört zu den exakt vertikalen Süduhren.
Bei der Sanierung der Bausubstanz der Chorhalle zerbrach 1997 die Uhr entlang einer alten Trennfläche in zwei Teile. Der Stein wurde konservatorisch mit Kieselsäureester getränkt und mit Epoxidharzkleber zusammengefügt.

#### Anbauten
Rings um das Oktogon scharen sich mehrere Seitenkapellen, die im Laufe der Jahrhunderte angebaut wurden, da die alte Pfalzkapelle die zunehmenden Pilgerströme aus ganz Europa insbesondere während der alle sieben Jahre stattfindenden Aachener Heiligtumsfahrt nicht mehr zu fassen vermochte. Die einzelnen Kapellen im Uhrzeigersinn:
- Im Südosten liegt die Matthiaskapelle, die zeitgleich mit der daneben liegenden Chorhalle errichtet wurde.
- Südlich der Matthiaskapelle schließt sich die gotische Annakapelle an. Sie war im Untergeschoss ursprünglich die Vorhalle zu einem Domportal, jedoch wurden die Wände später verschlossen und der Raum als Kapelle genutzt.
- Südlich des Westwerks liegt die Ungarnkapelle, ursprünglich ebenfalls eine gotische Seitenkapelle, wurde sie im 18. Jahrhundert nach Plänen des italienischen Architekten Joseph Moretti in barocken Formen neu errichtet. Heute dient sie als Sakraments- und Andachtskapelle.
- Nördlich des Westwerks schließt sich die Nikolaus- und Michaeliskapelle aus dem 15. Jahrhundert mit ihrem neubarocken Altaraufsatz im Chorraum, im 20. Jahrhundert von Joseph Buchkremer gestaltet, an. Sie ist der ehemalige Begräbnisort der Stiftsherren des Aachener Münsters.
- Nordöstlich wurde die Karls- und Hubertuskapelle an das Oktogon angebaut.
- Daneben befinden sich die Allerseelenkapelle und die Allerheiligenkapelle, die 1955 im karolingischen Gewölbe als Gruftkapelle für verstorbene Bischöfe und Weihbischöfe von Aachen eingerichtet wurde.
- Weitere zum Domkomplex gehörige Kapellen befinden sich im Kreuzgang und am Domvorhof.

##### Ungarnkapelle

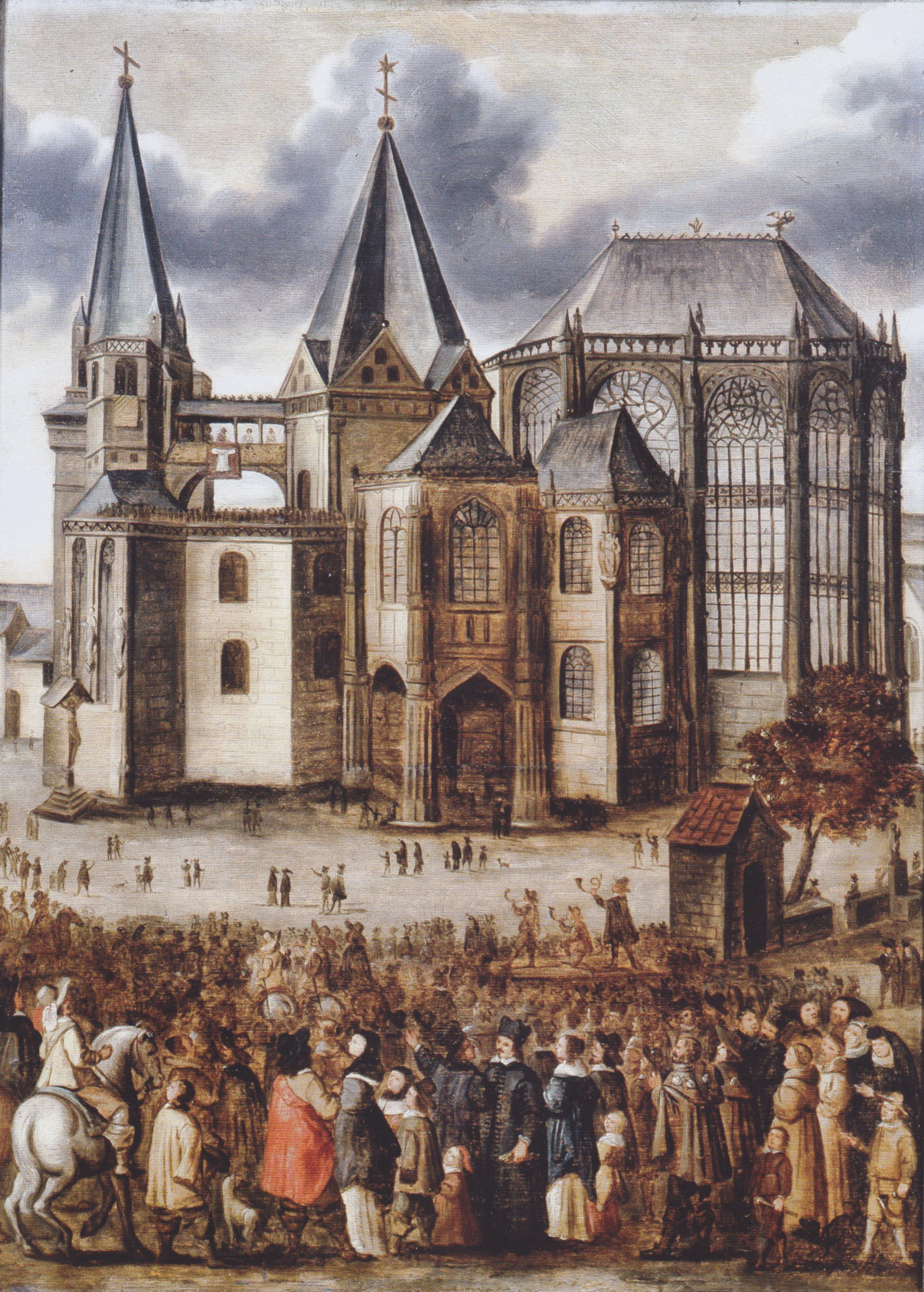
Baulicher Zustand des Domes vor dem Stadtbrand mit gotischer Ungarnkapelle (1622)

Im Bereich der heutigen Ungarnkapelle (auch Ungarische Kapelle), wurden bereits 1755/56 Reste römischer Bauten entdeckt, die als Teil der Badeanlage der Münstertherme gedeutet wurden. 1357 wurde mit dem Bau einer gotischen Kapelle begonnen, die König Ludwig von Ungarn gestiftet hatte. Die rechtlichen Beziehungen zwischen dem Marienstift, dem ungarischen Herrscherhaus und der Stadt Aachen wurden 1370 in einem Stifterbrief geregelt.
Aus bildlichen Darstellungen, wie der von Abraham Hogenberg aus dem Jahr 1622, ist bekannt, dass die gotische Kapelle einen rechteckigen Grundriss mit einem dreiseitigen Chor besaß. Die unverputzte Kapelle hatte die gleiche Höhe wie das Sechzehneck und war mit einem Walmdach bekrönt. Die Dachgalerie war wie die des Sechzehnecks mit einem Vierpassdekor verziert. Die Fensterpfeiler zwischen den hohen gotischen Chorfenstern waren mit Figuren geschmückt.
Zu Beginn des 16. Jahrhunderts verschlechterte sich der bauliche Zustand der Kapelle, da Geldzuwendungen, die aus den Ungarnwallfahrten generiert wurden, zeitweilig nachließen. Beim großen Aachener Stadtbrand 1656 wurde das Dach stark beschädigt. Erst 1746, als sich das kaiserliche Heer während des Österreichischen Erbfolgekrieges in Aachen aufhielt, ermöglichte eine Stiftung des Generals Emerich von Mórócz die Finanzierung eines Neubaus.

##### Matthiaskapelle

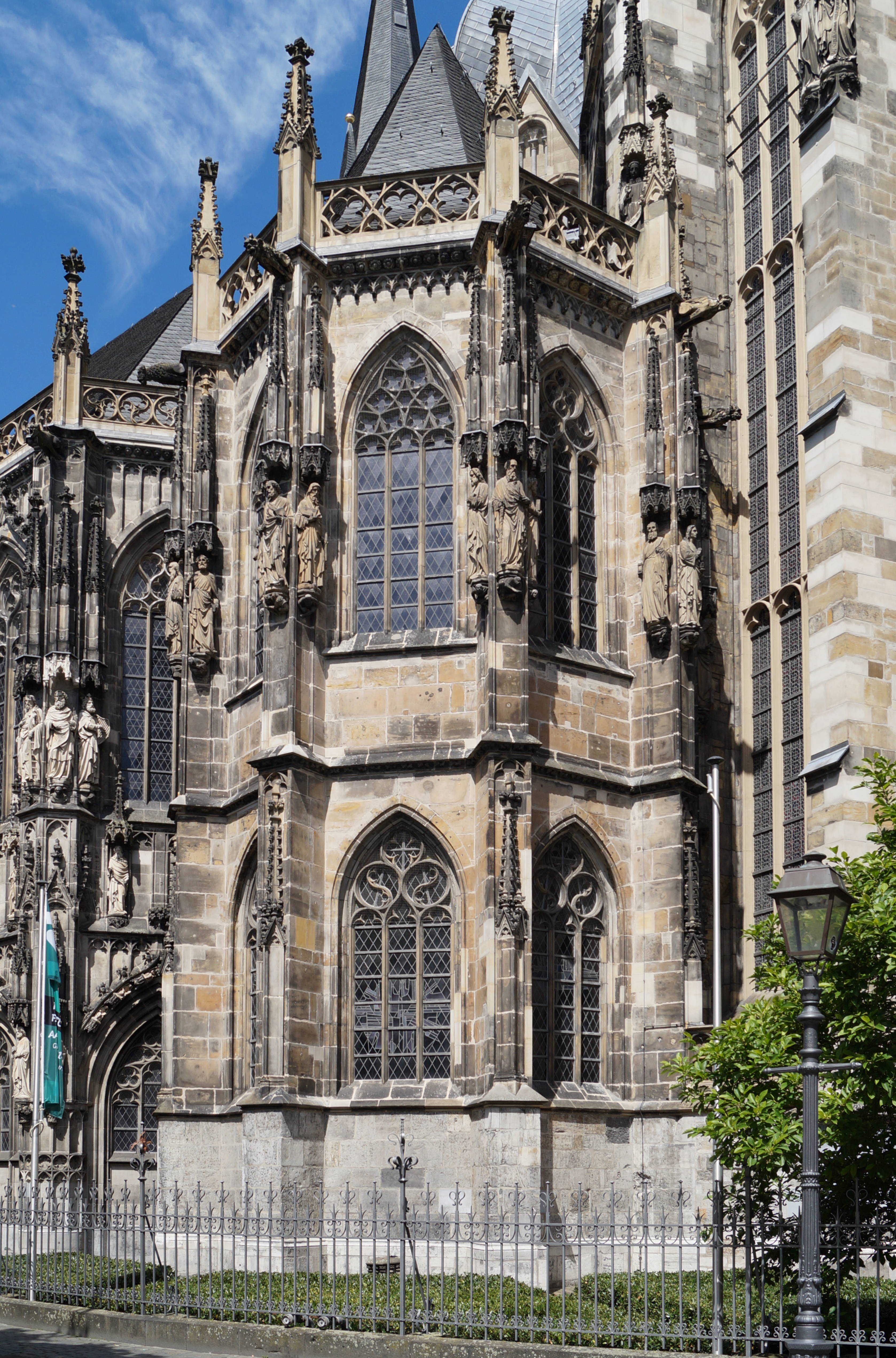
Matthiaskapelle

Die Matthiaskapelle stellt die älteste erhaltene gotische Kapelle des Aachener Domes dar. Obwohl keine schriftlichen Überlieferungen über die Bautätigkeit vorliegen, kann aus Baubefunden (übereinstimmende Steinmetzzeichen und Dekorationen) davon ausgegangen werden, dass der Bau der Matthiaskapelle zusammen mit der gotischen Chorhalle im späten 14. bis frühen 15. Jahrhundert erfolgte.
Der Raum im Erdgeschoss der zweistöckigen Kapelle wurde von Beginn an als Sakristei genutzt. Während der Krönungszeremonien erfolgte in diesem Raum nach der Salbung die Anlegung der Festgewänder. Das Obergeschoss wurde nie liturgisch, sondern als magnum archivum – als Archiv oder Depot – genutzt und besaß ursprünglich als einzige der Kapellen keinen Zugang zum Hochmünster. Im 19. Jahrhundert diente der Raum als Aufbewahrungsort für Reliquien. Zwischen 1873 und 1939 beherbergte der Raum die Blasebälge für die Orgel. Dazu waren größere Umbaumaßnahmen notwendig; unter anderem wurde an der Kapellennordwand durch ein karolingisches Fenster ein neuer Weg zum Hochmünster angelegt.
Im Gegensatz zu allen anderen Dachkonstruktionen der Kapellen des Domes besitzt die Matthiaskapelle eine steinerne Dachkonstruktion, die im 17. Jahrhundert errichtet wurde.
Im Untergeschoss verzierten vorgeblendete Fialen die Strebepfeiler, während sie im Obergeschoss mit einem Skulpturenzyklus, Baldachinen und Konsolen, die als Groteskenfiguren ausgebildet waren, geschmückt waren. Viele der gotischen Figuren wurden im 19. und 20. Jahrhundert ausgetauscht, da sie zu starke Beschädigungen aufwiesen. In der zweiten Hälfte des 19. Jahrhunderts wurde die Außenfassade der Matthiaskapelle umfassend restauriert. Über die Neugestaltung des Skulpturenprogramms gab es große Differenzen. Kanoniker, wie Franz Bock, lehnten die Darstellung der zwölf Apostel ab, um keine Themendoppelung des Figurenprogramms zu erzeugen, da im Chorraum schon ein Apostelzyklus gezeigt wurde. Stattdessen wurde vorgeschlagen, als Figurenschmuck die in Aachen gekrönten Könige zu zeigen. Ausgeführt wurde von 1865 bis 1867 durch Gottfried Götting letztlich doch der Apostelzyklus, ergänzt um die vier Evangelisten, in Udelfanger Sandstein.
Während des Zweiten Weltkrieges blieb die Matthiaskapelle weitgehend unzerstört, lediglich die Verglasung wurde partiell beschädigt. Aufgrund von Feuchtigkeitsschäden und Verwitterung der Fialen, Figuren und Brüstungen entschloss man sich, die Matthiaskapelle in den Jahren 2001 bis 2006 umfassend zu sanieren.

##### Annakapelle

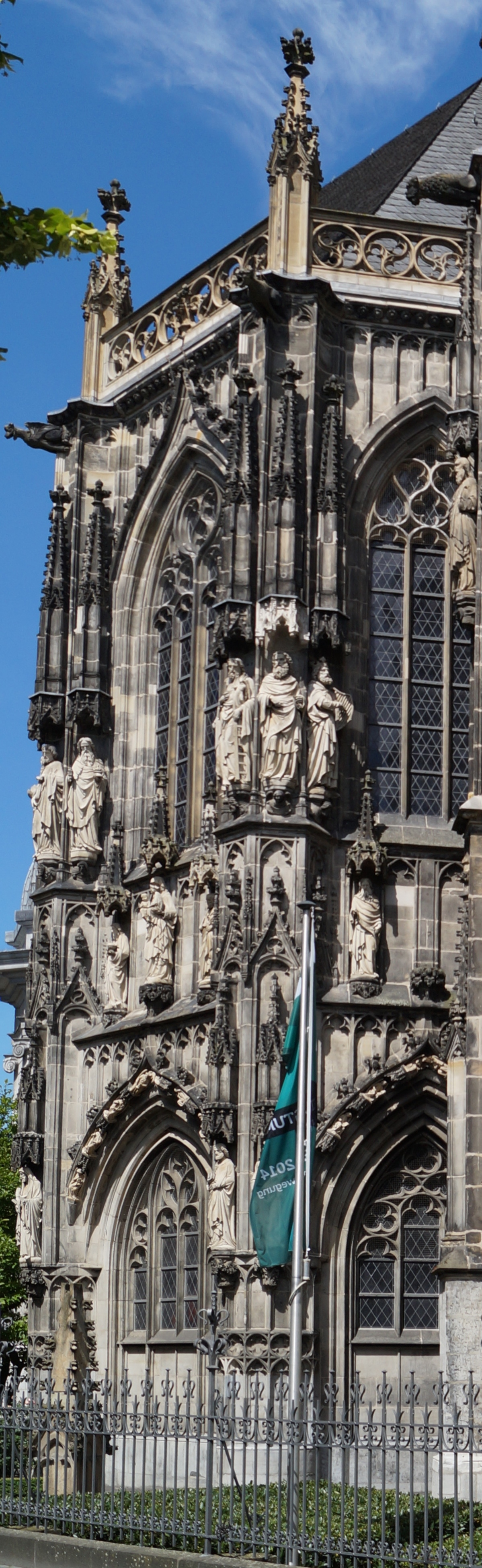
Annakapelle

Die Annakapelle schließt sich unmittelbar an die Westwand der Matthiaskapelle an und wurde vermutlich in der Mitte des 15. Jahrhunderts errichtet. Schriftliche Nachweise über die Bautätigkeit sind nicht überliefert. An der Stelle der Annakapelle befand sich der südliche karolingische Annexbau, was durch die Zugänge der Annakapelle zum Kircheninneren im Unter- und Obergeschoss dokumentiert wird. Es wird davon ausgegangen, dass die karolingischen Bronzeportale in den Neubau integriert wurden, wovon heute nur noch die Bronzetür im Obergeschoss erhalten ist.
Die Erwähnung eines Vorgängerbaus der Annakapelle in der Stiftungsurkunde Karls IV. für den Wenceslaus-Altar konnte archäologisch bisher nicht belegt werden.
Das Untergeschoss der sechsseitigen Annakapelle war zum Münsterplatz an drei Seiten geöffnet, der Kapellenraum befand sich im Obergeschoss. Die Kapelle wurde am 29. Januar 1449 durch den Lütticher Bischof Johann von Heinsberg geweiht und der Annenaltar konsekriert. Als Altarretabel wurde im 16. Jahrhundert der um 1525 in Hildesheim gefertigte Altaraufsatz mit der Darstellung der Messe von Bolsena und der zwölf Apostel angekauft, der heute in der Domschatzkammer aufbewahrt wird. Die Muttergottesbruderschaft, die die Gottesdienste in der Annakapelle abhielt, erhielt 1491 die Genehmigung zur Bestattung ihrer Mitglieder in der Vorhalle unter der Kapelle.
Bis 1581 fanden in der Annakapelle Gottesdienste statt. Die Gläubigen bevorzugten in der Folgezeit Gebetsräume, die im Erdgeschoss besser zugänglich waren, und die Annakapelle konnte nur mühsam durch Stiftungen und finanzielle Unterstützung der Marienbruderschaft bis in das 18. Jahrhundert unterhalten werden. Im Jahr 1772 wurden die Arkaden im Untergeschoss geschlossen und eine Verbindung zur Sakristei in der Matthiaskapelle geschaffen. Der durch die Schließung der Arkaden gewonnene Raum wurde als zweite Sakristei genutzt; in die Nischen der ehemaligen Arkaden Rokokoschränke eingebaut.
Im Gegensatz zu den gotischen Kapellen des Domes ist auch das Mauerwerk der Annakapelle mit einem vorgesetzten Blendmaßwerk reich verziert. Spätgotische Konsolen und mittelalterliche, jedoch überarbeitete Baldachine nehmen den üppigen Skulpturenschmuck auf. Mitte des 19. Jahrhunderts wurden größere Umbaumaßnahmen vorgenommen, die aus Verlosungen und Spenden von Aachener Bürgern finanziert wurden. Zahlreiche Bauzier musste erneuert werden, die Wandflächen wurden scharriert und 1865 die Arkaden erneut zum Münsterplatz geöffnet. Bereits im gleichen Jahr wurden die Arkaden wieder zugemauert, weil die Sakristei den zusätzlichen Raum im Untergeschoss der Annakapelle nicht entbehren konnte. Gleichzeitig wurden Überlegungen angestellt, die Annakapelle mit einem Skulpturenzyklus auszustatten. Über eventuelle frühere Figuren lagen keine Unterlagen und bildlichen Darstellungen vor. Ausgehend vom Patrozinium der Kapelle, Anna selbdritt, entschieden sich die Stiftskanoniker für die Darstellung der Anna selbdritt, der Heiligen Sippe und begleitender Engelsfiguren, die von Gottfried Götting 1869 bis 1871 in Savonnières-Kalkstein ausgeführt wurden.
Abgesehen von kleineren Restaurierungsmaßnahmen 1913 am Dachstuhl und 1934 am Mauerwerk wurde die Annakapelle erst 1967 bis 1969 einer größeren Sanierung unterzogen, bei der nicht stabil mit dem Mauerwerk verbundene dünne Steinscheiben aus früheren Restaurierungsarbeiten durch tiefer einbindende Sandsteinquader ersetzt wurden.
Eine umfassende Sanierung der Kapelle erfolgte in den Jahren 2001 bis 2006, wobei der Dachstuhl, die Schiefereindeckung und vor allem Naturwerksteinarbeiten an den Brüstungen, Fialen, Kalkstein-Figuren, Baldachinen und Mauerkronen vorgenommen wurden. Stellenweise musste eine Neuverfugung des Mauerwerks vorgenommen werden. Die Annakapelle besitzt fünf Eisenringanker (+7,35 m; +8,04 m; +12,98 m; +15,18 m; +18,64 m), die mit einem Rostschutzkriechöl behandelt wurden.

##### Karls- und Hubertuskapelle

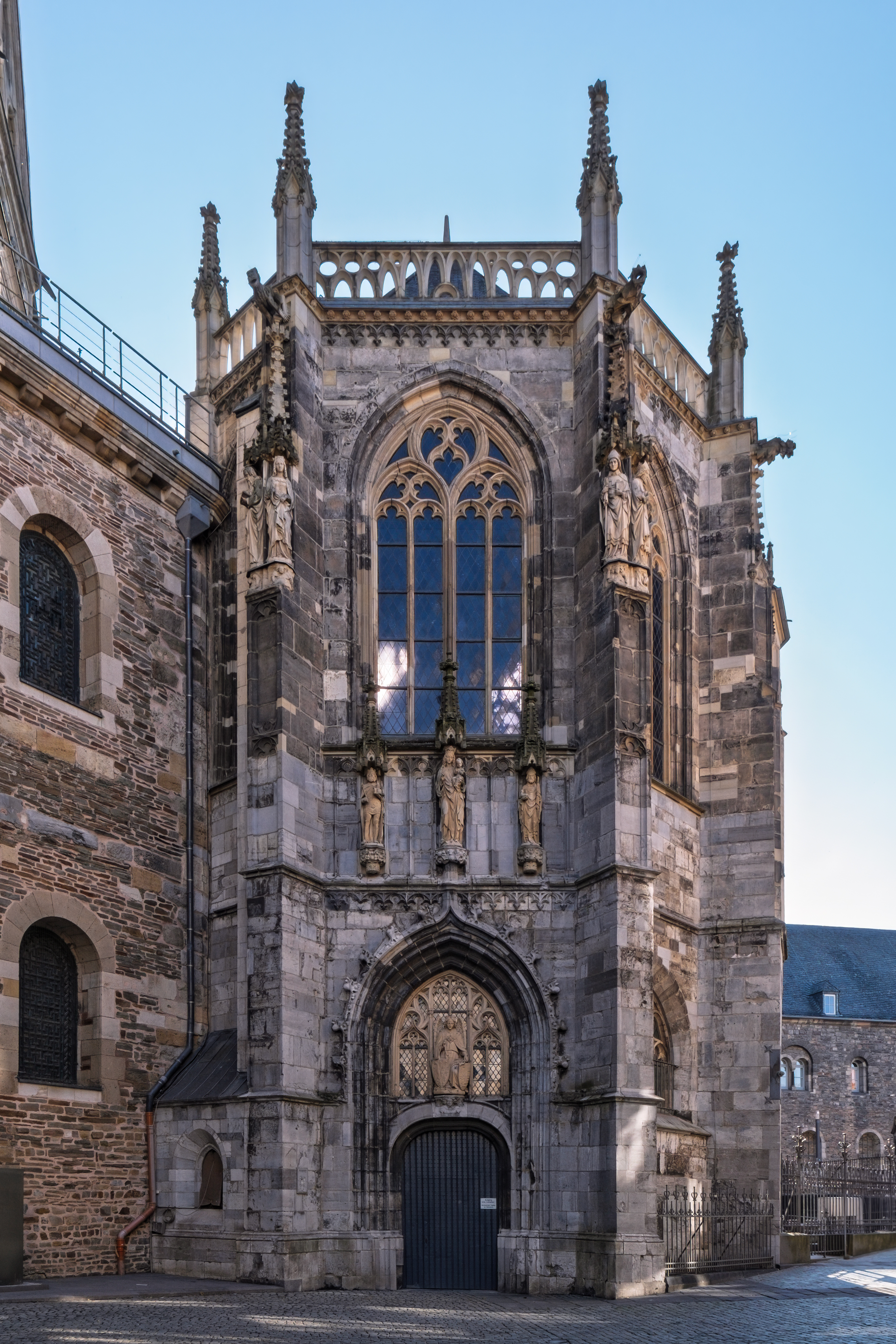
Karls- und Hubertuskapelle

Die Grundsteinlegung für die auf der Nordostseite des Domes gelegene gotische Kapelle erfolgte am 23. Juni 1455. Nach neunzehnjähriger Bauzeit wurde 1474 die untere Kapelle durch den päpstlichen Nuntius, Gerolamo Santucci, dem Bischof von Fossombrone geweiht – die untere Kapelle dem Heiligen Hubertus, die Emporkapelle Karl dem Großen gewidmet. Die unregelmäßig siebeneckige Kapelle wird durch ein siebenstrahliges Gewölbe mit einem hängenden Schlussstein bekrönt. Drei kleine Rundbogenfenster befinden sich an der Westseite der Hubertuskapelle. Verzahnungen am westlichen Strebepfeiler der Kapelle belegen, dass ursprünglich im 15. Jahrhundert geplant war, zwischen der Karls- und Hubertus- und der Nikolauskapelle einen weiteren Kapellenbau zu errichten.
Im Obergeschoss befindet sich die Karlskapelle. Sie verfügt über ein Sterngewölbe mit einem dreipassförmigen Schlussstein. Die Bronzetüren zum südlich gelegenen Karolingerbau sind noch erhalten. Karl dem Großen, der im Jahr 1165 von Gegenpapst Paschalis III. heiliggesprochen wurde, ist in dieser Kapelle ein eigener Altar gewidmet. Die späteren Könige sollen hier vor ihrer Krönung Nachtwache gehalten haben. Im Jahr 1867 wurde die Restaurierung der Kapelle begonnen. Ähnlich wie die Kapellen auf der Südseite erhielt auch die Karls- und Hubertuskapelle einen Figurenschmuck, ausgeführt von Gottfried Götting in Savonnières-Kalkstein.
Im Jahr 1984 wurde festgestellt, dass sich die Karls- und Hubertuskapelle statisch vom Hauptgebäude löst. Zur Gewährleistung der Standsicherheit des Gebäudes wurde über dem Gewölbe der Karlskapelle und über dem Gewölbe der Hubertuskapelle je ein Ringanker eingezogen und mit dem Sechzehneck verbunden. Seit dem Jahr 1989 wurden im Bereich der Krämertür Baldachine, Konsolen und Figuren saniert. Drei der sieben von Götting gefertigten Figuren wurden während der Expo 2000 in einer Werkstatt auf dem Ausstellungsgelände öffentlich restauriert. Im Garten der Kapelle stand bis zur Zerstörung im Zweiten Weltkrieg eine karolingische Backsteinsäule, die zum aufgehenden Mauerwerk des karolingischen Nordannex gehörte.
Im Jahr 2014 / 2015 wurde die Außenfassade der Kapelle im Rahmen eines Modellprojektes der Deutschen UNESCO-Kommission als Kultursponsoring der Firma Kärcher mittels Heißwasser-Hochdruck- und Partikelstrahlverfahren restauratorisch gereinigt.

##### Nikolaus- und Michaelskapelle (Kreuzkapelle)

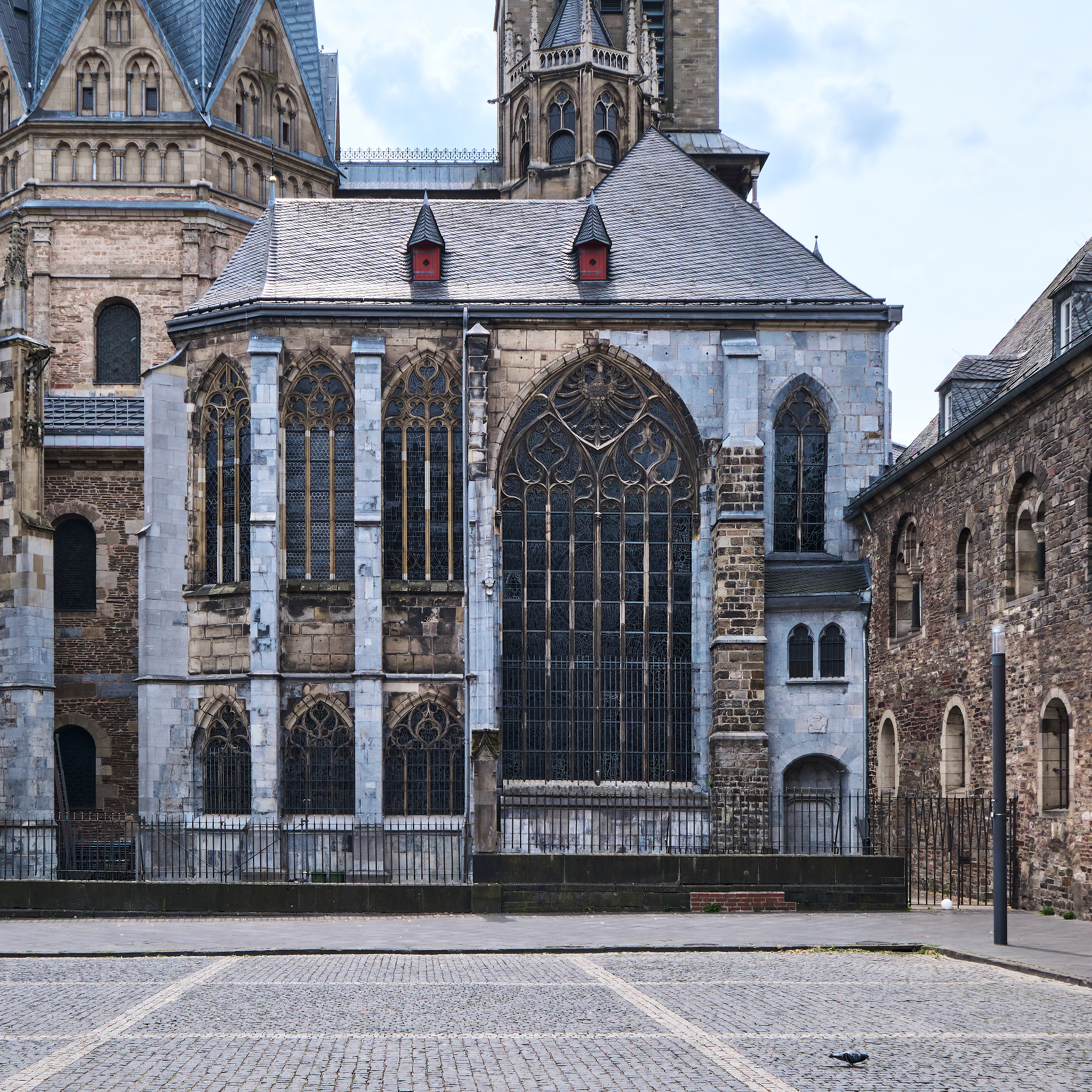
Nikolauskapelle

Anstelle einer romanischen Kapelle an der Nordwestseite des Doms wurde um 1473 bis 1485 die gotische Nikolaus- und Michaelskapelle aus Aachener Blaustein errichtet. Drei romanische Portale – zwei zum nördlichen Treppenturm und ein weiteres an der Westwand – erinnern an den romanischen Vorgängerbau. Die Lage der Portale am Treppenturm belegen einen bereits zweistöckigen Vorgängerbau, allerdings mit anderen Baumaßen.
Die Kapelle besteht aus einer rechteckigen, dreischiffigen Halle, die von einer dreiseitig umlaufenden Galerie (Michaelsempore) umgeben ist und einen sechseckseitigen geschlossenen nach Osten gerichteten Chor besitzt. Die südliche Empore wird durch eine Granitsäule mit achteckiger Basis gestützt. Im Westen grenzt sie an den karolingischen Verbindungsweg zwischen der Marienkirche und der Palastaula. Im Jahr 1513 wurde durch den Lütticher Weihbischof Franziskus Callen im Obergeschoss der Michaelsaltar geweiht. Vom Kreuzgang her führt die Michaelstreppe in diese Emporkapelle. Im Gegensatz zu den anderen gotischen Kapellen besitzt die Kapelle keinen Figurenschmuck. Die Nikolaus- und Michaelskapelle beherbergte mit dem Nikolaus-, Agatha-, Andreas-, Maternus-, Gregor- und Michaelsaltar insgesamt sechs Altäre, von denen heute nur noch der Nikolaus- und der Michaelsaltar Aufstellung finden. Über den Verbleib der anderen Altäre gibt es nur spärliche Informationen. Der in der Literatur des 19. Jahrhunderts gebräuchliche Name Kreuzkapelle bezieht sich auf die Aufstellung eines Barockkreuzes durch den Aachener Bischof Berdolet, der das Kreuz aus dem Kasteel Erenstein erwarb.
Auf dem Fußboden und an den Wänden befinden sich Gedenktafeln, die an verstorbene Kanoniker des Domkapitels erinnern. Die Kapelle war bis ins 18. Jahrhundert auch die Grabstätte für die höhere Geistlichkeit des Stifts. Während der Franzosenzeit wurde auch die Granitsäule in der Nikolauskapelle herausgebrochen und nach Paris transportiert. Die Ersatzsäule aus Blaustein wurde 1857 wieder gegen eine Granitsäule ausgetauscht. In den Jahren 1869 und 1870 wurde nach einem Entwurf von Robert Cremer und Stadtbaumeister Friedrich Joseph Ark ein großes Maßwerkfenster auf der Nordseite entworfen, das durch einen großen Reichsadler unter dem Bogenscheitel gekennzeichnet ist. Ursprünglich war an dieser Stelle eine bauliche Erweiterung der Kapelle nach Norden vorgesehen. 1871 erhielt die Kapelle eine neogotische Ausmalung. Im Jahr 1895 mussten die Fundamente der Kapelle statisch gesichert werden, da der Baugrund unterhalb des Fundamentes ausgespült wurde. Im Jahr 1919 wurde das Nordfenster neu verglast, das im Zweiten Weltkrieg größtenteils zerstört wurde. Nach Notreparaturen kurz nach dem Krieg wurde das Fenster 1954 nach Entwürfen von Wilhelm Geyer neu gestaltet. Statische Probleme an der Bausubstanz machten 1955/56 den Einbau eines Mauerankers erforderlich.
Aufgrund der statischen Überbeanspruchung der Gewölbe mussten 1990/91 Zugstangen ausgetauscht werden, die die Schubkräfte besser aufnehmen können. Die beschädigte Südwestecke des Kapellenanbaus wurde im Zuge der Sanierungsmaßnahmen mit zwei Reibungsankern stabilisiert.

##### Kapellen im „Paradies“ – Taufkapelle

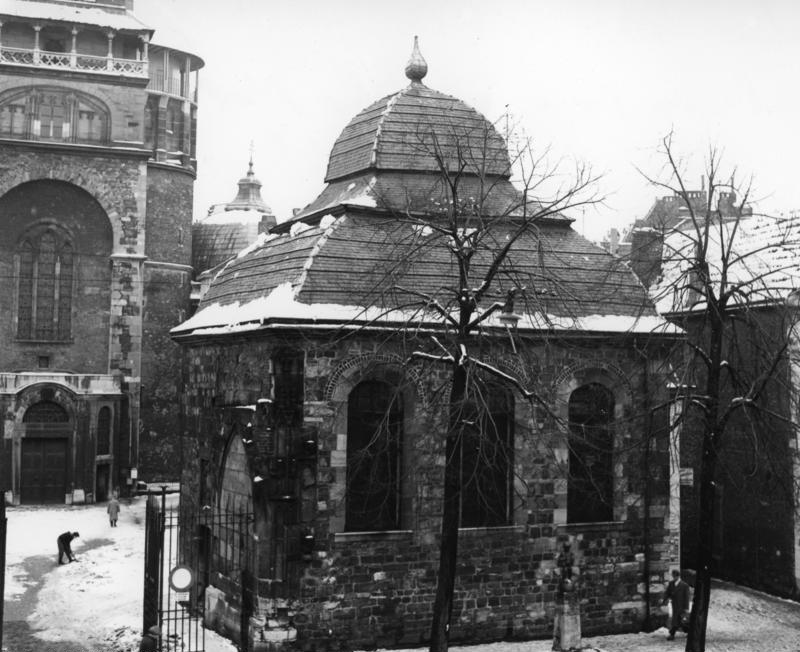
Taufkapelle, Blick zum Westwerk

Im 13. und 14. Jahrhundert wurden, durch Stiftungen begünstigt, die Atriumhallen zu kleinen Kapellen, den Kapellen im „Paradies“ umgebaut. Auf der Nordseite des Atriums wurden die Quirinus- und Katharinenkapelle eingerichtet.
Durch Unterteilung der Südhalle des Atriums entstanden so die Georg-, Martins-, Antonius-, Servatius-, Barbara- und Johanneskapelle, die heute als Taufkapelle bezeichnet wird und bereits erstmals 1215 erwähnt wurde. Den westlichen Abschluss des Atriums bildete im 14. Jahrhundert ein Durchgangsbogen, der bereits 1429 durch ein gotisches Doppelportal ersetzt wurde, das den Pilgern einen besseren Blick auf die Heiligtümer gestattete.
Von den Kapellen im „Paradies“ ist heute nur noch die 9,45 m mal 7,55 m große Taufkapelle (Johanneskapelle) am Fischmarkt erhalten. Die vorwiegend in Blaustein ausgeführte Kapelle wurde im Barock grundlegend umgestaltet und erhielt 1766 an der Nordwand über dem Eingang eine dekorative Kartusche mit dem Symbol der Dreieinigkeit. Das vierseitige, geschweifte, schiefergedeckte Dach wird mit einer Knaufspitze bekrönt. An der Nordwestecke sind noch einzelne Fragmente der 1811 abgerissenen Eingangshalle zum „Paradies“ zu finden. Die Längsseiten werden im Inneren durch jeweils zwei Pilaster verziert, die zusammen mit den Eckpilastern die Wände der Kapelle gliedern. An der Westseite, zum Fischmarkt gelegen, wurden drei Bogenfenster eingesetzt. Die Taufkapelle ist mit einem figurengeschmückten Barockaltar ausgestattet, der von Putten und Voluten eingerahmt wird. Mehrere Stuckkartuschen und florale Stuckelemente aus dem 18. Jahrhundert verzieren die Wände der Kapelle.
Im Jahr 1985 musste die Taufkapelle grundlegend saniert werden. Neben der Sanierung des barocken Dachstuhls und dem Neuaufbau des Fußbodens musste auch die abgehängte Stuckdecke rekonstruiert werden. Während der Sanierung des Fußbodens wurden bei Grabungen im Bereich des Fundaments Reste eines Taufbeckens aufgefunden, das rekonstruiert in der Taufkapelle aufgestellt wurde. Heute ist in der Taufkapelle zudem auch der spätbarocke Bischofsstuhl des ersten Bischofs von Aachen, Marc-Antoine Berdolet, zu sehen.

##### Kreuzgang

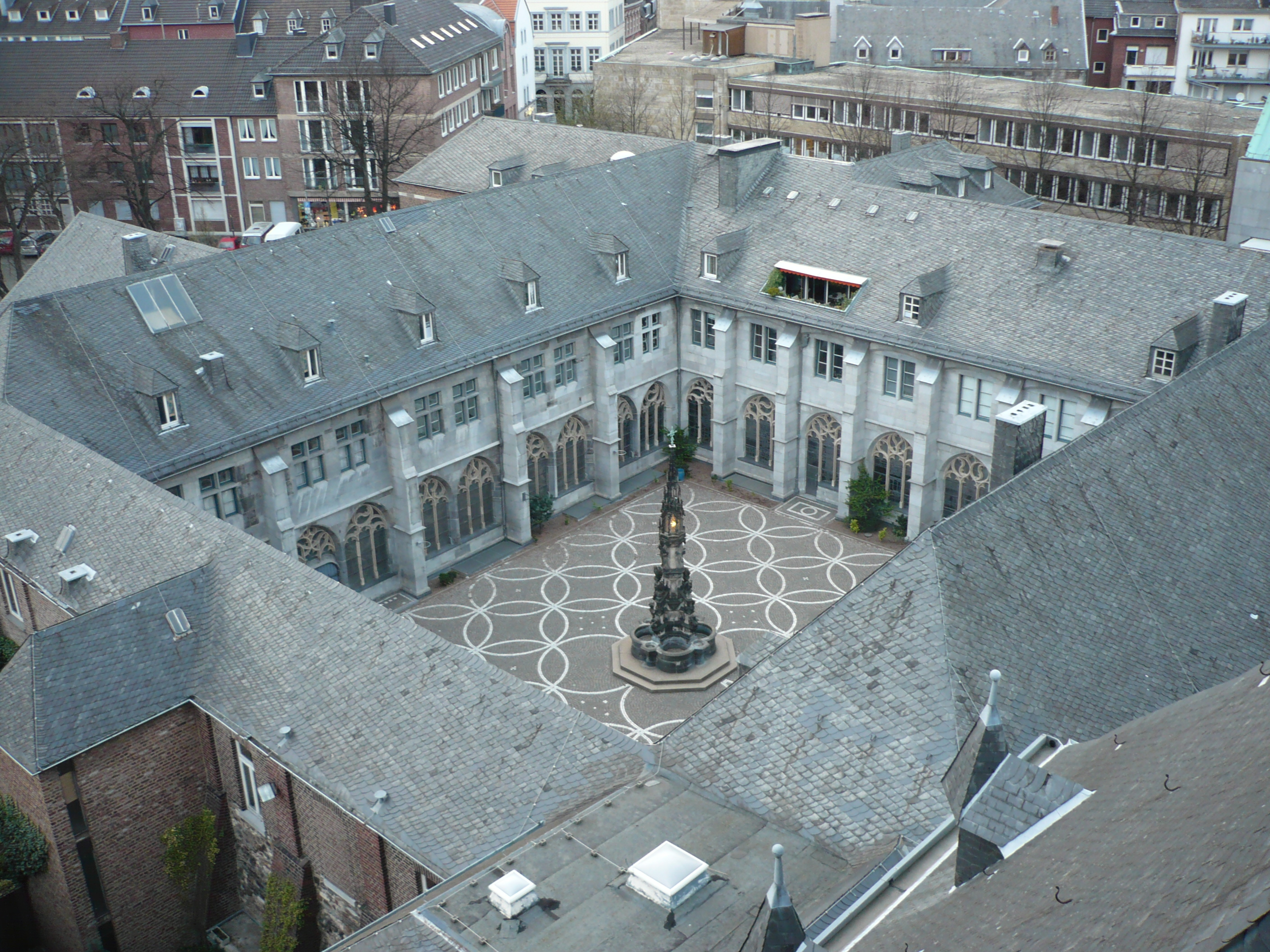
Kreuzgang mit Quadrum

Um 1500 wurde an der Nordwestecke des Münster der Kreuzgang errichtet, der einen quadratischen Platz von 29,25 Meter umschließt, in dessen Mitte sich heute der 1897 von Georg Frentzen geschaffene Paradiesbrunnen befindet. Es wird jedoch vermutet, dass anstelle des gotischen Kreuzgangs bereits ein romanisches Vorgängerbauwerk bestand. An der Stelle des Brunnens befand sich bis in die 1780er Jahre eine von einem Pinienzapfen bekrönte, spätgotische Gerichtssäule mit einer Sonnenuhr. Die Säule wurde abgebrochen, um Platz für ein Schulgebäude im Kreuzgarten zu schaffen.
Der Kreuzgänge waren ursprünglich durch reich ausgestaltete, spätgotische Stern- und Netzgewölbe gekennzeichnet. Der Nord- und Ostflügel wurde 1656 beim Aachener Stadtbrand vollständig vernichtet. Die spätere Rekonstruktion erfolgte in Anlehnung der noch vorhandenen Gewölbejoche auf der Süd- und Westseite, jedoch mit relativ schmucklosen, einfachen Gewölbekonstruktionen. Im Zuge dieser Instandsetzungsarbeiten wurden die Fenster mit Maßwerk und Fischblasenmotiven ausgefüllt. Zwei Fenster mit figürlichen Darstellungen wurden von der Köln-Lindenthaler Glasmalerei Schneiders und Schmolz angefertigt.
Im Zweiten Weltkrieg wurden die noch im originalen Zustand erhaltenen Süd- und Westflügel durch einen Bombentreffer nahezu vollständig bis auf einige Gewölbeanfänge und drei Joche zerstört.

### Barockzeit (17. bis 18. Jahrhundert)

#### Bauliche Veränderungen

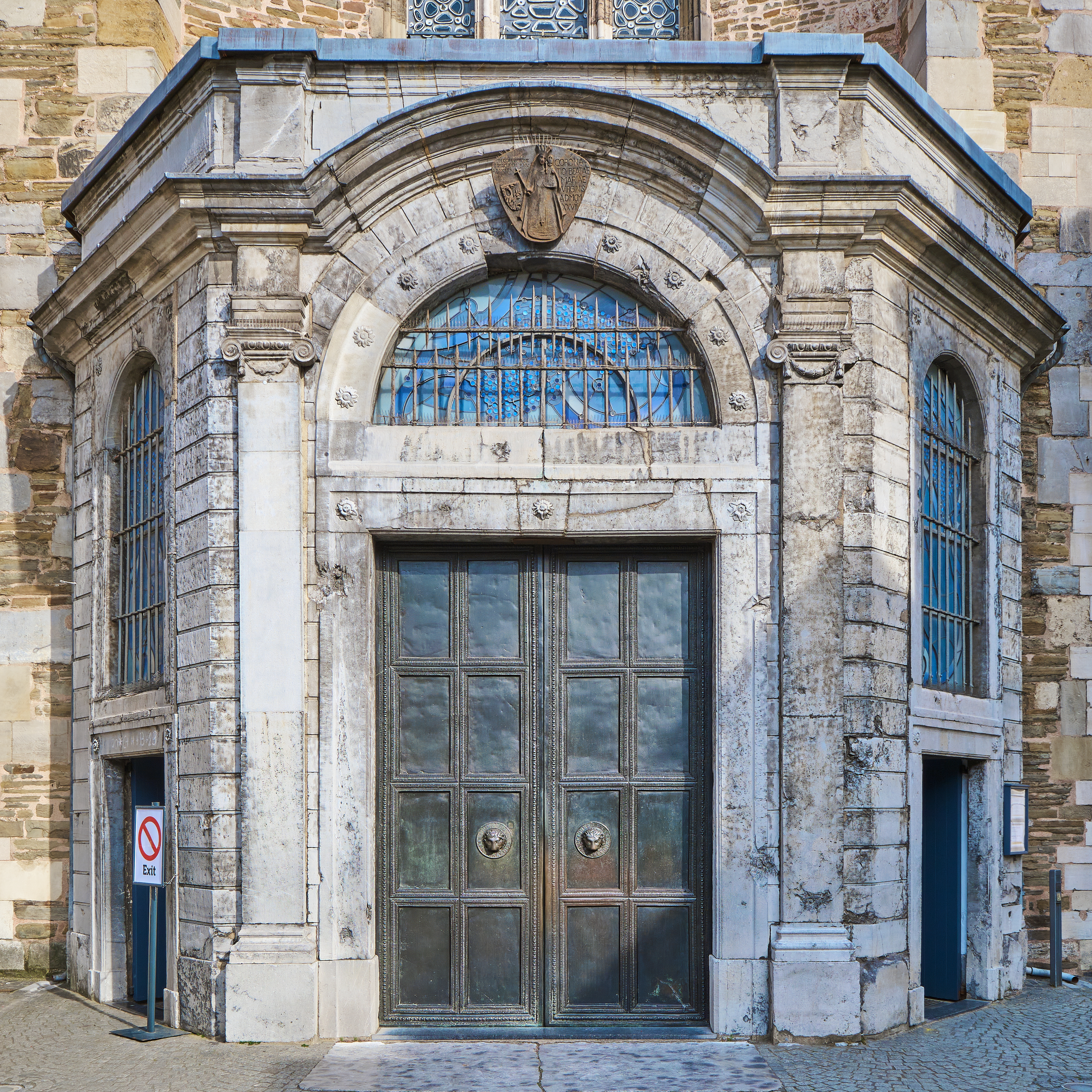
Barockes Eingangsportal der Vorhalle

Der Dom blieb vom Stadtbrand 1656 substantiell verschont, nur die hölzernen Dachkonstruktionen wurden in Mitleidenschaft gezogen. Bei der Wiederherstellung wurde die Bedachung des Oktogons 1664 durch eine Faltkuppel mit aufsitzender Blendlaterne ersetzt, und die Ostspitze des Chordachs erhielt 1793 einen kleinen Monopteros. Im Jahr 1720 erhielten die Fenster des Sechzehnecks barocke Werksteingewände und eine Verdachung.
Von 1719 bis 1731 wurde das Innere des Münsters vollständig durch Johann Baptist Artari barockisiert. Das Oktogon und der Tambour wurden mit umfangreichen Stuckarbeiten und Wandmalereien versehen, wozu sogar wertvolle Mosaike entfernt oder weiterverwendet wurden. Neben dem „gekrönten doppelköpfigen Habsburger Adler mit Zepter und Schwert“ war die Symbolik des Barocks von der Karlsverehrung und dem Wallfahrtswesen geprägt. Über die detaillierte barocke Ausstattung des Dominneren liegen heute keine zuverlässigen Überlieferungen mehr vor. Ansichten aus dieser Zeit zeigen einen stuckverzierten Innenraum, in dem sich eine Kanzel mit Schalldeckel am Südostpfeiler des Oktogons befunden hat. Kirchengestühl im Oktogon gab es in dieser Zeit nicht. Die Oktogonpfeiler waren im oberen Umlauf durch lebensgroße Statuen bestückt.
Dem Westwerk wurde 1788 ein einstöckiger barocker Portalvorbau in Form von drei Seiten eines ungleichförmigen Achtecks vorgesetzt. Das Hauptportal des Kirchenbaus wird durch die hierhin versetzte karolingische Wolfstür gebildet, die heute nur noch zu hohen kirchlichen Feiertagen und zur Heiligtumsfahrt geöffnet wird. Über dem Eingangsportal befindet sich unter einem Segmentgiebel ein großes, von Sternen umrahmtes halbrundes Fenster. Den Zugang zur Kirche bilden die beiden an den Schrägseiten des barocken Vorbaus eingelassenen, wesentlich niedrigeren Portale.
Im Jahr 1782 wurde der Bodenbelag der Kirche ausgewechselt. Der Dinanter Steinmetz Hubert Josef Boreux verlegte ein Marmormosaik aus schwarzen und weißen, quadratischen und dreieckigen Bodenplatten.
Aufgrund von statischen Problemen in der Chorhalle schlug der dänische Architekt Christian Zuber 1776 den Abbruch der Chorhalle vor. Alternativ empfahl er das hohe Gewölbe der Halle durch niedrige, stuckverzierte Gewölbe zu entlasten und die hohen gotischen Kirchenfenster bis auf kleine barocke Fensterausbrüche zu reduzieren. Diese Vorschläge wurden jedoch nicht realisiert. In die Statik der Chorhalle wurde auch von der Außenseite eingegriffen. Budenbesitzer, die ihre Verkaufsstände in die Pfeilernischen einbauten, um Devotionalien zu verkaufen, brachen Steine aus den Stützpfeilern aus, um ihre Verkaufsfläche zu vergrößern. Um den weiteren Verfall einzudämmen, beschloss man 1780 die Erhöhung der Sockelmauern, um eine Aufstockung der Buden zu ermöglichen.

#### Neubau der Ungarnkapelle

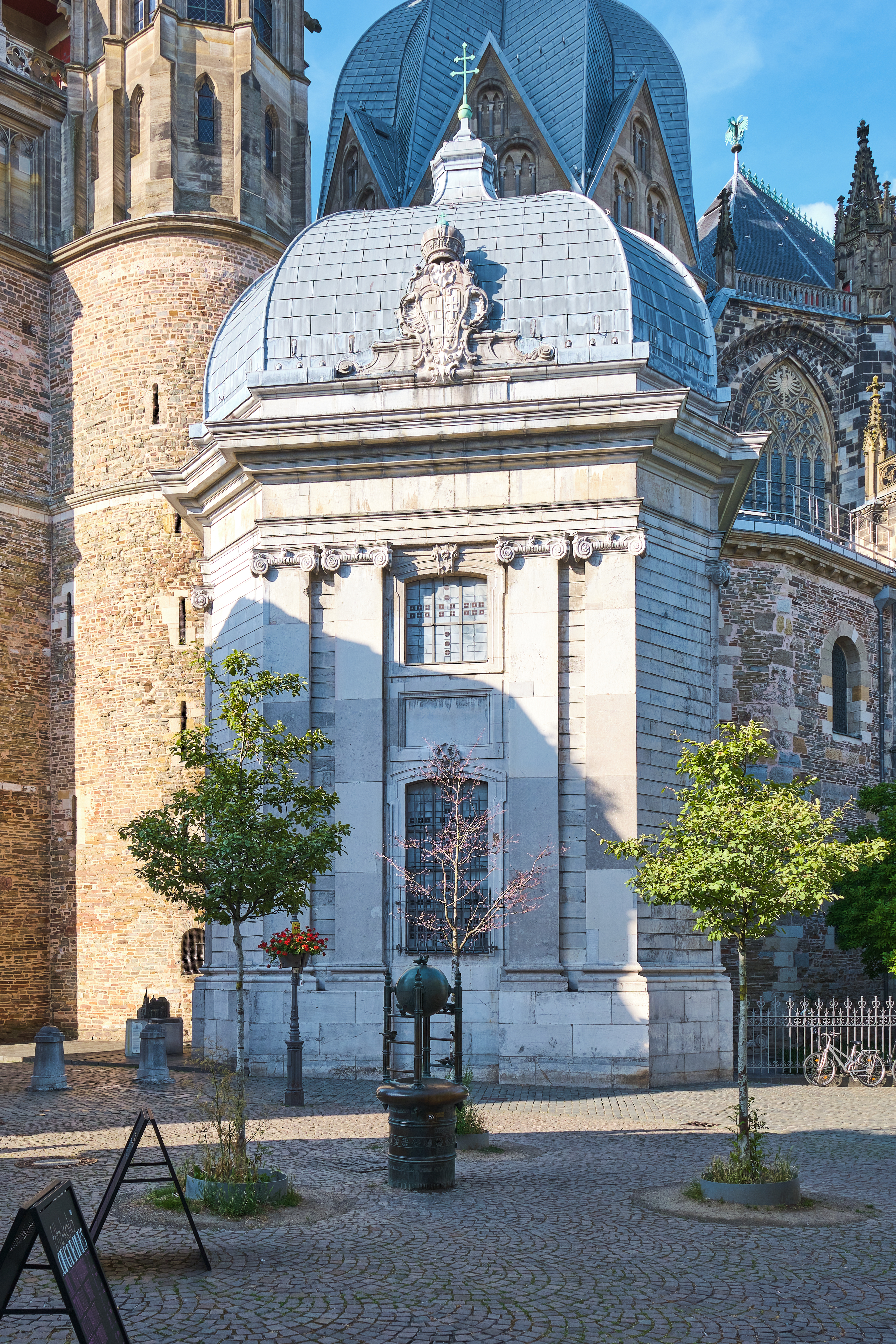
Ungarnkapelle

In den Jahren 1756 bis 1767 wurden die Ungarnkapelle und 1788 die Vorhalle aus Blaustein neu errichtet.
Mit dem Neubau der Kapelle wurde der Aachener Stadtbaumeister Johann Joseph Couven 1747 vom ungarischen Feldmarschall Karl Josef Batthyány beauftragt. Die Pläne Couvens sind heute noch erhalten, die Kapelle wurde 1756 wegen Baumängeln wieder abgerissen. Bereits am 5. Juli 1756 wurde nach Plänen von Joseph Moretti mit dem Neubau der Ungarnkapelle begonnen. Einige von Couven geplanten Ausstattungsdetails wurden im Neubau übernommen und der Altar am 11. Mai 1767 geweiht. Im Jahr 1776 wurde den Ungarn die Wallfahrt nach Aachen untersagt und die Kapelle verlor ihre Funktion. Bedingt durch Umbauarbeiten im Oktogon wurde die Ungarnkapelle 1870 für Gottesdienste genutzt. Im Jahr 1881 wurde die Schatzkammer aus der Karlskapelle in die Ungarnkapelle überführt, weil die Karlskapelle erhebliche bauliche Mängel aufwies. Dazu wurden umfangreiche Umbaumaßnahmen notwendig, wie die Versetzung des Altars in die ehemalige Taufkapelle, die Neugestaltung des Eingangs sowie der Einbau von Reliquienschränken. Der Domschatz lagerte in der Kapelle bis 1929. Anschließend wurde sie als Sakramentskapelle umgestaltet und der Altar wieder aufgestellt.
Im Zweiten Weltkrieg fielen nach einem Bombenangriff Trümmer der Turmkapelle auf das Dach der Ungarnkapelle und beschädigten die Dachkonstruktion schwer. Nach dem Krieg wurden die Schäden zunächst notdürftig beseitigt. Aufsteigende Feuchtigkeit, die zu einer Absenkung und Beschädigung des Altars führten, sowie Feuchtigkeitsschäden im Bereich des Kuppelansatzes, die eine Zerstörung der Stuckarbeiten und der Vergoldung nach sich zog, machte eine umfassende Sanierung in den Jahren 1991 bis 1994 erforderlich. Seit dem 29. April 1994 wird die Ungarnkapelle als Sakramentskapelle wieder genutzt.

### Französische Herrschaft und Säkularisation (1794 bis 1814)
Aachen wurde am 23. September 1794 durch die französischen Truppen besetzt und stand bis zum 17. Januar 1814 unter französischer Verwaltung. Mit der französischen Herrschaft begann eine schwere Zeit für das Münster: das Kirchengebäude wurde geplündert und zeitweilig als Pferdestall genutzt. Auf Grundlage eines Dekretes des Wohlfahrtsausschusses vom 13. Mai 1794 wurden Kulturkommissare eingesetzt, die Kulturgüter konfiszierten und nach Frankreich überführten. Bereits am 27. September 1794 wurde die Dachabdeckung aus Blei abgetragen und der Dom war seitdem ungehindert der Witterung ausgesetzt. Durch eindringendes Regenwasser wurden der Stuck, die Gemälde und die Fußböden zerstört. Anfang Oktober 1794 wurde auf Anweisung von Pierre-Jacques Tinet der Proserpina-Sarkophag nach Paris abtransportiert. Er wurde auf dem Transport beschädigt und musste restauriert werden. Während der Sarkophag eines der singulären Prunkstücke war, wurde er in Paris in einem Magazin der Öffentlichkeit vorenthalten. Ebenfalls 1794 ließen die Kunstkommissare Charles Dewailly, Barthélemy Faujas de Saint-Fonds, Michel Leblond und André Thouin zwei wertvolle Bronzefiguren – die Wölfin und den Pinienzapfen – konfiszieren.
Außerdem ließen die Franzosen aus den Oktogonbögen die Säulenarkaden mit den karolingischen Säulenbasen und Kapitelle sowie aus den Fenstern des Sechzehnecks die Schäfte ausbrechen. Diese wurden mit zwei weiteren Säulen aus St. Gereon in Köln nach Paris gebracht. Zwei wertvolle Porphyrsäulen zerbrachen bei dem Transport und wurden in Lüttich zurückgelassen. In Paris fand man zunächst keine Verwendung für die Säulen. Erst im November 1800 wurden acht Säulen als dekorative Raumteiler und Pseudostützen in der Antikensammlung im ehemaligen Königspalast eingebaut.
Bis zum 4. August 1795 wurden alle Kunstwerke aus dem Inneren des Münsters entwendet. Betroffen waren vor allem Kunstgegenstände, die in direkter Beziehung zu Karl dem Großen standen. Der kostbare Domschatz selbst blieb größtenteils erhalten, er war vom Aachener Stiftskapitel schon vor der Besetzung nach Paderborn in Sicherheit gebracht worden. Nach der Proklamation des französischen Kaiserreiches 1804 kehrte er auf Anweisung Napoleons zurück. Die Aachener Reichskleinodien (Stephansbursa, Reichsevangeliar, Säbel Karls des Großen) waren jedoch zwischenzeitlich 1801 durch Kaiser Franz I. nach Wien übertragen worden. Alle Bemühungen, diese nach Aachen zurückzuführen, scheiterten nicht zuletzt an einem Rechtsgutachten, das von Klemens Wenzel Lothar von Metternich in Auftrag gegeben wurde.
Im Zuge der Säkularisation wurde das Marienstift 1802 aufgelöst und das Eigentum zu großen Teilen verkauft. Nach dem Konkordat Napoleons mit dem Papst wurde 1802 das Bistum Aachen gegründet und Marcus Antonius Berdolet als erster Bischof inthronisiert. Als eine der ersten Maßnahmen ließ Berdolet das Kirchendach wieder mit Schiefer eindecken. Aufgrund der schwierigen finanziellen Lage zog sich die Notreparatur über vier Jahre hin. Im Jahr 1803 wurde der gotische Petrusaltar abgebrochen und durch den barocken Marienaltar (Berdoletaltar) ersetzt. Im Zuge dieser Umgestaltung wurde auch das in der Chormitte stehende Grabmal von Otto III. abgebrochen, der Sarkophag geöffnet und die Gebeine unter den Anwesenden verteilt.
Während eines Kuraufenthaltes besuchte Kaiserin Joséphine am 1. August 1804 das Münster. Der Bischof überreichte ihr unter anderem kleine Stücke der vier Aachener Heiligtümer, den Talisman Karls des Großen, die Lukasmadonna und das staufische Armreliquiar. Weil diese Kirchenschätze im Rahmen einer privaten Schenkung nach Frankreich gelangten, gingen diese in den privaten Besitz Joséphines über und wurden an ihre Kinder aus erster Ehe, Hortense de Beauharnais und Eugène de Beauharnais, weiter vererbt.
In der Französischen Zeit wurden 1794, 1803 und 1804 im Inneren des Aachener Domes archäologische Grabungen vorgenommen, um das Grab Karls des Großen zu lokalisieren, was jedoch nicht gelang. Bischof Berdolet ließ 1804 in der Mitte des Oktogons eine symbolische Grabplatte legen, die erst 1911 wieder entfernt wurde und heute an der Außenseite auf der Südseite der gotischen Chorhalle aufgestellt ist.
Das spätgotische Doppelportal (Parvis), das das Atrium gegen den Fischmarkt abgrenzte, wurde 1811 anlässlich der Taufe des Sohnes Napoléons abgebrochen, damit der Präfekt Jean Charles François de Ladoucette und sein Gefolge vierspännig in den Domhof vorfahren konnten.

### Königreich Preußen (1815 bis 1918)

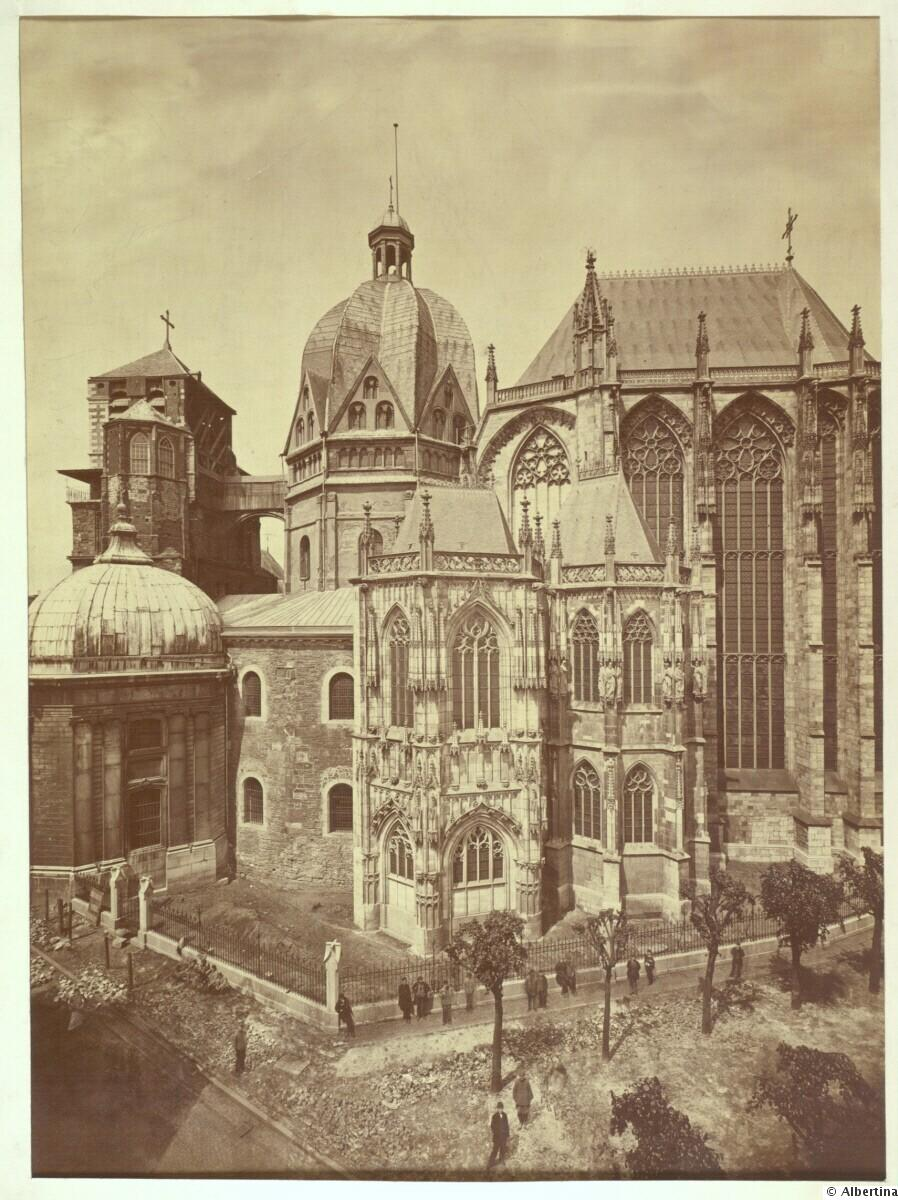
1865 fotografiert von Jacob Wothly

Am 20. November 1815 wurde nach dem Wiener Kongress Aachen in das Königreich Preußen, zunächst in die Provinz Großherzogtum Niederrhein, ab Juni 1822 in die Rheinprovinz eingegliedert. Nach dem Zweiten Pariser Frieden 1815 wurde von preußischer Seite die Rückführung der Aachener Kunstgegenstände und der antiken Säulen eingefordert. Während der Rückführung des Proserpina-Sarkophages, der Bronzefiguren und der im Magazin eingelagerten Säulenschäfte zügig zugestimmt wurde, entbrannte um die antiken Säulen ein heftiger Streit. Die französische Museumsverwaltung bot an, andere Säulen aus den Beständen des Louvres als Ersatz nach Aachen zu schicken. Obwohl König Friedrich Wilhelm III. dies durchaus als akzeptabel betrachtete und dabei unter anderem auch von Alexander von Humboldt unterstützt wurde, setzten sich die preußischen Beamten um Karl vom Stein zum Altenstein, Johann August Sack und Eberhard de Groote vehement für die Rückführung der Aachener Säulen ein.
Am 7. Dezember 1815 erfolgte die Rückgabe der Kunstgegenstände, der 28 antiken Säulenschäfte, zehn Kapitelle und eines Teils der Säulen an das Aachener Domkapitel. Diese konnten aus Geldmangel jedoch erst in den 1840er-Jahren mit finanzieller Unterstützung durch den Preußenkönig Friedrich Wilhelm IV. wieder eingesetzt werden. Vier Säulen, die ursprünglich im Hochmünster gestanden haben, wurden 1875 als Säulen im neugotischen Altar verwendet.
Nach dem Wiedereinbau der antiken Säulen gründeten 1847 Aachener Bürger den Karlsverein, der sich zum Ziel setzte, das Münster historisch getreu wiederherzustellen. Die fehlenden Geldmittel sollten durch Sammlungen und Spenden eingeholt werden.
Mit dem Jahr 1849 begann die Wiederherstellung der Chorhalle und der Kapellen. Die Restaurierung des Chors, bei der unter anderem die Fenster ein neues Stab- und Maßwerk erhielten und die Galerien und Ornamente vollständig erneuert wurden, war 1861 beendet und hatte Kosten in Höhe von 307.704 Mark verursacht.
Die Wiederherstellung und Instandsetzung der Annakapelle vollzog sich in den Jahren 1857 bis 1876. Der umfangreiche Zyklus von Statuen an der Außenfassade wurde von Gottfried Götting geschaffen. 1866 wurde die Matthiaskapelle restauriert und 1868 die Karlskapelle.
Von 1869 bis 1873 wurden die barocken Stuckverzierungen und Gemälde im Gewölbe des karolingischen Baus wieder entfernt. Ein neues Kuppelmosaik wurde nach dem Entwurf des belgischen Malers und Architekten Jean-Baptiste Bethune von der Mosaikanstalt Antonio Salviati aus Venedig ausgeführt und 1881 vollendet. Im Jahr 1875 wurde in der Chorhalle ein neugotisches Altarziborium nach Entwürfen von Hugo Schneider aufgestellt, in das auch vier antike Säulen integriert wurden. In den Jahren 1860/61 wurde auch der Firstzier der Chorhalle erneuert: anstelle der baufälligen Laterne auf der Ostseite errichtete man ein 1860 ein Kreuz, ein Jahr später erfolgte die Installation eines Doppeladlers auf der Westseite.

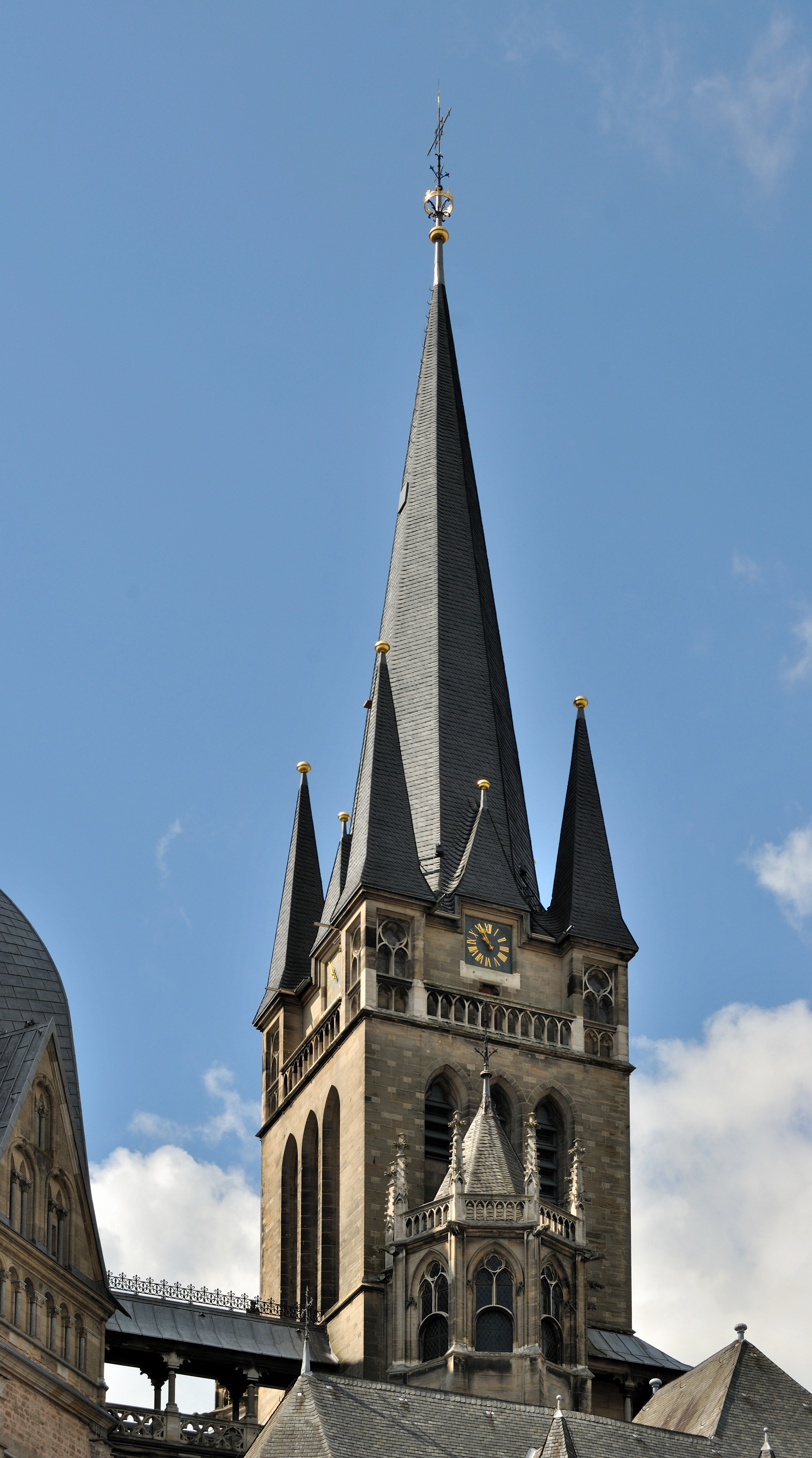
Neugotischer Glockenturm

Nach fünfjähriger Bauzeit wurde 1884 der Ausbau des dem Zeitgeist entsprechenden neugotischen Glockenturms nach Plänen von Hugo Schneider vollendet. Schneider hatte Wert auf die Erhaltung des karolingischen Unterbaus und der Bogennische sowie des Galeriegeschosses und der Brücke zum Oktogon gelegt. Auch der 1788 eingefügte Portalvorbau, der 1893 die antike Bärin und den Pinienzapfen aufnahm, wurde in das Baukonzept einbezogen.
Nach einem Wettbewerb unter vier Künstlern erhielt Hermann Schaper 1889 den Auftrag für die Ausschmückung des karolingischen Baus. Seine Planung, die auch zur Ausführung kam, sah eine weitere Mosaizierung und Bekleidung der Pfeiler- und Mauerflächen vor. Nach jahrelanger Diskussion und Protesten von Kunsthistorikern wurden die umfangreichen Mosaik- und Marmorarbeiten von 1896 bis 1902 durch Puhl & Wagner ausgeführt. Auch die Fenster des Sechzehnecks und weitere Details der Innenarchitektur wurden nach Schapers Entwürfen angefertigt. Den vorläufigen Abschluss der Umbauarbeiten bildete 1913 die Verlegung der Marmorfußböden im Oktogon und in den Umgängen. Am 21. Juli 1913 wurde die von Kaiser Wilhelm II. gestiftete Marmorkanzel – die sogenannte Kaiserkanzel – im Umgang des Oktogons aufgestellt.
Die an die byzantinische Kunst angelehnte Innenausstattung Schapers ist geprägt von „wilhelminischem Prunk“. Es wurde kritisiert, dass bei den alten schlicht verputzten Flächen, gegenüber den heutigen Marmorverkleidungen, die erlesene Steinstruktur sowie die antiken Säulen und möglicherweise ursprünglich vergoldeten Kapitelle und Bronzegitter besser zur Geltung kamen. Außerdem besaß nur die karolingische Kuppel ein Mosaik, im Tambour und in den Umgängen waren zuvor keine Mosaike vorhanden.

### Alliierte Rheinlandbesetzung und Weimarer Republik
Nach dem Ende des Ersten Weltkrieges wurde entsprechend den Bestimmungen des Versailler Vertrages Aachen bis zum 30. November 1929 Teil des belgischen Besatzungsgebietes im Rahmen der Alliierten Rheinlandbesetzung und damit wirtschaftlich vom Reichsgebiet isoliert. Am Aachener Dom wurden in dieser Zeit nur dringend notwendige Arbeiten durchgeführt. Im Jahr 1920 wurde eine neue Turmuhr installiert, 1924 wurde die Wolfstür instandgesetzt und im Jahr 1926 begannen die neun Jahre andauernden Restaurierungsarbeiten an der Heinrichskanzel. 1932 entfernte man die neugotischen Aufsätze der Seitenaltäre im Chor. Nachdem am 19. Februar 1921 der während des Ersten Weltkrieges nach Paderborn ausgelagerten Domschatz wieder nach Aachen zurückgekehrt war, begann man mit der Planung zur Anlage einer neuen Domschatzkammer, die 1931 in der erweiterten Armseelenkapelle eröffnet wurde. Im Jahr 1929 wurde eine neue Feuerschutz- und Berieselungsanlage durch das Kölner Unternehmen Walther & Co. eingebaut.

### Zeit des Nationalsozialismus
In den Jahren 1938 bis 1939 wurde im Dom eine neue Hauptorgel durch die Bonner Orgelbaufirma Klais eingebaut. Mit Ausbruch des Zweiten Weltkrieges 1939 wurden Vorkehrungen getroffen, um die Kunstschätze und die Bausubstanz des historischen Kirchengebäudes in der im äußersten Westen gelegenen Grenzstadt zu sichern. Überlegungen, den Kirchenschatz und den Königsthron nach Berlin zu verbringen, wurden 1939 verworfen. Um den Thron wurde 1939 eine schildförmige Schutzummauerung gebaut, die allerdings auf Holzbalken gelagert und nicht mit dem Gebäude baulich verbunden war, so dass sie keinen wirksamen Schutz gegen Sprengbomben geboten hätte. Aufgrund des Gewichtes der Schutzummauerung musste das erste Joch im Oktogon aus baustatischen Gründen ebenfalls vermauert werden. In der Vorhalle wurde eine massive halbrunde Ziegelsteinmauer mit nur schmalen Durchlässen in den Kirchenraum errichtet, die bronzenen Wolfstüren wurden geöffnet und mit Holz verschalt. Den Kircheneingang bildete nun eine schwere Holztür. Die gotischen Fenster im Westwerk wurden vermauert, der Barbarossaleuchter abgehängt und auf einem Holzgerüst im Oktogon abgestellt. Die nicht beweglichen Ausstattungsgegenstände, wie die Pfeilerfiguren der Chorhalle und der Heinrichsambo, wurden mit zum Teil sandgefüllten Holzkästen vor möglichen Splittern geschützt, ebenso die Front der Allerseelenkapelle. Die Stationsbilder im Kreuzgang verkleidete man mit Schilfmatten, die mit einem Zementanstrich versehen wurden. Die großen Gobelins im Chorabschluss wurden hinter die Beichtstühle im Sechzehneck verbracht.
Im südlichen Treppenturm des Karolingerbaus wurde auf Anweisung von Dombaumeister Buchkremer ein Schutzraum für den Domschatz eingerichtet. Bei Ausbruch des Krieges wurden die Heiligtümer aus dem Marienschrein entnommen und in einem geheimen Ort im nördlichen Treppenturm eingemauert.
Der „bewegliche“ Domschatz mit der Pala d’oro, der Zwölf-Apostel-Tafel und dem neugotischen Hochaltar war bereits am 9. September 1939 zusammen mit den städtischen Kunstschätzen nach Schloss Bückeburg evakuiert worden. Anstelle der Pala d’oro verzierte jetzt ein großes Marienbild, das aus St. Foillan ausgeliehen wurde, das Oktogon. Aufgrund der sich verstärkenden Luftangriffe waren die Kunstschätze in Bückeburg nicht mehr sicher eingelagert. Am 14. Januar 1941 kehrten die Pala d’oro und die Zwölf-Apostel-Tafel nach Aachen zurück und wurden im südlichen karolingischen Treppenturm des Domes gelagert. Die restlichen Teile des Aachener Domschatzes lagerte man auf die Albrechtsburg nach Meißen aus, wobei bereits erste Feuchtigkeitsschäden an den Holzkisten, insbesondere am Karlsschrein, entdeckt wurden. Aufgrund der vorrückenden Kriegsfront erfolgte im September 1944 die Überführung in einen Bergwerkstollen nach Siegen. Am 13. Juni 1945 wurde der Domschatz durch den stellvertretenden amerikanischen Stadtkommandanten Major Bradford wieder an das Domkapitel übergeben.
Im Zweiten Weltkrieg wurde der Dom durch mehrere Luftangriffe schwer beschädigt. Während eines schweren Bombenangriffs auf die Aachener Innenstadt in der Nacht vom 9. zum 10. Juli 1941 zerstörte eine Sprengbombe die neugotische Heiligtumskapelle, die den südlichen karolingischen Wendeltreppenturm bekrönte und beschädigte dabei die Ungarnkapelle durch Trümmer schwer. Neben Schäden am Dach und der Dachbekrönung wurde auch der barocke Stuck der Kapelle schwer in Mitleidenschaft gezogen. Bombenreste und eine Fiale stürzten auf das Südwest-Dach des Oktogons und führten zum Absturz von 1 m² Kuppelmosaik, Splitter durchschlugen mehrere Marmorplatten und das karolingische Kämpfer-Gesims wurde beschädigt. Während dieses Bombenangriffes wurden auch mehrere Chorstrebepfeiler, ein Viertel der Verglasung der Chorhalle sowie das Maßwerk der Matthiaskapelle beschädigt.
Ebenso brannten die vier Flügel des Kreuzganges, die Propstei und die Singschule vollständig aus. Dabei wurden auch die Schatzkammer und das Münsterarchiv stark beschädigt. Das Material konnte gerettet werden, weil die Gewölbe dem Feuer lange standhielten. Lediglich das Noli me tangere-Kästchen verbrannte. Im gesiebten Bauschutt fand man später das verloren geglaubte Brustkreuz Karls des Großen. Ein Übergreifen des Feuers auf die Nikolauskapelle konnte durch freiwillige Löschhelfer und auswärtige Feuerwehren verhindert werden. Das in der Kapelle befindliche Gnadenbild konnte gerettet werden.
Eine weitere Sprengbombe traf das Dach der Karlskapelle, verlor jedoch beim Aufprall den Zünder, so dass sich außer einigen Schäden am Dach und am Hauptgesims sowie an einem Figurenbaldachin die Schäden in Grenzen hielten.

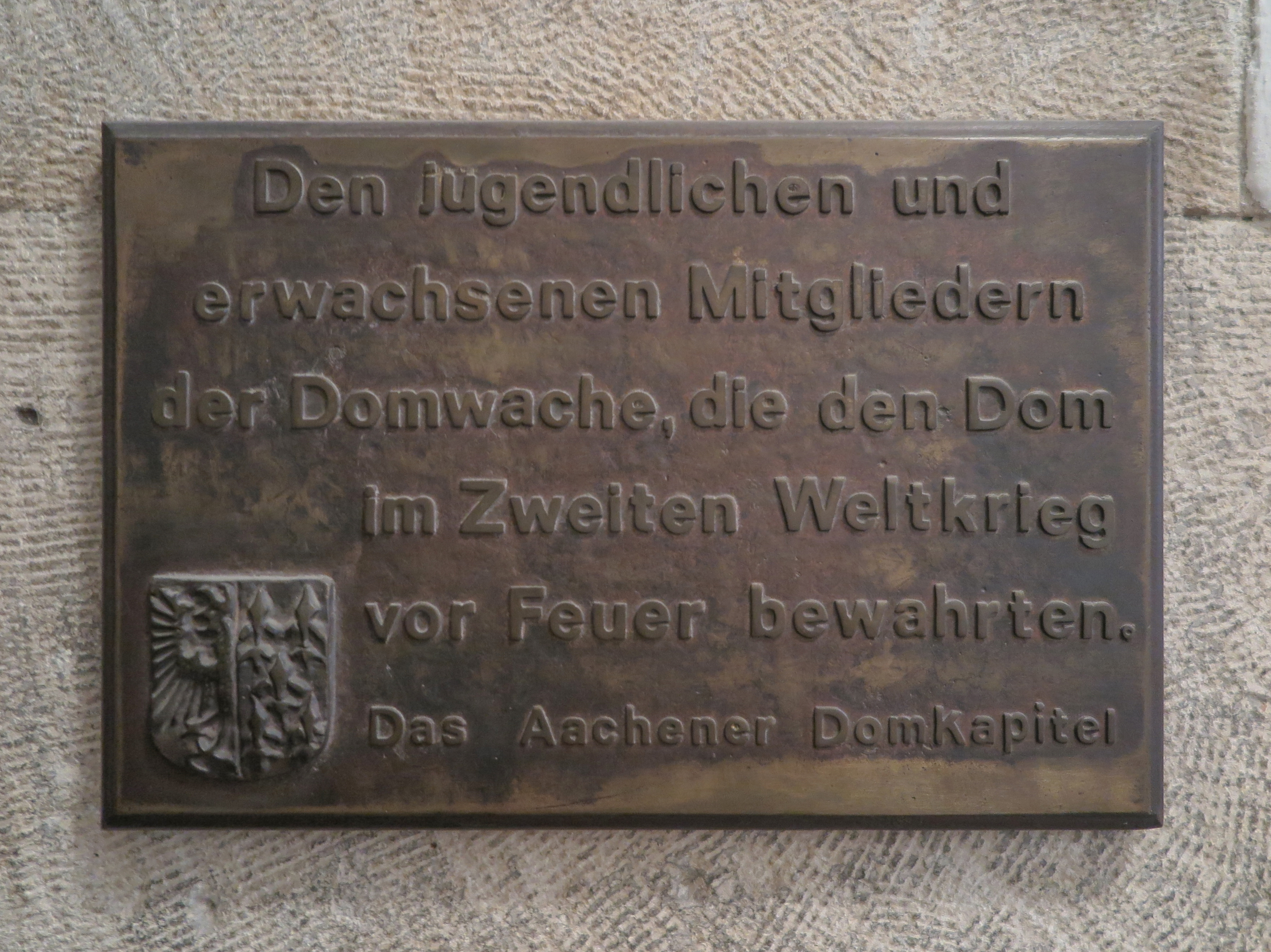
Gedenktafel für die Domwache während des Zweiten Weltkriegs im Aachener Dom

Die Erkenntnis, dass die städtische Feuerwehr den Dom nicht schützen konnte, führte im Juli 1941 zur Gründung der Domwache, einer Feuerlöschgruppe, bestehend aus 20 Jugendlichen, die bei Bombenangriffen kleinere Einzelbrände erstickte und so die Ausbreitung von Feuern im Dom verhinderte. So blieb die hölzerne Dachkonstruktion des Oktogons verschont.
Im Jahr 1942 mussten die Glocken abgenommen werden, das Metall wurde der Metallspende des deutschen Volkes zugeführt. Aufgrund der Größe der Marienglocke wurde sie über eine Woche lang vor Ort zerschlagen. Ein Stück Metall wurde beim Einschmelzen übersehen und nach dem Krieg dem Neuguss der Marienglocke wieder zugeführt.
Beim Luftangriff in der Nacht vom 13. zum 14. Juli 1943 breiteten sich sechs Brandherde, durch Thermit-Stabbrandbomben und Magnesium-Einsätze von Zielmarkierungsbomben verursacht, unterhalb der Dachhaut im Dachstuhl des Oktogons aus und konnten nur mit Mühe gelöscht werden. Der Feuerlöschgruppe stand ein 1942 angelegtes Löschwasserreservoir im Atrium sowie zeitweilig angelegte Löschwasserteiche im Elisengarten, im Kloster in der Blendelstraße sowie die zwei Schwimmbecken der Elisabethhalle zur Verfügung, die Löschwasser über Schlauchleitungen für den Dom bereitstellten.
Bei einem Luftangriff der Royal Air Force in der Nacht vom 23. zum 24. Dezember 1943 wurde der Dom, insbesondere der gotische Chor, von einer Sprengbombe voll getroffen und die gesamte Fensterverglasung der Chorhalle zerstört. Dabei wurde eine Gewölberippe zerschlagen und die Bombe prallte auf der Gewölbekappe des Chorpfeilers ab, zu dessen Füßen die Figur Karls des Großen stand. Die Zeitzünderbombe wurde aus der Chorhalle geschleudert und detonierte zur Zeit der Christmette am 24. Dezember 1943 in der benachbarten Hartmannstraße. Der neugotische Altarbaldachin, der Altarleuchter und Altaraufbau wurden zerstört. Eine zweite Zeitzünderbombe detonierte ebenfalls am Nachmittag des 24. Dezember im Südflügel des Kreuzganges. Dabei wurden fünf Joche völlig zerschlagen, das kunsthistorisch wertvolle Grupello-Kreuz blieb jedoch unversehrt. Bei einem Bombenangriff am 10. April 1944 wurden erneut Stabbrandbomben eingesetzt, die in fast allen Dachstühlen der Kirche und Seitenkapellen große Schäden anrichteten. Ende Mai 1944 zerstörte eine Sprengbombe erneut Teile des Kreuzganges und Häuser im Atrium.
Während der letzten Kampfhandlungen in Aachen im Herbst 1944 wurden durch deutsches Artilleriefeuer zwei Strebepfeiler der südlichen Chorwand, Teile der Ungarnkapelle, Mosaike im Oktogon sowie die Oktogonlaterne schwer beschädigt.

### Nachkriegszeit
Am 19. Oktober 1944, zwei Tage vor der Kapitulation Aachens, wurde der Dom von den Amerikanern besetzt. Sofort wurde begonnen, den schwer beschädigten Dom provisorisch zu sichern und für Gottesdienste vorzubereiten. Aus den Resten der Verschalung der Pfeiler und Figuren wurde in der Chorhalle eine 12 m hohe Mauer unter Einbeziehung von 4 Bahnen des ersten Chorfensters errichtet. Der erste Gottesdienst nach Beendigung der Kampfhandlungen wurde am 12. November 1944 im Oktogon vor einem provisorischen Altar abgehalten, der nach dem Bombenangriff zu Weihnachten 1943 im Ostjoch aufgestellt wurde. Die Kirchenbänke aus der Nikolauskapelle ersetzten zunächst das Chorgestühl. Die Orgel wurde behelfsmäßig in Betrieb genommen und der Domchor begann am 26. November 1944 wieder mit Proben. Als Retabel wurde nach Buchkremers Vorstellungen die Georgsmesse, das Grupello-Kreuz und das Gnadenbild arrangiert. Der Notaltar im Oktogon blieb noch bis zum 23. Juni 1951 an dieser Stelle bestehen.
Am 1. November 1944 wurde Hans Königs vom ersten Bürgermeister Aachens Franz Oppenhoff mit der baulichen Betreuung des Münsters beauftragt. Bis zur Rückkehr von Joseph Buchkremer im August 1945 koordinierte Königs die vordringlichsten Sicherungsarbeiten am Dom. Vor allem die Beräumung aller Dächer von Schutt, die notdürftige Reparatur der aufgespaltenen Bleidächer, die zum Ablösen von Teilen des Kuppelmosaiks führte, und die provisorische Eindeckung der Ungarnkapelle mit Walzblech sind auf Initiative von Königs veranlasst worden.
Unmittelbar nach der Einnahme Siegens durch US-Truppen am 2. April 1945 wurden Anstrengungen unternommen, die im dortigen Hainer Stollen eingelagerten Kunstschätze des Domes zurück nach Aachen zu bringen. Die Rückholung der Kirchenschätze am 8. Mai 1945 scheiterte an der unklaren Befehlslage infolge der Kapitulation.
Im Mai 1945 wurden die ersten sechs karolingischen Bronzegitter freigelegt und das erste Fenster im Eingang ersetzt. Am Abend des 26. Mai 1945 kehrten der Domschatz und die Krönungsinsignien auf Initiative des amerikanischen Kunstoffiziers Hancock nach Aachen zurück. Am 13. Juni 1945 wurden die Kisten mit den Kunstschätzen im Beisein des amerikanischen Stadtkommandanten geöffnet und am 20. Juli 1945 in der provisorischen Domschatzkammer zum ersten Mal der Aachener Bevölkerung gezeigt. Der Barbarossaleuchter konnte im Juni 1945 wieder im Oktogon aufgehängt werden.
Im Jahr 1947 wurde die Notverglasung aller Kapellen beendet und das Dach der Ungarnkapelle instandgesetzt. bei Aufräumarbeiten wurde im Obergeschoss des nördlichen Atriumflügels eine bisher unbekannte karolingische Tür entdeckt. 1948 wurde die provisorische Instandsetzung der Ungarn- und Taufkapelle beendet.
Weihnachten 1948 wurde die Schutzummauerung um den Aachener Königsthron entfernt. Dabei musste festgestellt werden, dass der hölzerne Sitz durch Feuchtigkeit irreparable Schäden erlitten hatte. Die Ziegelsteine wurden verwendet, um erste Sanierungsarbeiten in der Chorhalle durchzuführen.
Im Frühjahr 1949 gelang der Import von Schiefer aus den Ardennen und die Sanierung der Schiefereindeckung des Oktogons konnte begonnen werden. Der Strebepfeiler, an dem die Zeitzünderbombe Weihnachten 1943 abgeprallt war, zeigte starke Beschädigungen, insbesondere Rissbildung und Feuchtigkeitseintrag, so dass die Statik der gesamten Domhalle damit gefährdet war. Notdürftig wurden die Schäden an den Strebepfeilern (4a & 5a) der Chorhalle mit provisorischen Backsteinplomben gesichert. Die so reparierten Stellen wurden 1952 durch Werksteine wieder denkmalgerecht saniert.
Alle Anstrengungen wurden unternommen, um die Chorhalle zur ersten offiziellen Heiligtumsfahrt 1951 nach dem Zweiten Weltkrieg in den Jahren 1949 bis 1951 wieder neu zu verglasen. Dazu wurden die Maßwerke der Fenster instand gesetzt und die zerstörten Gewölbe mit Limburger Mergelstein ausgebessert, den man aus Trümmern Aachener Häuser geborgen hatte. Die im Krieg zerstörten Fenster der Chorhalle wurden 1949 bis 1951 durch Entwürfe von Walter Benner und Anton Wendling wieder hergestellt.
Der Salvatoraltar, der früher auf der oberen Empore gestanden hatte, wurde 1950 in das Zentrum der Chorhalle versetzt. Als Antependium wurde, in einen einfachen provisorischen Holzrahmen eingefasst, die Pala d'Oro aufgestellt. Anstelle des im Krieg beschädigten neogotischen Altars wurde an historischer Stelle der Karlsschrein zur Heiligtumsfahrt 1951 wieder aufgestellt, während der Marienschrein bis zu seiner Restaurierung in die Schatzkammer verbracht wurde. Zwischen dem Altar und dem Karlsschrein wurde nun vor dem Grab Otto III. das Adlerpult platziert. Der beschädigte Fußboden der Chorhalle wurde mit Schiefer neu aufgebaut und einige noch vorhandene Aachener Blausteine integriert. Von großer Vordringlichkeit für die Durchführung der Heiligtumsfahrt 1951 war die Wiederherstellung der beschädigten neogotischen Turmgalerie. Die völlig zerstörte Turmkapelle am südlichen Treppenturm wurde zunächst nicht wieder aufgebaut. Die größten Zerstörungen waren im Bereich des Kreuzganges zu beheben, in dem lediglich zwei alte Gewölbejoche den Krieg überstanden hatten. Anhand dieser Joche begann man Anfang der 1950er Jahre mit dem Aufbau des Kreuzganges und der angrenzenden Gebäude. Am Oktogon mussten 1951 und 1952 die infolge von Kriegseinwirkungen gelockerten Bronzefenster wieder verankert und Splitterschäden im südwestlichen Tambourfenster beseitigt werden. Mit der Neuverschieferung des Westturmes und der neogotischen Trabantentürme im Jahr 1958 waren die gravierendsten Kriegsschäden behoben. Im Jahr 1968 konnte Dombaumeister Felix Kreusch in den Depots des Louvre drei korinthische Kapitelle und drei karolingische Bronzebasen für die antiken Säulen identifizieren. Sie wurden als Dauerleihgaben nach Aachen überführt und sind heute im Lapidarium der Dombauverwaltung für die Öffentlichkeit zugänglich.

#### Allerheiligenkapelle (Bischofsgruft)

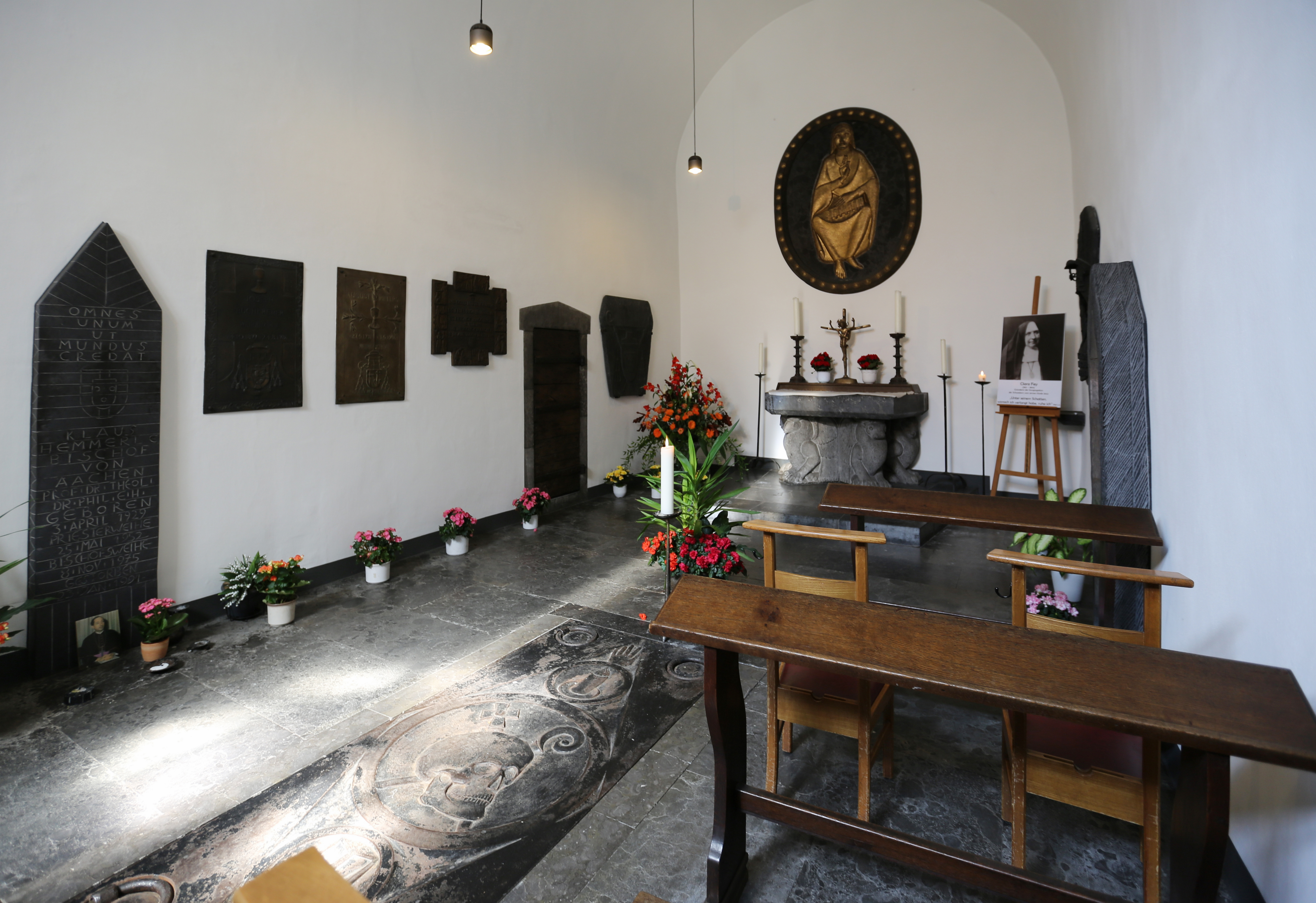
Allerheiligenkapelle

Im Jahr 1955 wurde im nördlichen Flügel des Atriums im ehemaligen Kapitelsaal die Allerheiligenkapelle als Grablege der Aachener Bischöfe eingerichtet. Sie wurde im November 1955 – gemeinsam mit der neugestalteten Nikolauskapelle – im Rahmen eines feierlichen Triduum anlässlich der 25-Jahr-Feier zur Wiedereinrichtung des Aachener Bistums geweiht. Am 11. November erfolgte die feierliche Überführung der Gebeine der Aachener Bischöfe Joseph Heinrich Peter Vogt, Hermann Joseph Sträter und Johannes Joseph van der Velden. Über einem kleinen Altar aus Blaustein schmückt die Nordwand ein 2,10 Meter großes, ovales Relief des Neusser Künstlers Hein Minkenberg, der auch die in den Boden eingelassene Grabplatte geschaffen hat. An den Wänden der schlicht gehaltenen Kapelle sind die Epitaphien der verstorbenen Bischöfe aufgestellt. Das Fenster über der Tür zum Atrium wurde 1955 von Felix Kreusch entworfen und zeigt im ornamentalen Maßwerk einen Bischofsstab.

#### Domherrengruft
Vor dem Zweiten Weltkrieg wurden die Bischöfe in Einzelgruften im Quadrum bestattet. Nach dem Zweiten Weltkrieg wurden die verstorbenen Domherren und Bischöfe zunächst provisorisch in Gruften in der Nordwestecke des Kreuzganges beerdigt. Im Frühjahr 1959 begann man mit den Bauarbeiten für eine Domherrengruft in der Südwestecke des Quadrums sowie unterhalb des Kreuzganges. Bei den archäologischen Untersuchungen stieß man auf römische, romanische und gotische Befunde. Im Jahr 1991 musste die Gruft aus Kapazitätsgründen im Quadrum erweitert werden. Der Zugang zur Gruftanlage befindet sich im südlichen Kreuzgang und ist durch das Grupello-Kreuz, Erinnerungstafeln an den Wänden sowie eine eingelassene Messingplatte geschmückt.

### Nach dem Zweiten Vaticanum
In den Dekreten und Erlassen des Zweiten Vatikanischen Konzils (1962–1965) wurde die liturgische Ausrichtung den sich veränderten gesellschaftlichen Bedingungen angepasst. Insbesondere die zentrale Bestimmung, die Zelebration versus populum (dem Volke zugewandt) durchzuführen, machte eine grundlegende Umgestaltung der Ausstattung der gotischen Chorhalle notwendig. Durch die Konzentration auf einen Hauptaltar wurde der 1951 in die Chorhalle versetzte Salvatoraltar mit der Pala d’oro ins Ostjoch der Sechzehnecks umgesetzt und geringfügig erhöht, um so näher an die Gemeinde zu rücken. Darüber hinaus wurde die Kommunionbank entfernt. Auch die geringfügig erhöhte Kathedra wurde in den alten karolingischen Anbau versetzt. Die übrigen Altäre im Dom werden heute nur noch selten liturgisch genutzt bzw. wurden abgebaut.

#### Chronologie der jüngsten Restaurierungsmaßnahmen
- 1984: Taufkapelle: Die barocke Kapelle wurde grundsaniert, die feuchtigkeitsgeschädigten Fußböden neu aufgebaut, der Stuck und der Wandverputz ausgebessert und erneuert.
- 1985: Nikolaus- und Michaelskapelle: An der gotischen Kapelle mussten zahlreiche Steinschäden an den Pfeilern behoben werden.
- 1985–1986: Dachstuhl des Oktogons: Der Dachstuhl aus dem Jahr 1656 hatte sich aufgrund der vorherrschenden Westwindlast verdreht und führte zu einer Instabilität des Daches. Neue Windverbände wurden gebaut und morsche und durch Holzwurm befallene Dachbalken ausgetauscht.
- 1984–1991: Karls- und Hubertuskapelle: Einzug eines Stahlbetonringes über dem Gewölbe der Karls- und Hubertuskapelle, um ein weiteres Wegdriften der Kapelle vom Sechzehneck zu unterbinden. Balken aus dem Dachstuhl mussten erneuert werden und eine neue Schiefereindeckung wurde vorgenommen. Einige stark verwitterte Konsolen und Baldachine der Figuren mussten erneuert werden sowie empfindliche Bauteile, wie die Maßwerke der Fenster und Figuren mit Taubenschutzanlagen versehen werden.
- 1986: Wolfstüre: seit 1986 wird die Wölfstüre alle zwei Jahre mit flüssigem Bienenwachs versiegelt.
- 1998: Anna- und Matthiaskapelle: Konservierung der Malerei, Neuverfugung;
- 1986–1987: Pirletsche Verankerung: Die 1920 eingebauten Verankerungen der Chorhallenpfeiler wurden in den 1960er Jahren mit einer Asbest-Ummantelung versehen, die mit Gipsputz eingekapselt werden musste.
- 1987: Oktogondach: Die Laterne über dem Oktogondach musste erneuert werden, weil die hölzerne Tragkonstruktion morsch geworden und die Stabilität nicht mehr gegeben waren.
- 1987–1988: Kreuzgänge: Ersetzung des Abschlussgesimses
- 1987–1989: Westturm: Durch eindringende Feuchtigkeit waren die Eisenklammern, die die Sandsteinverblendung mit dem Ziegelmauerwerk des Westturms verbinden, stark verrostet. Einige Verblender stürzten ab und gefährdeten die Besucher des Domes. Die Eisenklammern mussten überprüft und durch Edelstahlklammern ersetzt werden.
- 1988: Behebung von Sturmschäden im Bereich des vierköpfigen Adlers auf der Chorhalle;
- 1989: Sanierung der Brücke zwischen Westturm und dem Dachstuhl des Oktogons;
- 1989–1990: Nikolauskapelle: Abwaschung der Nachkriegsübermalung; Freilegung der Wandmalerei aus dem 15. und 19. Jahrhundert
- 1990–1991: Nikolauskapelle: Auswechslung von rostenden Eisenklammern, die zu Steinabplatzungen geführt hatten; Erhöhung der Stabilität durch Einbau von zwei Reibungsankern;
- 1991: Bischofsgruft: Die Verblenderplatten an der Südwand hatten sich vom Hintermauerwerk gelöst und mussten wieder miteinander verbunden werden;
- 1991–1993: Neugestaltung des Quadrums und des Paradiesbrunnens
- 1991–1994: Ungarnkapelle: Die barocke Kapelle wurde grundsaniert. Neben der Rekonstruktion des Daches, des Gesimses, der Attika und des barocken Ringankers wurden auch die Innenausstattung mit den Stuckverzierungen sowie die Fenster erneuert;
- 1992: Karlskapelle: Restaurierung und Fixierung der losen Farbschichten der Gemälde in der Kapelle;
- 1993–2000: Chorhalle: Sie musste umfassend saniert werden: Erneuerung der Ringanker, des Dachstuhls, Austausch verwitterter Steine und Fialen sowie der gebrochenen Sonnenuhr. Die restaurierten Figuren im Außenbereich erhielten eine Taubenabwehr, einige in sich zusammengesunkene Bleiglasfenster mussten saniert werden. Die Gewölbe-Schlusssteine wurden neu vergoldet und die gotischen Gemälde der Chorhalle wieder sichtbar gemacht.
- 1994–1998: Kreuzgänge: Sanierung der Pfeiler- und Wandflächen;
- 1995: Schatzkammer: Umbau sowie Neugestaltung der Ausstellung;
- 1999–2000: Kreuzgänge: Umsetzung eines neuen Beleuchtungskonzeptes;
- 2000–2004: Sanierung des karolingischen Mauerwerkes und der Ringanker;
- 2001–2002: Kleines Drachenloch: Die Figuren wurden einer Laserreinigung unterzogen und die Standsicherheit des Portals wieder hergestellt.
- 2001–2002: Oktogon: Erneuerung des Bleidaches;
- 2002: Konservierung der ottonischen Malerei;
- 2003–2004: Sanierung Turmkreuz auf dem Westturm;
- 2003–2004: Neue Schiefereindeckung der Turmhelme des Westturmes;
- 2003–2006: Matthias- und Annakapelle: Behebung von Wasserschäden, Erneuerung des Dachstuhls, Verschieferung der Dächer in Altdeutscher Deckung, Konservierung und Restaurierung der Figuren;
- 2010–2013: Sanierung der Mosaiken: Kuppelmosaik und Mosaik in den Umgängen;
- 2013: Nikolauskapelle: Sanierung des Dachstuhls;
- 2014: Nördliche Turmkapelle: Sanierung des Dachstuhls (Befall durch den Gescheckten Nagekäfer).
- 2015: Sechzehneck: Sanierung des Dachs; neue Bleiverkleidung
- 2016: Chorhalle: Ersatz der durch Vandalismus zerstörten Glasscheiben

## Naturwerksteine und Baumaterial

### Außenmauerwerk

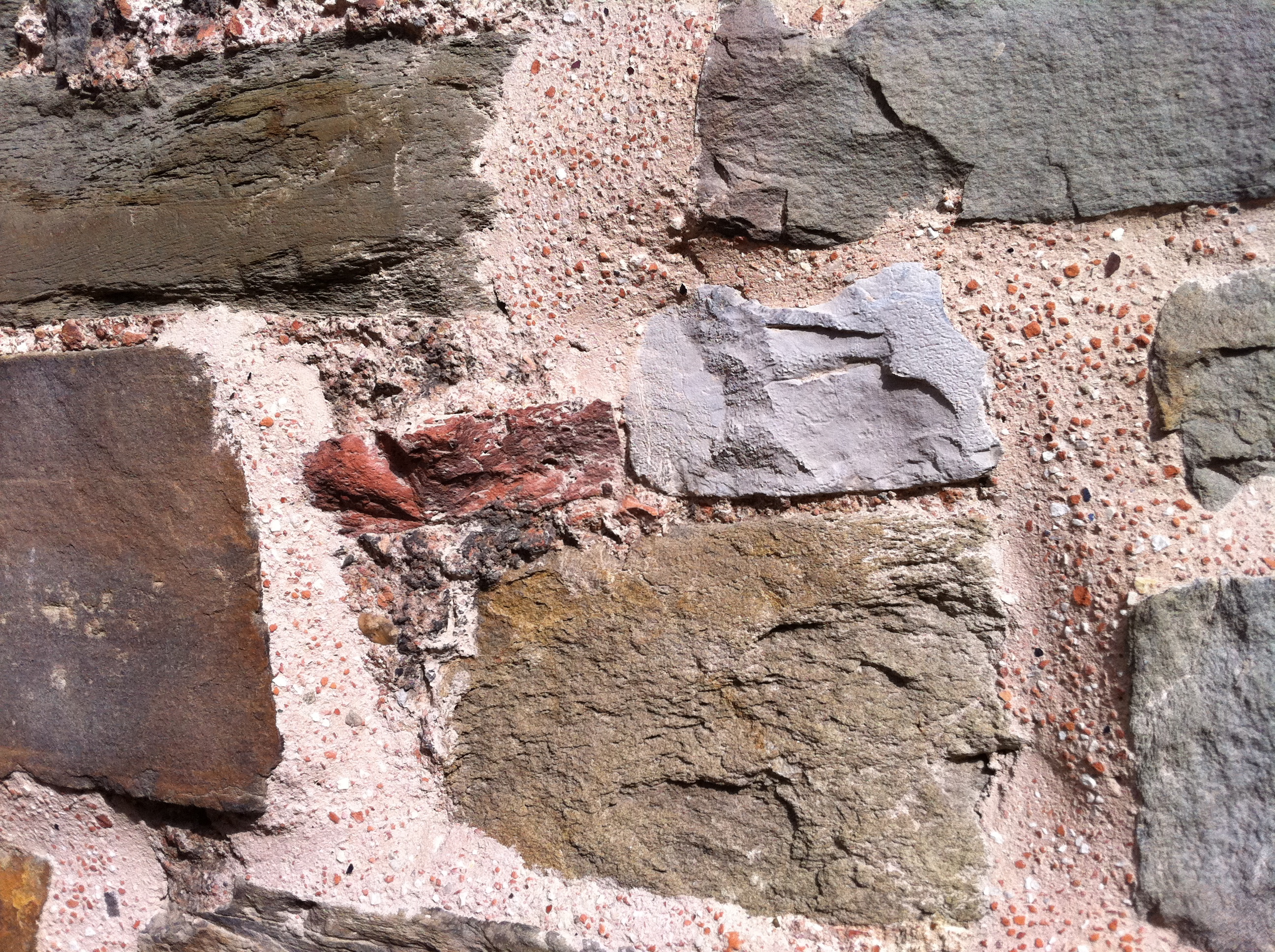
Naturwerksteine am südlichen Treppenturm mit karolingischem Mörtel

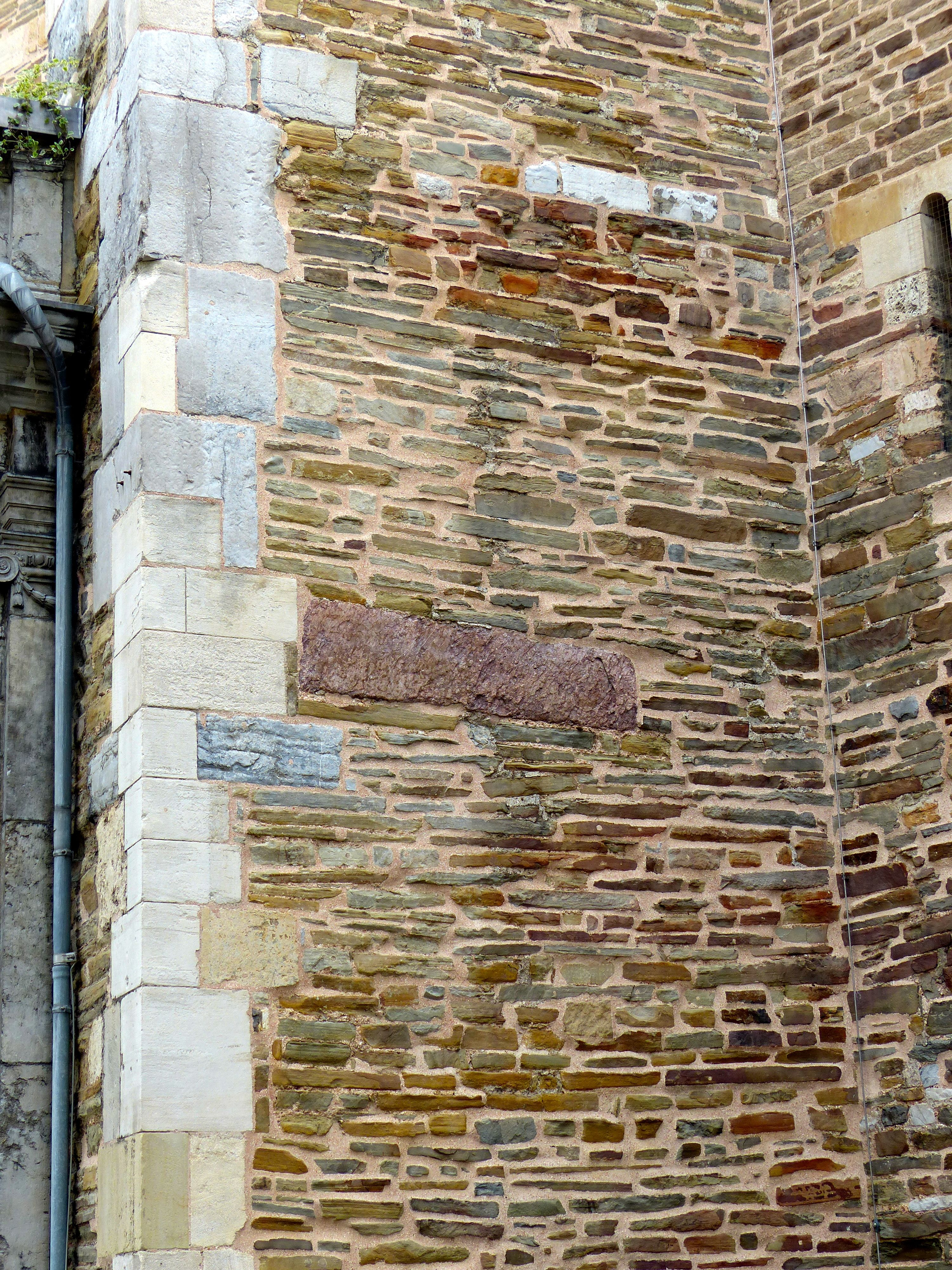
Karolingisches Mauerwerk am südlichen Treppenaufgang

Beim Bau der Pfalzkapelle wurden über 20 verschiedene Naturwerksteine verwendet, darunter in der Außenfassade des Oktogons Grauwacken von unterschiedlichen Abbaustellen, Aachener Blaustein und Herzogenrather Sandstein. Neben diesen regional abgebauten Werksteinen wurden zahlreiche großformatige Steine von älteren Bauten als so genannte Spolien wieder verwendet. Einen großen Anteil am karolingischen Mauerwerk haben lothringische Kalksteine. Die römischen Inschriftensteine stammten vermutlich aus den römischen Badeanlagen in der Umgebung der Pfalzkapelle. Zu einem Großteil sind die Werksteine, die in karolingischer Zeit verbaut wurden, am Sechzehneck noch vorhanden. Lediglich die Steine des oberen Sims und die meisten in der Umrandung der Fenster sind in späteren Zeiten durch verschiedene Sandsteine sowie Weiberner Tuff, lothringische Kalksteine und Travertin ersetzt worden. Bereits in karolingischer Zeit fand Trachyt vom Drachenfels als Baumaterial an der Pfalzkapelle Verwendung, der 450 Jahre später beim Bau des Kölner Doms in großem Umfang eingesetzt wurde.
Beim Bau der karolingischen Pfalzbauten wurden große Mengen römischer Ziegel, die zu Ziegelsplitt verarbeitet wurden, eingesetzt. Der Ziegelsplitt wurde dem Mörtel beigemischt und verursachte die charakteristische hellrote Färbung des karolingischen Mörtels. Zudem bewirkte der zugesetzte Ziegelsplitt ein günstiges Abbindeverhalten des Mörtels.
Der Aachener Dom war nach neuesten Forschungsergebnissen des Rheinischen Amtes für Denkmalpflege zur Zeit Karls des Großen rot verputzt. Durch die Beigabe von rotem Ziegelsplittmehl in den Mörtel wurde dessen Haltbarkeit erhöht. Daneben war die rote Farbe – in Anlehnung an den wertvollen roten Porphyr der Antike – möglicherweise ein Hinweis auf die kaiserliche Bedeutung des Bauwerks und verdeutlichte den Herrschaftsanspruch.
Bei den Restaurierungsarbeiten wurde versucht, möglichst ähnliche Materialien zu verwenden. In politisch schwierigen Zeiten war es oftmals nicht möglich, adäquates Baumaterial zu verwenden, und es musste auf Ersatzmaterialien zurückgegriffen werden. Es waren im Laufe der Baugeschichte des Domes bestimmte Naturwerksteine aufgrund der Erschöpfung der Lagerstätten nicht mehr verfügbar. So musste nach dem Zweiten Weltkrieg, als die Handelsbeziehungen zu den Niederlanden unterbrochen waren, Ersatzmaterial für den Valkenburger Mergel, der bevorzugt aufgrund seiner Materialeigenschaften in den Gewölbekappen verarbeitet wurde, aus den Trümmern der benachbarten Aachener Häuser verwendet werden. Bei jüngeren Sanierungsarbeiten am Westwerk wurden die Grauwacken aus der Aachener Region durch rötliche Grauwacken aus Treis-Karden und grau-braune Grauwacken aus Schuld (Ahr) eingesetzt. Das fast erschöpfte Vorkommen von Herzogenrather Sandstein wurde nach dem Zweiten Weltkrieg häufig durch Obernkirchener, Miltenberger oder Roten Eifelsandstein substituiert.

#### Konservatorische Maßnahmen zum Erhalt des Außenmauerwerks / Taubenabwehr
Durch die unterschiedliche Verwitterungsbeständigkeit der am Bau eingesetzten Gesteine und durch die mechanische Beanspruchung, die das Bauwerk infolge der Bombentreffer im Zweiten Weltkrieg erfahren hatte, waren einige Bauteile so stark verwittert und geschwächt, dass sie ausgetauscht werden mussten. Insbesondere Feuchtigkeitsschäden infolge von Verwitterung und Auswaschung haben sich negativ auf die Statik und die Funktionsfähigkeit der Ringanker ausgewirkt. Das Mauerwerk wurde während der drei Jahrzehnte andauernden Außensanierung grundlegend überprüft, konserviert, neu verfugt und ggf. ausgetauscht.
Als besonders verwitterungsanfällig stellten sich die Bauteile aus Kalkstein, Mergelstein und Sandstein mit karbonatischen Bindemitteln heraus. Neben atmosphärischen Einflüssen sind besonders an exponierten Bauteilen, wie Gesimsen, Fialen, Figuren und Kapitellen aggressive Ablagerungen aus Vogelkot für den Verlust an Formenreichtum bis hin zur Instabilität des Bauteils verantwortlich. Während der umfassenden Außensanierung sind technische Maßnahmen ergriffen worden, die ein Anfliegen, Ansitzen und Nisten von Tauben möglichst verhindern. In der letzten Zeit werden die Tauben verstärkt von Wanderfalken, die seit einigen Jahren im Westturm beheimatet sind und erfolgreich brüten, vom Gebäude ferngehalten.

### Marmorverkleidungen und Fußböden
Anfang des 20. Jahrhunderts wurden die steinsichtigen Wände, Bögen und Pfeiler im Oktogon und Sechzehneck mit Marmorplatten verkleidet. Dabei kamen besonders dunkle, grüne und weiße Varietäten von Schweizer Cipollino zum Einsatz. Die Wände des Sechzehnecks und der Kaiserloge sind darüber hinaus mit rotem Lahnmarmor, belgischem und westfälischem Kalkstein sowie mit Marmortafeln, die Papst Pius IX, gestiftet hat und die durch goldene Inschriften charakterisiert sind, verkleidet. An der Arkade der Kaiserloge wurde roter Lahnmarmor und weißer griechischer Marmor verarbeitet. Die runde Marmoreinlage an der Arkade stammt aus der Stiftung der Marmorplatten von Piux IX. Dieselben Naturwerksteine kamen auch zur Ausgestaltung der Fußbodenmosaike zum Einsatz. Im Erdgeschoss und in der Vorhalle sind die Böden der Umgänge mit graublauen Blausteinplatten ausgelegt.
Die Wand- und Fußbodenplatten wurden 2007 bis 2010 umfassend saniert. An den Wandplatten zeigten sich deutliche Mikrokarsterscheinungen – verursacht durch hohe Kohlendioxid-Konzentrationen in der Raumluft (bis zu 2000 ppm), hervorgerufen von der Atemluft der Besucher. Während der Sanierung wurde daher eine automatische Belüftung durch die Bodenroste eingebaut, die die Konzentration von Kohlendioxid minimieren soll.
Der Fußboden musste grundlegend saniert werden, weil eine Unterkonstruktion zur statischen Sicherung eingebracht werden musste.

## Erdbebenschäden und Standsicherheit

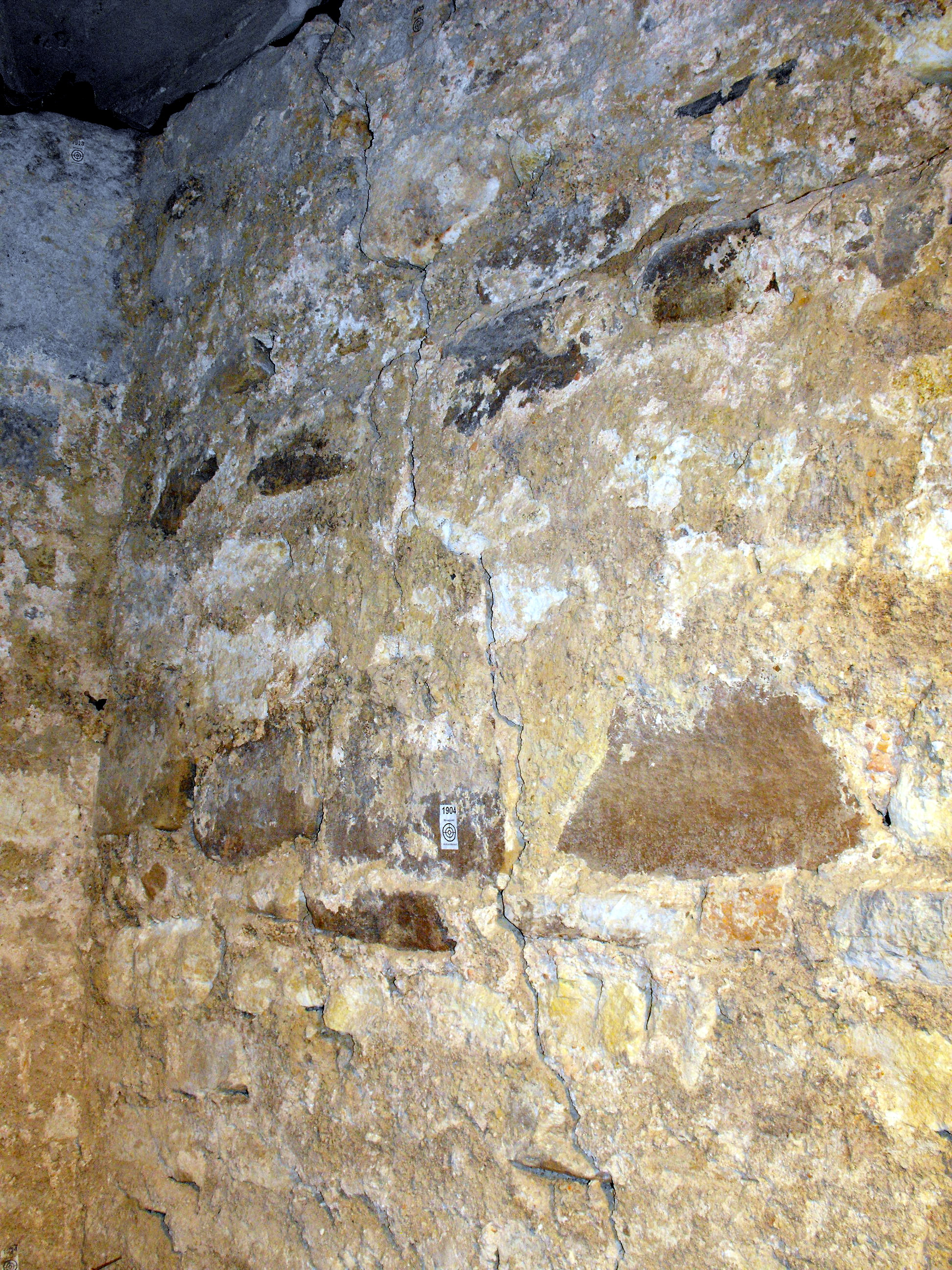
Erdbebenriss im Bereich des Fundaments (Südjoch)

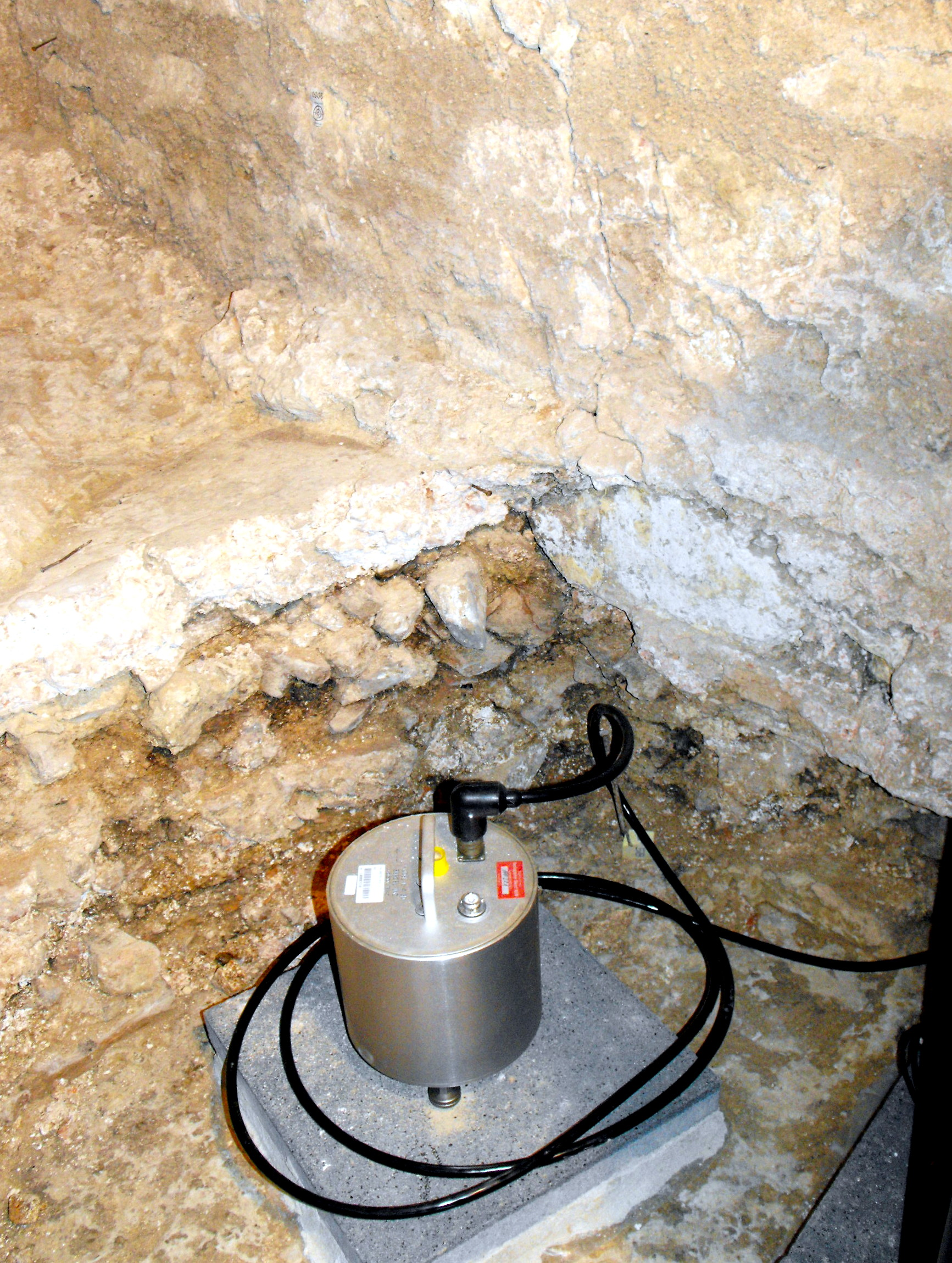
Seismometer der Erdbebenstation unter dem Aachener Dom

Der Aachener Dom liegt strukturgeologisch im Bereich der Niederrheinischen Bucht, die zu den seismisch aktivsten Regionen in Deutschland zählt. Durch das Einsinken der Niederrheinischen Bucht und die gleichzeitige Hebung der Eifel und des Rheinischen Schiefergebirges kam es seit dem Oberen Jura zur Herausbildung eines Nordwest-Südost-streichenden Störungssystems, das bis heute seismisch aktiv ist.
Archäologische Befunde und Risse im Bereich der Gründung und des Baukörpers belegen, dass Erdbeben mehrfach als Ursache von Schäden angesehen werden müssen. Bereits während der Bauphase, im Winter 803, hatte ein Erdbeben den Kirchenbau erschüttert. Neuere archäoseismische Überlegungen sehen einen möglichen Zusammenhang zwischen diesem Erdbeben und der Anlage des stabilisierenden Ringankers.
Archäologische Untersuchungen in den letzten Jahren konnten diesem Erdbeben an verschiedenen Stellen Rissbildungen zuordnen: Im Nordwestjoch, an der Treppe zum Eingang zur Nikolauskapelle, ist eine karolingische „Reparatur“ in Form eines groben Zementes zu finden, während ein langer Riss im Dach des Sechzehnecks mit Blei und karolingischem Zement ausgefüllt wurde. Die durch Erdbeben verursachten Risse verlaufen, teils über mehrere Joche verfolgbar, in nordwest-südöstlicher Richtung, also parallel zu den Störungen der Niederrheinischen Bucht.
Offene Klüfte, die nicht, wie bei Setzungsrissen häufig beobachtet, ausschließlich in den Fugen laufen, sind auch im Bereich der Apsis des römischen Kaltwasserbeckens (Frigidarium) im Südwestjoch beobachtet worden. Aus Vergleichen mit anderen Schadensbildern geht man davon aus, dass das Erdbeben während der karolingischen Bauphase eine minimale Magnitude von 5.5 erreicht hatte. Für den 27. März 829 ist ein weiteres Schadensbeben dokumentiert, bei dem Bleiziegel vom Dach fielen und die Glocke während des Bebens läutete.
Die schwere Erdbebenserie mit dem Epizentrum bei Düren, die von Weihnachten 1755 bis März 1756 anhielt, führte zu Beschädigungen an der Kirche. Am 25. März 1757 wurde daraufhin in St. Foillan die Erdbebenbruderschaft gegründet. Jedes Jahr findet auch heute noch eine Erdbebenprozession statt, die mit der Aufstellung einer Erdbebenkerze vor dem Gnadenbild im Dom endet.
Angesichts der komplexen Baustruktur wurde vor einigen Jahren eine baudynamische Beurteilung der Standsicherheit des Domes unter Berücksichtigung der anzunehmenden Erdbebenlast vorgenommen. Dazu wurde von allen Bauteilen und den vorgespannten Bauwerksankern ein komplexes Simulationsmodell (Finite-Elemente-Modell) erstellt. In der Auswertung konnte festgestellt werden, dass die Standsicherheit gemäß den in der DIN EN 1998-1 (früher DIN 4149) anzusetzenden Belastungen gewährleistet ist und insbesondere die Pirlet-Anker hinreichend hohe Tragreserven besitzen.
Zur Überwachung der Seismizität am Westrand der Niederrheinischen Bucht wurde am 15. November 2012 eine Erdbebenmessstation des Geologischen Dienstes Nordrhein-Westfalen im Bereich der Fundamente des Sechzehnecks in der Nähe des Zugangs zur Annakapelle eingerichtet.

## Ausstattung, in zeitlicher Reihenfolge
Der Aachener Dom beherbergt eine in ihrer Originalität und kunstgeschichtlichen wie liturgischen Bedeutung exemplarische Zusammenstellung mittelalterlicher Kunstgegenstände aus der karolingischen über die ottonische bis hin zur staufischen Epoche. Einzelne Ausstattungsgegenstände wurden im Laufe der Zeit ausgetauscht oder modernisiert, andere gingen insbesondere während der französischen Besetzung der Rheinlande und im Zweiten Weltkrieg verloren. Einige Ausstattungsgegenstände – insbesondere die Fenster – mussten in der Nachkriegszeit ersetzt werden.

### Wölfin oder Bärin

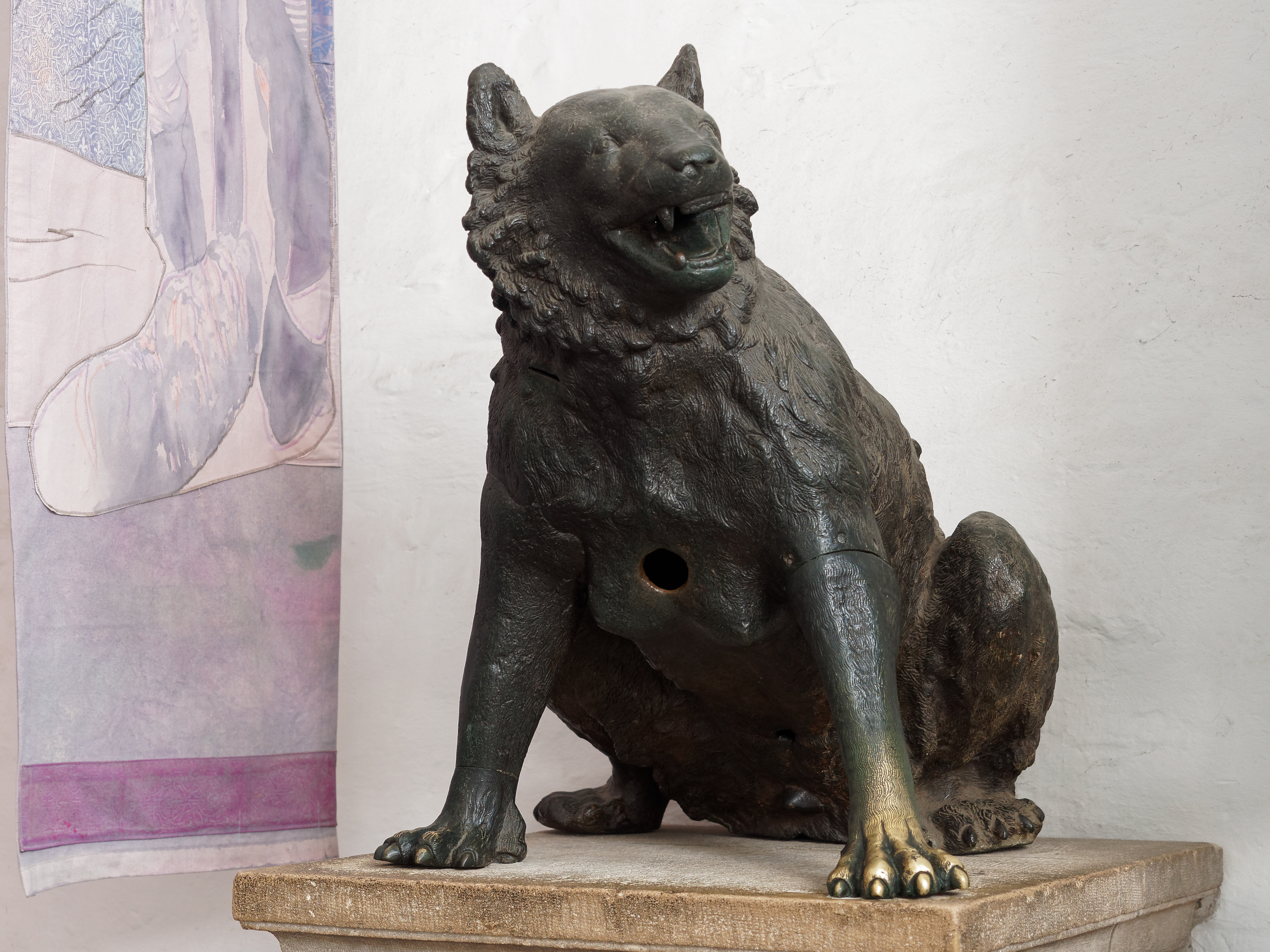
Bronzene Wölfin oder Bärin

In der Vorhalle findet sich heute die Plastik einer Wölfin oder nach anderer Auffassung einer Bärin, wahrscheinlich ursprünglich Teil einer Jagdszene.
Datierungen in die hellenistische Zeit, in das 3. Jahrhundert vor Christus, werden inzwischen aufgrund von Bleiisotopendaten ausgeschlossen. Auch Herstellungstechnik und Materialanalysen deuten auf die Herkunft aus einer römischen Werkstatt hin. Die Überführung nach Aachen könnte unter Karl dem Großen oder Ludwig dem Frommen erfolgt sein.
Der linke Vorderlauf und die rechte Tatze wurden nach einer Beschädigung wahrscheinlich im Zuge des Transports durch die französischen Revolutionstruppen nach Paris und 1815 zurück nach Aachen im Jahr 1820 ersetzt (wegen der damaligen Deutung als Wölfin in Form von Wolfspfoten). Der rechte Vorderlauf war zuvor schon einmal ausgewechselt worden. Die Skulptur ist 85 cm hoch, 75 cm breit, hat eine Tiefe von 95 cm, wiegt 124 kg und wurde im Wachsausschmelzverfahren aus Bleibronze hergestellt. Sie wird erstmals im Jahr 1414 in dem Bericht über die Krönung Sigismunds erwähnt. In der Brust ist ein kreisförmiges Loch, das zu der Annahme geführt hat, dass das Werk als Brunnenteil gedient hat.
Als Wölfin interpretiert brächte das Werk, das als Vorlage für die Löwenköpfe der Wolfstür gelten kann, erneut Karls Anspruch der Schaffung eines neuen Römischen Reiches äußerst greifbar zur Anschauung: Die unverkennbare Anleihe an die Sage von Romulus und Remus als mythischem Gründerpaar Roms würde die Kontinuität des karolingischen Imperiums zum alten Weltreich und die Legitimität seiner Neuerrichtung herausstellen. Der in der Kirche gekrönte Herrscher leistete beim Auszug an der Wölfin den Eid, von nun an für den Schutz des Volkes Sorge zu tragen.

### Antike Säulen
Im Hochmünster ließ, wie in einem Brief von Alkuin 798 berichtet wird, Karl der Große nichttragende, antike Säulen aufstellen. Die antiken Spolien wurden hauptsächlich aus Italien nach Aachen gebracht. Papst Hadrian I. erteilte Karl 786/87 die Erlaubnis, das antike Baumaterial aus Rom und Ravenna zu entnehmen. Bereits seit Anfang des 19. Jahrhunderts wurde diskutiert, ob ein Teil der antiken Säulen aus anderen Orten des Rheinlandes – unter anderem aus von St. Gereon in Köln – nach Aachen geschafft wurden. Die grauen Granitsäulen sollen unter Kaiserin Helena von Italien nach Köln geschafft worden sein. Neben den grauen Granitsäulen (Granito bigio) aus Ägypten wurden auch kostbare rote Porphyrsäulen (Porphyr imperial) aus Ägypten, Säulen aus Porfido verde antico aus Lakonien und hellgraue Marmorsäulen aus Carrara verbaut. Unter französischer Verwaltung wurden die antiken Säulen im Herbst 1794 bis zum Sommer 1795 herausgenommen und nach Paris transportiert. 1815 wurden lediglich 25 Säulen zurückgeführt, die zum Teil beschädigt waren. Die wertvollen roten Porphyrsäulen verblieben im Pariser Louvre. Acht der fehlenden Säulen wurden 1844 bis 1847 aus rötlichem Oderberger Granit, einem Riesenfindling aus Schweden, dem so genannten Großen Stein von Neuendorf (Barnim) ersetzt. Die fehlenden Marmorsäulen wurden durch Kohlenkalk-Säulen ersetzt.
Von den antiken Säulen-Kapitellen aus Carrara-Marmor sind heute noch 18 originale Werkstücke erhalten, von denen acht in Paris verblieben sind. Anfang des 20. Jahrhunderts wurden auch noch drei beschädigte Kapitelle im Aachener Suermondt-Museum aufbewahrt. Die originalen Säulenbasen aus Savonnières-Kalkstein (Jura-Oolith) waren bereits im 19. Jahrhundert zum Teil stark beschädigt. Drei karolingische Bronzebasen und drei korinthische Kapitelle konnte Dombaumeister Felix Kreusch 1968 im Depot des Louvre identifizieren. Sie sind heute als Dauerleihgabe im Lapidarium des Doms für die Öffentlichkeit zugänglich.

### Karolingische Bronzeausstattung
Zu der originalen Ausstattung der Marienkirche zählte eine Vielzahl von Großbronzen, die im Wachsausschmelzverfahren hergestellt wurden. Neben heute nicht mehr vorhandenen kleineren, vermutlich aber sicher vorhandenen Ausstattungsgegenständen wie Weihwasserkessel und Rauchfässern wurden in einer Metallgießwerkstatt im Aachener Pfalzhof (auf dem heutigen Katschhof) mindestens 16 (vermutlich 18) große Bronzegüsse – acht Emporengitter und acht (vermutlich zehn) Türflügel sowie eventuell auch Bronzebasen für die Aufstellung der antiken Säulen gegossen. Diese Arbeiten stellen das größte noch erhaltene Ensemble mittelalterlicher Großbronzegüsse dar.

#### Wolfstür

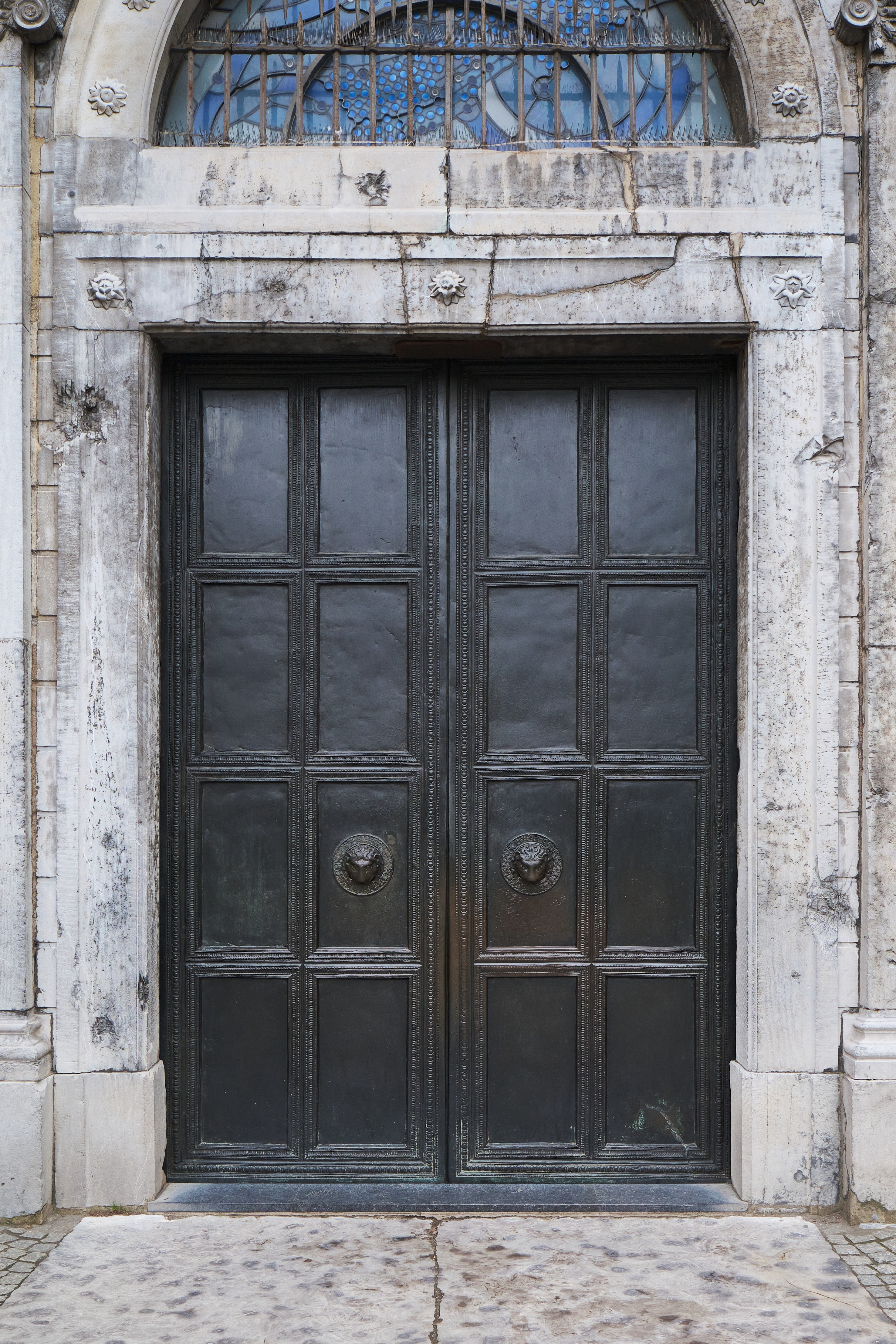
Wolfstür

Die in der Vorhalle angebrachten bronzenen Torflügel, die heute gemeinsam seit dem 14. Jahrhundert als sogenannte Wolfstür (vgl. hierzu die Aachener Dombausage) das Hauptportal der Domkirche bilden, wurden um 800 in Aachen gegossen. Das Bronzeportal ist 3,95 Meter hoch, 2,75 Meter breit und wiegt 43 Zentner. Bis zum Jahr 1788 befand sich das Portal zwischen Westwerk und Oktogon im Sechzehneck, wo sich heute ein modernes, jedoch in Anlehnung an diesen alten Standort in einer den karolingischen Bronzegittern ähnlichen Weise gestaltetes Portal aus mit schwarzem Stahl gefassten Glasscheiben befindet. Hierüber prangt auf dem Türsturz in goldenen Lettern die alte Inschrift: SANCTISSIMUM TEMPLUM VIRGINIS MARIAE DEVOTE MEMENTO INGREDI („Gedenke, dass du Mariens Heiligtum in Ehrfurcht betrittst“). 1924 wurde das Portal restauriert. Jeder der Flügel ist in acht Rechtecke eingeteilt – eine Zahl, die im Christentum als Hinweis auf den Sonntag, den Tag der Auferstehung Jesu Christi, und damit – ähnlich der Zwölf – auf die Vollkommenheit eine religiös-symbolische Bedeutung hat und sich immer wieder in den Maßen der Pfalzkapelle finden lässt. Diese tiefliegenden Felder werden von Zierleisten umrahmt, die mit Perl- und Eierstab sowie Zungenfries-Ornamenten dekoriert wurden.
Die Türzieher in Gestalt von Löwenköpfen sind umkränzt von 24, sprich zweimal zwölf oder dreimal acht Akanthus-Blättern – erneut ein in der Tiefe theologisch zu verstehendes Zahlenspiel. Die schlichte Schönheit in der Gestaltung der Wolfstür nach dem Vorbild antiker römischer Tempelportale deutet bereits den Anspruch Karls des Großen an, in Aachen eine Roma secunda, ein neues Rom, mit der Pfalzkapelle als dessen unverwechselbarem Repräsentationsbau entstehen zu lassen.

#### Übrige karolingische Bronzetüren
Neben der Wolfstür gehörten zur karolingischen Ausstattung (vermutlich) vier weitere Bronzetüren, die 2,40 Meter hoch und 1,40 Meter breit waren. Die Flügel der Türen waren in drei Felder unterteilt, die durch Perlstab- und Blattfries-Verzierungen umrandet wurden. Die mit Löwenkopf-Türziehern ausgestatteten Bronzetüren waren zwischen den nördlichen und südlichen Annexbauten und dem Oktogon eingebaut. Nach dem Abriss der karolingischen Annexbauten wurden sie in die gotischen Nachfolgebauten integriert. Heute existieren noch zwei der kleineren Bronzetüren. Sie sind heute am Eingang vom Oktogon zur Hubertuskapelle und zur Annakapelle zu finden.

#### Karolingische Bronzegitter

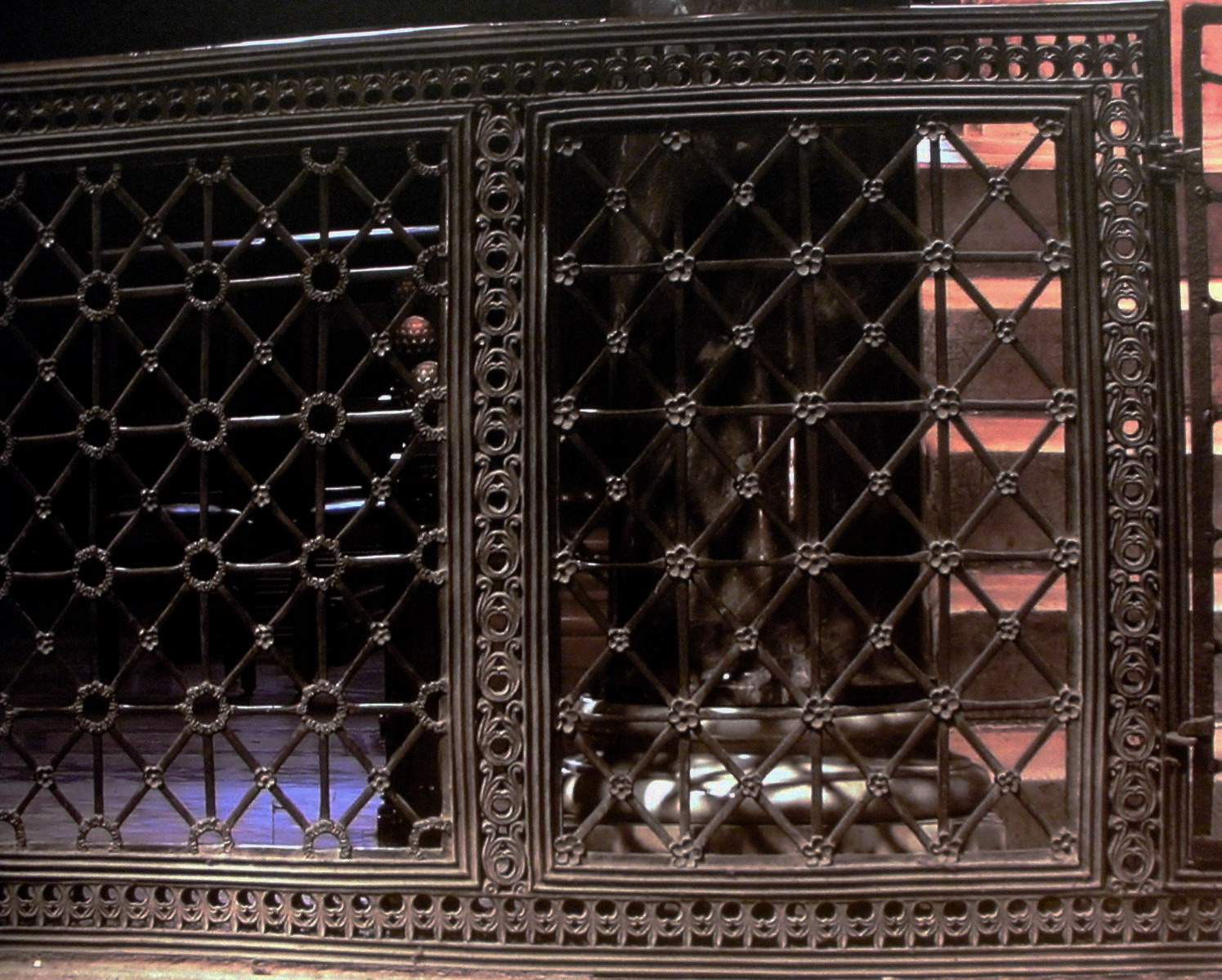
Ostgitter (Detail)

Im Hochmünster werden die Galerieöffnungen gegen den Innenraum durch acht karolingische Brüstungsgitter aus Bronze abgegrenzt. Bei Ausgrabungen im Jahr 1911 wurden Gussformen im ehemaligen Pfalzhof gefunden, die ein karolingisches Alter bestätigten. Archäometallurgische Untersuchungen konnten nachweisen, dass die Bronzegitter und die Bronzetüren in einer Werkstatt am Aachener Hof gefertigt wurden. Die Bronzegitter waren ursprünglich vergoldet und wurden gegenüberliegend paarweise angeordnet. Die originale Aufstellung der Gitter ist unbekannt. In der Zeit der französischen Herrschaft wurden die Gitter demontiert, aber nicht aus Aachen abtransportiert. Alle Gitter lassen sich in eine Rahmung und mehrere rechteckige Innenfelder gliedern, die über geometrisch angeordnete Innenfeldaufteilung verfügen. Zwei der Gitter – das heutige West- und Ostgitter – wurden im Hohlgussverfahren hergestellt. Das Westgitter (1,24 Meter hoch; 4,27 Meter breit) teilt sich in fünf Felder, wobei das mittlere Feld, das sich direkt vor dem Königsthron befindet, als „Türfeld“ ausgeführt wurde. Die Funktion dieser Tür ist in der Literatur umstritten. Das gegenüberliegende, gleich große Ostgitter wird durch drei Felder aufgebaut, die durch eine gröbere Innenfeldgliederung gekennzeichnet sind. Die anderen sechs Gitter wurden etwas weniger aufwendig mittels À-jour-Technik hergestellt. Die 1,20 Meter bis 1,24 Meter hohen und 4,23 Meter bis 4,30 Meter breiten Gitter sind durch vier gerahmte Felder gegliedert. Aus Vergleichen der Ornamentik der Rahmung und Innenfeldgliederung mit Elfenbein- und Buchmalereiarbeiten der Hofschule konnte die Herstellungszeit der Bronzegitter auf die frühen 790er Jahre datiert werden.

### Königsthron

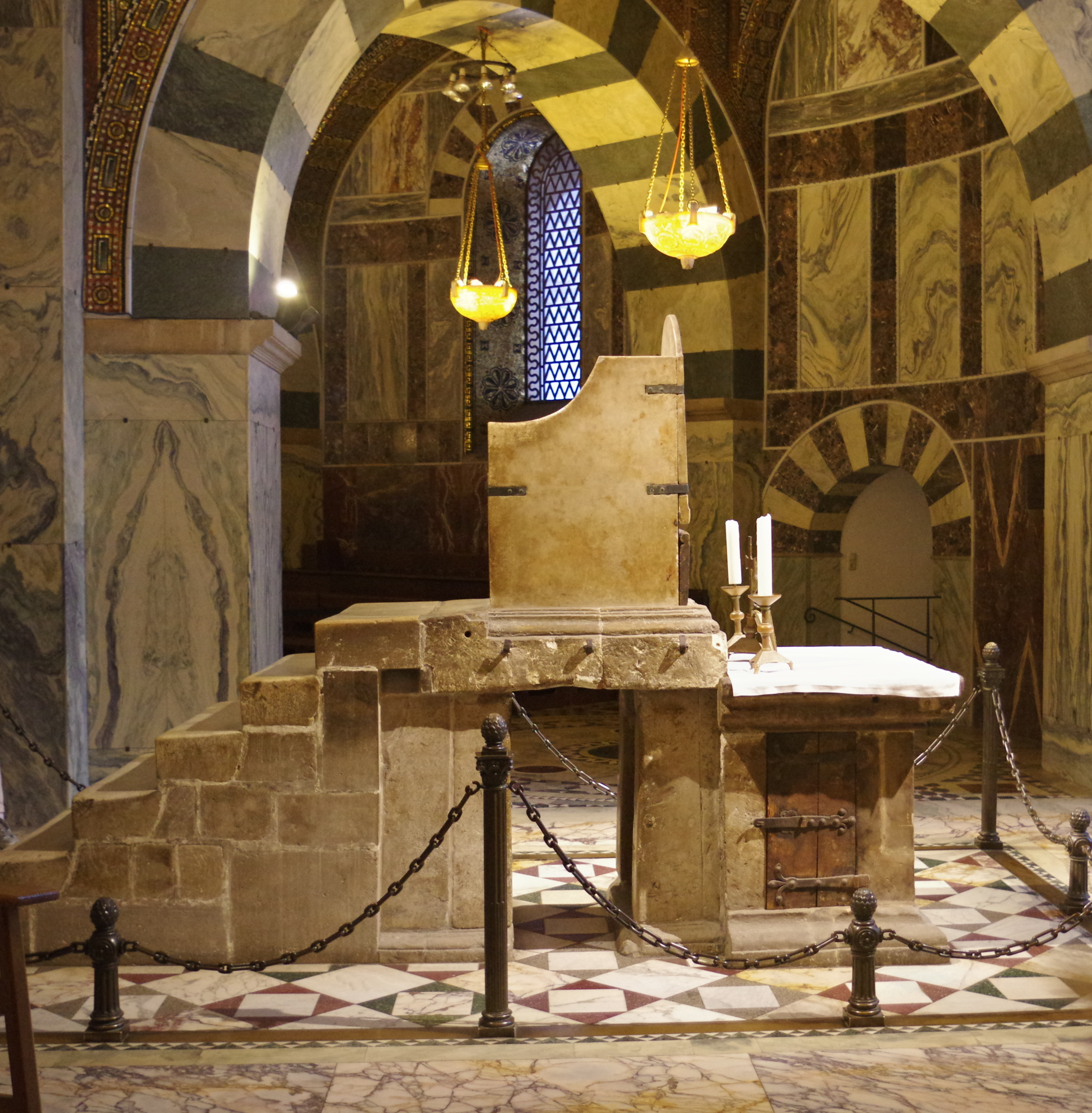
Karlsthron

Im westlichen Galeriejoch, im Obergeschoss gegenüber dem Chor, steht der Aachener Königsthron, der in den vergangenen Jahrzehnten Gegenstand neuerer Untersuchungen war. Der ursprünglich auf kostbaren roten und grünen Porphyrplatten aufgesetzte karolingische Thron ist ein schlichter Marmorsessel, der vermutlich aus Spolien der Grabeskirche in Jerusalem besteht.
Die genaue Funktion des Thrones in karolingischer Zeit ist noch weitgehend unbekannt. Es ist wahrscheinlich, dass auf der Rückseite des Throns der Raum zur Aufnahme von Reliquien, wie etwa der verschollenen Kreuzreliquie oder der Stephansbursa, diente und eine Reliquie mit einem Reliquiar vereinte.
Das Aussehen und der Standort des Thrones wurden im Laufe der Jahrhunderte nicht verändert. Zwischen 936 und 1531 haben 30 deutsche Könige nach ihrer Salbung und Krönung am Hauptaltar diesen Thron bestiegen.

### Pinienzapfen

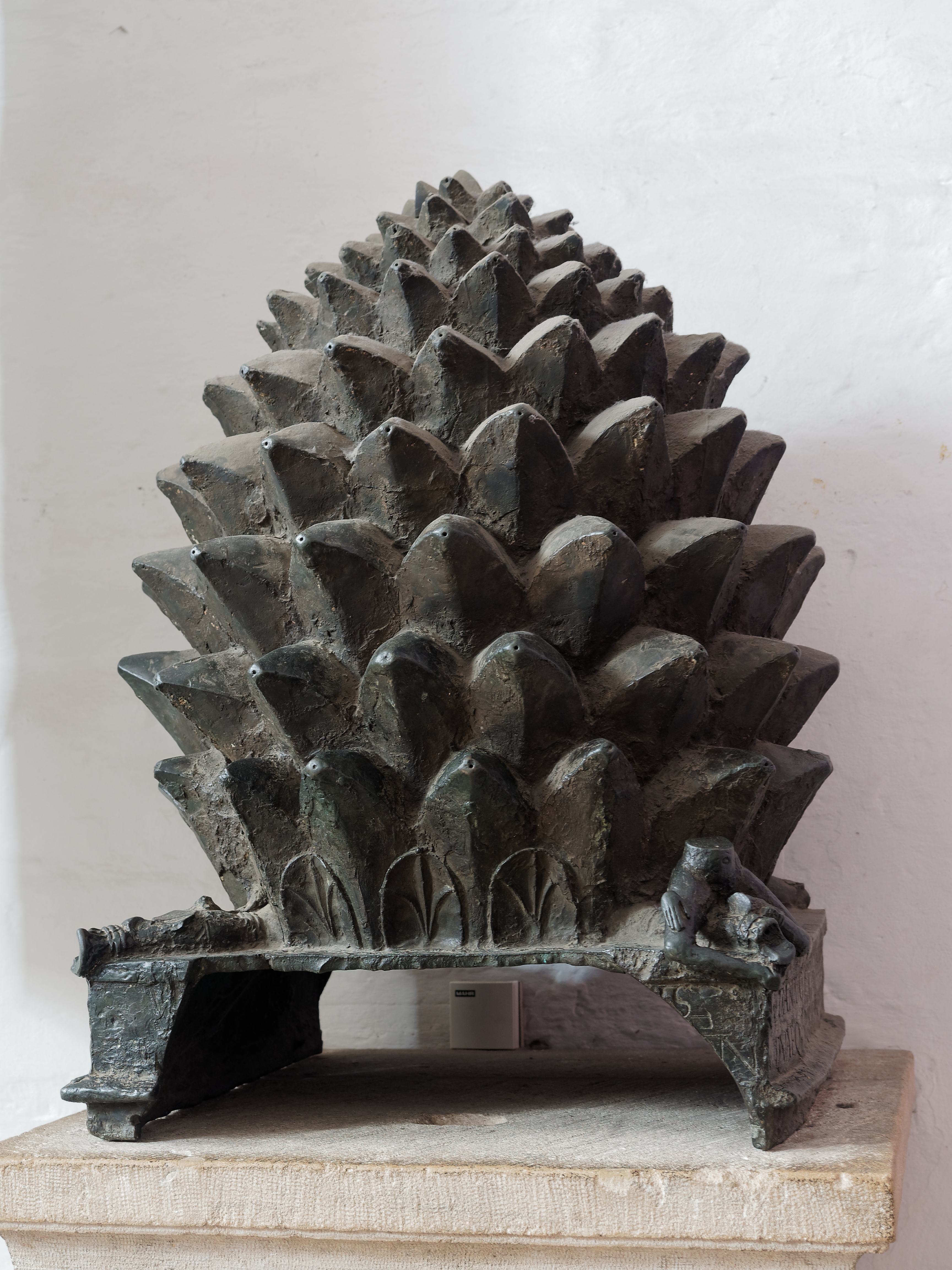
Bronzener Pinienzapfen

Gegenüber der Wölfin in der Vorhalle ist ein ebenfalls aus Bronze bestehender, samt Sockel 91 cm hoher, 68 cm breiter, mit 129 hohlen, durchbohrten Schuppen versehener Pinienzapfen aufgestellt. Seine Datierung ist umstritten und reicht vom 3. bis ins 10. Jahrhundert. Sein eindeutig ottonischer quadratischer Sockel mit einer Seitenlänge von 59,5 cm ist neben vier noch in Teilen vorhandenen Wasserträger-Plastiken mit einer in leoninischem Hexameter verfassten Inschrift versehen, welche auf die Paradiesflüsse Euphrat und Tigris Bezug nimmt. Eine dritte Seite zeigt eine Inschrift, die Bezug nimmt auf einen Abt namens Udalrich. Möglicherweise war der Pinienzapfen ursprünglich als Wasserspeier eines Springbrunnens in karolingischer Zeit in dem Westwerk vorgelagerten Atrium der Pfalzkapelle aufgestellt. Eine bewusst gewählte Reminiszenz an den im Atrium der alten Petersbasilika in Rom aufgestellten Springbrunnen, der von einem fast vier Meter hohen bronzenen Pinienzapfen bekrönt wurde, ist anzunehmen. Die Pinie mit ihren vielen Zapfen und den darin enthaltenen unzähligen Samen stand in der Antike als Fruchtbarkeitssymbol für Gesundheit, Stärke und Leben – in christlicher Tradition für den Lebensbaum. Damit wäre die Aussage eine politische und kirchenpolitische: Das Reich, in dem Karl mit dem Segen der Kirche regierte, sollte grenzenlose Fruchtbarkeit mit sich bringen. Diese Spolie könnte auch aus einem römischen Grab stammen, wie wir es vom Eigelstein in Köln kennen. Die Pinie steht hier für ewiges Leben. Der Dombausage zufolge symbolisiert der Pinienzapfen die der Wölfin geraubte Seele. Der in der Kirche gekrönte Herrscher leistete beim Auszug am Pinienzapfen den Eid, von nun an für die Wohlfahrt des Volkes Sorge zu tragen.

### Ambo Heinrichs II.

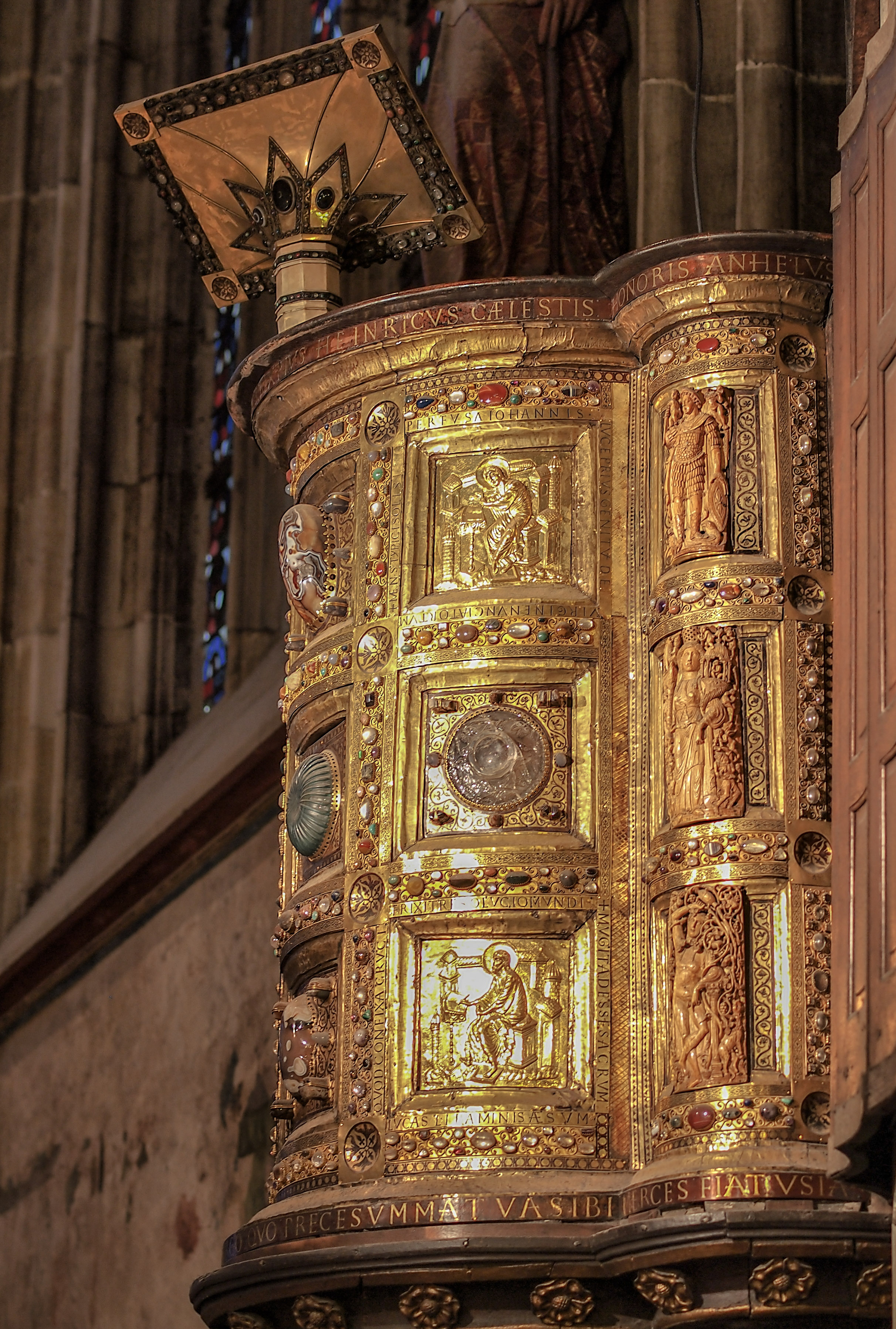
Ambo Heinrichs II.

Zwischen den Jahren 1002 und 1014 ließ Heinrich II. im östlichen Umgang einen Ambo errichten, der zu den prunkvollsten Kunstschätzen der Ottonischen Kunst gehört. Die Inschriften am oberen und unteren Rand weisen eindeutig auf eine Stiftung durch Heinrich II. hin, der als REX PIUS HEINRICUS tituliert wird. Die Kanzel besteht aus einem Eichenholzgrund und ist über und über mit Filigranarbeiten, Edelsteinen, mit mehreren kostbaren Gefäßen aus der Antike, achatenen Schachfiguren und vier getriebenen Kupferreliefs mit Evangelistendarstellungen sowie sechs Elfenbeinreliefs des sechsten nachchristlichen Jahrhunderts geschmückt. Nach Vollendung der Chorhalle im Jahre 1414 wurde der Ambo aus dem Oktogon an die heutige Stelle, die Südseite des ersten Chorjoches versetzt. Der hölzerne Treppenaufgang entstand 1782. In den Jahren 1816/17 und 1926 bis 1937 wurde der Ambo umfassend restauriert. Zu hohen Feierlichkeiten ist er bis zum heutigen Tage in liturgischem Gebrauch.

### Altäre
Anhand von historischen Aufzeichnungen sind in der Kirche über 50 Altäre nachgewiesen, von denen fast alle wieder abgerissen wurden bzw. verloren gegangen sind. Vielfach kann aufgrund des Fehlens von Aufzeichnungen nicht mehr lückenlos nachvollzogen werden, an welchen Orten die Altäre aufgestellt waren. Der nach dem II. Vatikanischen Konzil wieder in das Ostjoch des Sechzehneck versetzte Marienaltar ist heute der Hauptaltar der Kirche. Der Nikasiusaltar wie auch die anderen Altäre der Kapellen werden heute nur noch selten an hohen kirchlichen Feiertagen genutzt. Die anderen Altäre sind mangels finanzieller Ausstattung (meist schon im 16. und 17. Jahrhundert), infolge von Umbauten und politischen Veränderungen sowie liturgischer Neuordnungen, versetzt, abgebaut und die Stiftungen mit anderen Altären vereinigt worden.

#### Altäre des Zentralbaus

##### Marienaltar

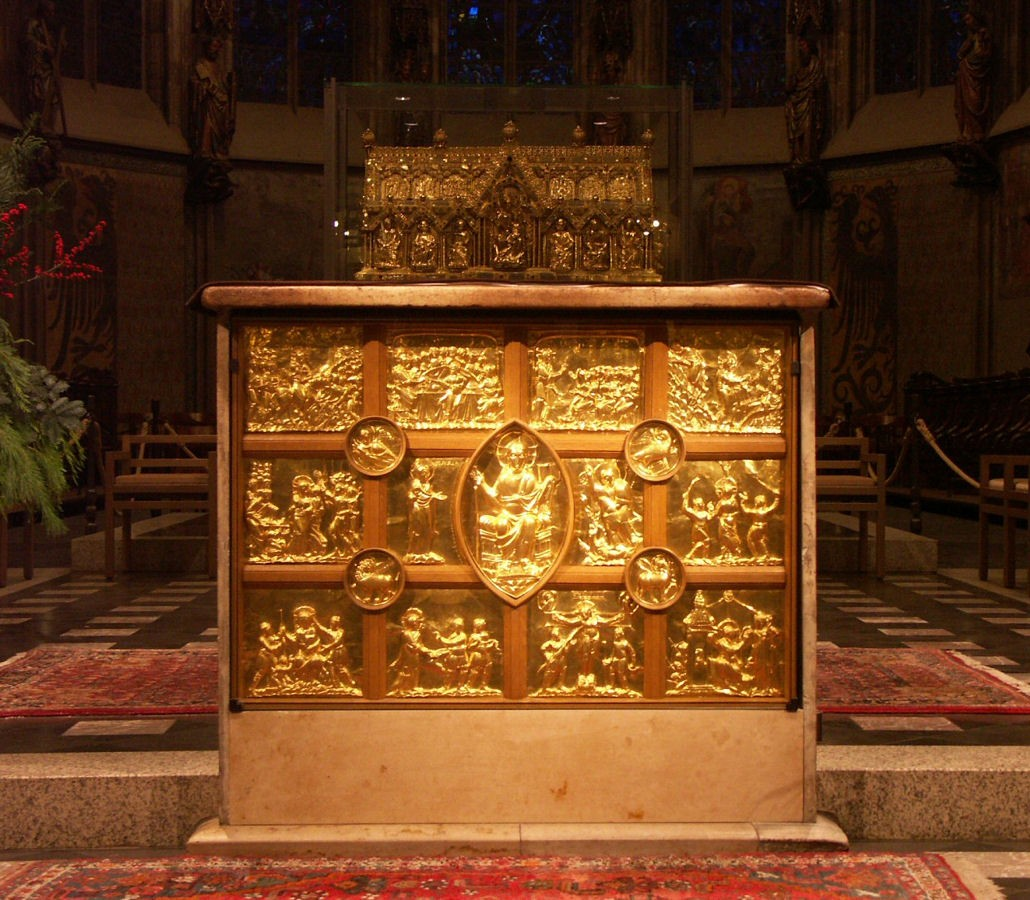
Hauptaltar mit Pala d′oro

Im östlichen Joch des Umgangs steht – heute wieder – der zur Zeit Karls des Großen aus Marmorplatten gefertigte Hauptaltar, der wie auch die Kirche als Ganzes der Gottesmutter Maria gewidmet ist. Es wird angenommen, dass sich an derselben Stelle bereits der Altar der pippinischen Vorgängerkapelle befand. Zu karolingischer Zeit stand der 1,20 Meter hohe Kastenaltar im Ostbau außerhalb des Sechzehnecks. Ungewöhnlich für die Zeit ist die kupferbeschlagene hölzerne Mensa des Altars, die als Verweis auf die Lateranbasilika in Rom angesehen wird. Karls Enkel, Karl der Kahle, übernahm das Bauprinzip des Altars beim Bau der Stiftskirche in Compiègne. Nachdem Otto III. 14 Aachener Kanoniker zu Kardinalpriestern und Kardinaldiakonen ernannt hatte, blieb der Marienaltar bis zum Ende des Ancien Régimes ihnen sowie dem Bischof von Lüttich und dem Erzbischof von Köln vorbehalten, um dort die Heilige Messe zu feiern. Am 6. Juni 1786 wurde beschlossen, den Marienaltar mit dem gotischen Gehäuse aus dem 15. Jahrhundert abzureißen und durch einen barocken Marmoraltar des Dinanter Künstler Dumont zu ersetzen. Auf Anweisung von Bischof Berdolet wurde der Marienaltar 1803 nach Abriss des Petrusaltars in das Chorpolygon versetzt und 1805 als heute so bezeichneter Berdoletaltar umgearbeitet. Die Mensa wurde aus schwarzem Kalkstein aus Dinant gefertigt, auf der ein Tabernakel aus Marmor stand. Die Tür des Tabernakels wurde durch ein silbernes Relief mit Abendmahlszenen aus dem Jahre 1712 verziert. Bekrönt wurde der Altar durch einen hölzernen Baldachin, der von Säulen getragen wurde. Neben dem Aachener Gnadenbild wurde der Altar mit zwei stehenden Engeln ausgeschmückt. Eingerahmt wurde der Altar durch eine mit schwebenden Engeln geschmückte Balustrade. Geweiht wurde der Altar am 20. November 1803.
Der barocke Altar wurde 1875 abgebaut und in die Kirche St. Johann nach Burtscheid versetzt. Der Marienaltar wurde durch einen Ziboriumaltar im Chorpolygon ersetzt. Der neogotische Baldachin über dem Altar wurde von vier antiken Säulen aus grünem Porphyr und Granit getragen, die ursprünglich zur Ausstattung des Oktogons zählten und nach der Rückkehr aus Frankreich nicht mehr in das Säulengitter im Zentralbau eingebaut werden konnten. Die um 1000 von Otto III. gestiftete Pala d’oro diente als Altaraufsatz. An den Ecken des Baldachins wurden vier Standfiguren der vier Evangelisten aufgestellt, der Wimperg enthielt ein Relief der Verkündigung Mariae.
Im Zweiten Weltkrieg wurde der Altar bei einem Bombenangriff zerstört und nicht wieder in der neugotischen Form aufgebaut. Die Säulen und das Verkündigungsrelief konnten jedoch beschädigt geborgen werden. Als Ersatz wurde an dieser Stelle unmittelbar nach dem Krieg vor dem Karlsschrein ein provisorischer Chordienstaltar aufgebaut. Der Hauptaltar aus den Marmorplatten des karolingischen Marienaltars wurde in die Mitte des Chores platziert. Auf den Wiederaufbau des Baldachins und der Altaraufsätze wurde verzichtet. Der Altar erhielt als Antependium die in einem schlichten Rahmen gefasste Pala d’oro. Leuchter und Kruzifixe wurden nicht auf dem Altar, sondern ebenerdig auf dem Suppedaneum platziert.

###### Pala d’oro
Eine goldene Altartafel, die um 1020 vermutlich in Fulda entstandene Pala d’oro, bildet heute das Antependium des Hauptaltars. Sie besteht aus 17 Einzeltafeln mit Reliefs aus getriebenem Goldblech. In der Mitte thront Christus als Erlöser in der Mandorla, begleitet von Maria und dem Erzengel Michael. Vier Rundmedaillons mit den Evangelistensymbolen bilden die Verbindung zu den zwölf Relieftafeln mit Darstellungen aus der Leidensgeschichte Jesu Christi. Sie beginnt mit dem Einzug in Jerusalem und endet mit der Begegnung der Frauen mit dem Auferstandenen vor dem leeren Grab am Ostermorgen; die Darstellungen werden wie in einem Buch von links nach rechts gelesen. Stilistisch ist die Pala d’oro nicht einheitlich gearbeitet. Die ersten fünf Reliefs stammen vermutlich von einem im Rheinland geschulten Goldschmied und zeichnen sich durch eine auffallende Erzählfreudigkeit aus. Vermutlich gehen sie auf eine Stiftung Kaiser Ottos III. zurück. Die übrigen, gemeinsam mit der Mittelgruppe von Christus, Maria und Michael, lehnen sich an byzantinische und spätkarolingische Vorbilder an und wurden erst unter Ottos Nachfolger, Kaiser Heinrich II., der zugleich den Ambo Heinrichs II. stiftete, hinzugefügt. Wahrscheinlich bildete die goldene Altartafel im späten 15. Jahrhundert zusammen mit den zwölf Apostelreliefs des Aachener Domschatzes sowie Altartafeln mit Szenen des Marienlebens eine große Altaranlage, die erst 1794, als die französischen Revolutionstruppen sich Aachen näherten, abgebaut wurde. Die Pala d’oro scheint gleichsam die Vorgängerin für die vielen mittelalterlichen und spätmittelalterlichen, in Schnitzkunst oder Malereien gestalteten Altäre zu sein, die dazu bestimmt waren, den des Lesens und Schreibens unkundigen Gläubigen die Heilsgeschichte bildhaft zu vermitteln.

##### Petrusaltar
Ein Petrus gewidmeter Altar war bereits Bestandteil der karolingischen Marienkirche. Dieser Altar war im Sanktuarium, im Ostjoch des Sechzehnecks, 7 Meter westlich des Marienaltars, aufgestellt. Der Aufstellungsort wechselte im Lauf der Geschichte mehrfach. Nach der Errichtung der gotischen Chorhalle wurde er im Chorpolygon aufgesetzt. Im Jahr 1789 wurde hier ein Marmoraltar aufgestellt, den der Dinanter Künstler Dumont ausgeführt hat. Das Material des Altars harmonierte mit dem Wechsel aus blauschwarzem Blaustein und weißem Carrara-Marmor mit den schwarz-weißen Marmorfußböden der barock umgestalteten Chorhalle. Das Tabernakel war von einem Kuppelbaldachin bekrönt, der von sechs korinthischen Säulen aus weißem Carrara-Kalkstein gehalten wurde. Der Petrusaltar wurde auf Geheiß von Bischof Berdolet 1803 in die Sakristei versetzt und durch den umgestalteten Marienaltar ersetzt.
Nach dem Zweiten Weltkrieg wurde der Petrusaltar, der die Funktion des Chordienstaltars in der Chorhalle besaß, nach dem II. Vatikanischen Konzil Anfang der 1970er Jahre entfernt.
Im 2013 entschloss man sich in der Chorhalle wieder einen Altar aufzusetzen und dazu einen künstlerischen Wettbewerb auszurichten. Den künstlerischen Wettbewerb gewann der Aachener Architekt Ulrich Hahn, der einen schlichten Altar aus römischem Travertin mit einer Grundfläche von drei mal drei Karolingischen Fuß vor den Karlsschrein platzierte. Der Petrusaltar wurde zur 600-Jahr-Feier der Errichtung des Chorhalle im März 2014 aufgesetzt. Während der Heiligtumsfahrt 2014 wurden das Aachener Gnadenbild und die Kleinen Aachener Heiligtümer auf diesem Altar aufgestellt.

##### Dreifaltigkeitsaltar; Allerheiligenaltar
Nach schriftlichen Überlieferungen wurde der Dreifaltigkeitsaltar ab dem 11. Jahrhundert in der Mitte des Oktogons platziert. Ob der Dreifaltigkeitsaltar auch schon zur Ausstattung der karolingischen Kirche gehörte, wird in der jüngeren Forschung kontrovers diskutiert.

##### Nikasiusaltar

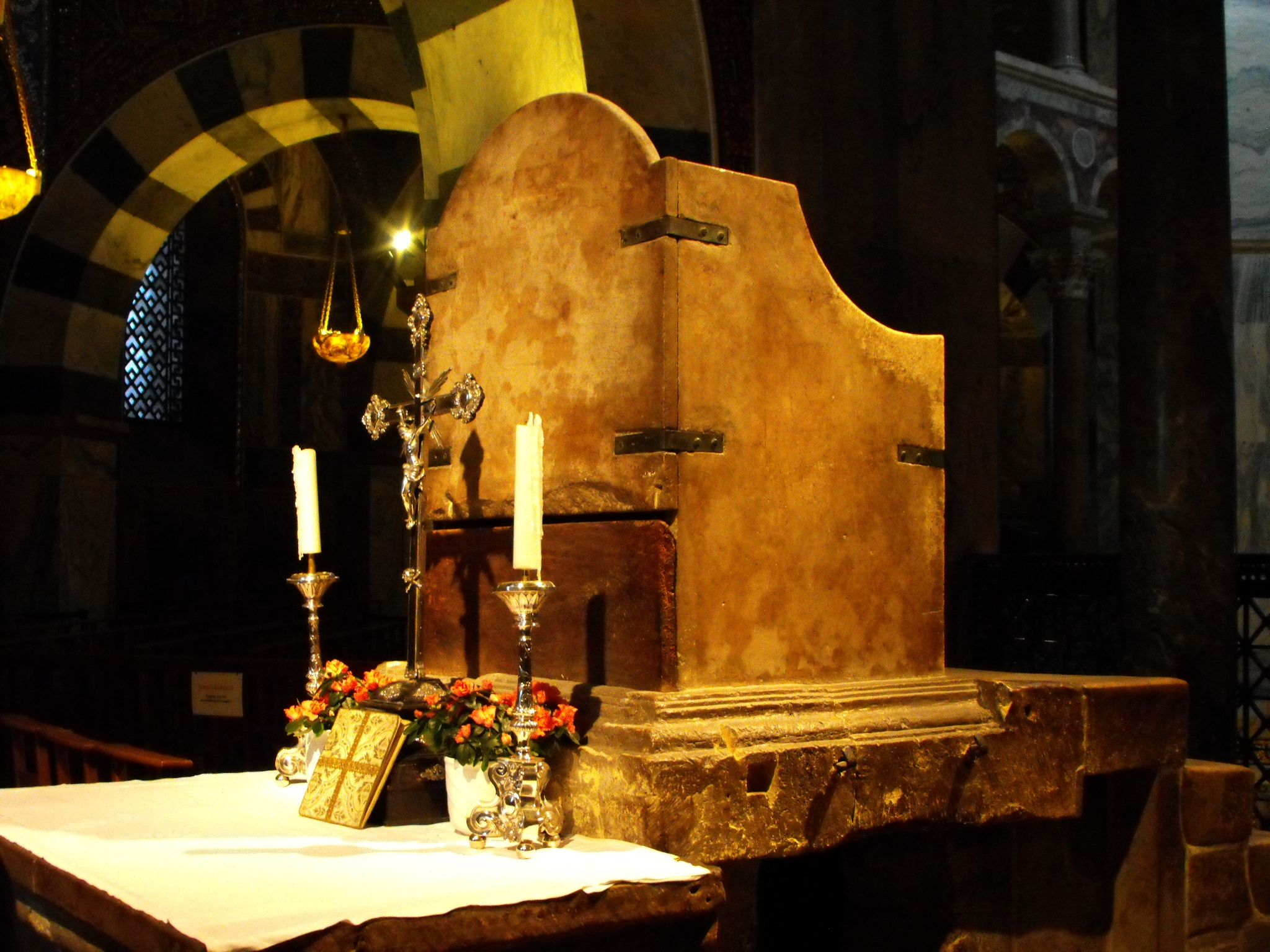
Nikasiusaltar auf der Rückseite des Throns

Der kleine Nikasiusaltar an der Rückseite des Königsthrons wurde am 11. September 1305 geweiht. Der 1,05 Meter hohe Altar ist mit einer 1,41 Meter langen und 0,85 Meter breiten Mensaplatte bedeckt, die von vier Pfosten getragen wird. Auf der Westseite sind die Pfosten durch eine tiefliegende Marmorplatte verbunden. Die Seiten sind mit zwei kleinen Holztüren verschlossen, wobei die nördliche Tür im 19. Jahrhundert ersetzt wurde. Bis in das 19. Jahrhundert schmückte ein Altarbild in Form eines Triptychons aus dem 15. Jahrhundert – der sogenannte Falkensteinaltar – den Nikasiusaltar.

#### Altäre der Seitenkapellen

##### Annaaltar
Der Annaaltar wurde 1449 geweiht. Die einfache Mensa wurde im 19. Jahrhundert mit einem farbigen Holzschnitzwerk vertäfelt. Auf der Mensa wurde ein figurenreicher Klappaltar aus dem 15. Jahrhundert aufgestellt. Im Mittelteil des 1,42 Meter hohen Altaraufsatzes ist die Messe von Bolzano mit vier Kirchenvätern dargestellt. Die Ecken des Mittelteils nehmen Maria mit dem Kinde, Anna selbdritt, Kosmas sowie Damianus ein. In den Flügeln des Altars sind jeweils sechs Apostel mit ihren Attributen darstellt. Zeitlich später wurde der mit einer Inschrift versehene Sockel zugefügt, auch die farbige Gestaltung wurde nachträglich ausgeführt. Der Altaraufsatz befindet sich heute in der Domschatzkammer.

##### Stephansaltar

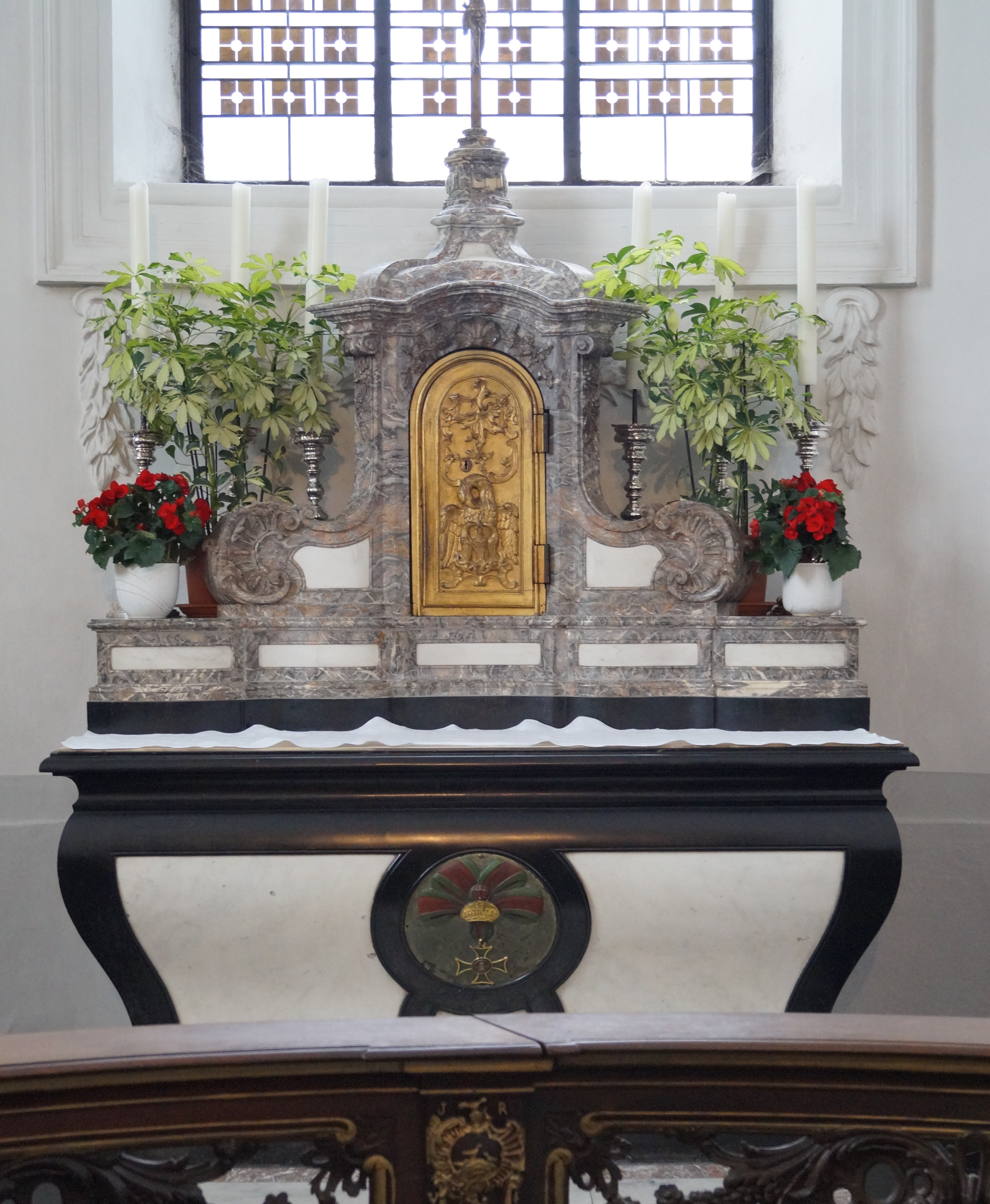
Stephansaltar in der Ungarnkapelle

Der Stephansaltar wurde am 15. September 1767 in der Ungarnkapelle zu Ehren des Königs Stephan I. geweiht. Auf einem barocken, geschweiften Stipes, der mit dem Orden des hl. Stephans verziert ist, erhebt sich ein kleiner Altaraufsatz aus strukturiertem, hellem Marmor mit verzierten Seitenvoluten. Das Tabernakel wird von einer vergoldeten Tür mit einem Pelikanmotiv verschlossen. Der fütternde Pelikan wird hier als des Symbol des Opfertodes Christi dargestellt.
Der Altar wurde ursprünglich für die barocke Ungarnkapelle errichtet. Nachdem die Ungarnkapelle Anfang des 20. Jahrhunderts als Schatzkammer genutzt worden war, wurde der Altar in die Taufkapelle versetzt. Nach dem Zweiten Weltkrieg wurde er wieder in der Ungarnkapelle aufgestellt. In den 1990er Jahren wurde er umfassend restauriert, fehlende Teile ergänzt und ein tragfähiges Fundament eingebaut.

### Barbarossaleuchter

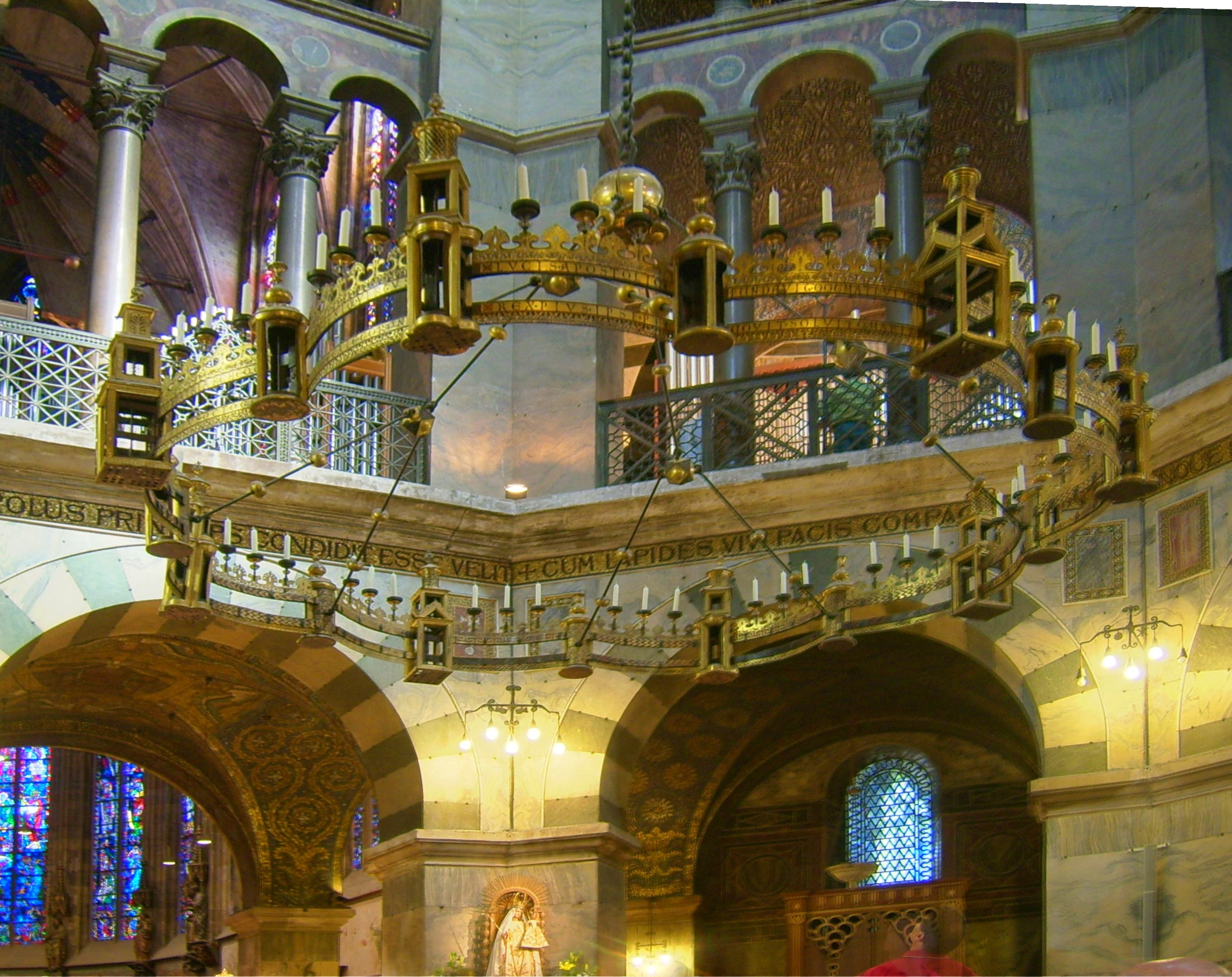
Barbarossaleuchter

Der Barbarossaleuchter, ein Radleuchter von 4,16 Metern Durchmesser, hängt etwa vier Meter über dem Boden von der Kuppel des Oktogons herab. Die Form orientiert sich an der Geometrie des Bauwerkes und weicht damit von den im Mittelalter üblichen, auf der Zahl zwölf basierenden Radleuchtern ab. Das Kunstwerk, welches mit seinem Kranz und den acht großen und acht kleinen turmartigen Laternen die Stadtmauer des Himmlischen Jerusalems symbolisiert, ist eine Stiftung Kaiser Friedrichs I. und seiner Frau Beatrix von Burgund. Datiert wurde der Leuchter auf die Zeitspanne um 1165 bis 1170. Neben dem Ambo Heinrichs II. ist der Barbarossaleuchter der einzige mittelalterliche Ausstattungsgegenstand im Dom, der über eine datierbare Inschrift eine kaiserliche Stiftung bezeugt. Der eiserne Leuchter mit den feuervergoldeten Kupfertürmen wird von einem Tragegestänge und einer 26 Meter langen und 350 Kilogramm schweren Kette gehalten. Das Leuchtergerüst ist durch ein zweireihiges Inschriftenband verziert, in dem die Vision des Heiligen Johannes vom Heiligen Jerusalem und die Stifter verewigt sind. Im Jahr 1902 wurde der Leuchter elektrifiziert und dadurch geringfügig verändert. Nach dem Zweiten Weltkrieg wurde die Elektrifizierung wieder zurückgebaut und der Leuchter mit Wachskerzen bestückt. Ende der 1980er Jahre befand sich der Barbarossaleuchter in einem bedenklichen Zustand, so dass eine umfangreiche, achtjährige Sanierung erforderlich wurde. Die 875.000 DM teure Restaurierung wurde im Oktober 1998 abgeschlossen. Die 48 Kerzen des Leuchters werden heute zu den Hochfesten und anderen besonderen Feierlichkeiten, unter anderem zum Karlsfest und den Heiligtumsfahrten angezündet.

### Karlsschrein

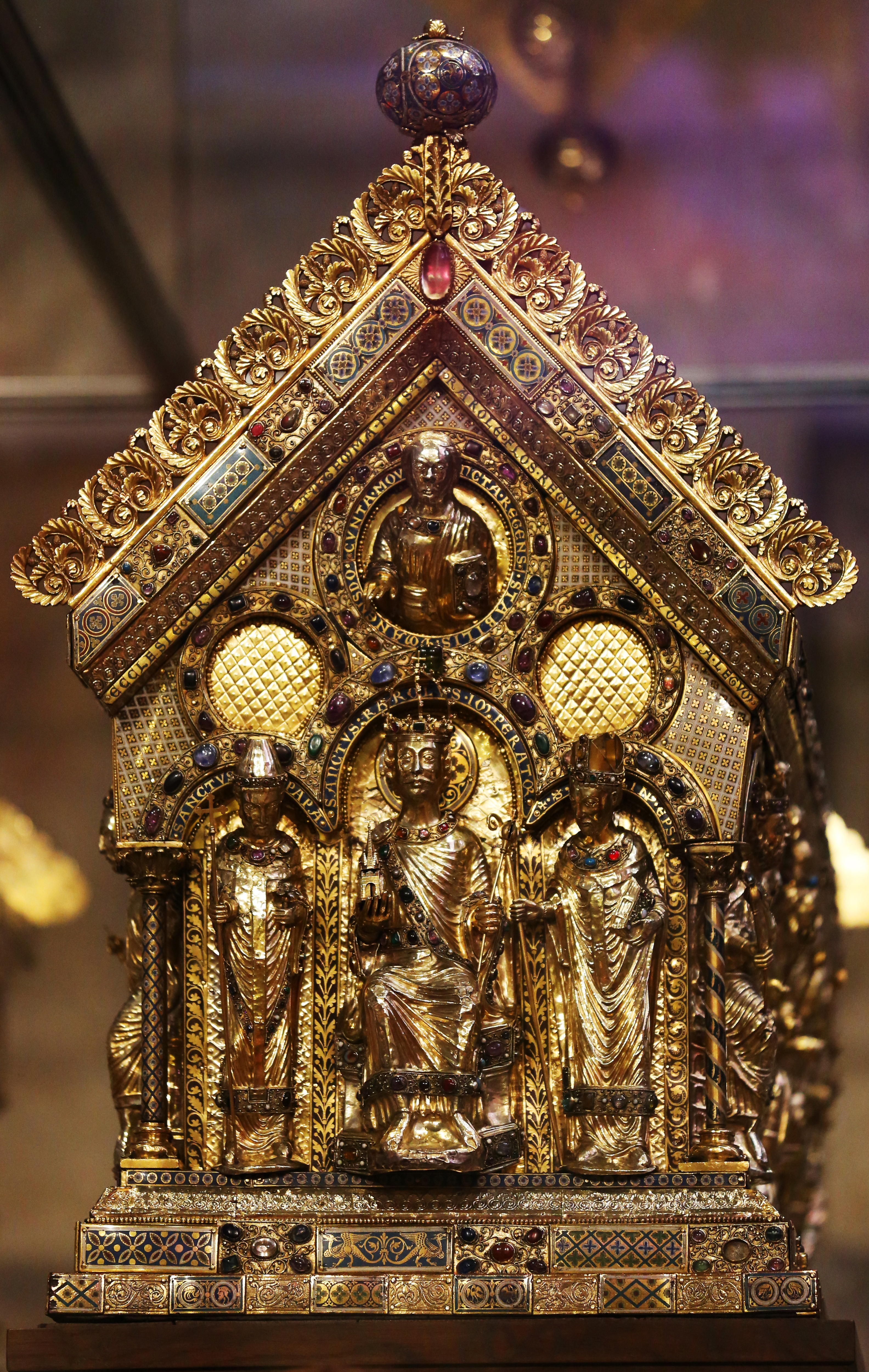
Karlsschrein

Der in Form einer einschiffigen Basilika gefertigte Karlsschrein wurde von König Friedrich II. in Auftrag gegeben und im Jahre 1215 von Aachener Goldschmieden fertiggestellt, nachdem Friedrich I., Großvater von Friedrich II., im Jahre 1165, dem Jahr der Heiligsprechung Karls des Großen, dessen Gebeine aus seinem Grab in der Aachener Pfalzkapelle zur feierlichen Verehrung erhoben hatte. Friedrich II. vollzog persönlich die Überführung der Gebeine und das Schließen des Schreins am 27. Juli 1215, dem ersten Jahrestag der Schlacht von Bouvines, welche die Entscheidung im deutschen Thronstreit brachte. Zwei Tage zuvor war er erneut und endgültig in Aachen zum römisch-deutschen König gekrönt worden. Der in Reliefarbeit gestaltete Figurenschmuck zeigt an der Stirnseite des Schreins Christus, Karl den Großen, Papst Leo III., Erzbischof Turpin von Reims und auf der rückwärtigen Stirnseite die Patronin des Aachener Marienstiftes, die Gottesmutter mit dem Jesuskind, sowie an den Längsseiten anstelle von üblicherweise zu erwartenden Apostel- und Heiligendarstellungen je acht Könige des Heiligen Römischen Reiches als Nachfahren Karls des Großen, von seinem Sohn Ludwig dem Frommen angefangen bis hin zu Friedrich II. Damit wird der imperiale Herrschaftsanspruch des staufischen Kaisertums auf eindrucksvolle Weise zum Ausdruck gebracht. Der Karlsschrein stellt ein Meisterwerk der maasländischen Goldschmiedekunst dar.

### Marienschrein

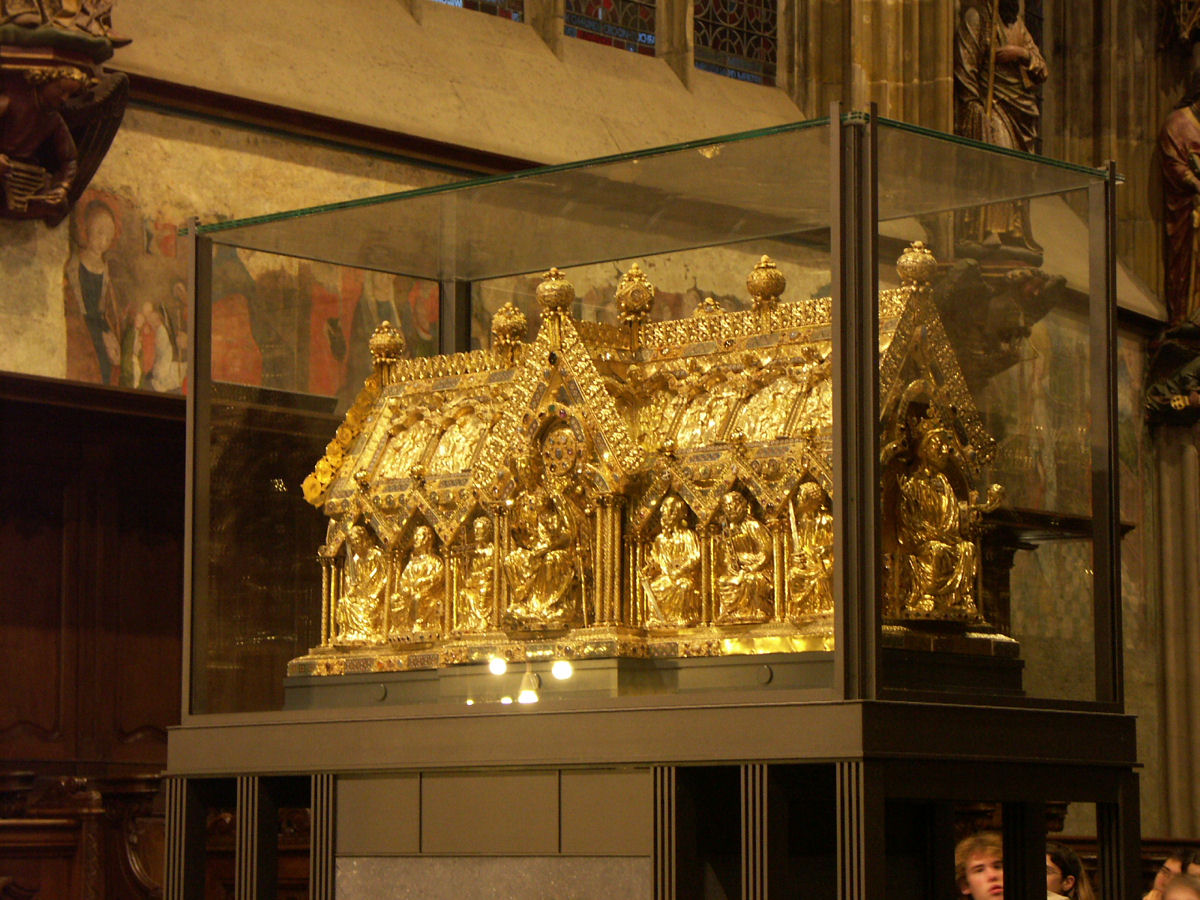
Marienschrein

Auch der 1239 vollendete Marienschrein wurde in Aachen gefertigt und zählt, ebenfalls in der Tradition rhein-maasländischer Goldschmiedearbeiten des Mittelalters stehend, zu den bedeutendsten Reliquienschreinen überhaupt. Um das Jahr 1220 vom Aachener Stiftskapitel in Auftrag gegeben, stellt der in Gestalt einer einschiffigen Basilika mit Querhaus gestaltete Marienschrein ein Übergangsmodell von der romanischen zur gotischen Goldschmiedekunst dar. Der Schrein beherbergt jedoch zugleich einen spirituellen Schatz in Form der vier großen Aachener Heiligtümer: Dies sind der Tradition zufolge die Windeln und das Lendentuch Jesu, das Kleid Mariens und das Enthauptungstuch Johannes’ des Täufers, die nachweislich seit dem Pestjahr 1349 alle sieben Jahre im Rahmen der Aachener Heiligtumsfahrt den Gläubigen gezeigt werden. Der meisterhaft gearbeitete Schrein überzeugt vor allem durch seinen exzellenten Figurenschmuck und Detailreichtum: Dargestellt sind in der Mitte der Schauseite die thronende Muttergottes mit dem Christuskind, gegenüber Karl der Große, auf der rechten Stirnseite Christus, auf der linken Papst Leo III. An den Seiten des Langhauses finden sich Statuetten der zwölf Apostel, während die Dachflächen Szenen aus dem Leben Jesu behandeln.

### Sonstige Ausstattung

#### Taufstein
Das romanische Taufbecken des Doms stammt vermutlich aus der zweiten Hälfte des 12. Jahrhunderts, wobei der Fuß jüngeren Datums ist. Gefertigt ist er aus belgischem Blaustein aus der Region Namur. Der getriebene Messingdeckel datiert auf das Jahr 1696. Der Standort des Taufsteins hat mehrfach gewechselt. Es ist nicht bekannt, seit wann die Marienkirche das Taufrecht besaß. Man geht davon aus, dass die 1215 erbaute Kapelle Johannes’ des Täufers als Taufkapelle genutzt worden ist. Bei Ausgrabungen an der Nordwestecke dieser Kapelle wurden 1987/88 Fragmente eines Blaustein-Taufbeckens entdeckt. Da das Stiftskapitel das Taufrecht für alle Aachener Täuflinge besaß, wurde die Taufzeremonie gewöhnlich in der Johanneskapelle abgehalten. Aus historischen Aufzeichnungen ist ersichtlich, dass es in Aachen Brauch war, alle Taufen zwischen Karsamstag und Pfingstsamstag im Hochmünster in einem Taufbecken, das sich hinter dem Thron vor dem 1305 geweihten Nikasiusaltar befand, durchzuführen. Auf Anweisung von Bischof Berdolet vom 7. April 1803 fanden seit dieser Zeit alle Taufen ausschließlich nur noch in der Johanneskapelle statt; das Taufbecken im Hochmünster wurde in die Johanneskapelle versetzt und komplettiert. Die Tradition, dass alle Taufen zwischen Karsamstag und Pfingstsamstag im Dom durchgeführt wurden, blieb auch nach Erteilung der Taufrechte für alle Aachener Pfarrkirchen im Jahr 1811 und nach der Aufhebung der Taufrechte 1825, in abgewandelter Form bis ins 20. Jahrhundert bestehen. Die Taufen am Karsamstag und Pfingstsamstag fanden weiterhin in der Taufkapelle statt. Sie verlor jedoch zunehmend ihre Funktion. Zum Schutz der wertvollen Kulturgüter wurde im Zweiten Weltkrieg auch der romanische Taufstein in die Nikolauskapelle ausgelagert.
Am 13. und 14. April 2014 wurde der Taufstein erneut aus der Nikolauskapelle in die Karlskapelle versetzt. Er ist heute der einzig erhaltene Taufstein des Domes.

#### Thronende Madonna
Die Holzskulptur der thronenden Gottesmutter mit Kind aus dem letzten Viertel des 13. Jahrhunderts kam 1988 durch eine private Schenkung in den Besitz des Aachener Doms. Die Lindenholzfigur stammt ursprünglich aus dem Rhein-Maas- oder Oberrhein-Seeschwaben-Gebiet. Nach der Übernahme der Figur ist sie 1988/89 umfassend aufgearbeitet und restauriert worden. Danach wurde sie in der Nikolauskapelle aufgestellt.

#### Falkensteinaltar

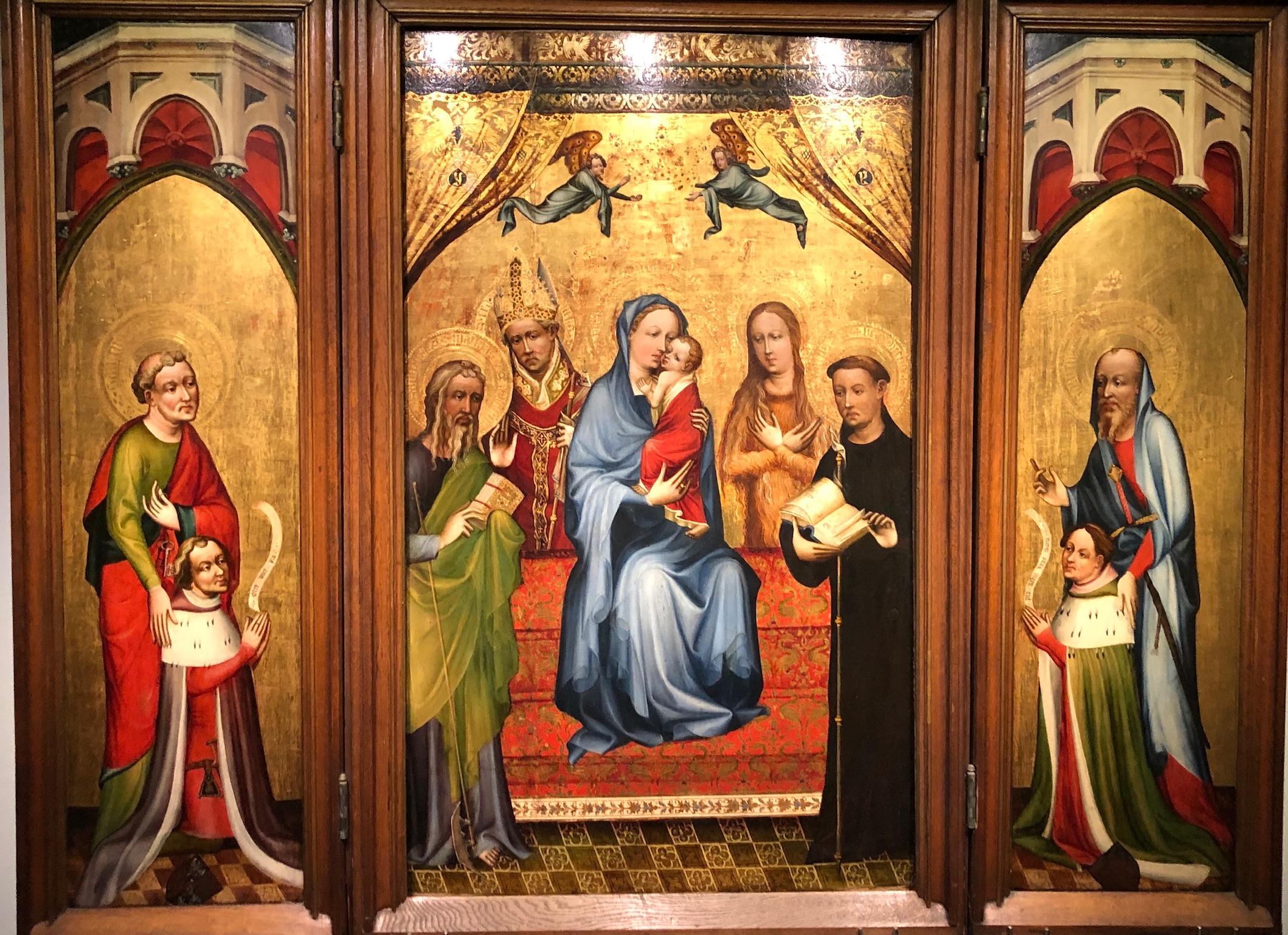
Falkensteinaltar, aufgeklappt

Das wohl wertvollste Altarbild des Aachener Domes ist der so genannte Falkensteinaltar aus dem frühen 15. Jahrhundert, der vermutlich in einer Aachener Werkstatt angefertigt wurde. Der Altaraufsatz schmückte zunächst den Nikasiussaltar und wurde 1878 auf dem nördlichen Seitenaltar des Chores aufgestellt, bevor er 1932 in die Michaelskapelle versetzt wurde. Heute befindet er sich in der Domschatzkammer. Auf den Außenseiten des dreiflügeligen Altars, unter gemalten steinernen Baldachinen, sind neben den Aposteln Petrus und Paulus die Trierer Erzbischöfe Kuno II. von Falkenstein und Werner von Falkenstein, erkennbar an ihren Wappen, zu finden. Die Rückseiten der Außenflügel, die bei geschlossenem Altar zu sehen wären, zeigen eine Darstellung Karls des Großen mit einem Phantasiemodell des Aachener Münsters, sowie Johannes den Täufer. Die Betrachtung ist zurzeit (2021) leider nicht möglich, weil der Altar in der Schatzkammer auf einem Metallständer mit Halterungen fixiert ist. Der Mittelteil des Altars wird von der thronenden Gottesmutter mit dem Kind gebildet, um die sich die Heiligen Benedikt, Matthias und Erasmus sowie Maria Ägyptiaca versammelt haben. Die Bemalung des 1,40 Meter hohen Triptychons ist bis auf eine im Jahr 1833 erneuerte Vergoldung im Originalzustand.

#### Adlerpult

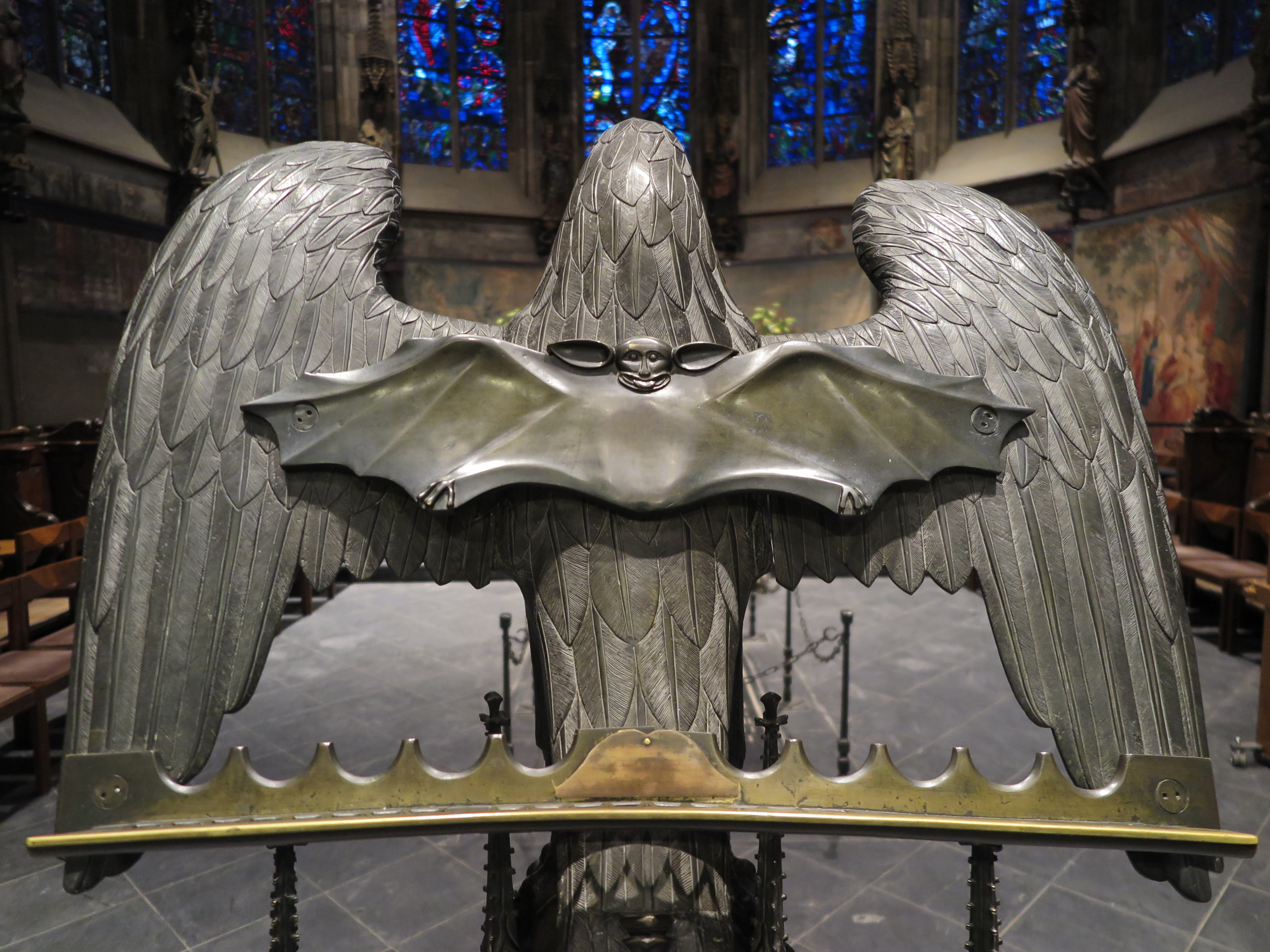
Adlerpult mit Fledermaus

Das Adlerpult aus Messingguss steht heute in der Chorhalle. Das 1,87 Meter hohe, gotische Pult wurde um 1450 im maasländischen Dinant gegossen. Über einem dreiseitigen Sockel erhebt sich ein schmaler, aufwärts strebender Aufbau in Form von zweiteiligen gotischen Fenstermaßwerken. Der Aufbau trägt einen Adler mit 92 cm langen, ausgebreiteten Schwingen, das Symbol des Evangelisten Johannes. Durch die symbolischen Adlerschwingen wird das aufgeschlagene Evangelium gehalten. Im Jahr 1715 und 1722 wurde der Unterbau des Pultes umgearbeitet und die Adlerschwingen gekürzt. In der napoleonischen Zeit erfolgte eine erneute Umgestaltung des Unterbaus. 1804 sollte das Pult gemeinsam mit dem Dreikönigenleuchter eingeschmolzen werden. Die Stadt Aachen bot sich an, das Pult zu erwerben, Bischof Berdolet lehnte jedoch den Verkauf ab. Die Rückseite des Pultes ziert seit 1874 eine in Stolberg gefertigte Fledermaus, als Symbol des Bösen und der Nacht. Eine in dieser Zeit angebrachte Inschrift weist auf die Restauration hin, die vom Sängerchor Concordia in Aachen gestiftet wurde. Die notwendige statische Verstärkung des Pults wurde durch die Anbringung der Fledermaus erreicht. Durch seine Bauweise kann das Pult im Dom versetzt werden.
In der Literatur wird angenommen, dass das Pult ursprünglich die Funktion eines Sängerpultes für den Chordienst besaß. Das Pult wurde im 18. und 19. Jahrhundert mehrfach zum Predigerpult umgebaut. Im Jahr 1865 wurden die drei Füße durch liegende Löwen ergänzt. Die letzte Restaurierung und statische Prüfung des Pultes fand 2015 durch einen Aachener Fachbetrieb statt.

#### Gnadenbild

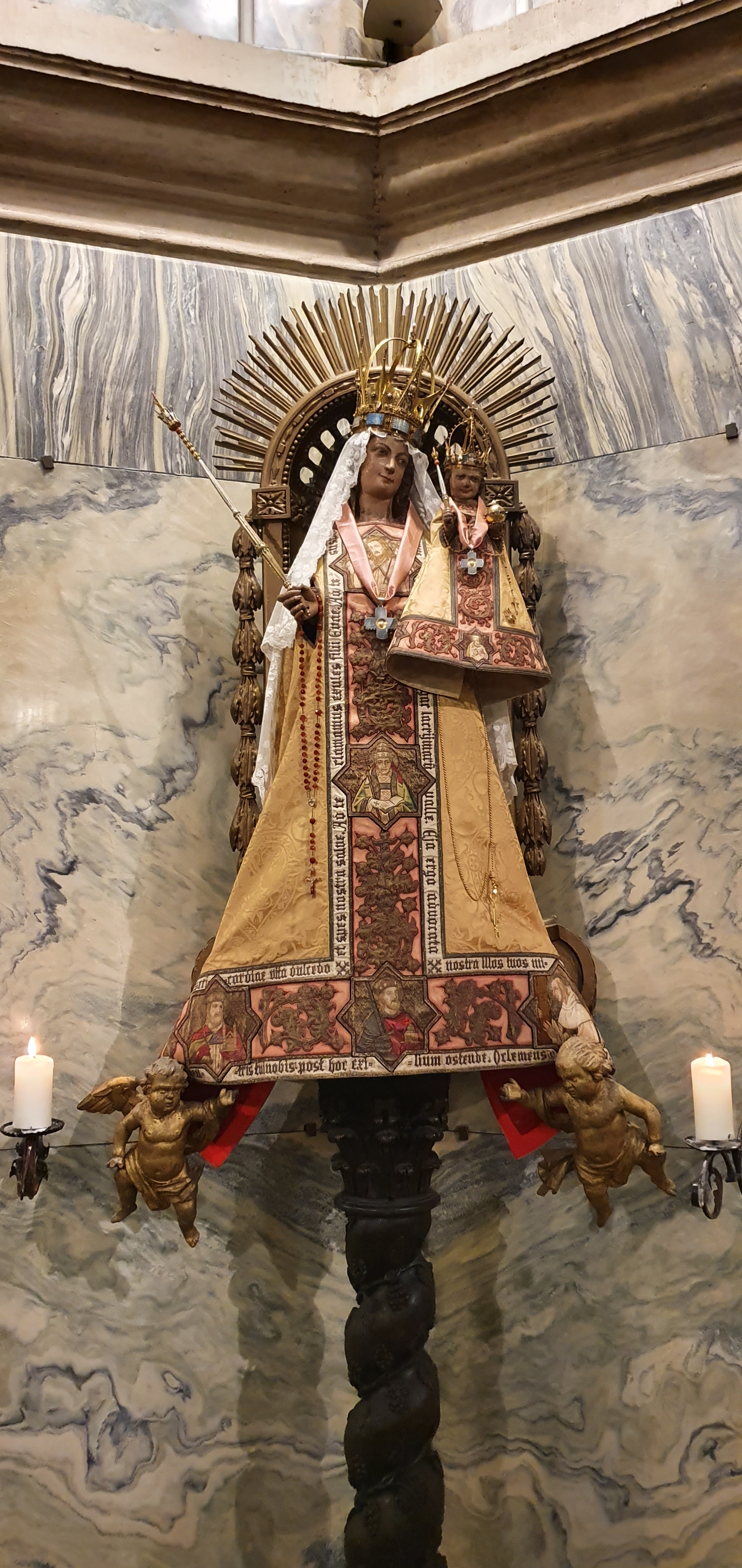
Aachener Gnadenbild, Januar 2020

Am südlichen Ostpfeiler im Oktogon befindet sich das Gnadenbild des Aachener Doms. Die erste Marienfigur mit dem Kind aus Eichenholz aus dem 14. Jahrhundert verbrannte 1656 fast vollständig während des großen Aachener Stadtbrandes. Die Köpfe der gotischen Figuren konnten ebenso wie die rechte Hand Marias geborgen, restauriert und in die neue Marienstatue aus Lindenholz integriert werden. In das Rückenteil wurde in einem verdeckten Hohlraum die Asche der verbrannten Figur gelegt. Die Marienstatue wird kunstgeschichtlich mit dem Münstereifeler Gnadenbild (1320/1330), dem Gnadenbild von Bruchhausen (1330) und der Madonna aus der Sammlung Hack des Kölner Schnütgen-Museums verglichen.
Die Marienfigur wird spätestens seit dem 15. Jahrhundert mit kostbaren textilen Gewändern und Schmuckstücken ausgestattet. In der Domschatzkammer werden heute über 40 Gewänder und über 100 Schmuckstücke für die Gnadenfigur aufbewahrt. Zu den wertvollsten Ausstattungsstücken, die das Gnadenbild während der Heiligtumsfahrt schmücken, gehört die Hochzeitskrone der Margareta von York aus dem Jahr 1468 sowie ein mit über 10.000 Perlen und 72 Diamanten besticktes Gewand, das Isabella Clara Eugenia von Spanien im Jahr 1629 stiftete. Im Verlauf eines Jahres werden die Gewänder ein Dutzend Mal – häufig mit Bezug auf die liturgischen Farben – gewechselt.
Im Jahr 1987 wurde die Statue grundlegend restauriert. Durch Holzkäferbefall war die Figur in ihrer Substanz gefährdet. So fehlten bereits einige Teile, wie der kleine Finger Mariens und Fingerkuppen der beiden Statuen. Neben der Entfernung älterer Bemalungen wurde auch der kleine Finger der Marienfigur wieder ergänzt.

#### Strahlenkranzmadonna

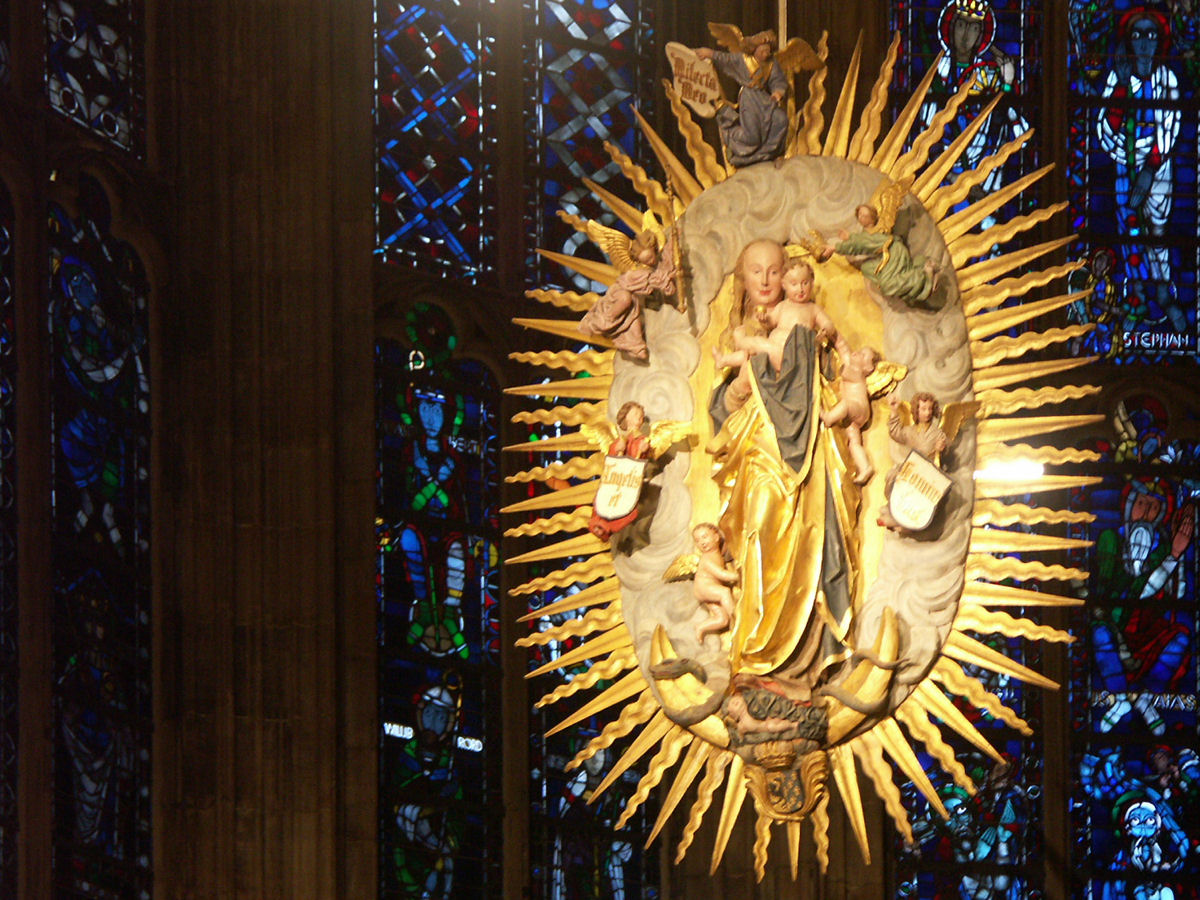
Strahlenkranzmadonna (dem Oktogon zugewandte Seite)

Die doppelseitige Strahlenkranzmadonna wurde 1524 von dem Maastrichter Bildschnitzer Jan van Steffeswert (1465–1531) geschaffen und hängt seit dieser Zeit zur Verehrung Mariens in der Apsis des gotischen Chores. Die Strahlenkranzmadonna zählt heute zu den bedeutendsten Stücken des Aachener Domschatzes. Die aus Eichenholz gearbeitete 286 × 223 Zentimeter große Strahlenkranzskulptur ist beidseitig mit 172 Zentimeter großen Madonnenstatuen vor stilisierten Wolken bestückt. Die von einem weiten Gewand umhüllte Madonna auf der zum Oktogon zugewandten Seite ruht auf einer Halbmondsichel. Auf dem linken Arm trägt sie das Jesuskind. Die Figurengruppe wird von einer Engelschar umrahmt. Die Madonnenfigur auf der Rückseite ist weniger aufwendig gestaltet. Auf dem rechten Arm trägt sie das Kind. Engel und ein von beiden Seiten sichtbarer Strahlenkranz umringen auch hier die Skulpturen.
Die Strahlenkranzmadonna ist seit der Spätgotik mehrfach umgearbeitet und übermalt worden. Eine grundlegende Umarbeitung fand 1685 statt, bei dem auch die Eichenholzplatte gegen Pappelholz ausgetauscht und einzelne Figuren ersetzt und zugefügt wurden. Im Zuge der Barockisierung der Kirche wurde 1782 die Madonna in weißen und goldenen Farben übermalt. Die farbige Bemalung wurde erst 1849 im Duktus des damaligen Kunstverständnis wieder hergestellt. Im Zuge der statischen Sanierung der Chorhalle nach dem Ersten Weltkrieg wurde die Strahlenkranzmadonna für einige Zeit abgenommen und restauriert. Während des Zweiten Weltkrieges bis auf den eigentlichen Strahlenkranz ausgelagert, wurde die Plastik 1947 und zuletzt während der Renovierung der gotischen Chorhalle in den 1990er Jahren grundlegend überarbeitet und statisch gesichert.

#### Grupello-Kruzifix

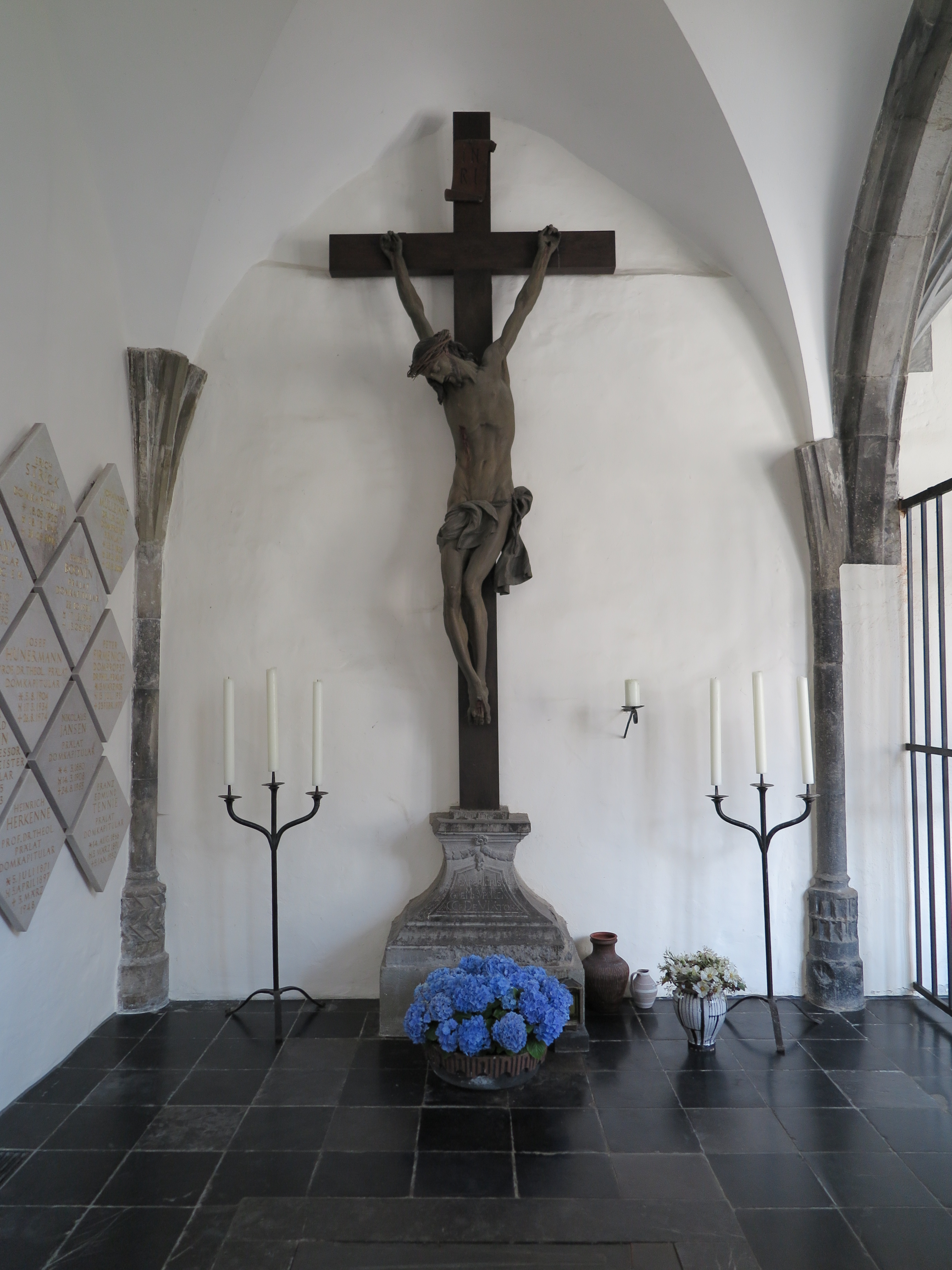
Grupello-Kreuz

Das 2,55 Meter hohe Kreuz wurde um 1725 von dem flämischen Bildhauer Gabriel de Grupello angefertigt. Das Kreuz stammt aus dem Besitz eines französischen Adligen, der das Kreuz auf der Flucht vor napoleonischen Truppen der Kirche in Nemmenich vermacht hat. Im Jahr 1805 holte Bischof Berdolet das Kreuz mit der lebensgroße Christusstatue nach Aachen, wo es im Kreuzgang aufgestellt wurde.
Am 24. Dezember 1943 ist direkt vor dem Kreuz eine 500 kg-Zeitzünderbombe eingeschlagen, die entdeckt, aber nicht entschärft werden konnte. Die Detonation zerstörte den Kreuzgang, das Kreuz wurde jedoch nicht zerstört. Heute schmückt das Kruzifix wieder den Südflügel des Kreuzganges.

#### Kathedra
Bischof Berdolet erhielt die erste Kathedra im Dezember 1803 aus dem Besitz des Kölner Doms. Der barocke, vermutlich in Frankreich im 18. Jahrhundert gefertigte Stuhl wurde ursprünglich von Erzbischof Clemens August anlässlich der Krönung Kaiser Karls VII. im Jahr 1742 für die Capella Clementina angeschafft. Der vergoldete Thronsessel war mit einem um 1700 in Lyon hergestellten, silbernen Stoff bezogen, der mit goldenen Ornamenten verziert war. Da das Möbelstück in Köln nicht mehr benötigt wurde, kam es kurz nach der Berufung Marc-Antoine Berdolets zum ersten Bischof nach Aachen. Die barocke Kathedra fügte sich stilistisch in die barocke Innenausstattung der Kirche im 19. Jahrhundert ein. Nach der Wiedereinrichtung des Bistums Köln wurden alle Ausstattungsgegenstände 1825 nach Köln zurückgegeben, lediglich der Bischofsstuhl verblieb in Aachen und wurde später im Suermondt-Museum ausgestellt. Im Rahmen der erneuten Einrichtung des Bistums Aachen wurde er 1929/30 wieder in der Chorhalle aufgestellt. In den vergangenen Jahrzehnten wurde der Stuhl mehrfach restauriert, wobei vor allem Schäden, die durch die Benutzung entstanden waren, behoben werden mussten.
Anfang des 21. Jahrhunderts wurde beschlossen, den nicht mehr zeitgemäßen, opulenten barocken Bischofsstuhl zu ersetzen. Die neue, schlichte Kathedra wurde 2001 nach einem Entwurf des Aachener Architekten Elmar von Reth gefertigt. Gewöhnlich steht die Kathedra heute auf der Nordseite der Chorhalle; wenn der Bischof die Liturgie leitet, wird die Kathedra vor den Marienschrein platziert.

#### Vortragekreuz und Kantorstab
Das Vortragekreuz des Domes wird durch eine Nachbildung eines gotischen Kölner Vortragekreuzes aus St. Kolumba gebildet, welches zu einer Reihe von neogotischen Nachbildungen aus dem 19. Jahrhundert gehört, die heute unter anderem zum Domschatz des Kölner Doms und zum Schatz des Mönchengladbacher Münsters St. Vitus gehören. Das 59 Zentimeter hohe und 50,5 Zentimeter breite Kreuz ist aus vergoldetem Silber gefertigt. Das mit Vierpässen und Medaillons mit den Symbolen der Evangelisten, Blütenknospen und freien Krabbenornamenten versehene Kreuz zeigt auf der Rückseite eine von einem Baldachin bekrönte Marienfigur. Im 19. Jahrhundert zierte das Vortragekreuz den heute in der Domschatzkammer ausgestellten Kantorstab, der nun mit einem gotischen Adler bekrönt ist. Der um 1470 gefertigte Adler ruht auf einem etwa 50 Jahre älterem Nodus in Form eines Hexagons, das mit gotischen Zierfassaden und Heiligenreliefs ausgestattet ist. Der Kantorstab wird als ein Geschenk Karls des Kühnen für das Krönungsstift anlässlich der Heiligtumsfahrt 1473 angesehen.

### Fenster

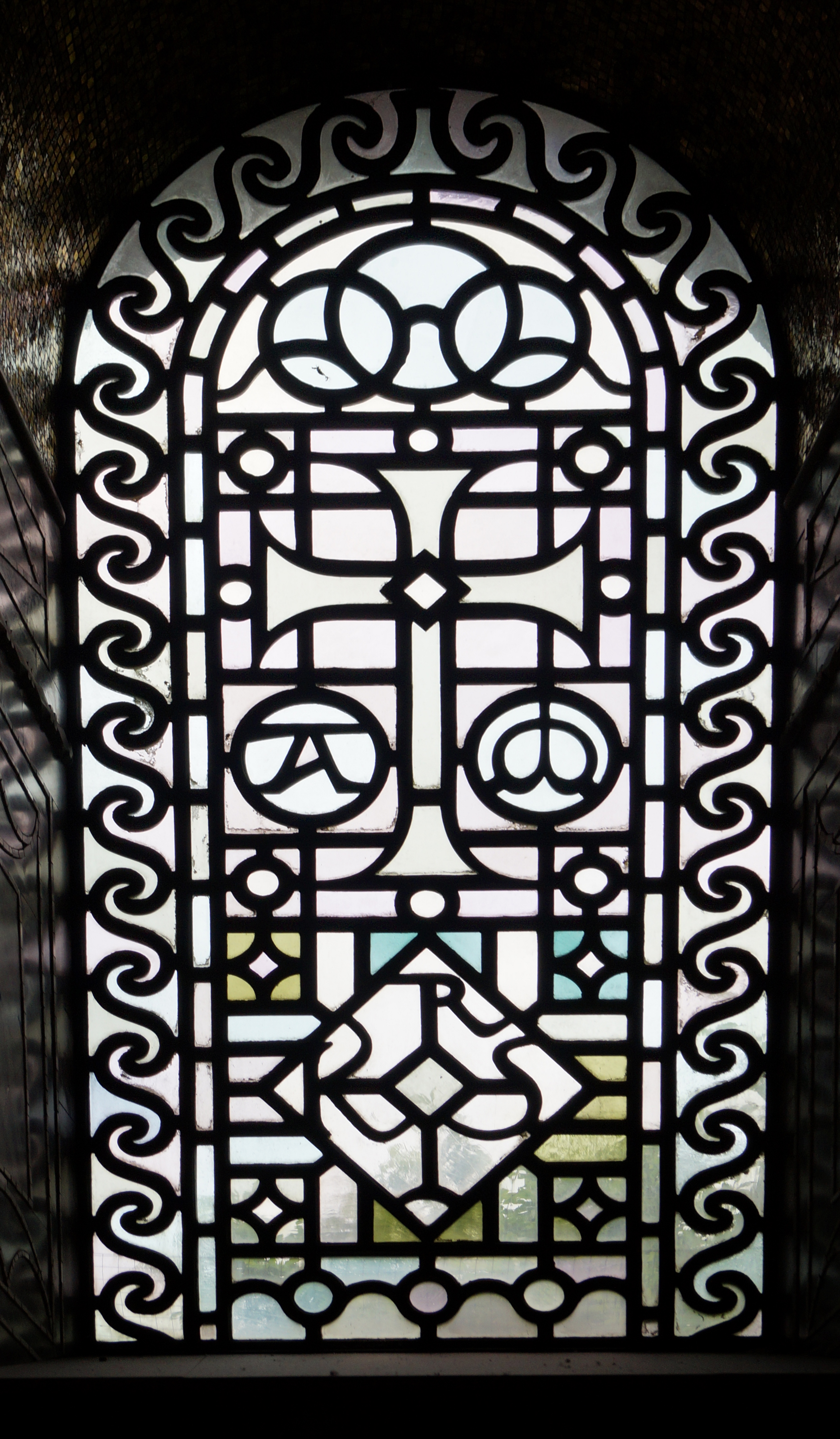
Südliches Ornamentfenster im Erdgeschoss des Sechzehnecks mit dem Karlsmonogramm, Hermann Schaper (1853–1911)

Über die Verglasung des Oktogons in karolingischer Zeit sind nur spärliche Informationen vorhanden. Lediglich die Ausgestaltung der durch kleine Säulen zweigeteilten Tambourfenster und die karolingische Gestaltung der Fenstergewände sind durch Baubefunde bekannt. Im Zuge der Barockisierung des Zentralbaus in den Jahren 1720 bis 1730 wurden auch die Fenster umgestaltet, von den Tambourfenstern wurden die Säulen entfernt und durch eine einfache Rechteckverglasung untergliedert. Bereits im Jahr 1867 wurden die barockgeschmückten Fensterlaibungen wieder entfernt. In den Jahren 1900 bis 1913 gestaltete Hermann Schaper zunächst die acht Tambourfenster, später die Fenster im Erdgeschoss und Hochmünster sowie die karolingischen Fenster im Bereich der Kaiserloge und über den Eingängen zur Anna- und Karlskapelle neu. Die Ornamentfenster wurden in Antikglas und Bronze ausgeführt und von der Aktiengesellschaft für Bronzegießerei vorm. C. Flink in Mannheim gegossen. Die Verglasung von 1902 wurde bereits 1914 wieder ausgetauscht, weil sie zu lichtdurchlässig war. Im Zweiten Weltkrieg wurden die Schaper-Fenster im Süden des Sechzehnecks und ein Fenster neben der Krämertür beschädigt bzw. zerstört.
Heute ist der Dom mit Werken der Glasmalerei des 20. Jahrhunderts ausgestattet. Zahlreiche Fenster, insbesondere die mehr als 1000 m² Glasfenster in der gotischen Chorhalle wurden während des Zweiten Weltkrieges vollständig zerstört. Nur von wenigen Fenstern sind heute noch Entwurfszeichnungen überliefert, wie von dem sogenannten Carolingia-Fenster in der Nikolauskapelle, das 1921 von der Werkstätte Oidtmann in Nazarenerstil ausgeführt wurde und an die 17 Gefallenen des Studentenvereins Carolingia erinnert. Bereits kurz nach Kriegsende beauftragte ein Bauausschuss, dem das Domkapitel, der Bischof von Aachen, Vertreter der Technischen Hochschule, des Karlsvereins sowie der städtischen Kunst- und Landesdenkmalpflege angehörten, ohne Ausschreibungsverfahren bestimmte Künstler und Glasmalerwerkstätten mit der Neugestaltung der Fenster. Die Fenster der Chorhalle wurden von Walter Benner von 1949 bis 1951, unter anderem mit Motiven der Heilsgeschichte und mit historischen Gestalten geschaffen. Die Glasmalerei wurde von der Werkstätte Dr. H. Oidtmann in Linnich, ein Teil der Ornamente durch die Werkstätte Hein Derix in Kevelaer ausgeführt. An der Südseite des Chores befinden sich zwei Fenster von Anton Wendling, die Kreisornamente darstellen. Weitere Kirchenfenster des Chores wurden 1979 als Geometrische Kompositionen von Wilhelm Buschulte gestaltet.
Die Kapellen wurden insbesondere in den 1950er Jahren mit neuen Fenstern ausgestattet. Als Künstler waren Wilhelm Geyer, Anton Wendling, Felix Kreusch, Ludwig Schaffrath, Ernst Jansen-Winkeln und Ewald Mataré tätig. Den Sternenweg Karls des Großen schuf Ludwig Schaffrath 1997 mit drei Fenstern in der Vorhalle.
Das große Westfenster hinter der Kaiserloge wurde 1952 bis 1954 durch Ewald Mataré, unterstützt durch seinen Schüler Joseph Beuys, neu gestaltet. Die Platten des gusseisernen Gitterwerkes, in die geschliffene und grob behauene Glasstücke eingesetzt wurden, sind 1953 unentgeltlich am Gießerei-Institut der RWTH Aachen gegossen worden.

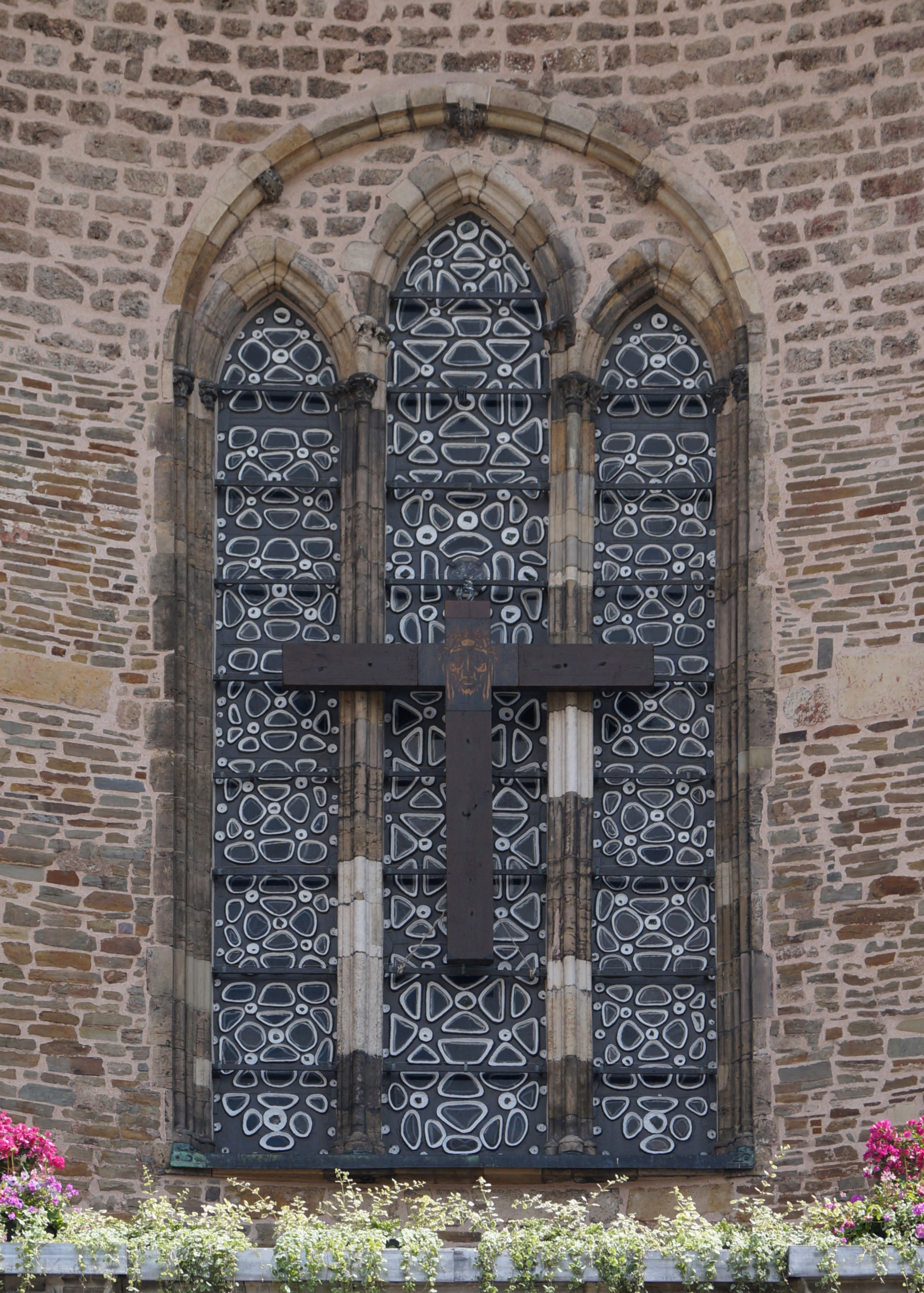
Mataré-Fenster im Westwerk
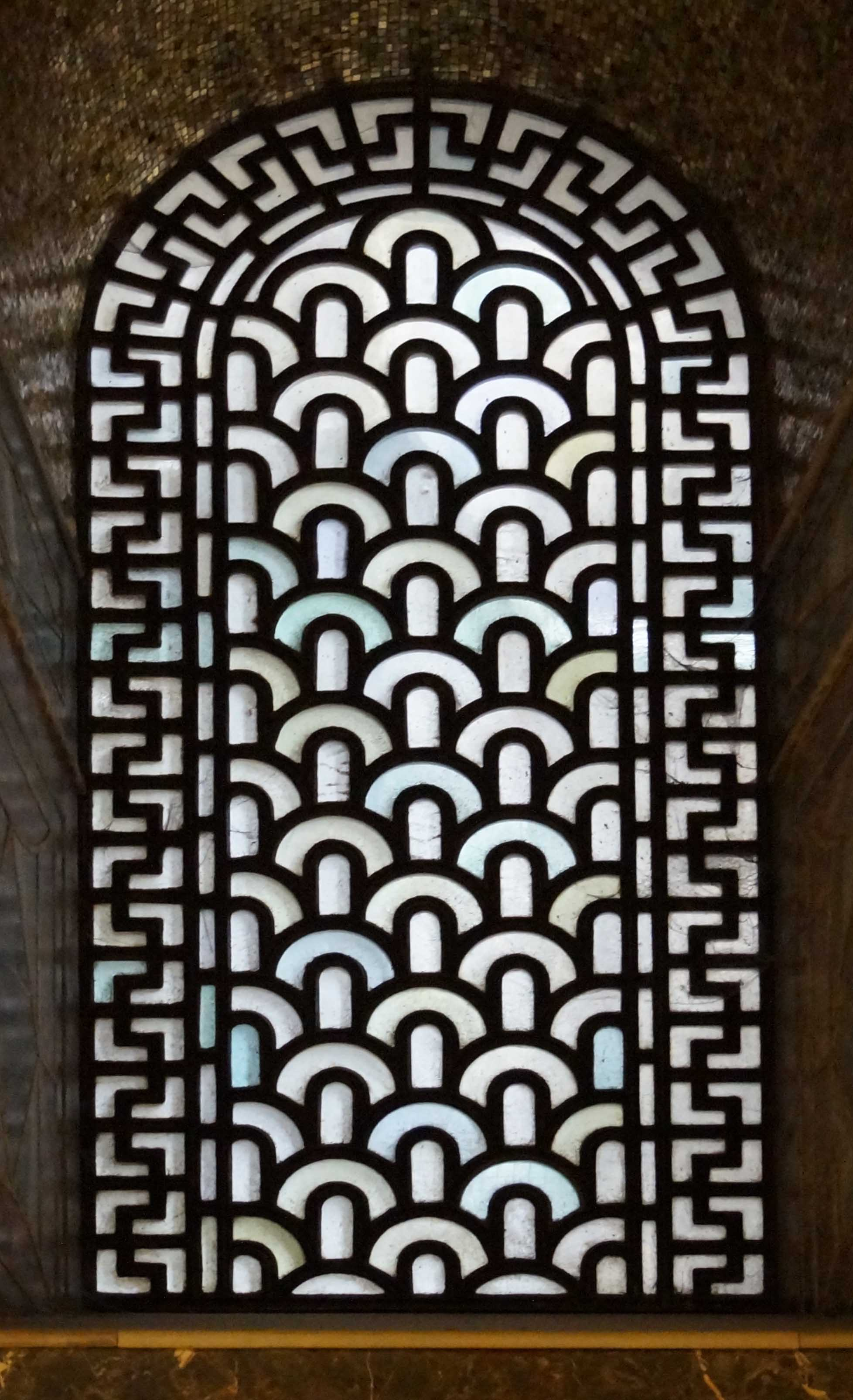
Aachener Dom Ornament-Fenster unterer Umgang, Hermann Schaper (1853–1911)
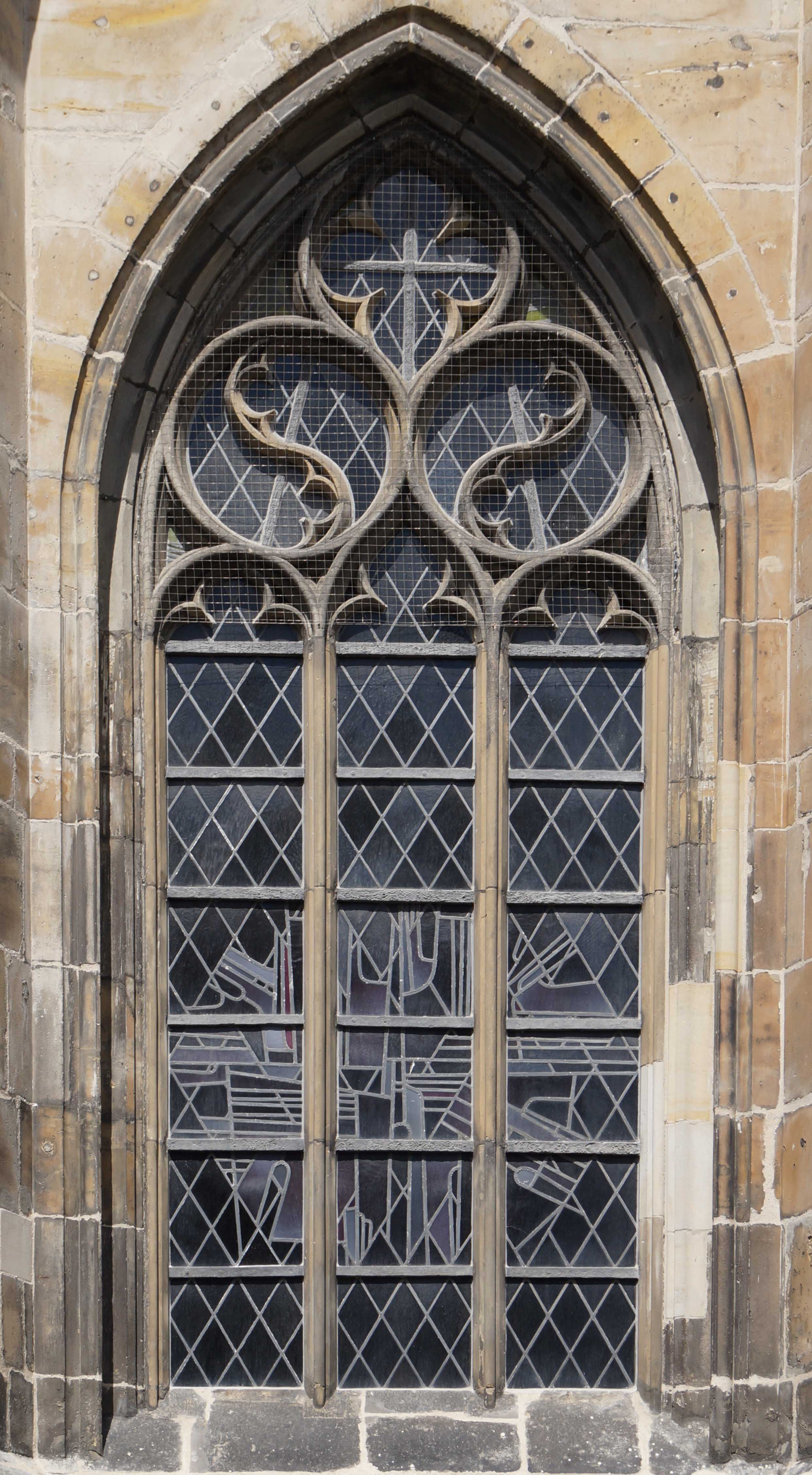
Gotisches Fenster der Matthiaskapelle
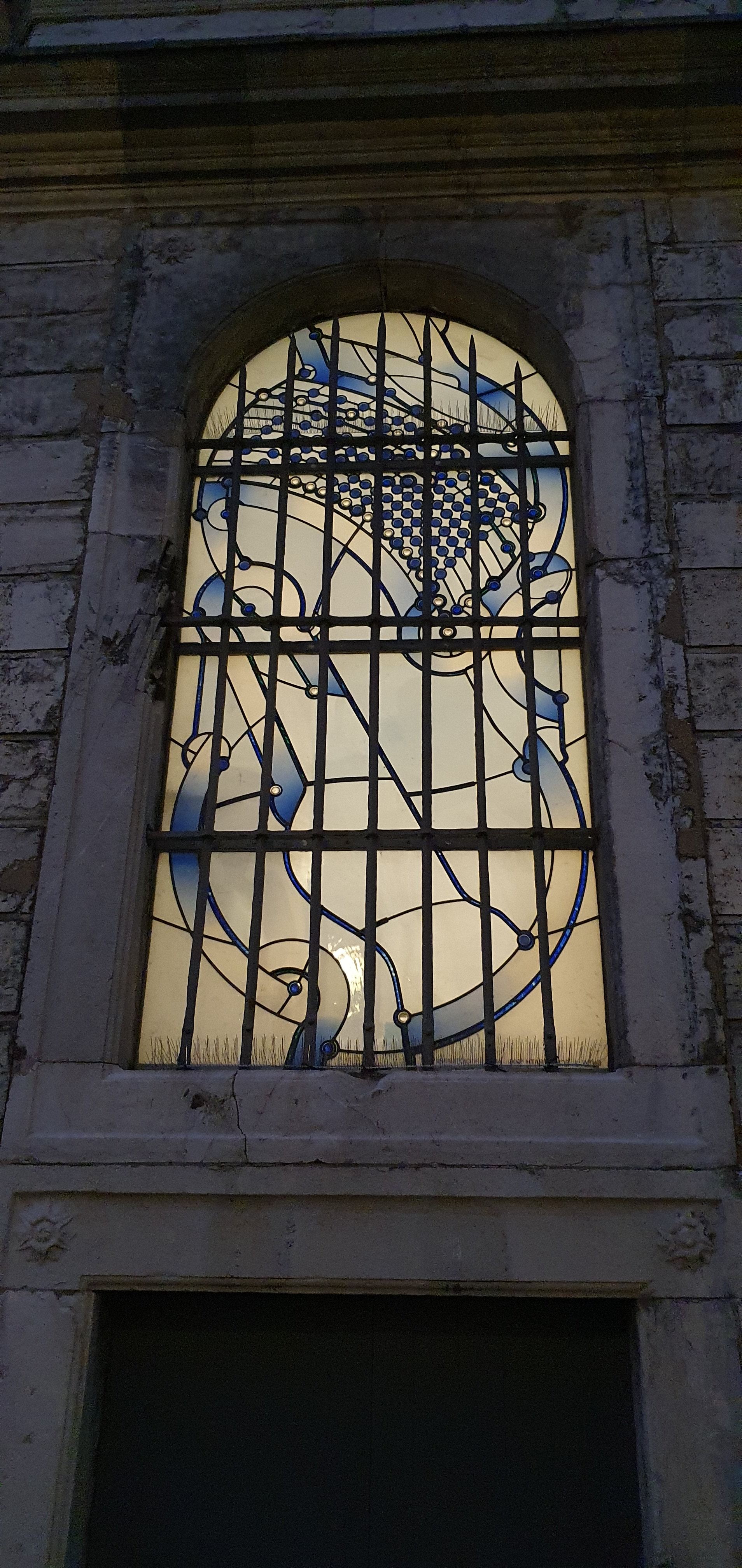
Ludwig Schaffrath, Sternenweg Karls des Großen, 1997, Fenster in der Vorhalle; Opal-,Opakglas Blei Lupengläser
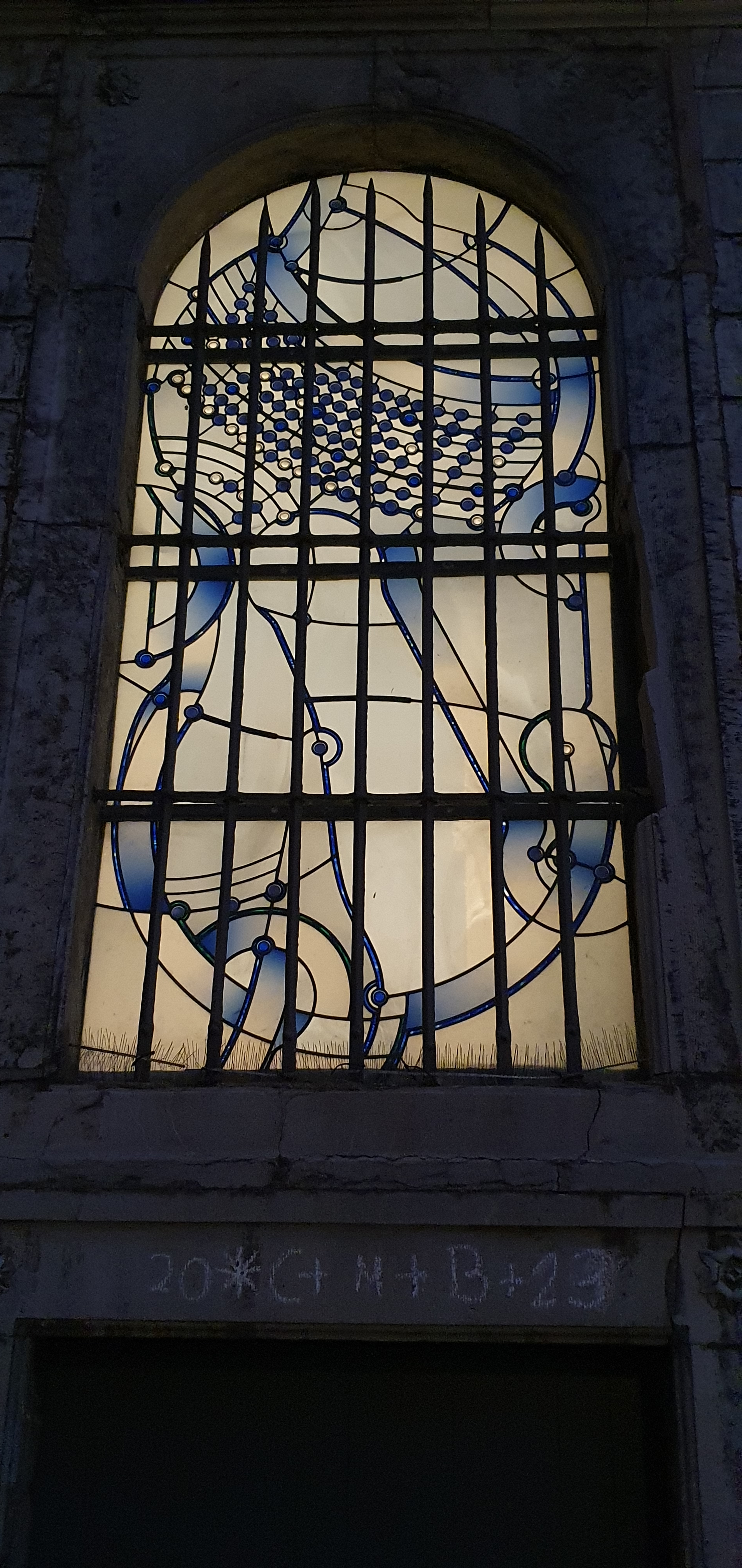
Ludwig Schaffrath, Sternenweg Karls des Großen, 1997, Fenster in der Vorhalle; Opal-,Opakglas Blei Lupengläser
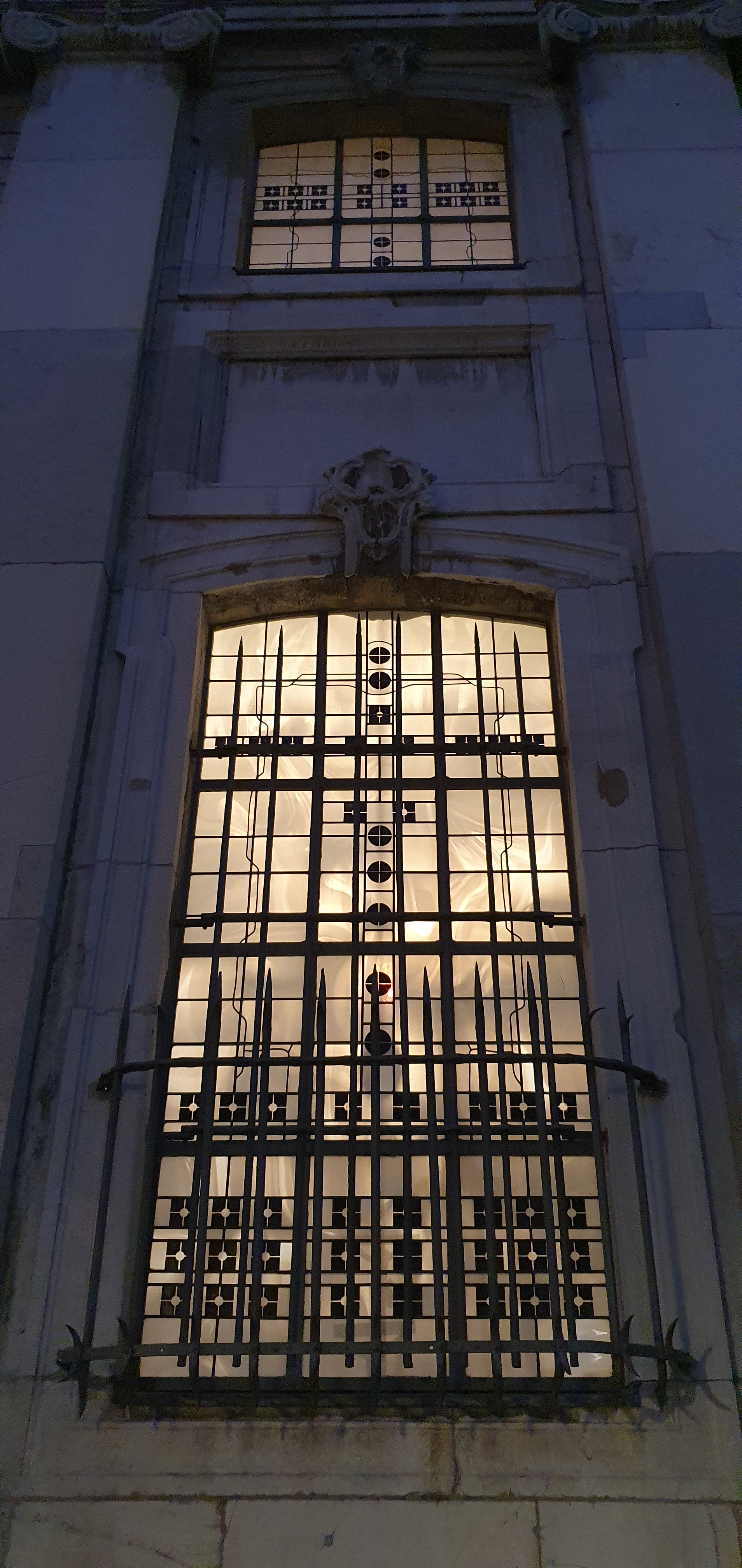
Maria Katzgrau, Fenster in der Ungarnkapelle

| Motiv | Anzahl | Künstler, Jahr                   | Standort                                                                                  | Material                                           |
| --- | ------ | -------------------------------- | ----------------------------------------------------------------------------------------- | -------------------------------------------------- |
| Sternenweg Karls des Großen | 3      | Ludwig Schaffrath, 1997          | Fenster in der Vorhalle                                                                   | Opal-, Opakglas/Blei/Lupengläser                   |
| Die Geheimnisse des glorreichen, freudenreichen und schmerzhaften Rosenkranzes | 1      | Wilhelm Geyer, 1955              | Fenster in der Nikolauskapelle                                                            | Antikglas/Blei/Schwarzlot                          |
| Szenen aus dem Leben des hl. Lambert von Maastricht | 1      | Wilhelm Geyer, 1955              | Fenster in der Nikolauskapelle                                                            | Antikglas/Blei/Schwarzlot                          |
| Szenen aus dem Leben des hl. Nikolaus von Myra | 2      | Wilhelm Geyer, 1955              | Fenster in der Nikolauskapelle                                                            | Antikglas/Blei/Schwarzlot                          |
| die vier großen Heiligtümer und Engel | 1      | Wilhelm Geyer, 1955              | Fenster in der Nikolauskapelle                                                            | Antikglas/Blei/Schwarzlot                          |
| geometrisches Ornament | 2      | Künstler unbekannt, um 1955      | Fenster in der Nikolauskapelle                                                            | Antikglas/Blei                                     |
| Kreis-Ornament. Stiftung des kath. Studentenvereins Carolingia, gewidmet seinen Gefallenen und Toten | 1      | Anton Wendling, 1951/52          | Ostfenster in der Nikolauskapelle                                                         | Antikglas/Blei                                     |
| ornamentale Komposition, im Maßwerk Relief mit Bischofsstab | 1      | Felix Kreusch, 1955              | Fenster im karolingischen Bogen der Allerheiligenkapelle (Grablege der Aachener Bischöfe) | Antikglas/Blei                                     |
| Kreis-Ornament. | 2      | Anton Wendling, 1951/52          | Fenster in der Chorhalle auf der Nordseite                                                | Antikglas/Blei                                     |
| Ornament und historische Gestalten, die als Träger der Heilsgeschichte gedient haben – heilige Heimat: Albertus Magnus, Thomas von Aquin, Hildegard von Bingen, Britta von Schweden, Nikolaus von Kues, Petrus Canisius                                                                                      | 1      | Walther (Hugo) Benner, 1949–1951 | Fenster in der Chorhalle                                                                  | Antikglas/Blei                                     |
| Ornament und historische Gestalten des Heiligen Reiches: Augustinus von Hippo, König David, Alkuin, Karl der Große, Gertrud von Nivelles, Foillan | 1      | Walther (Hugo) Benner, 1949–1951 | Fenster in der Chorhalle                                                                  | Antikglas/Blei                                     |
| Ornament und historische Gestalten der heiligen Wissenschaft: Servatius, Martin von Tours, Willibrord, Norbert von Xanten, Lambert von Maastricht, Hubert von Lüttich | 1      | Walther (Hugo) Benner, 1949–1951 | Fenster in der Chorhalle                                                                  | Antikglas/Blei                                     |
| Vorgeschichte des Heils und die Heilsgeschichte begleitende Gestalten: Schöpfung, Noach und Mose, Vergil und Jesaias, Katharina von Alexandrien und Stephanus, Franz Xaver und Patrick, Vinzenz von Paul und Petrus, Matthäus und Markus, Engel                                                              | 1      | Walther (Hugo) Benner, 1949–1951 | Fenster in der Chorhalle                                                                  | Antikglas/Blei                                     |
| Vorgeschichte, Offenbarung und Vollendung des Heils: Erschaffung der Eva, Sündenfall, Verkündigung, Anbetung, Taufe Jesu, Hochzeit zu Kana, Ecclesia und Synagoge, Wiederkunft Christi, Verherrlichung Gottes                                                                                                | 1      | Walther (Hugo) Benner, 1949–1951 | Fenster in der Chorhalle                                                                  | Antikglas/Blei                                     |
| Vorgeschichte des Heils und die Heilsgeschichte begleitende Gestalten: Erschaffung der Tiere, Abraham und Melchisedek, Joachim und Anna, Joseph von Nazareth und Agnes von Rom, Athanasius und Benedikt, Clemens von Rom und Johannes Chrysostomus, Paulus und Theresia von Avila, Lukas und Johannes, Engel | 1      | Walther (Hugo) Benner, 1949–1951 | Fenster in der Chorhalle                                                                  | Antikglas/Blei                                     |
| Ornament und historische Gestalten der heiligen Heimat: Bonifatius und Adalbert, Bernhard und Hermann Josef von Steinfeld, Thomas von Kempen und Dante | 1      | Walther (Hugo) Benner, 1949–1951 | Fenster in der Chorhalle                                                                  | Antikglas/Blei                                     |
| Ornament und historische Gestalten des Heiligen Reiches: Kaiser Heinrich II. und Otto III., Kunigunde von Luxemburg und Adelheid, Ludwig IX und Eduard der Bekenner | 1      | Walther (Hugo) Benner, 1949–1951 | Fenster in der Chorhalle                                                                  | Antikglas/Blei                                     |
| Ornament und historische Gestalten der Heiligen Kunst: Salomo und Einhard, Eligius und Bernward, Gregor der Große und Orlando di Lasso | 1      | Walther (Hugo) Benner, 1949–1951 | Fenster in der Chorhalle                                                                  | Antikglas/Blei                                     |
| Kreisornament | 2      | Anton Wendling, 1951/52          | Fenster in der Chorhalle auf der Südseite                                                 | Antikglas/Blei                                     |
| Ornament | 6      | Hermann Schaper, 1900–1913       | Fenster im Erdgeschoss des Sechzehnecks                                                   | Antikglas/Bronze                                   |
| freie Komposition | 5      | Ludwig Schaffrath, 1958          | Fenster in der Matthiaskapelle                                                            | Antikglas/Blei                                     |
| Rautenmuster mit Rahmenstreifen | 3      | Werkstattentwurf, ohne Jahr      | Fenster in der Annakapelle                                                                | Antikglas/Blei                                     |
| freie Komposition | 6      | Maria Katzgrau, 1993             | Fenster in der Ungarnkapelle                                                              | Opakglas/Blei/Goldfolie                            |
| Ornament | 1      | Ewald Mataré, 1952/53            | Fenster in der Kapelle 1. OG.                                                             | Glasflusskristalle/Antikglas/Glasbrocken/Gusseisen |
| stilisierter Baum | 1      | Felix Kreusch, 1958              | Fenster auf der Michaelsempore der Nikolauskapelle                                        | Antikglas/Blei/Schwarzlot                          |
| Das Vaterunser im Rosenkranzgebet. Im Maßwerk Hl. Dreifaltigkeit | 1      | Felix Kreusch, 1958              | Fenster auf der Michaelsempore der Nikolauskapelle                                        | Antikglas/Blei/Schwarzlot                          |
| die Kirche und die Gemeinschaft der Heiligen | 1      | Felix Kreusch, 1959/60           | Fenster auf der Michaelsempore der Nikolauskapelle                                        | Antikglas/Blei/Schwarzlot                          |
| St. Michael der Seelenführer | 1      | Felix Kreusch, 1959/60           | Fenster auf der Michaelsempore der Nikolauskapelle                                        | Antikglas/Blei/Schwarzlot                          |
| Szene aus der Geheimen Offenbarung des Johannes: Strom, Lebensbaum, Thron Gottes (Offb 22,1-2) | 1      | Felix Kreusch, 1959/60           | Fenster auf der Michaelsempore der Nikolauskapelle                                        | Antikglas/Blei/Schwarzlot                          |
| St. Raphael, St. Gabriel, St. Korona, St. Leopardus von Aachen | 1      | Ernst Jansen-Winkeln, 1958       | Fenster auf der Empore in der Nikolauskapelle                                             | Antikglas/Blei/Schwarzlot                          |
| Ornament | 3      | Hermann Schaper, 1900–1913       | Fenster im Obergeschoss des Sechzehnecks                                                  | Antikglas/Bronze                                   |
| Ornament | 1      | Hermann Schaper, 1900–1913       | Türoberlicht im Obergeschoss des Sechzehnecks                                             | Antikglas/Bronze                                   |
| geometrische Komposition | 2      | Wilhelm Buschulte, 1979          | Fenster in der Chorhalle auf der Nordseite                                                | Opakglas/Blei                                      |
| Ornament | 3      | Hermann Schaper, 1900–1913       | Fenster im Obergeschoss des Sechzehnecks                                                  | Antikglas/Bronze                                   |
| Ornament | 1      | Hermann Schaper, 1901            | Fenster im Tambour                                                                        | Antikglas/Bronze                                   |
| Sieg des Lichtes über die Dunkelheit. | 1      | Monika Rütten, 1989              | Fenster im Westturm                                                                       | Antikglas/Blei/Schwarzlot                          |

### Domorgeln

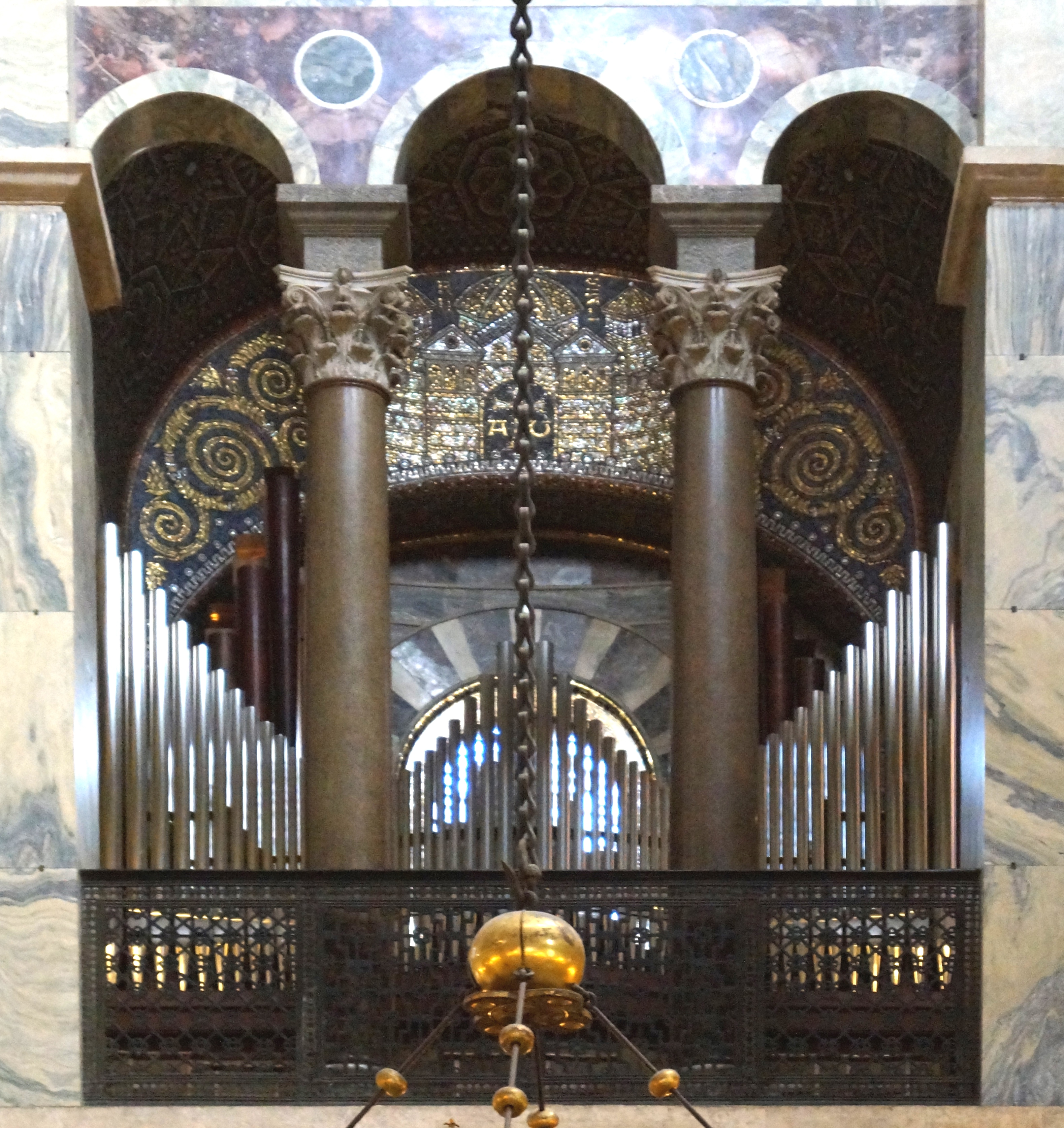
Prospekt der Hauptorgel im oberen nördlichen Umgang

Über die ersten Orgelanlagen in der Aachener Marienkirche gibt es keine schriftlichen Aufzeichnungen. Bekannt ist, dass 826 ein Priester aus Venedig für Ludwig den Frommen eine Orgel gebaut hat. In den Jahren 1598 bis 1599 wurde durch den Lütticher Orgelbauer Bernhard Spiring eine neue Orgel gebaut. 1628 wurde eine neue Orgel auf zwei roten Porphyrsäulen durch Johann Schaden errichtet, die mit einem kunstvollen Prospekt und 24 Register ausgestattet war. Im Zuge des Ausbruchs der wertvollen Porphyrsäulen während der französischen Besatzungszeit 1795 wurde auch die Orgel demontiert. Ein neues Instrument wurde in den Jahren 1807 bis 1809 zwischen Chor und Oktogon aufgestellt. Sie stammte ursprünglich aus der 1802 säkularisierten Reichsabtei St. Maximin in Trier.
Durch die Wiederaufstellung der antiken Säulen musste auch diese Orgel aus Platzgründen demontiert werden. In den Jahren 1845 bis 1847 wurde nach einem Entwurf des Kölner Dombaumeisters Ernst Friedrich Zwirner von dem Linnicher Orgelbauer Wilhelm Korfmacher eine Orgel mit neogeotischen Prospekt eingebaut. Dieses Instrument hatte 60 Register, verteilt auf drei Werke. Das Gebläse der Orgel wurde im Obergeschoss der Matthiaskapelle installiert. Dieses Instrument wurde 1939 von Johannes Klais neugestaltet und auf 65 Register erweitert, die auf nunmehr fünf Werke verteilt wurden. Die Klais-Orgel besitzt einen Hauptspieltisch mit vier und einen Chorspieltisch mit zwei Manualen. Dabei wurde das Gebläse unmittelbar mit den Orgelkästen verbunden, so dass das Obergeschoss der Matthiaskapelle wieder hergestellt werden konnte. Die Orgel wurde in den östlichen Jochen des Hochmünsters aufgestellt.
In den Jahren 1991 bis 1993 wurde die Orgelanlage durch die Orgelbaufirma Klais restauriert und auf insgesamt 89 Register erweitert. Dabei wurden die Schwalbennestorgeln zu einem neuen, selbständigen Instrument mit 30 Registern zusammengefasst, das heute auf dem Hochmünster, also zwischen Oktogon und Chorhalle steht. Die mit einem eigenen Spieltisch versehene Hochmünsterorgel kann bei Bedarf der Hauptorgel zugeschaltet werden.
Neben der großen Orgel besitzt der Aachener Dom noch eine kleine Orgel, die sogenannte Zoboli-Orgel mit 16 Registern aus der Zeit um 1850, die im Sechzehneck aufgestellt ist. Darüber hinaus wird bei Domkonzerten und bei Gottesdiensten in der Nikolauskapelle seit dem Jahre 2004 ein neues Orgelpositiv der Firma Martin Scholz aus Mönchengladbach eingesetzt.

### Glocken
Im Glockenstuhl des Turmes hängen acht Glocken an Holzjochen im Holzglockenstuhl. Das Geläut wurde in den Jahren 1656 und 1659, eben nach dem Stadtbrand von 1656, durch den Aachener Glockengießer Franz von Trier und seinen Sohn Jakob gegossen. Die dabei veränderte Disposition des mittelalterlichen Geläutes wurde bis heute beibehalten, obwohl die Marienglocke zweimal erneuert werden musste. Die heutige Marienglocke stammt aus dem Jahr 1958 und wurde durch die Glockengießerei Petit und Gebr. Edelbrock gegossen.
| Nr. | Name                 | Nominal (HT-1⁄16) | Gewicht | Durch-messer | Inschrift |
| --- | -------------------- | ----------------- | ------- | ------------ | --- |
| 1   | Maria                | g0 +8             | 5800 kg | 2075 mm      | + O MATER ALMA CHRISTI CARISSIMA—SUSCIPE PIA LAUDUM PRAECAMINA. (O hehre und liebste Mutter Christi, nimm auf unsere frommen Lobgesänge) GEGOSSEN 1535 + ZERSTOERT 1656 + ERNEUERT 1659 + ZERBORSTEN 1818 + UMGEGOSSEN 1881 + ZERSCHLAGEN 1942 + WIEDERUM ERNEUERT 1958 |
| 2   | Carolus              | h0 +7             | 2900 kg | 1628 mm      | HONOR ET CULTUS, QUEMREGALIS ECCLESIA AQUEN: SANCTISSIMO IMPERATORI PATRONO AC FUNDATORI SUO CAROLO VIRTUTE, MERITO, IMPERIO VERE MAGNO DEBET ET DEFERT MIHI NOMEN DEDIT ANNO 1 6 5 9 (Lob und Verehrung zollt Aachens königliche Kirche ihrem Gründer und Patron, dem heiligsten Kaiser Karl, groß an Tugend, Verdiensten und Herrschaft. Man gab mir darum seinen Namen) |
| 3   | Johannes Evangelista | d1 +8             | 1400 kg | 1367 mm      | NASCENTES INTER SOCIAS MECUM ORDINE PONOR TERTIA, SED CUM QUINTA TONO APPELLATA JOHANNES (Ich heiße Johannes und nehme unter den mit mir gegossenen Gefährtinnen der Ordnung nach den dritten Platz ein, in der Tonleiter jedoch den fünften) |
| 4   | Johannes Baptista    | e1 +7             | 1225 kg | 1217 mm      | JOHANNES BAPTISTA ORA PRO NOBIS. IN LUDO HAUD IN AGRO FLORENS NOS CURIA FECIT SED LONGO SUB AGRO FUDIT NOS IPSE DECANO. A O. 1 6 5 6 (Johannes der Täufer, bitte für uns. Blühend im Spiele, nicht auf dem Felde, schuf uns die Kurie, doch auf weitem Felde goss man uns für den Dekan.)                                                                                  |
| 5   | Leopardus            | fis1 +3           | 850 kg  | 1078 mm      | SANCTE LEOPARDE ORA PRO NOBIS ANNO 1 6 5 9 (Hl. Leopard, bitte für uns. Im Jahr 1659.) |
| 6   | Stephanus            | g1 +8             | 715 kg  | 1027 mm      | SANCTE STEPHANE ORA PRO NOBIS ANNO 1 6 5 9 (Hl. Stephanus, bitte für uns. Im Jahr 1659.) |
| 7   | Petrus               | a1 +1             | 425 kg  | 894 mm       | SANCTE PETRE ORA PRO NOBIS ANNO 1 6 5 9 (Hl. Petrus, bitte für uns. Im Jahr 1659.) |
| 8   | Simeon               | h1 +8             | 290 kg  | 793 mm       | SANCTE SIMEON JUSTE ET TIMORATE ORA PRO NOBIS (Heiliger Simeon, gerecht und gottesfürchtig, bitte für uns.) |

Das Glockenmotiv bildet der lateinische Hymnus Veni creator spiritus, des Hrabanus Maurus deutsch „Komm, Heilger Geist, der Leben schafft“ oder „Komm, Schöpfer Geist, kehr bei uns ein“ (vgl. Gotteslob Nr. 341, 342 und 351) bzw. „Komm, Gott Schöpfer, Heiliger Geist“ Evangelisches Gesangbuch Nr. 126 .

### Figurenschmuck

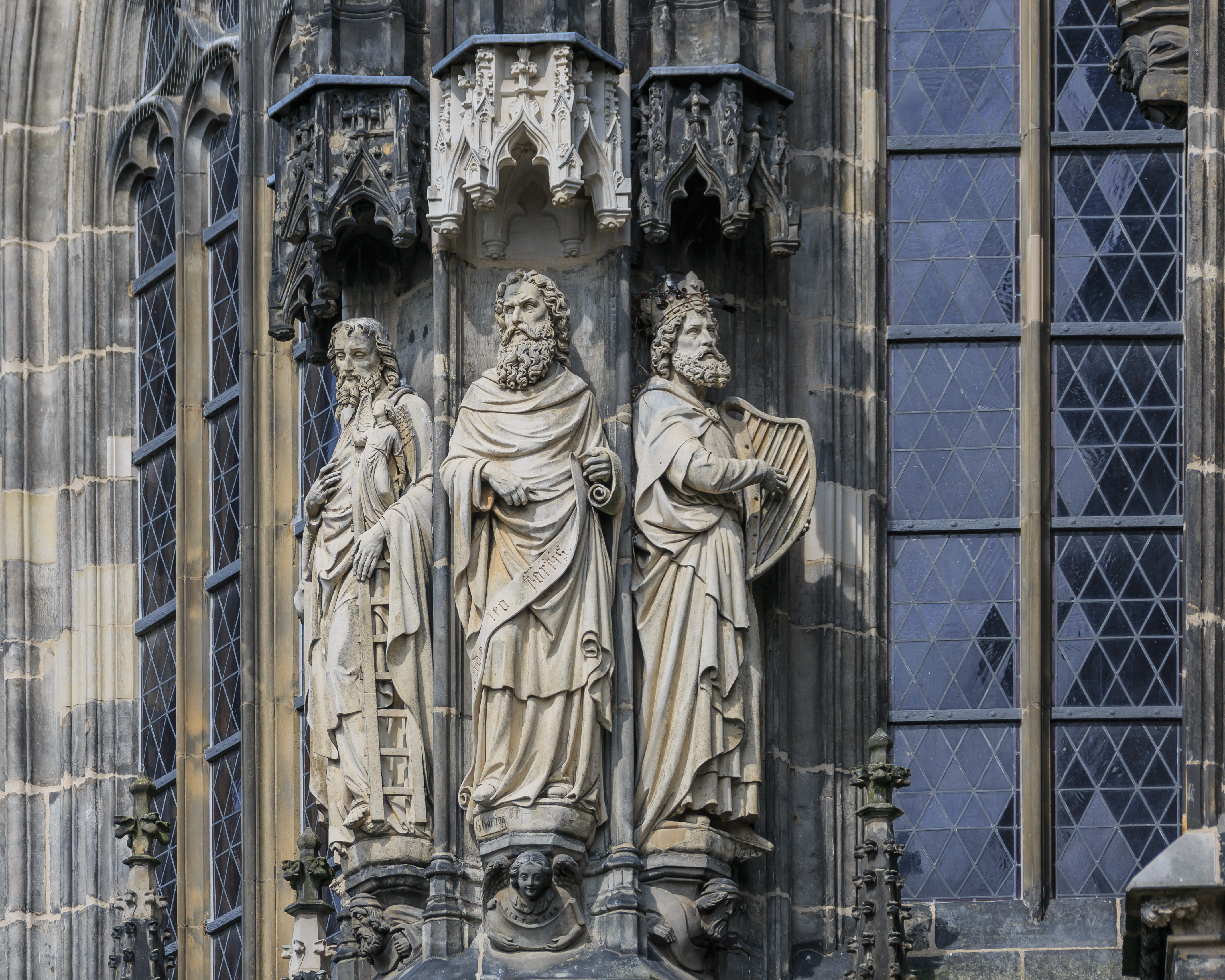
Annakapelle

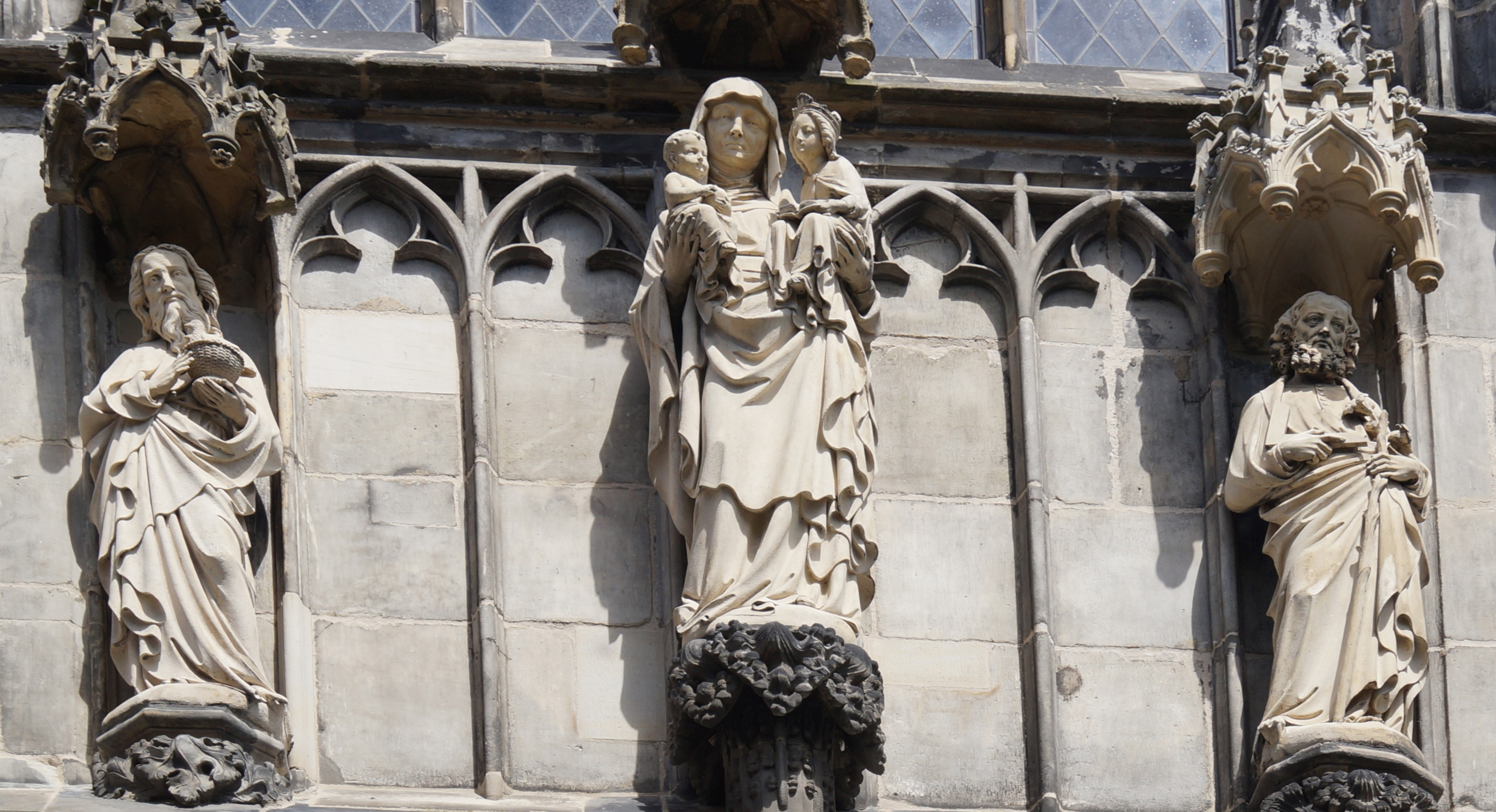
Annakapelle: Statuen der Heilige Sippe

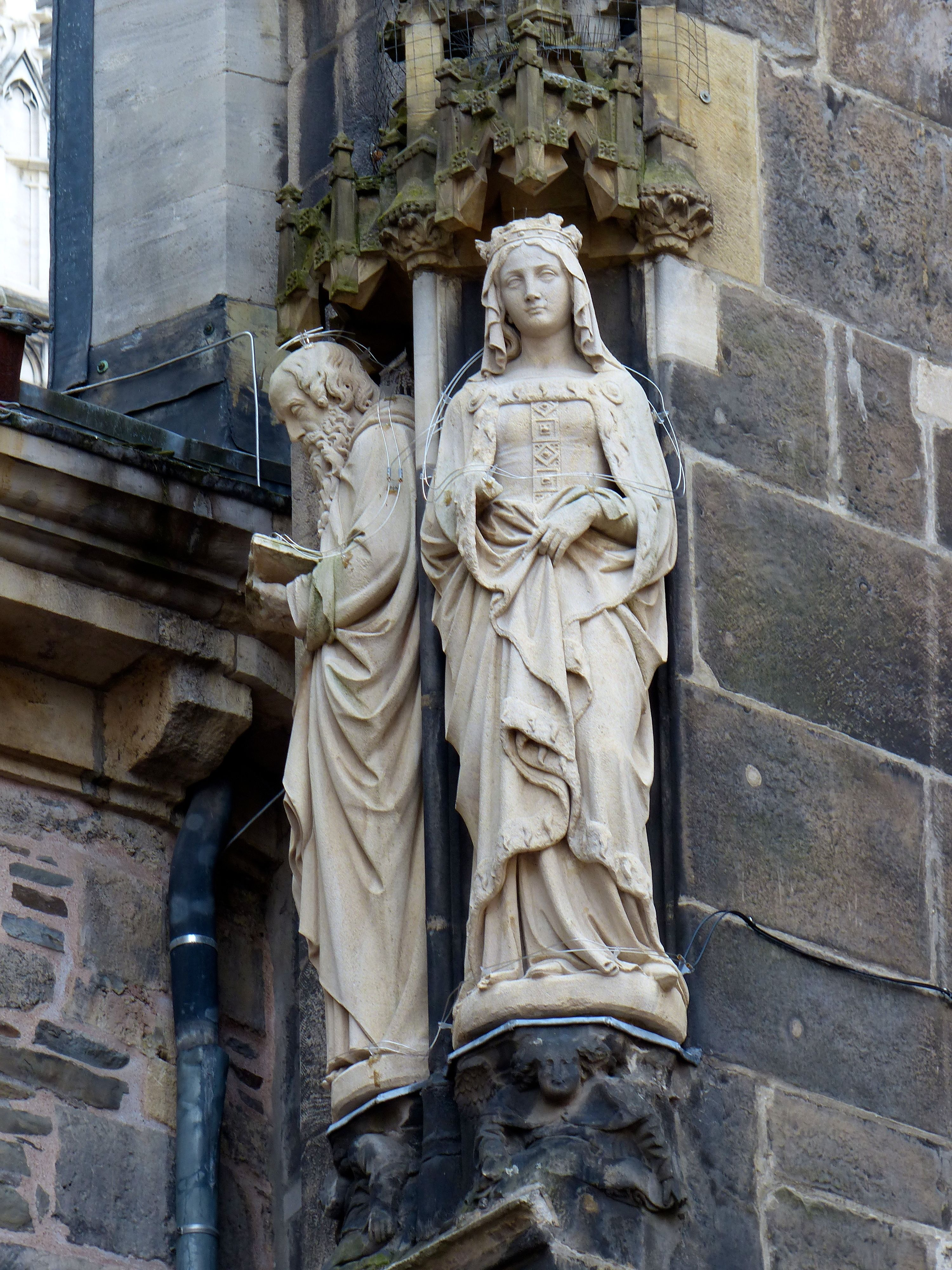
Karls- und Hubertuskapelle: Hildegard

Im Zuge der Restaurierungsarbeiten am Dom in preußischer Zeit wurde der Bildhauer Gottfried Götting beauftragt ein neogotisches Figurenprogramm für die Außenfassade der Kirche anzufertigen. Die Pläne für die Ausstattung der Anna-, Matthias-, Karls- und Hubertuskapelle sowie der Chorhalle mit 94 neogotischen Figuren wurden im Auftrag des Karlsvereins von Robert Ferdinand Cremer ausgearbeitet. Gottfried Götting konnte sich im Wettbewerb gegen die favorisierten Kölner Bildhauer aufgrund der günstigeren Preiskalkulation durchsetzen.
Als erster Zyklus wurden 16 Figuren der Matthiaskapelle 1865 bis 1867 in Udelfanger Sandstein angefertigt. Die 1,88 Meter bis 2,00 Meter hohen Figuren ersetzten die Reste des ursprünglichen Bauziers, von dem sich Mitte des 19. Jahrhunderts lediglich sechs Figuren erhalten haben, die jedoch so stark verwittert waren, dass nur eine Figur als Apostel Bartholomäus zu erkennen war. Entgegen den Vorstellungen des Stiftskanonikus Franz Bock, der thematisch eine Darstellung der in Aachen gekrönte Könige präferierte, wurde der Vorschlag des Karlsvereins – der Apostelzyklus, ergänzt um vier Evangelisten – realisiert. Die finanziellen Mittel für die Figuren der Matthiaskapelle wurden von der Marianischen Bruderschaft bereitgestellt.
Von den ehemaligen Figuren der Annakapelle waren im 19. Jahrhundert keine Reste mehr erhalten. Man entschloss sich, den von Johannes Theodor Laurent eingereichten Vorschlag zu verwirklichen. Die finanziellen Mittel für Anfertigung der Figuren wurden durch eine Lotterie aufgebracht, die einflussreiche Aachener Frauen anlässlich der Heiligtumsfahrt 1867 organisierten. Die Einnahmen von 7657,20 Talern übertrafen die veranschlagten Kosten von 6340 Talern. Die 23 Figuren, die die Heilige Sippe darstellen, wurden 1869 bis 1871 in Savonnières-Kalkstein angefertigt. Die Ausführung wurde durch Lieferschwierigkeiten während des Deutsch-Französischen Krieges verzögert. Die ursprünglich vorgesehene zentrale Figur der Muttergottes wurde nach einem Veto des erzbischöflichen Generalvikariats wieder von der Konsole genommen und durch eine Anna-selbdritt-Figur ersetzt. Die Muttergottesfigur wurde später in das Figurenprogramm der Karls- und Hubertuskapelle aufgenommen.
Die unteren Fensterbögen der Annakapelle werden durch 38 cm große Engel verziert, die Rauchfässer, Musikinstrumente und Werkzeuge der Bildenden Kunst tragen.
Im Februar 1870 wurde auch das Figurenprogramm (Karolinger- und Bischofszyklus) für die Ausschmückung der Karls- und Hubertuskapelle vom Kölner Generalvikariat genehmigt, nachdem man sehr kontrovers um die Aufstellung der Hildegard-Figur diskutiert hatte, da die dritte Frau Karls des Großen nicht heiliggesprochen war. Der achtteilige Zyklus orientiert sich an der Kölner Tafelmalerei der zweiten Hälfte des 15. Jahrhunderts. Der über der Kapellentür angebrachte Wappenengel (1874) war mit 400 Talern das teuerste Einzelwerk Göttings am Aachener Dom. Die Finanzierung der Steinmetzarbeiten gestaltete sich schwierig, da die Figuren durch sporadische Einzelspenden realisiert werden musste, da sich der einflussreiche Kölner Politiker August Reichensperger gegen eine erneute Finanzierung durch eine Dombaulotterie aussprach. Auf der zentralen Konsole über der Tür wurden die Figuren der Muttergottes – sowie flankierend die Patrone der Kapellen Karl der Große und der Hl. Hubertus von Lüttich aufgestellt. Auf dem linken Strebepfeiler wurden die 1,90 Meter großen Figuren Hildegards und Hl. Arnulfs, auf dem rechten Strebepfeiler die Figuren des Hl. Lambertus und Hl. Floribertus platziert. Die Aufstellung der Figuren an der Karls- und Hubertuskapelle wurde in den Jahren 1871 bis 1874 realisiert. Im Jahr 1987 wurden die stark verwitterten Figuren abgenommen, gereinigt, konserviert und im Februar 2014 wieder aufgestellt.
Im Jahr 1870 legte Götting auch das Angebot für die 29 Chorstatuen aus Savonnières-Kalkstein vor. Auch die Finanzierung der Chorstatuen bereitete große Schwierigkeiten, so dass der Figurenzyklus Ende 1874 unvollendet eingestellt werden sollte. Durch Einzelspenden wohlhabender Aachener Bürger konnte schließlich der Figurenschmuck vollständig 1877 realisiert werden. Das Figurenprogramm der Chorstatuen zeigt thematisch den Hofstaat Mariens. Von den Ende des 19. Jahrhunderts angefertigten Figuren wurden bei dem Bombenangriff in der Nacht vom 23. zum 24. Dezember 1943 die Figuren des Johannes und Lukas am Chorpfeiler 4a zerstört. Die Figuren werden seit einigen Jahrzehnten schonend konserviert.

### Frühere Ausstattung
Zur Ausstattung der Kirche zählte in der Vergangenheit eine Vielzahl von Ausstattungsgegenständen, die sich heute aus unterschiedlichen Gründen – Auslagerung, Verlust oder Zerstörung in Kriegszeiten, Schenkungen, kirchenpolitische Entscheidungen – nicht mehr in der Kirche befinden.

#### Dreikönigenleuchter
Der sechs Meter hohe Dreikönigenleuchter wurde 1513 als Totenleuchter am Grab Ottos III. im gotischen Chor errichtet. Der dreiseitige Messingleuchter war durch einen dreieckigen, hohen Baldachinaufbau gekennzeichnet, an den Ecken durch fialenähnliche Türmchen flankiert. Die Seiten sind durch gotische Strebe- und Maßwerke verziert. Auf drei Ebenen waren Figuren angeordnet: Maria mit dem Kind (unten), die Heiligen Drei Könige (Mitte) und Karl der Große im oberen Baldachin. Bischof Berdolet ließ den Leuchter 1803 demontieren und einschmelzen, um mit dem Erlös die finanzielle Ausstattung der Kirche zu verbessern.

#### Marmorkanzel Kaiser Wilhelms II.
Anlässlich der Fertigstellung der Rekonstruktion des Innenraumes des Kirchengebäudes im Frühjahr 1913 beschloss Kaiser Wilhelm II. dem Aachener Dom – wie auch frühere deutsche Kaiser – einen Ausstattungsgegenstand zu schenken. Er beauftragte den Konservator der Rheinlande Paul Clemen mit dem Entwurf einer monumentalen Kanzel aus italienischem Marmor. Die geometrisch einfach gestaltete Kanzel ohne Schalldeckel wurde von der Firma Köstner in Berlin gefertigt. Der abgeschliffene Pavanazzo-Marmor wurde durch goldene Kanten verziert. Eine gerade, neunstufige Treppe führte auf die Kanzel. Der figürliche Schmuck – zwei Löwen und ein Adler, der das Pult trägt – wurde von Professor Rauch in Berlin angefertigt. Die Marmorkanzel wurde am 21. Juli 1913 eingeweiht und im Südjoch des unteren Umgangs aufgestellt. Nach der kunsthistorischen Neubewertung wurde sie 1982 aus dem Sechzehneck entfernt und eingelagert.

## Domschatz

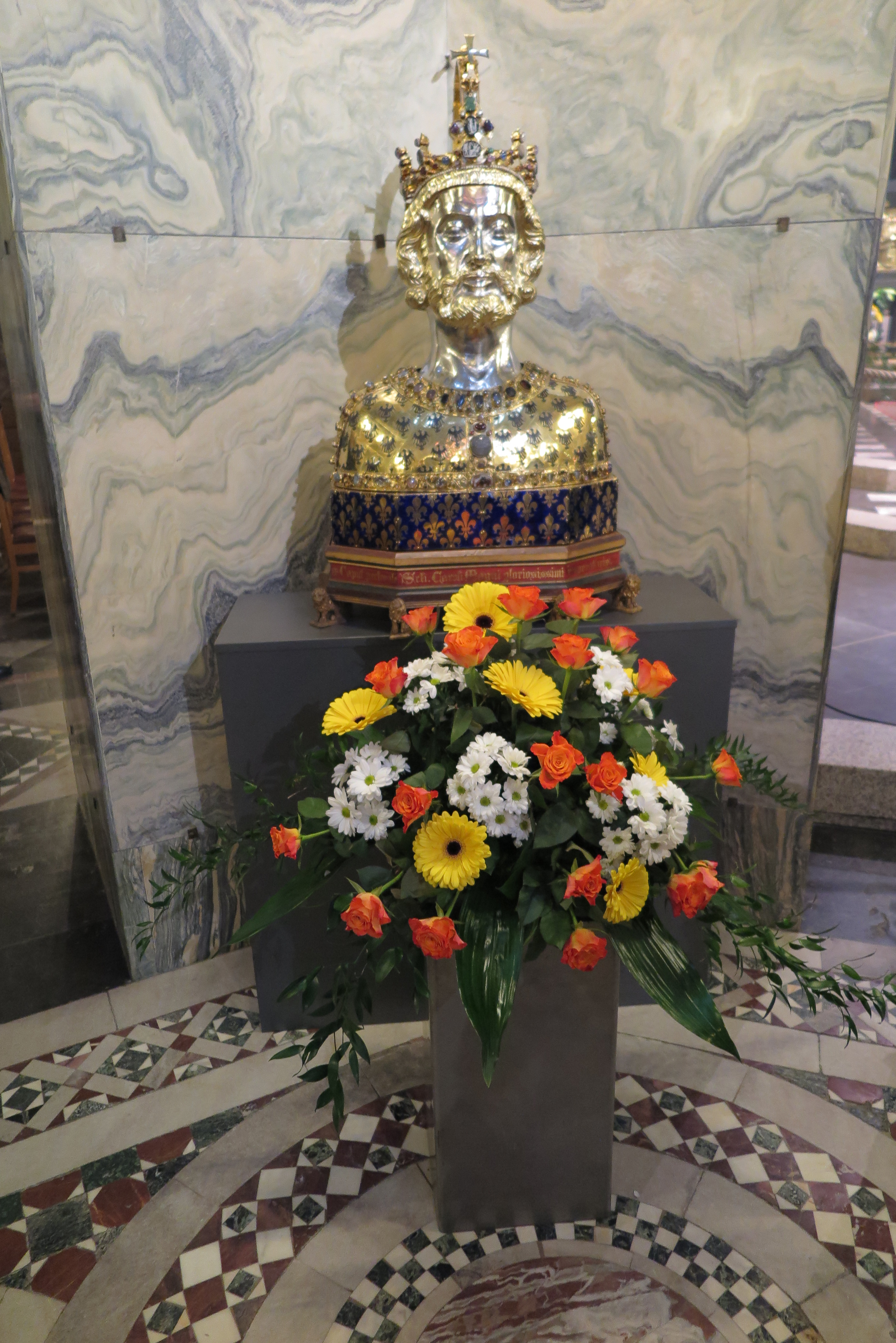
Karlsbüste, zum Karlsfest im Dom aufgestellt

Der Aachener Domschatz gehört zu den bedeutendsten Kirchenschätzen der Welt, er wurde 1978 zusammen mit dem Dom in die Liste des UNESCO-Weltkulturerbes aufgenommen. Der Domschatz umfasst eine Fülle von Schatzstücken aus den verschiedensten Epochen von der Spätantike bis in die Neuzeit. Ein Teil des Domschatzes wird heute in der 1995 neu gestalteten Domschatzkammer präsentiert. Seit dem Mittelalter bis 1861 wurde der Domschatz in einem Wandschrank der Matthiaskapelle aufbewahrt. Nachdem 1861 die Karlskapelle ihre Funktion als Gebetsraum für frankophone Kurgäste weitgehend verloren hatte, wurde hier eine Schatzkammer eingerichtet. Aufgrund von baulichen Mängeln erfolgte 1881 eine Verlegung der kostbaren Kunstgegenstände in die Ungarnkapelle, wo sie in zu diesem Zwecke angefertigten Wandschränken bis 1929 aufbewahrt wurden. Nach Schließung der offenen Arkaden der Armseelenkapelle wurde der Domschatz zunächst notdürftig dort eingelagert. Der Raum wurde bis 1931 nach Norden erweitert und mit einer Alarmanlage versehen. Nach Beseitigung der Kriegsschäden wurde die Schatzkammer 1946 wieder eröffnet und 1958 erneut umgebaut.
Den Schwerpunkt der etwa 100 Exponate der heutigen Ausstellung bildet hier die Präsentation von im Umkreis Karls des Großen entstandenen Kunstwerken. Neben wertvollen Goldschmiedearbeiten, Elfenbeinschnitzereien, Handschriften, insbesondere Werken der karolingischen Buchmalerei verfügt die Schatzkammer auch über einen umfangreichen Textilschatz und eine Sammlung von kostbaren Kaseln. Zum Aachener Domschatz gehören neben den in der Schatzkammer ausgestellten Kunstgegenständen auch die kunsthistorisch bedeutenden Ausstattungsgegenstände des Doms, wie der Königsthron, der Barbarossaleuchter, die Reliquienschreine, die Pala d’oro oder der Ambo Heinrichs II.
Einige der Ausstellungsobjekte sind auch weiterhin zu besonders feierlichen Anlässen regelmäßig in liturgischem Gebrauch: so das bei Pontifikalämtern verwandte ottonische Lotharkreuz, der ausschließlich zu Bischofsweihen benutzte, ebenfalls ottonische Goldene Buchdeckel oder die Wappentruhe des Richard von Cornwall, die während der Heiligtumsfahrt zur Aufbewahrung der Tuchreliquien verwendet wird. Die Karlsbüste von 1349 wird regelmäßig zum jährlich am Januarende stattfindenden Karlsfest und zur Verleihung des Internationalen Karlspreises, die jedes Jahr am Hochfest Christi Himmelfahrt erfolgt, im Dom aufgestellt.

## Historische, religiöse und kulturelle Bedeutung

### Krönungsort

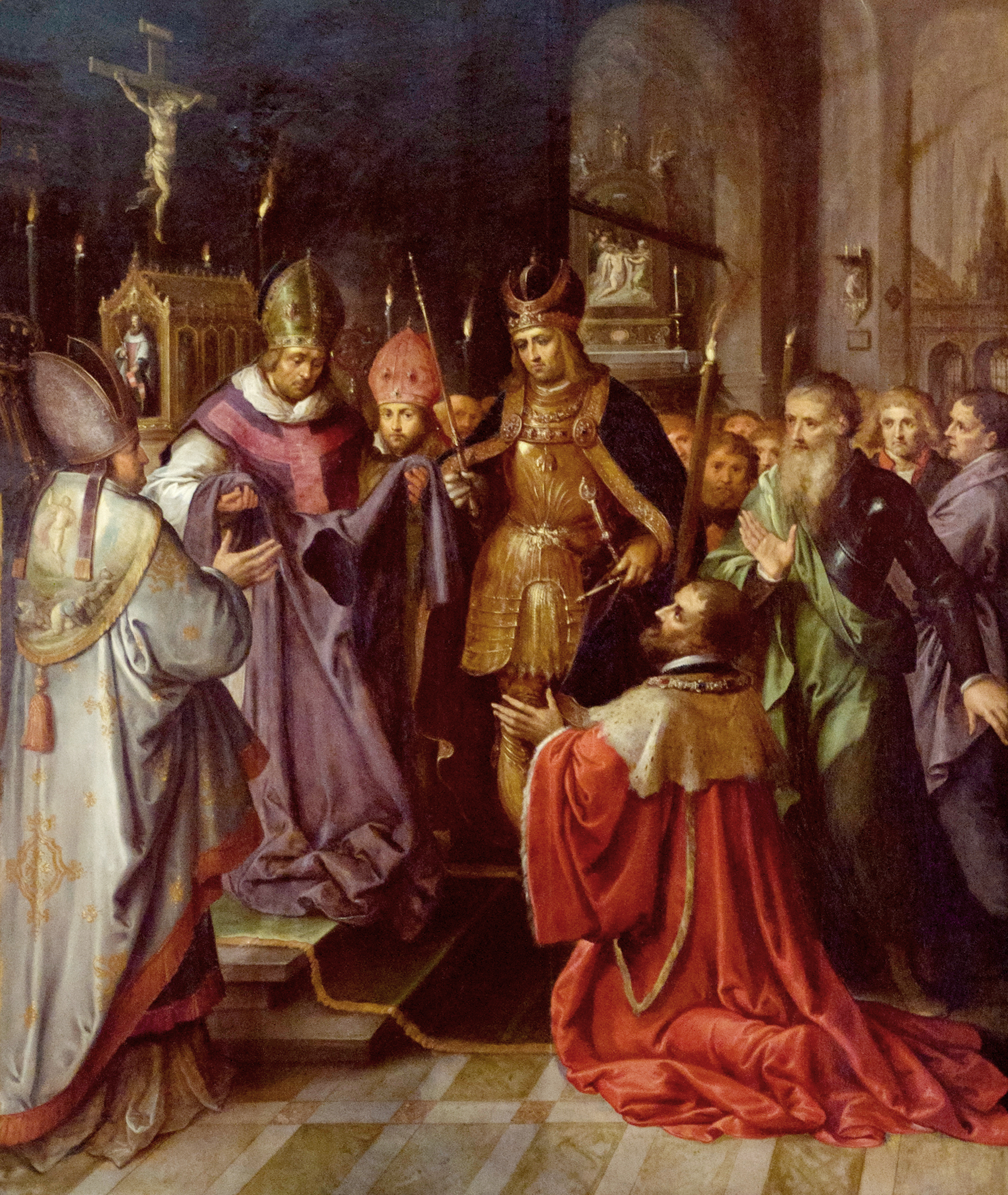
Krönung Karls V.

Auf ausdrückliche Anweisung Karls des Großen krönte sich dessen Sohn Ludwig der Fromme in der Pfalzkapelle selbst zum König. Ab der Krönung König Ottos I. 936 wurden bis zum Jahre 1531 nahezu alle deutschen Könige in der Aachener Pfalzkapelle gekrönt. Die Salbung und Krönung fanden am Hauptaltar statt, die spätere Thronsetzung dann auf dem Thron Karls des Großen, der bis heute besichtigt werden kann. Alle deutschen Herrscher – gleichgültig, ob in Aachen gekrönt oder nicht – haben in diesem Zeitraum auf dem Karlsthron Platz genommen.
Anlässlich der Krönung Karls V. am 24. Oktober 1520 in Aachen schrieb Albrecht Dürer in das Tagebuch seiner niederländischen Reise: „Da hab ich gesehen alle herrliche Köstlichkeit, desgleichen keiner, der bei uns lebt, köstlicher Ding gesehen hat.“

### Begräbnisort

#### Grab Karls des Großen
Karl der Große starb am 28. Januar 814 in Aachen. Er wurde nach historischen Überlieferungen seines Biografen Einhard am gleichen Tag in der Pfalzkirche begraben. Der genaue Begräbnisort ist unbekannt. Die Lokalisierung des Grabes war über mehrere Jahrhunderte Gegenstand archäologischer Grabungen. Neben einer Bestattung im Ostchor, im Ost- bzw. im Südost- oder Südwestjoch des Sechzehnecks wurde das Grab auch immer an der Schwelle der Kirche oder im vorgelagerten Atrium vermutet. Darüber hinaus wurde das Grab auch im Zentrum des Oktogons, unter der romanischen Ägidiuskapelle oder im Vorraum des nördlichen Annexbaus vermutet. Diese Hypothese einer Bestattung in der Vorhalle konnte durch archäologische Grabungen 2010 nicht bestätigt werden. Favorisiert wird in der wissenschaftlichen Literatur eine Bestattung im Proserpina-Sarkophag aus dem 3. Jahrhundert in einem bogenüberspannten Arkosolgrab im Südost-Joch des Sechzehnecks. Dieser Sarkophag war ein Bestandteil eines Grabdenkmals für Karl den Großen, das 1788 auf Beschluss des Stiftskapitels abgerissen wurde.
Das Grab Karls des Großen wurde im Jahr 1000 von Otto III. geöffnet und wieder verschlossen. Im Jahr 1165 wurde Karl der Große im Beisein Friedrichs I. heiliggesprochen und seine Gebeine zunächst in einen provisorischen Schrein umgebettet. 1215 soll Kaiser Friedrich II. anlässlich seiner Krönung den letzten Nagel in den Karlsschrein eingeschlagen haben, in dem sich die sterblichen Überreste Karls bis heute befinden.

#### Grab Ottos III.

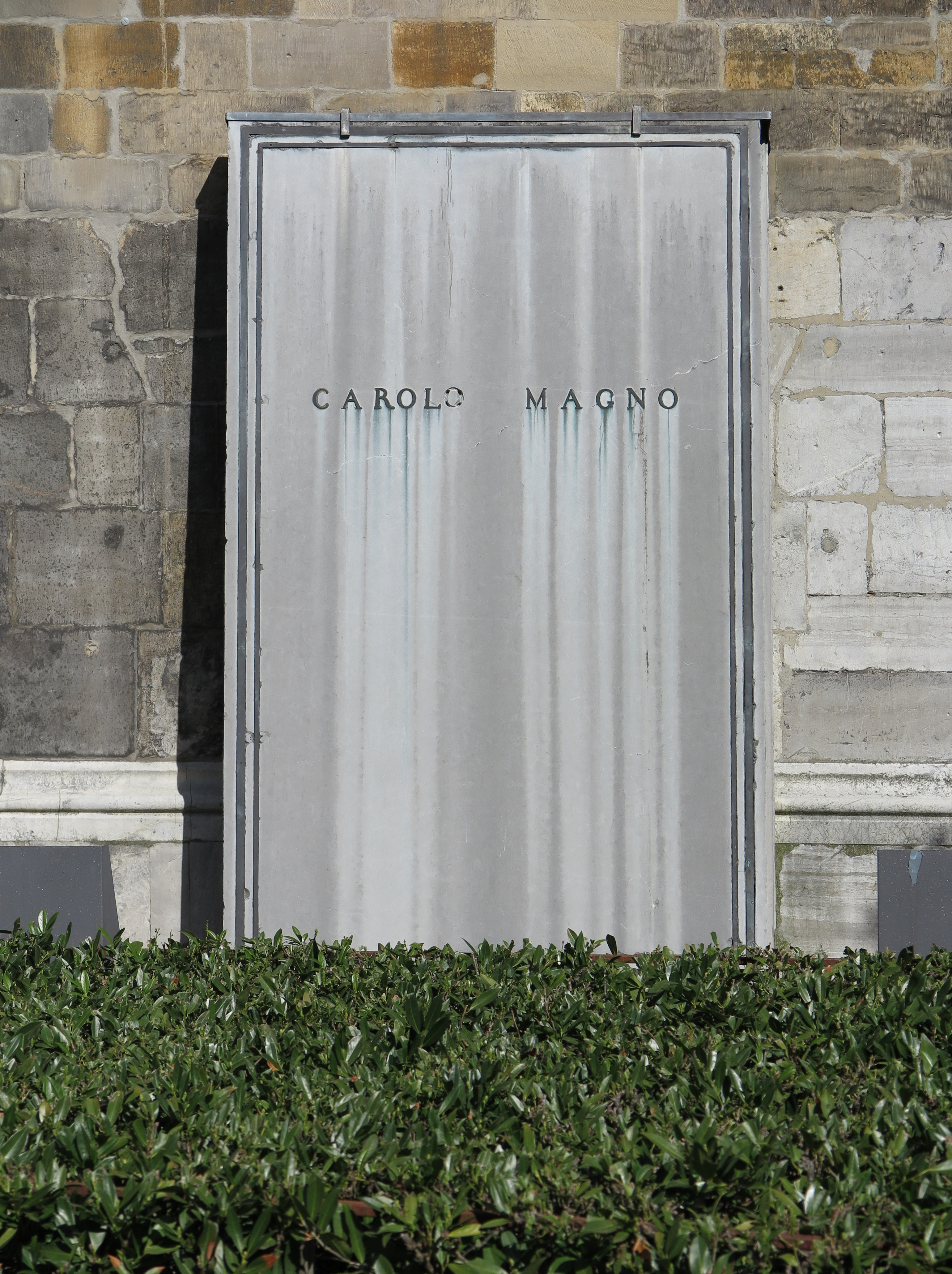
Ehemalige Grabplatte Ottos III.

Nach seinem Tod im Alter von 21 Jahren wurde der Leichnam Ottos III. von der Burg Paterno nach Aachen überführt und am Ostersonntag 1002 in der Marienkirche östlich des Petrusaltars im Ostjoch bestattet. Nach der Vollendung der gotischen Chorhalle wurde das Grab verlegt. Im Jahr 1804 wurden die Gebeine Ottos III. entnommen. Bei der Überführung nach Frankreich gingen sie verloren. Die von Kurfürst Friedrich von Sachsen 1512 gestiftete 3,10 Meter lange und 1,80 Meter breite Grabplatte, die ein niedriges Denkmal bedeckte, wurde auf Anweisung von Bischof Berdolet 1803 umgearbeitet und mit dem Namenszug Carolo Magno versehen. Heute befindet sich die Platte an der Außenseite der Südwand des Chorhauses. Bedeckt von einer 1834 angefertigten, 2,20 Meter langen und 1,05 Meter breiten Marmorplatte, befindet sich der rote Sandsteinsarkophag Ottos III. heute in der Mitte der Chorhalle.

### Heiligen- und Reliquienverehrung, Heiligtumsfahrt
Bereits im Mittelalter verstärkte sich die Hinwendung des gläubigen Volkes auf die Verehrung der Heiligen und Würdigung der biblischen Heiligtümer. Wertvolle Sarkophage und kostbare Reliquienbehältnisse wurden angefertigt und entsprechend ihrer Bedeutung stets oberhalb der Mensa der Altäre aufgestellt. Vermutlich stand der Schrein mit den Gebeinen Karls des Großen im Zentrum des Oktogons unterhalb des Barbarossa-Leuchters, während der Marienschrein mit den wichtigsten Heiligtümern hinter dem Hauptaltar im Ostanbau des karolingischen Baus positioniert wurde. Die Präsentation der wichtigen Reliquien bestimmte auch das ikonografische Konzept der Kirche und verdrängte andere Funktionen – wie die liturgische Versammlung der Gemeinde – in umliegende Gebäude und neue Seitenkapellen.

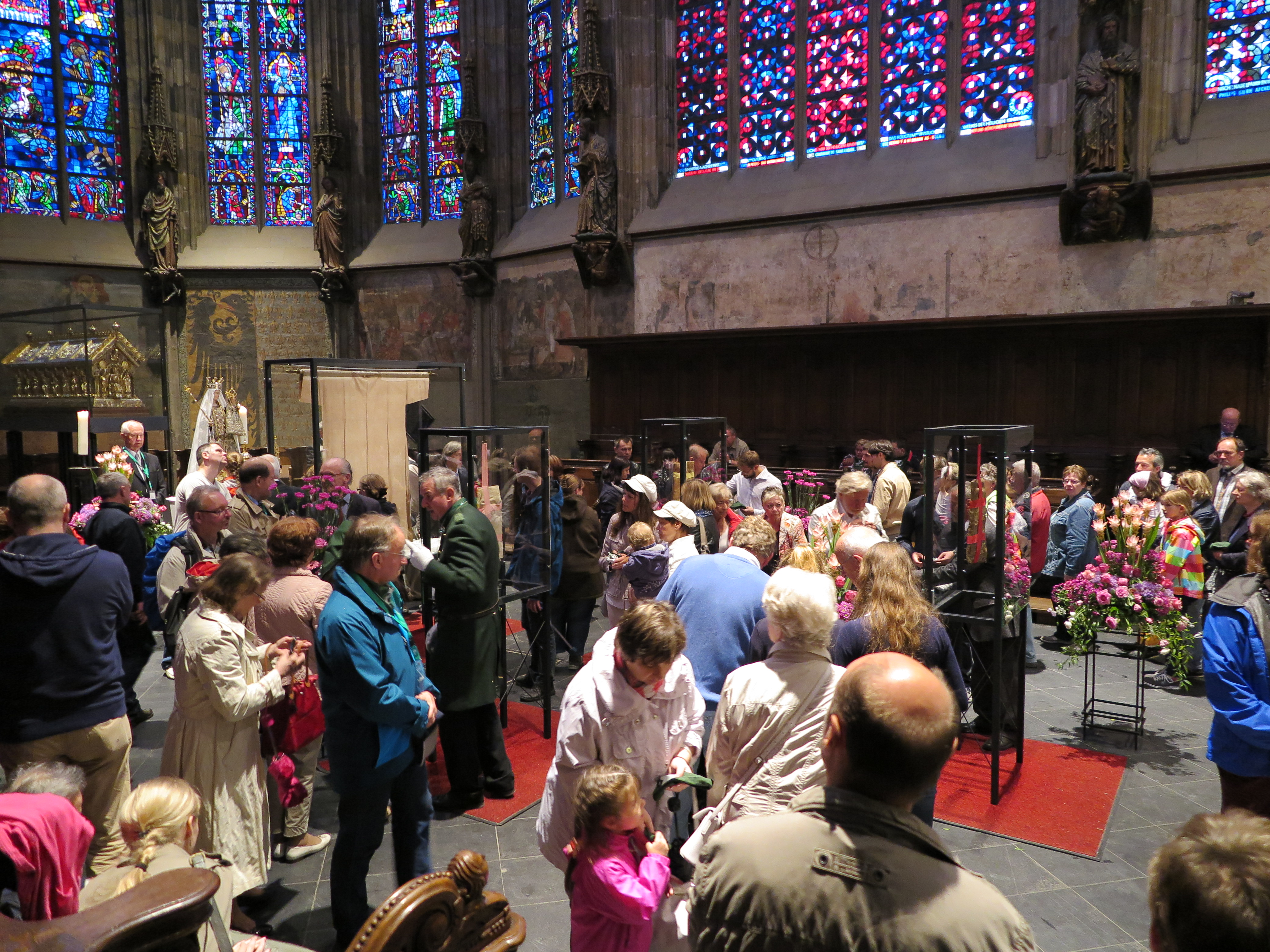
Heiligtumsfahrt 2014

Seit 1349 findet die im siebenjährigen Turnus die Aachener Heiligtumsfahrt statt, eine Wallfahrt, bei der die vier im Marienschrein aufbewahrten Tuchreliquien verehrt werden. Bei den spätantiken Stoffen soll es sich der Überlieferung nach um die Windeln Jesu, das Lendentuch Jesu, das Kleid Mariens und das Enthauptungstuch Johannes’ des Täufers handeln. Die Reliquien werden dem Marienschrein entnommen und für die Dauer von zehn Tagen Besuchern und Pilgern gezeigt. Zur besseren Präsentation der Heiligtümer wurde Anfang des 15. Jahrhunderts mit dem Bau der gotischen Chorhalle begonnen, da der karolingische Bau für die zahlreich nach Aachen pilgernden Gläubigen nicht mehr ausreichte. Gleichzeitig wurden um das Oktogon ein Kranz von Kapellen angebaut, um den Wallfahrern einen Ort für Andachten und Gebete zur Verfügung zu stellen.
Die letzte reguläre Aachener Heiligtumsfahrt fand im Juni 2014 statt und stand unter dem Motto „Glaube in Bewegung: Zieh in das Land, das ich dir zeigen werde.“ Begleitet wurde die Heiligtumsfahrt im Jahr 2014 von dem 600-jährigen Jubiläum der Chorhalle und dem 1200-jährigen Todestag Kaiser Karls des Großen.
Aufgrund der COVID-19-Pandemie musste die folgende Pilgerfahrt um zwei Jahre nach 2023 verschoben werden.

### Pfarr- und Stiftskirche
Bereits zu Zeiten Pippins des Jüngeren war St. Marien Pfarrkirche der Grundherrschaft Aachen. Als Pfarr- und Fiskalkirche wurde hier die Taufe gespendet, Verstorbene beerdigt und die Kirche besaß das Recht der Zehnterhebung. Karl der Große gründete hier ein Stift, dessen Kleriker die Aufgabe besaßen die Feier der Liturgie zu gestalten. Zunächst umfasste die Kommunität zwölf Kanoniker, denen ein Abt vorstand. Über die Gründung des Stifts zu karolingischer Zeit und über etwaige Dotationen liegen keine schriftlichen Quellen vor. Im Zuge der Stiftsgründung wurde ein Stiftskloster, vermutlich im Bereich des heutigen Claustrums errichtet, die Kirche von Karl dem Großen mit einem Reliquienschatz ausgestattet, liturgische Bücher und Gerätschaften angeschafft und schließlich der Kirche Immunität und Königsschutz verliehen. Die Grablege der Stiftskanoniker wird auf dem Gebiet der heutigen Michaelskapelle vermutet.
Die unterschiedlichen liturgischen Funktionen der Kirche drückt sich auch in der räumlichen Disposition in karolingischer Zeit aus. Das Sanktuarium (Altarraum) umfasste den Ostbau mit dem Hauptaltar, dem Marienaltar sowie das Ostjoch des Sechzehnecks im Unter- und Obergeschoss mit dem Petrusaltar (im Erdgeschoss) und dem Salvator-(Erlöser)altar im oberen Umgang. Der Raum des Oktogons bildete bis zur Errichtung der gotischen Chorhalle den Chor, in dem das Chorgestühl und zeitweise der Allerheiligenaltar untergebracht war.
Das gesamte Hochmünster – mit Ausnahme des Ostjoches – war den Laien der Pfarrei vorbehalten. Der Erlöseraltar, der als Pfarraltar fungierte, wurde später als Kreuzaltar bezeichnet. Westlich des Thrones befand sich der Taufbrunnen der Kirche, in der bis 1803 die Spendung der Taufe vorgenommen wurde.

### Bischofskirche
Aachen war bis zum 19. Jahrhundert kein Bischofssitz. Das Gebiet des heutigen Bistums Aachen gehörte überwiegend zu den Bistümern Maastricht/Lüttich und Köln. Erst Napoleon machte Aachen zum Bischofssitz des von ihm 1802 für die neuen Départements Roer und Rhin et Moselle gegründeten Bistums Aachen, möglicherweise aus Verehrung für Karl den Großen. Erster Bischof war von 1802 bis zu seinem Tod 1809 Marc-Antoine Berdolet. Seine Nachfolge blieb ungeklärt; 1821 wurde das Bistum durch die Päpstliche Bulle De salute animarum aufgehoben und dem Erzbistum Köln eingegliedert.
Am 13. August 1930 wurde das Bistum Aachen von Papst Pius XI. neu errichtet. Nach Wahl durch das Domkapitel im Dezember 1930 trat Bischof Joseph Vogt im Frühjahr 1931 sein Amt an. Der Aachener Dom ist seitdem die Kathedralkirche des Bistums.
Nach der Emeritierung von Bischof Heinrich Mussinghoff im Dezember 2015 wurde im September 2016 nach neunmonatiger Sedisvakanz der Trierer Weihbischof Helmut Dieser von Papst Franziskus zum neuen Bischof von Aachen ernannt.

### Weltkulturerbe

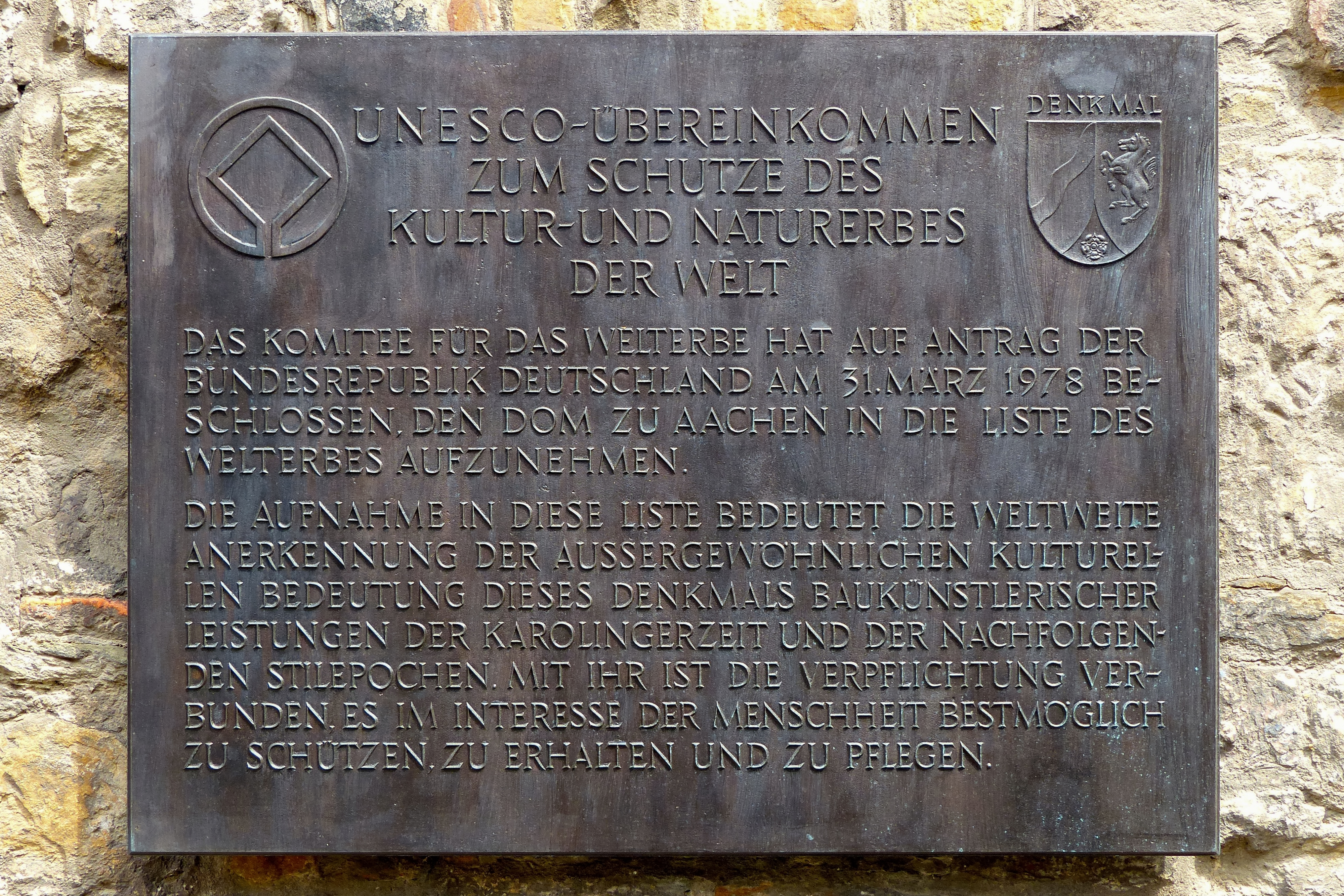
Welterbeplakette am Aachener Dom

Als erstes deutsches Kulturdenkmal wurde der Aachener Dom 1978 in die Liste des UNESCO-Weltkulturerbes aufgenommen.
Die UNESCO erklärte, dass der Dom bau- und kunstgeschichtlich von universeller Bedeutung sei und als eines der großen Vorbilder religiöser Architektur gelte.
Vier Kriterien für die Aufnahme in die Welterbeliste wurden als erfüllt angesehen:
- Kriterium (i): Mit seinen Säulen aus griechischem und italienischem Marmor, den Bronzetüren, dem größten Mosaik in einer Kuppel (jetzt zerstört), hat die Pfalzkapelle in Aachen seit ihren Anfängen eine außergewöhnliche künstlerische Schöpfung wahrgenommen. Sie war seit der Antike das erste gewölbte Bauwerk nördlich der Alpen.
- Kriterium (ii): Stark beeinflusst von der klassischen und byzantinischen Tradition während der karolingischen Renaissance und zu Beginn des Mittelalters, war die Kapelle einer der Prototypen der religiösen Architektur und inspirierte zu Kopien oder Nachahmungen.
- Kriterium (iv): Die Pfalzkapelle Karls des Großen ist ein ausgezeichnetes und markantes Beispiel aus der Familie der „Aulian-Kapellen“, die auf einen Zentralbau mit Tribünen basieren.
- Kriterium (vi): Die Konstruktion der Kapelle des Kaisers in Aachen symbolisiert die Vereinigung des Westens und ihrer spirituellen und politischen Wiederbelebung unter der Ägide Karls des Großen. Im Jahr 814 wurde Karl der Große hier begraben und im gesamten Mittelalter bis 1531 wurden die deutschen Kaiser weiterhin in Aachen gekrönt. Die Sammlung der Schatzkammer des Doms ist von unschätzbarem archäologischem, ästhetischem und historischem Wert.

### Architektonische Bedeutung und Nachfolge
Schon im Mittelalter wurde der Dom bewundert und seine Architektur aus unterschiedlichen Gründen zitiert, so etwa im Essener Münster, dem Alten Turm in Mettlach, der Nikolauskapelle auf dem Valkhof in Nijmegen, in Sankt Maria im Kapitol in Köln und in der elsässischen Abteikirche Ottmarsheim.

## Einrichtungen, Organisationen und Vereine

### Domkapitel
Der Gottesdienst in der Marienkirche zur Zeit Karls des Großen wurde durch die Kanoniker des angeschlossenen Marienstifts abgehalten. Otto I. verlieh den Kanonikern 966 das Recht, einen eigenen Stiftspropst zu bestimmen. Im Jahr 997 erneuerte Papst Gregor V. die Privilegien des Stiftes und bestimmte sieben Kardinalpriester und sieben Kardinaldiakone für den Dienst am Marienaltar. Durch die Funktion des Marienstifts als Krönungsstift vergrößerte sich der Grundbesitz des Stiftes und die Zahl der Kanonikerpfründe und Stiftsämter. In Aachen gab es zwei Königsvikare und drei Dignitätsstellen: Propst, Dekan und Cantor. Auch nach Errichtung der benachbarten Kirche St. Foillan blieb dem Dom mit der Taufkapelle das alleinige Taufrecht erhalten. Mit der Erhebung zum Bischofssitz 1801 erfolgte die Umwandlung des Krönungsstiftes in ein Domkapitel. Nach der Auflösung des Bistums Aachen erfolgte 1825 die Einrichtung eines Kollegiatsstiftskapitels. Durch das Konkordat Preußens von 1929 wurde die Anzahl der Domkapitulare und Domvikare festgelegt. Das Aachener Domkapitel besteht demzufolge seit 1930 aus dem Dompropst als Vorsitzenden und Sprecher, sechs residierenden Domkapitularen, vier nicht-residierenden Domkapitularen sowie sechs Domvikaren. Zudem gehören zurzeit weitere sechs emeritierte Domkapitulare dem Kapitel an.
Das Domkapitel ist mit unterschiedlichen Aufgabenbereichen befasst, so dem Gottesdienst, der Sakramentenspendung und der Liturgie am Dom, dem Erhalt des Doms, der Mitsorge in der Leitung des Bistums sowie der Wahl eines neuen Bischofs.

### Domarchiv
Im Domarchiv Aachen werden alle vorhandenen Zeugnisse zum Aachener Dom aufbewahrt, benutzbar gemacht und erhalten. Dazu gehören Dokumente, die den „großen mittelalterlichen liturgischen Handschriftenbestand“ betreffen, sowie Urkunden und Akten, die noch aus dem Aachener Marienstift bis zur Säkularisation stammen.

### Dombauhütte
Die Dombauhütte Aachen kümmert sich um die Bauerhaltung des Aachener Domes durch konservatorische und restauratorische Maßnahmen, um die Dokumentation während und nach Sanierungsmaßnahmen, um die bauliche Betreuung aller Annex- und Nebengebäude sowie um die Unterhaltung und Instandhaltung der Anlagen des gesamten Dombereichs. Die Dombauhütte koordiniert die Sanierungsmaßnahmen in Abstimmung mit der Dombaukommission, den Vertretern von Bund, Land, Stadt, der RWTH Aachen, den Denkmalbehörden und dem Karlsverein-Dombauverein. Von 2000 bis 2023 leitete Helmut Maintz die Arbeiten der Dombauhütte, seit dem 1. Februar 2023 ist Jan Richarz Dombaumeister.
Die Dombauhütte Aachen betreut einen Falkenhorst im Westturm des Doms mit Öffnung nach Osten, in dem die letzten Jahre Wanderfalken erfolgreich gebrütet haben.

### Dommusik

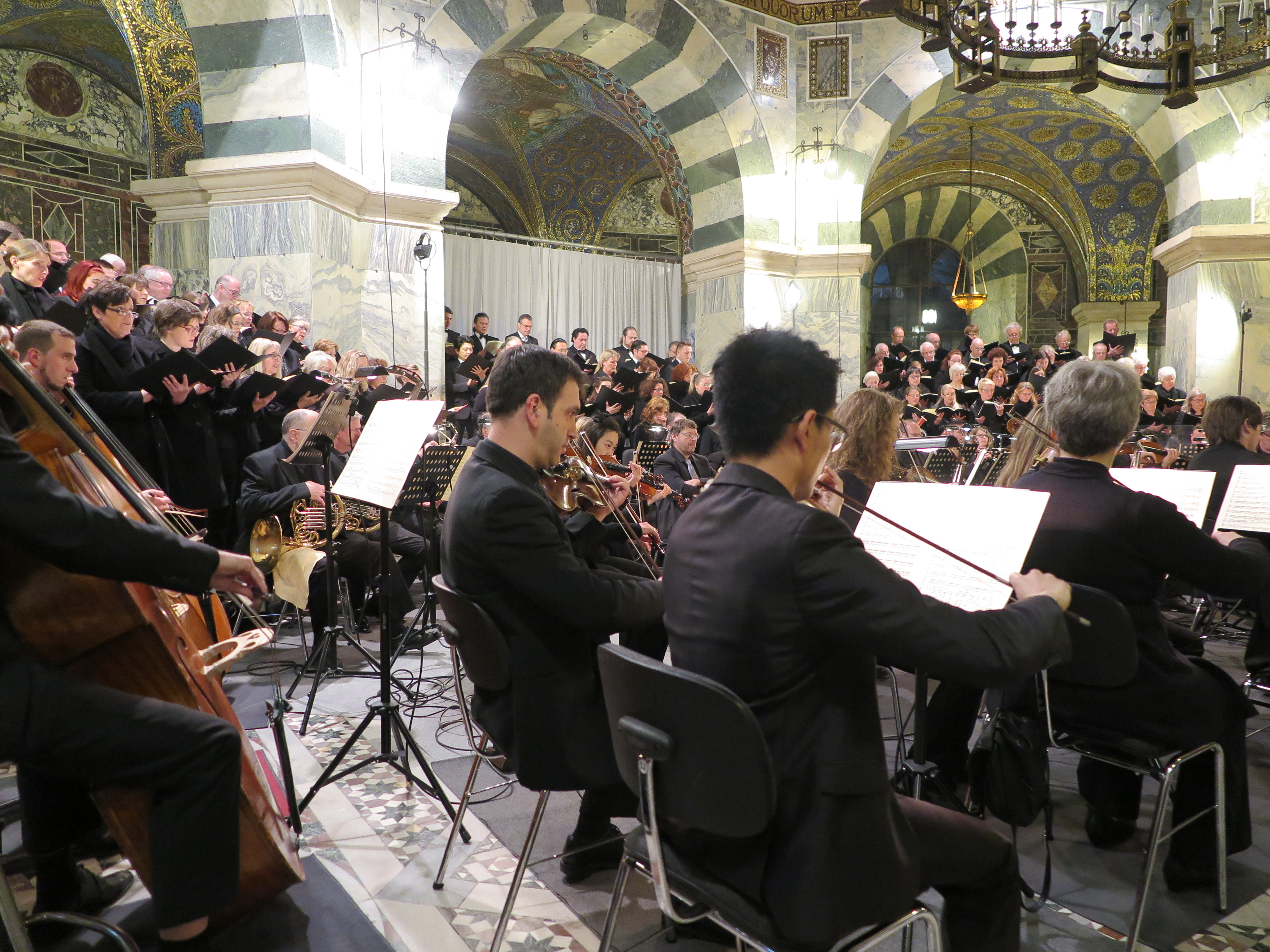
Domkonzert im April 2016

Im Aachener Dom finden regelmäßige Konzerte statt. Die jeweils im Oktober aufgeführte Oktobermusik erinnert an die Befreiung Aachens 1944 und wird von dem Aachener Domchor sowie dem Sinfonieorchester Aachen unter der Leitung des Domkapellmeisters gestaltet. Weitere Konzerte finden mit dem Aachener Domorchester, den Aachener Dombläsern und dem Vokalensemble des Aachener Doms statt. Zur Passionszeit werden vom Domchor zusammen mit dem Concert Royal Köln auf historischen Instrumenten in jährlichem Wechsel die Matthäus- und Johannes-Passion von Johann Sebastian Bach aufgeführt. Mehrmals im Jahr finden Orgelkonzerte mit Domorganist Michael Hoppe statt (so z. B. zum Karlsfest). Im Oktober 2015 hatte das Konzertformat Dom im Licht Premiere: Ein Domkonzert wurde live über Videowände auf den Katschhof übertragen, wo sieben lichtstarke Beamer synchron zur Musik ein Video-Mapping auf die Fassade der Kathedrale projizierten. Das Konzert musste nach etwa 45 Minuten abgebrochen werden, weil statt der erwarteten 3.500 Besucher ca. 6.000 Besucher den Katschhof bis auf den letzten Stehplatz gefüllt hatten und die akute Gefahr einer Massenpanik bestand.

#### Stifts- und Domkapellmeister
- 1525–1578: Johannes Mangon (Kantor und Stiftskapellmeister)
- 1745–1772: Anton Joseph Lacand
- 1835–1840: Anton Felix Schindler (städtischer Musikdirektor)
- 1864–1891: Heinrich Böckeler (ab 1881 Direktor der Kirchenmusikschule St. Gregorius-Haus)
- 1891–1913: Franz Nekes
- 1913–1918: Johannes Mölders
- 1918–1924: Leo Wachten
- 1924–1963: Theodor Bernhard Rehmann (1945–1946 kommissarischer städtischer Generalmusikdirektor)
- 1964–1986: Rudolf Pohl
- 1986–2000: Hans-Josef Roth
- 2000–2025: Berthold Botzet
- ab 1. Februar 2025: Felix Heitmann (designiert)

#### Domsingschule und Domchor
Der Aachener Domchor kann auf eine mehr als 1200-jährige Geschichte zurückblicken. Als ältester deutscher Knabenchor geht seine Gründung auf die Choralschola an der Hofschule Kaiser Karls, die Schola Palatina, zurück. Über die Jahrhunderte hinweg hat der Gesang des Domchores und seiner Vorgänger das wesentliche Element der musikalischen Gestaltung der Liturgie an der Aachener Marienkirche ausgemacht und so neben den sonntäglichen Gottesdiensten insbesondere auch zu feierlichen Anlässen wie Königskrönungen, Karlsfesten und Heiligtumsfahrten beigetragen. Im Jahr 1707 wurde das Choralenhaus auf dem Katschhof nach einer Schenkung von Johann Leonhard Blanche errichtet, in dem die Schüler wohnen und am Musikunterricht teilnehmen konnten. Während der französischen Herrschaft geriet das Choralenhaus in wirtschaftliche Schwierigkeiten, wurde geschlossen und erst am 3. November 1826 neu eröffnet. Im Jahr 1881 wurde die Kirchenmusikschule St. Gregorius-Haus eröffnet, die die gesangliche Ausbildung der Kirchenmusiker übernommen hat. Nach der Zerstörung des Gebäudes am Katschhof im Zweiten Weltkrieg wurde die Domsingschule 1960 als Grundschule neu eröffnet, in der seit 2001 die musikalische Früherziehung unter der Trägerschaft des Domkapitels mit dem Schwerpunkt Kirchenmusik angeboten wird.
Seit 2000 wird der Domchor von Domkapellmeister Berthold Botzet geleitet. Domkantor und Leiter des Mädchenchores am Aachener Dom ist seit Juli 2013 Marco Fühner.

#### Kirchenlieder
Aus Aachen ist das älteste deutsche Weihnachtslied überliefert, das nach neuesten Forschungen aus dem 11. Jahrhundert stammt. In der heutigen Fassung heißt es Sei uns willkommen, Herre Christ, im Althochdeutschen Syt willekomen, heire Kirst. Dieses Lied wurde in der Weihnachtsnacht von den Aachener Schöffen vom Chorgestühl des Domes gesungen, nachdem das Evangelium verlesen war. Ein weiteres Aachener Kirchenlied, das Urbs Aquensis aus dem 12. Jahrhundert, stellt zweifelsfrei seit dem Mittelalter bis in die heutige Zeit den Aachener Jubelgesang schlechthin dar. Der Hymnus wurde für Festmessen im Dom geschrieben. Inmitten des Lobpreises stehen die Stadt selbst, Karl der Große als gesalbter Kaiser und heiliger, großer Herrscher sowie Maria, die die Menschen zu den Himmelreichen Toren und zum Licht der Ewigkeit führe.

### Karlsverein-Dombauverein

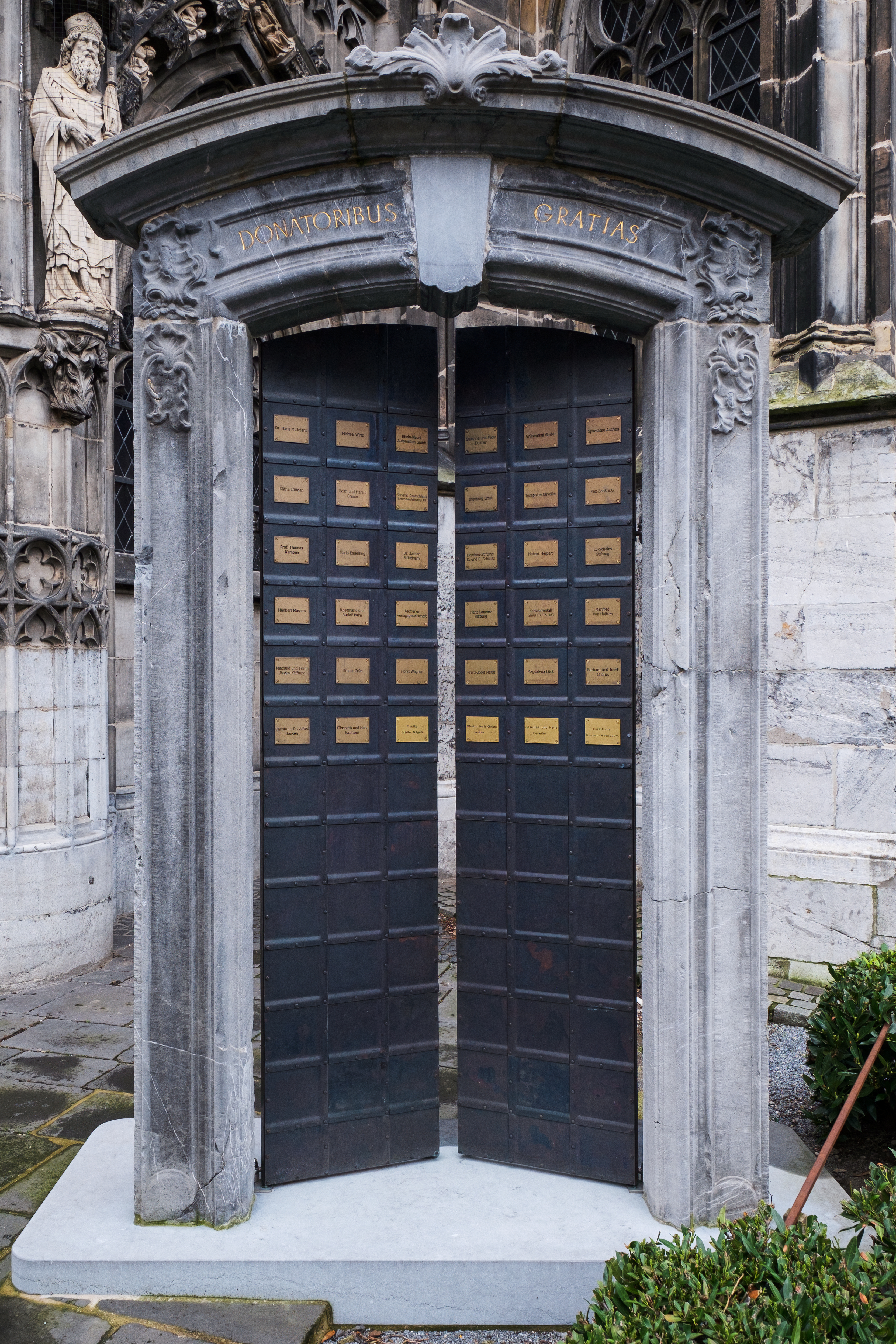
Ehem. Tür der Annakapelle, umgebaut als Spenderportal des Karlsvereins

Im Jahre 1847 wurde von einigen Bürgern Aachens der „Karlsverein zur Restauration des Aachener Münsters“, heute „Karlsverein-Dombauverein“, gegründet, mit der Aufgabe, „den Aachener Dom, die Marienkirche Kaiser Karls des Großen, in seiner geistigen, religiösen und geschichtlichen Dimension zum Anliegen vieler Menschen und Institutionen zu machen“. Mit der Gründung des Vereins wurde die institutionelle Voraussetzung geschaffen, um Spendengelder einzuwerben. In der Folgezeit übernahm der Verein vom Stiftskapitel die meisten Aufgaben der Bauabwicklung und Rechnungsführung gegenüber den preußischen Ministerien im Bezug auf die Restaurierungsarbeiten am Dom.
Bis heute ist der Karlsverein eine wichtige Institution zur Erhaltung und Instandsetzung des Aachener Doms. Gemäß der Satzung des Vereins wurden und werden alle Spenden und die Zuwendungen für die bauliche Erhaltung des Aachener Doms verwendet.

### Münster-Altar-Verein
Im Jahr 1872 wurde auf Initiative von Stiftskanonikus Franz Bock der Münster-Altar-Verein gegründet, der sich eine stilreine Wiederherstellung des Altarraumes zur Aufgabe machte. Insbesondere wurde nach Wegen gesucht, den barocken Hauptaltar zu ersetzen, der nach den Sanierungsarbeiten im 19. Jahrhundert stilistisch nicht mehr zum Gesamtensemble passte. Der Verein verfügte bei der Gründung über einen finanziellen Grundlage von 10.000 Talern, der durch weitere Spenden aufgestockt wurde. Der Verein begleitete die Neugestaltung der Altäre der Chorhalle sowie der Kreuzkapelle (Nikolauskapelle).

### Europäische Stiftung Aachener Dom
Im Jahre 1995 gründete das Domkapitel die „Europäische Stiftung Aachener Dom“ mit dem Ziel, die Anstrengungen zur Erhaltung des Aachener Doms noch weiter zu intensivieren und diese über Spenden aus ganz Europa zu finanzieren. Mehr als 100 Persönlichkeiten aus ganz Europa gehören dem Kuratorium an, die sich zur Aufgabe gemacht haben, an der Erhaltung dieses einzigartigen Bauwerks mitzuhelfen, die europäische Dimension der Kathedralkirche darzustellen und eine Identifikation mit einer gemeinsamen europäischen Kultur zu fördern. Dem Ehrenkuratorium der Stiftung gehören Könige, Staatspräsidenten, Minister und Botschafter sowie Kardinäle und Bischöfe an.

## Auf Briefmarken, Geldscheinen und Münzen
Der Aachener Dom wurde seit dem beginnenden 20. Jahrhundert mehrfach auf philatelistischen und numismatischen Produkten abgebildet, auch auf Geldscheinen.
Auf dem Revers von Großpfennigen wurde bereits bei Friedrich I. „Barbarossa“ (1152–1190), Friedrich II. (1215–1250), Richard von Cornwall (1257–1271), Rudolf von Habsburg (1273–1291), Adolf von Nassau (1292–1298), Albrecht I. von Österreich (1298–1308) und Heinrich VII. von Luxemburg (1303–1313) das Aachener Münster dargestellt.
Am 20. Juli 1923 gab der Stadt- und Landkreis Aachen eine Notgeld-Banknote mit dem Nennwert von 1.000.000 Mark heraus. Der Aachener Dom diente als Brennender Dom als Motiv.
Am 1. November 1930 (Einzelmarke) bzw. 12. September 1930 (Block) veröffentlichte die Deutsche Reichspost eine 8+4 Reichspfennig-Briefmarke in der Serie Nothilfe Bauwerke mit dem Motiv Dom und Rathaus von Aachen.
Die Französische Republik gab zum 24. April 1972 eine 50 Centimes-Briefmarke in der Serie CEPT mit dem Motiv des Aachener Doms heraus.
Am 19. Oktober 1973 erschien bei der Deutschen Bundespost eine 40 Pfennig-Briefmarke aus der Serie Fremdenverkehr mit dem Motiv Aachen. Sowohl der Aachener Dom als auch das Aachener Rathaus waren abgebildet.
Am 13. Januar 2000 edierte die Verkaufsstelle für Sammlermünzen der Bundesrepublik Deutschland eine 10-DM-Gedenkmünze aus 925er-Sterling-Silber mit dem Motiv Kaiser Karl der Große – Dom zu Aachen – 1200 Jahre.
Gleichzeitig erschien eine Sonderbriefmarke zu 1,10 Euro mit dem gleichen Motiv.
Am 1. Oktober 2012 verkaufte die VfS eine 100-Euro-Gedenkmünze aus .999-Feingold mit dem Motiv UNESCO-Welterbe – Dom zu Aachen. Es handelte sich dabei um die bis 2019 teuerste deutsche Gedenkmünze bei Ausgabe (738,70 € exklusive Versandkosten), da der Goldpreis im Herbst 2012 besonders hoch war. Das Motiv von Erich Ott setzte sich gegen Entwürfe von Bodo Broschot, Reinhard Eiber und Victor Huster durch.